# カンピオーネ!
『カンピオーネ!』(Campione!) は、丈月城による日本のライトノベル。イラストはシコルスキー（1-21巻、EX）、BUNBUN（ロード・オブ・レルムズ）が担当。

## 概要
集英社・スーパーダッシュ文庫より、2008年5月から2014年9月まで刊行された。その後、その後継レーベルであるダッシュエックス文庫から続編が2015年4月から2017年11月まで刊行され、本編は21巻で完結。登場人物の一部は次作『神域のカンピオーネス』にも登場しており、2019年4月には両作の繋がりを描く『EX』が刊行される。さらに『神域のカンピオーネス』の直接的な続編で、両作の主人公らが登場する『ロード・オブ・レルムズ』が2020年6月から発表されている。
「電子書籍アワード2013」ライトノベル部門では1位を獲得している。2017年11月時点でシリーズ累計部数は140万部を突破している。
坂本次郎による漫画化作品が『スーパーダッシュ&ゴー!』2011年12月号（創刊号）から2013年6月号にかけて原作2巻までの内容が連載された。また、2011年12月17日に行われたジャンプフェスタにてテレビアニメ化が発表され、2012年7月から9月にかけて放送された。

## あらすじ
この世界には神殺しと呼ばれるものがいる。神話に抗い地上に災厄をもたらす神、まつろわぬ神を殺し、権能と呼ばれる神秘の力を奪った者たち。彼らはカンピオーネと呼ばれ、魔術師の王、魔王として君臨し、神々や同類と戦う。
日本に生まれた7人目の王、草薙護堂は一人の高校生として平穏な日常を望んでいた。だが、彼を神殺しに誘った運命がそれを許すはずもなく、護堂は自らを慕う少女たち、エリカ・祐理・リリアナ・恵那とともに日本のみならず海外でも、まつろわぬ神々や他のカンピオーネと戦い続ける羽目になる。
そんな日々の中、護堂は「複数の神殺しが誕生した時に地上へ顕現し神殺したちを殲滅する」という最後の王と呼ばれる最強の軍神が、1000年前から日本に眠っていることを知る。王を復活させようと日本に襲来する神祖グィネヴィアや神々を退けていた護堂だったが、ある事件で1500年前の過去へ飛ばされた時に王本人と対面する事になる。何とか事件を解決し現代へ帰還したものの、本格的に動き始めた配下たちによって最後の王が時を経て遂に復活してしまう。神殺しの数に応じて力を増す王を、護堂は隠された名を解き明かし辛うじて退けたのだが、その能力を封じるために今度はカンピオーネ同士が数を減らすべく殺し合う「魔王内戦」が勃発する。

## 登場人物

### 主要人物
草薙 護堂（くさなぎ ごどう）
声 - 松岡禎丞
本作の主人公。当代の中で最も若き神殺しの魔王、7人目のカンピオーネ。私立城楠学院高等部1年5組。16歳。身長179センチメートル、体重64キログラム。5月10日生まれ。自宅は根津3丁目にあり、休業中だが家業は古本屋である。家族構成は妹・母・祖父で、高校1年の秋に日光で起きた一件の後にカンピオーネ羅翠蓮と義姉弟の契りを交わす。
小学生から野球を続け、恵まれた強肩と長打力で中学時代に4番兼捕手でシニアリーグの日本代表候補になるも、送球時の事故が原因で右肩を故障し野球を引退することとなり、スポーツと距離を取るために運動部があまり盛んでない城楠学院に高等部から編入する。高校入学直前の春休みに祖父の元へ届けられた神具《プロメテウス秘笈》をルクレチアに返却するためイタリアを訪れた際、古代ペルシアの軍神ウルスラグナとフェニキアの神王メルカルトとの戦いに巻き込まれ、そこで出会ったエリカと共に、戦いによる被害を止めようと奮闘する。メルカルトとも交渉して手を組み、秘笈を用いてウルスラグナの殺害を成し遂げ、当代7人目のカンピオーネとなる。
争いを好まない平和主義者・「普通の高校生」を自称し、実際普段は人並の倫理観や正義感をもつ律儀でまじめな性格で、一見すると誠実で純朴かつ親切そうな好青年なのだが、一方で場の勢いと気持ちの昂りに任せて行動するところがある。「やられたらやり返す」性格で、勝負事では良識を一旦捨てて様々な手段で勝ちを狙う大胆な決断力・狡猾さ・猛々しさを裡に秘めており、ネガティブな感情が長続きしない草薙一族特有の『喉元すぎれば熱さを忘れる』大雑把さ、敵とあらば殺すのも覚悟で倒しにかかるなど戦士の気概を持つ。弱きを助け強きをくじく『義侠の人』であり、誰かに力を貸したからといって、自ら見返りや感謝を求めはしない。面倒見が良く、距離や文化の隔たりなど関係なしに気やすく友人関係を作り、友人たちの誰かが困っている、あるいは会いたがっていると聞けば、フットワーク軽く彼らを訪ねて旧交をあたため、必要なときは義侠心にまかせて可能な範囲で手助けする、といった点は祖父によく似ている。誰にでも愛想を振りまくわけではないが、心を開いてきた相手にはひどく鷹揚で誰とでも仲良くできる。つきあいとなれ合いの区別をきちんとつける性格で、勝手に自分の名前を使われることを好まない。魔王としての意識は低く、王の称号にふさわしい偉業を成して初めて王に認められると考えており、神々との揉め事で体を張るのは自分しかできそうな人間がいないからでしかない。生来の大雑把さと草薙一族の影響から感性に多少のずれがあるためか正義の味方と言うよりはアウトローな行動が多く、状況の変化への適応が非常に早く唐突に前言撤回する事もしばしばなので、周囲からは「言うことはまともなのにやることはメチャクチャ」と言われ、戦闘によって周辺に大きな被害を与えるのがお約束。事後には一応反省めいたことはするものの、次に同様の状況になった場合は勢いに任せて行動してしまうため、その反省が生かされた例がない。加えてロクデナシと自覚しながらも、自分の信条を大多数の安全よりも優先するなど王に相応しい横暴さも持つ。これらの行為のせいで、自分の権能には「民衆を苦しめる大罪人」と認定され、アレクからは「テロリスト」、「時の番人」からは「治世では乱を起こして梟雄となり、乱世では乱に乗じて玉座を奪う器」、アルティオからは「嵐と災厄の運び手」、梨於奈からは「宇宙でいちばん平和主義と縁のない無法者」、蓮からは「結構いい人なのに、えげつないことやる人」などとも評される。また、「『正義と民衆の守護神』を殺害してカンピオーネになった」という、いかにも大魔王らしい経歴を内心では気にしている。
人との交わりを大切にする祖父の薫陶もあって、異常な状況に対する順応能力や清濁併せ呑む柔軟性を持ち、性別年齢国籍問わず友好関係を築ける懐の深さがある。祖父母の影響から異性関係には及び腰で、中学時代から多数（最低でも14名）の女性の好意に全く気付かないなど恋愛に関する勘は鈍く、女性に振り回されがちだが、自分の信条に関することなどでは時に自分の意思を押し通して逆に翻弄する。神殺しらしい狡猾さやしたたかさと、友人を作ることへの躊躇の無さや信頼する相手への無防備さが同居しているという性格もあって、本来なら敵対するはずの者とも魅かれ合う場合がある。ちなみに容姿は平凡だと自認しており、素朴で気取らず、朴訥としているためイケメンと言われることもないが、顔立ちは割と整っているらしい。自分に純粋に尽くす者たちに対しては「応えなくては男が廃る」という思いを抱く一方で、命懸けの闘いでの勝利のためにはそうした献身が必要な状況に責任も感じ、「女を遺していつ死んでもおかしくない」「今の自分が恋愛などによそ見できるほど甘い戦いではない」という自覚から一線を越えようとはしない。仲間に順位を付けることを嫌い、思いを寄せる少女たち全員と生涯を共にすることを約束している。「（祖父に並ぶかそれ以上の）稀代の自覚無き女殺し」と言われるモテっぷりで、（本人は否定するが）魔術界では「恐ろしい力を持った色好みの大魔王」と噂されている。本人としては男子だけの部活のような雰囲気の方が落ち着くのだが、その望みに反してどのような場所・時代にあっても身の回りから女性の気配が絶えることがないため、「星まわりも含めて一種の病気」なのではないかとも言われている。基本的に女の子には優しいが、致命的なまでに脇が甘く、敵の女性に口付けを介した術をかけられ策略に嵌ることもある。ルクレチア曰く「女難の相があるが、女運は良い」とのことで、実際自陣の女性たちは同年代では世界最高峰クラスの実力者ぞろい、女性カンピオーネとも友好的で特に義姉とは幾度か共闘しており性格はともかく実力面では強い信頼を寄せ（ただし信用できるかは微妙と評する）、さらには女神と共闘した経験すらある。義侠心が強いことから神や神殺しの横暴で他人が傷つくことを見過ごせず、例え敵対していた女神が相手でも必要以上に痛めつけることはない。なお、自由すぎる家庭環境で育ったので、親子鷹という生き方にはまったく共感を覚えない。なぜか周囲に「生意気な曲者」が多いせいか、その手の変人が近くにいないと落ち着かない。
祖父の教育方針のために飲酒経験があり、かなりの酒豪。料理は上手ではないがつまみを作るのは上手く、「適温の燗酒を作る」特技も持つほか、母親に作らされていたせいでカクテルに関する知識もある。様々なバイト経験と祖父の交友関係もあって人脈は広い。さすがに専門家ほどではないが実家が本屋だけあって高校1年生としては博識であり、古代ギリシアの叙情詩なども読んだことがある。元体育会系なので基本的に年長者は敬うが、性格の癖が強いカンピオーネたちに対してはほぼ敬語を使うことはない（アイーシャのみ例外）。
賭けごとが異様に強く、遠縁の老人から伝授された「勝って当たり前」と強く念じるという心構えのみで、運の要素の強いゲームでさえも冗談のように圧勝する。親族一同の新年会で開かれる博打で毎年大勝するため、かなりの貯金額を持つ。根が真面目なので真っ当に働いて稼いだ金を使うのが主であり、貯金はほぼ死蔵状態だったが、最近では旅費などに利用されている。また、『ユニバース492の1857年』を訪れた際には、ロンドンの競馬場で裕理の直感力にも助けられてすさまじい額を1日で稼いでいる。最終決戦後は『円卓連盟』を運営しているおかげで、金銭的には不自由していない。
野球の腕前は「中の上」と自らを評すが、現役時代は年齢にそぐわぬ頭脳戦をするチームの司令塔として、知る人ぞ知る選手だった。なお、カンピオーネ由来の回復力で引退のきっかけになった怪我は快復しており、体力づくりも欠かしていないが、出鱈目な体になったので復帰や他競技への転向はしていない。
常人だった頃から、神の言霊に抗う程の精神力、相手の心理と勝負所を嗅ぎ分ける洞察力・戦術能力、ずば抜けた動体視力に反射神経、野球技術を持っており、それらを武器に神々との戦闘を行い、相手に合わせて柔軟に戦法を変えるのが得意。元々神官や祭司の素質があったのか、ウルスラグナとの邂逅を通して神力の感知能力に目覚めた。呪力は強いがセンスがないので魔術は使うまいと自らを戒めており、剣士ドニとの戦闘で才能の壁を痛感したため敢えて武術には手を出さない。ただ、『駱駝』になれば神と伍する格闘能力を、『山羊』や『戦士』になれば人類最高クラスの魔導力を得るため、特に問題視はしていない。また、神やカンピオーネからは無視される程の格差がある人間の力をサポートとして用いるなど、戦力の使い所を見極める能力に長ける。クセのある人物の手綱を取るのも非常にうまく、他のカンピオーネたちと共闘する際には我の強い彼らの指揮も執る。
記録上では日本人初の神殺しということもあって、正史編纂委員会とはカンピオーネになって間もない頃から協力関係にある。当初は特段役職に就いているわけでもなかったが、半年以上実質的に頂点に君臨していたようなものであったため、年末の大祓の儀にて半ば強制的に委員会の盟主の座を御老公（スサノオ）から譲られ、名実ともに強力な権威を持つことになる。
最強の《鋼》であるラーマが封印された地で生まれた神殺しということで彼に関する戦いに巻き込まれるようになり、2月に《妖精境の通廊》で5世紀のガリアに迷い込んだ時に直接の因縁が生じ、以来幾度も戦うことになる。魔王内戦に続く最後の戦いにおいて、ラーマとの5度に渡る戦いの末に因縁に終止符を打ち、和解して互いに友人となる。《運命の担い手》を2人で協力して倒したことで運命神の力を一部継承し、「魔王殲滅の運命」の呪いをラーマから肩代わりすることで次元間移動（プレーン・ウォーキング）が可能となり、それからは様々な並行世界から届く助けを求める声に応じて世界を跨ぎ、問題の解決に当たるようになる。
毎月1回ほどの頻度で要請を受けるようになり、元の世界に留まる時間が減ってしまったため、高校2年生の5月からは表向きイタリア留学の名目で日本から離れ、2年半後には飛び級で高校を卒業して大学生になっている。多忙さから実家には2年近く帰省しておらず、ミラノにある下宿先のブランデッリ邸にもほとんど滞在できない。また、自身の仲間として付き添ってきたエリカたち4人とも恋人や伴侶として結ばれており、『少年』の化身などで見せていた片鱗が開花したのか、女性の扱いにもかなり慣れ、躊躇なくハグする、街中でキスを交わすなど情熱的な振る舞いも増えている。なお、ルクレチアが無断で持ち出した《プロメテウス秘笈》を破壊した代償として、途中から神具を保管していたボローニャ大学に移籍している。大学時代をミラノとボローニャで過ごし、多忙ながらも可能な限り多くの講義に通っていたため、アレクとも議論が成立するほどの歴史、考古学、神話学の知識を身につけている。第6の権能《反運命の戦士》や《プレーンウォーカー》としての能力のみならず、いかなる権威にも屈せず、我が道を突き進み、宿敵であるはずの神々とさえ友情の絆で結ばれることを躊躇しない、多元世界でも稀に見る自由闊達さを以て神殺しとしてもきわめて特異とされる。
最終決戦から5年後、空間歪曲の出現によりアイーシャ夫人を探して《無限時間の神殿》を訪れ、ズルワーンの権能を模倣して彼女が送られた『ユニバース492の1857年』に向かう。その地でアイーシャを捜索するための配下と協力者を募るため、『チェーザレ・ブランデッリ』を名乗って魔術結社《カンピオーネス》を組織し、次々と現れる神獣軍団の脅威を食い止め、復活したウルスラグナとの再戦を生き延びるが、並行世界でエリカとの間に授かった双子の兄妹（レオナルドとモニカ）が《聖杯》の荒御霊に見初められてしまったことで並行世界を離れられなくなり、自分は歴史の修正力を受けかねないことから、1歳にもならない我が子たちと辛い別れを経験している。それから3年間で『ユニバース492の21世紀』には行けるようになり、自分の子孫が成し遂げたことを確認する機会を得ている。
それから更に数年経過した『神域のカンピオーネス』では、改装した《無限時間の神殿》を拠点とし、勇者の運命は失ったが並行世界の旅は他の手段で続けている。我が子と生き別れた影響から、若者・子供たちがのびのび育っている、生来の資質を伸ばしているのを実感すると、無性にうれしく感じるようになっている。ドニ経由でアレクから《サンクチュアリ・ヒューペルボレア》が「特別」だと聞かされて興味を持ち、アレクから直接会ってヒューペルボレアに来るよう要請される。そして鷹化にも情報を伝えた後で、自分自身もいろいろな異世界を経由して神域に辿り着く。しかし、現地で出会った《水の乙女》によって、《天叢雲劍》を奪われてしまう。そして、衛兵として雇われた蓮たちと戦い、《太陽を喰らう者》で梨於奈を人質に取るが、『猪』を因果応報の権能で退けられたために撤退。その後、梨於奈を呑みこんで復活した《焰の戦士》を蓮と共闘して退け、天叢雲劍を取り返すと一行に別れを告げ、神域の探索を再開する。
『ロード・オブ・レルムズ』では、移動の不便さを解決するべく『探索者のギルド』の設立をエリカに丸投げし、自分は一人で旅をつづけていた。生き別れていた我が子とヒューペルボレアで再会することができ、彼らの啓示に従ってアイーシャを確保したものの、その際に蓮とのいざこざで彼女が多元宇宙全体に災厄を引き起こしていると知る。《混沌の海》による侵食を阻止するべくアイーシャの封印を実行するが、元凶となっている権能《妖精郷の通廊》が妖精ニアヴとして顕身化し行方をくらましたため、世界の垣根を超えて逃亡するニアヴの追跡と、将来的に確実に発生する勇者と神殺しが入り混じるヒューペルボレアの大混戦を一気にふっとばす手段の獲得を目的に、娘のモニカと共にヒューペルボレアの『外』に出る。第1段階として、とあるユニバースに隠されていた《救世の神刀》を入手し、『反運命の権能』で《盟約の大法》を使えないかと模索しつつ、ニアヴを探して『この世の果て』を目指す。また、現実に運命神を殺めていることから《反運命の神殺し》の「本命」と目されている。
所有する権能は《東方の軍神》、《天叢雲劍》、《黒の剱》、《白き騎士の突撃》、《太陽を喰らう者》、《反運命の戦士》の6つとされる。ただし、《黒の剱》はアテナの秘法であるため権能には該当せず、天叢雲も権能というより『相棒』に近い関係である。カンピオーネとなって1年足らずの間で様々な神と戦い勝利を収めているが、うち3つが転生から1年弱が経過した高校1年の2月で一気に手にしたものであり、止めを刺さなかったり『鏃の円盤』に介入されたりといった事情で戦闘回数に比べれば権能は少ない。ただ、最初に得た権能が「威力絶大だが小回りは利かない」か「利便性は高いが決定力がない」かの両極端な性能で扱い辛い上に、元は一般人であったこともあって持て余し気味であり、手札を増やすことよりも手持ちの武器をどうやって使うかを重視するタイプであるため、権能が増えないことはあまり気にしていない。そのため、歴代の神殺しの中でも特に権能などの力に対して執着がないと評されている。一方で類は友を呼んだのか、戦いを重ねるごとに『猪』を筆頭にして天叢雲剣やランスロットといった好戦的な性格の仲間が増えてきている。権能の威力の絶大さ故に最も苦手なのが周りの人間を巻きこまずに戦うことで、街中での戦いは極力避けたがる。また、22歳頃には離れ離れになる子供達を守るために、《白き騎士の突撃》を手放している。

エリカ・ブランデッリ（Erica Blandelli）
声 - 日笠陽子
本作のヒロインの1人。金髪碧眼のイタリア美人。身長164センチメートル。B87/W58/H88。16歳。4月生まれ。神殺しの血を引く魔術界の名門ブランデッリ家の令嬢。ミラノの魔術結社《赤銅黒十字》（しゃくどうくろじゅうじ）に所属し、12歳で騎士に叙勲され、弱冠16歳にして『大騎士』の位階と組織のイタリア人筆頭騎士たる『紅き悪魔（ディアヴォロ・ロッソ）』の称号を持つ天才魔術師。護堂がカンピオーネとなった経緯を知る数少ない人物の一人。
魔剣クオレ・ディ・レオーネの当代の所有者で、本来の「幅広の片手剣（ブロードソード）」から細剣へ変形させて巧みな剣術を使う。魔女の素質こそ持たないものの戦闘関連、特に攻防に優れた鉄の魔術に長けており、剣を魔法生物（ゴーレム）化し、変形・増殖させて戦う。鉄と関わりの深い焰の術や、『身体強化』『護身』などの強化系魔術も得意。魔術に関しては戦闘向けのものを得意とするが、優れた政治力や交渉能力を持ち、時にはそれを駆使して護堂をサポートする。常に陣営を代表するスポークスマンであり、智慧者としての資質を持ち、護堂の騎士となって以来、自然とそれに磨きがかかり、その才覚を神々や魔王に対しても臆せず見せる。羅濠教主も認めるほどの聡明さに加えて器用で要領もよく、アリアンナの運転を見ているだけで（交通法規までは理解していないが）乗用車の運転方法をほぼマスターし、後に（免許は未取得だが）中型バイクの運転も完全に習得した。また、乗馬も「たいていの（古代）ローマ人より上手い」と自負している。
本編開始前（護堂が中学卒業時の春休み）、イタリアに出現したまつろわぬ神の調査を行う過程で祖父に代わってイタリアへ神具「プロメテウス秘笈」を運んできた護堂と出会う。当初は護堂を「紳士じゃない」と評し、嫌っていた節さえあったが、サルデーニャに出現したまつろわぬウルスラグナを追ううちに打ち解けていく。最終的に護堂がウルスラグナに勝利した際は、護堂がカンピオーネとなってしまったのは自分にも責任があると発言している。護堂がドニと敵対した際に好意を自覚し、結社の命令に逆らってまで護堂に協力して想いを伝えた。
「（第一の）愛人」を自称するほど個人的にも護堂に惚れこんでおり、平時であれば所構わず手段も問わず彼のそばに寄り添いたがるため、祐理や静花から警戒されている。一方の護堂からも相棒として最大の信頼を置かれている。5月のアテナ戦後（1巻末）から城楠学院1年5組へ留学、現在はメイドのアリアンナと本郷通り沿いのマンションで生活している。当初から肉体関係を持つことにも積極的だったが、バレンタインの時に彼が自分のことを想っているのを知ると同時にその覚悟を察し、しばらくは現状の関係に甘んじることを決めている。
本人曰く「心は広いが我慢はしない女」。護堂の周りに女性が来ると彼を問い詰めるが、すぐに自分の地位を獲得して上手く取りまとめている。浮気は許すが本気は許さないと公言しつつも、護堂と祐理の仲については認めている。だが、自分とは対極のタイプの恵那については「護堂の寵愛を独占する上で最大の雄敵かも」と懸念している。更にカレンを通じてリリアナの弱みを握って手玉にとるなど、権謀術数に長けた狡猾な面がある。しかし、正攻法が信条の騎士でもあり、戦場では基本的に正々堂々とした手段を好んでいる。
「面白さ」が重要な参考基準であり、持ち前の智力を自分が面白がるために動員する。優秀だが問題も多いアリアンナを雇っているのもそのためと推測されている。食事も面白いものを選ぶ傾向があり、カップラーメンを食べたこともないようなお嬢様でありながらゲテモノを好んで食する。また、ブルース・リーのファンで派手なアクション映画を好む。朝には弱く、護堂が起こしに行くこともしばしば。ちなみに護堂と互角の酒豪でもある。
護堂の『少年』の化身の加護を受けると、服は紅と黒の膝まで届く長いケープに、クオレ・ディ・レオーネは逆棘状の歩兵槍と楕円形の盾に変貌（アニメ版では、通常時でも使用）し、攻撃力・機動力・魔術に対する防御力が爆発的に上昇する。
ドニと初めて対面したときに『ダヴィデによる勲の書』より『聖なる殲滅の特権』の「ジェリコの殲滅」を覚え、4年の時をかけて修行を積んでいた。護堂陣営の戦力が充実してきたこともあって自らも戦力的にランクアップするため、9巻にてリリアナと相談して文化祭の一時期を利用してイタリアに帰国、聖絶の使い手の先達である叔父に教えを請い『少年』の加護なしで聖絶を発動できるようになり、神祖グィネヴィアが召喚し直接操る神獣を倒すほどの力を得ている。当初は熟練度で叔父に遠く及ばず、発動後は全身を極度の疲労と倦怠感が襲い、まともに思考することすら困難になる諸刃の剣だったが、戦いの中で幾度も使ったことで徐々に負担が軽減されていく。
ラーマとの最終戦で1人だけ決戦の地に同行できることになった際は、公正なくじ引きに勝利して『運命神の領域』に同行し、『深紅の宝玉』の姿で戦いの決着を見届けた後、最初の並行世界への旅にも付き添った。最終決戦後は羅濠教主の不在で揺らいだ中華の武侠世界を《円卓連盟》の一員としてまとめるため、上海の旧フランス租界に拠点を移してリリアナと共に、鷹化の代理という形で活動している。護堂とも正式に恋人として結ばれている。
5年後にユニバース492の19世紀を訪れた際、護堂の子供を懐妊。カンピオーネと人間の間での妊娠率の低さから、護堂の最初で最後の子供になる可能性があると考察して、並行世界で男女の双子を出産を強行する。一連の事件の間は妊娠中で絶対安静だったため、戦闘には一切参加できなかった。《聖杯》のせいで我が子たちと離れ離れにならざるを得なくなった時は、表面上は毅然とした態度を貫きつつも、元の世界へ帰る日の前夜に人知れず護堂の胸の中で号泣し、最初で最後の親バカとして、旅立ちの時に愛剣《クオレ・ディ・レオーネ》と自分が書いた《次元移動者のための覚書》を残した。
さらに数年後の『ロード・オブ・レムルズ』では、護堂の恋人の中で最初に神話世界ヒューペルボレアへ来訪し、移動に難儀していた護堂に頼まれて、テンプル騎士団の事業を基に第7の王国『探索者のギルド』を2ヶ月あまりの間で立ち上げ、マスターとして運営している。成長して再会した息子レオナルドと共にヒューペルボレアを離れた護堂の帰還を待っており、ギルドの本拠地に現れたアレクと会談し、救世の勇者の情報を提供する。なお、特殊な事情があったとはいえ、出産からわずか数年で5人の孫を持つおばあちゃんになってたことには、さすがに愕然とした。

万里谷 祐理（まりや ゆり）
声 - 花澤香菜
本作のヒロインの1人。私立城楠学院高等部1年6組。15歳。学校では茶道部に所属。
関東一帯を霊的に守護する一団の『媛』と呼ばれる高位の巫女であり、由緒ある武蔵野の媛巫女の一人として、重要な聖域の一つである虎ノ門の七雄神社を担当している。《神祖》玻璃の媛君の血を濃く引いた先祖返りであり、世界最高クラスともされる強大な霊視能力と、希少な精神感応の素養を持つ。13巻では、力の成長と護堂に最も近しい媛巫女の一人という背景から、馨の手配もあって恵那と同じ媛巫女筆頭となった。
万里谷家は旧男爵家の家系で、明治維新までは貧乏な貴族だったが、代々高い霊力を持つ女児が産まれることから古来より優秀な巫女を幾人も輩出してきた。祖父は外食レストランチェーン店の社長であり、母に頭の上がらない父もそこで勤務している。本宅は埼玉県にあるがそこには祖父母だけが住んでおり、両親と自分たち姉妹は通勤・通学に便利な虎ノ門のデザイナーズマンションで生活している。昔から家族で海外を回ることが多く、そのために4年前のヴォバン侯爵による神の招来の儀式にも巻き込まれており、リリアナ共々その儀式の生き残りの一人である。
基本はおっとりとしたお嬢様だが、筋金入りの逞しさを持ち、責任感が強く真面目な性格で、護堂のいい加減な言動を諫めることも。怒ると「夜叉女」と表現される鋭利な雰囲気をまとうため、奔放な妹のひかりも姉には頭が上がらない。また護堂を巡る女性関係に対しても同様だが、そのせいで周囲から「護堂の『本妻』」扱いされている。素直で世間知らずなので、少々天然ボケ気味なところがある。携帯電話もまともに扱えない極度の機械オンチ。巫女の修行を終えているので苦行には耐性があるが、神祖の力を強く受け継いだ影響で賢人議会のアリスと同じく体が非常に弱く、2キロも走っていないのに筋肉痛になるほどに体力がない。
偶然にも新たにカンピオーネとなった護堂と同じ学校に通っていたという縁と、正史編纂委員会への協力義務から、神具ゴルゴネイオンを巡るアテナ襲来時から彼と共に戦うことになる。その真面目さゆえ、当初は護堂に対し「女性関係がだらしなさすぎる」と責めていたが、何度も接するうちに次第に好意を持つようになり、彼にどこまでもついて行くことを決意する。護堂のダメさも身勝手さも全て受け入れる度量の持ち主で、彼が重傷を負ったときには恥じらいながらも自分から進んで治療しようとするなど積極的な一面も見せるようになった。また護堂との関係が深まるにつれ、自然と息が合うようになる。
その霊視力は一般的な魔女のおよそ6倍という驚異的な的中率を誇っており、神々に近づけばほぼ確実にその名や来歴までをも視ることができる。この力は護堂の『戦士』の化身と相性が抜群であり、戦闘に直接参加することはほぼないが、後述の精神感応による心眼や思念の中継係など強力なサポーターとして活躍する。また、霊視の副産物として非常に直感が鋭く、仲間内ではギャンブルが異常に強い護堂に次ぐ博才の持ち主でもある。
護堂の『少年』の加護を受けたその姿は、亜麻色の鮮やかな長髪と玻璃の瞳を持ち、十二単と羽衣をまとった平安の美しき佳人である。授かる力は精神感応の力と究極の心眼「観自在」であり、肉眼では捕捉不可能な神速や「まつろわぬ神々」の魔術をも見切るほどの力を持つ。その時の精神感応者としての力は、一時的とはいえプリンセス・アリスをも上回るほどに増幅され、加護による繋がりで護堂にも作用する。また、その感覚を任意の人物と共有することができ、護堂やエリカなどの前線で戦う仲間に大いなる恩恵を与える。
アレクによる天之逆鉾強奪事件でイギリスを訪れた際にアリスの手ほどきを受け、彼女には劣るものの自力で精神感応力を行使可能になる。不完全ながら幽体分離もでき、感応力を最大限に高めて媛巫女の和御魂を放射し、様々な呪術や神獣の力さえも鎮静化する「御霊鎮めの法」も習得した。一方で新たな力に目覚めた副作用により、人の多いところに行くと無差別に精神感応が発動してしまうせいで自然と消耗してしまうようになってしまった。さらに、ラーマ復活による大地の異変の影響も強く受けるようになってしまい、護堂とラーマの3度目の戦いからは体調不良を誤魔化すために幽世に留まり戦場から離れることにはなったが、そこから精神感応の力を伸ばして味方を援護、魔王内戦の舞台がアストラル界に移ると護堂たちと合流した。
最終決戦後は《円卓連盟》の発足とそれに伴う正史編纂委員会の大幅な改革のため、組織のトップ層が全員『東』側の人間だということもあり、『西』側の勢力も掌握するために恵那と共に媛巫女筆頭、神殺しの伴侶として京都に移住。編纂委員会が関わる大学へ進学し、恵那と共に比叡山で修行に励みつつ、全国各地だけでなく海外をも忙しく飛び回っている。
5年後、関東に一時戻っていた時、恵那と共にアレクサンドルからアイーシャ夫人が並行世界で《空間歪曲》を発生し続けていることを聞かされた。そして、ユニバース492の19世紀へやって来た際には、幽体離脱で護堂たちの指針として探索に注力し、アイーシャ夫人の居所や元の世界に帰る方法を感応力で発見している。5年間で精神感応の技量が高まったようで、《カンピオーネス》の拠点があるフランスのマルセイユに居ながら、600キロメートル以上離れたスペインのバレンシア地方まで幽体を送れるようになっている。護堂とエリカの間に生まれた双子を実の母親以上に溺愛し、2人と別れなければならなくなった際には号泣していた。

リリアナ・クラニチャール（Liliana Kranjcar）
声 - 喜多村英梨
本作のヒロインの1人。東欧にルーツを持つ銀髪ポニーテールのイタリア人。長らくヴォバン侯爵に仕えてきたクラニチャール家の出身。16歳。自称「護堂の騎士」。愛称は「リリィ」。エリカの属する《赤銅黒十字》のライバル組織《青銅黒十字》（せいどうくろじゅうじ）に所属する大騎士で、エリカと同じく12歳で騎士に叙勲されており、欧州では同年代の少女でエリカと唯一張り合えると評される。
『剣の妖精』の異名を持ち、総合的な戦闘力でエリカに匹敵するほどの凄腕。愛剣はサーベルのイル・マエストロ。錬鉄術などのライバルの得意分野では劣るものの、魔女（ストレガ）の資質を持つため、飛翔術、霊視術、秘薬調合などの魔女にしか使えない術も習得している。戦闘やサポートなどほとんどの局面で力を発揮でき、護堂の近衛として最適ともいえる能力を持つため、彼と共に前線へ向かうことも多い。なお、霊視的中率については欧州魔女の平均レベルにはあったものの、裕理のものを6割とすると1割に満たない程度でしかなかったが、後に護堂たちが過去に飛ばされた一件の際にプルタルコスの館を訪れたことがきっかけで、一回り以上能力が向上した。
ヴォバン侯爵の信奉者である祖父の要請により、侯爵の付き人として来日するが、4年前に自身も参加した神の招来の儀式で大勢の少女達が犠牲となり、闘争を好むカンピオーネを快く思っていなかったため、騎士としての正義感から叛旗を翻して護堂につく。護堂とヴォバン侯爵の対決後帰国するが、その翌月にはナポリで護堂と再会、ペルセウスとの戦いで彼の人柄に触れ、カレンとディアナの差し金もあって関係が急接近し、主従を誓い神の知識を授けた。その後、護堂の傍で補佐するため夏休み明けから日本に留学して同じクラスになる。現在の住居は文京区にあるガレージ付きの一軒家で、メイドのカレンと共同生活している。日本人の名前をフルネームで呼ぶ癖がある。
度が過ぎるほどの実直な武人タイプで、政治的な交渉は苦手。思い込みが強く、感情を暴走させて余計な時間と労力を無駄に使う悪癖がある。祐理と並び女性陣の中では良識的な部類に入るが、決して常識家ではなく破天荒な面がある。また、生真面目な性格ながら、護堂と2人きりの時は抜け駆けを辞さない強かな面もある。良家の子女だが意外に口が悪く、しばしば毒舌になる。旧友にしてライバルのエリカとの関係性は、戦闘能力では互角、魔術の汎用性は自分の方が上だが、処世術の差もあってプライベート面（で独自に弱みを握られている関係）で何かと手玉に取られている。
趣味は密かに恋愛小説をしたためることだが、書いた作品は彼女の知らぬうちにカレンがエリカへと売り渡しており、これが最大の脅しの材料に利用される。なお自分の潜在的な嗜好が反映されているのか、作風としては「ヒロインが恋人に振り回される」傾向にあるらしい。そのためか『灰色の者』によって記憶を消されたときも護堂と最初に元のような関係性に戻っている。名家の子女でお付きのメイドもいるが、エリカとは対照的に家事が得意で、料理や編み物などを趣味に持ち、ファンシーグッズの収集も好きと護堂の周囲の女性の中で一番「少女らしい」趣味を持っている。祐理と同レベルの機械音痴で、コンピュータの基礎的な操作もおぼつかないため、自宅にある機械の扱いはカレンに一任している。
イタリアから転校してきた当初は融通の利かない性格が暴走して、好意と使命感から過剰なまでに護堂の世話を焼いていたことでかえって苦労をかけてしまい、彼に近づく他の女性達にも非友好的な姿勢をとっていたせいで正史編纂委員会とも敵対的になりかけるという事態を招いてしまったが、徐々に落ち着きを持つようになり、世話を焼くにしても押しつけがましくならないような気遣いをするようになる。斉天大聖に勝利した後は、事前に護堂と交わした「ひかりが1ヶ月以内に護堂に惚れるか否か」という内容の賭けに勝ったことで「侍従長」を自認するようになり、公私にわたって彼を支えている。
護堂の『少年』の化身の加護を受けると、服装は青と黒の膝まである長いケープに、イル・マエストロは銀製の長弓に変貌（アニメ版では通常時でも使用）し、攻撃力・連射力・機動力・魔術に対する防御力が爆発的に上昇する。エリカと同じ時期に『聖絶』のうち「ミデアンの殲滅」を習得している。当初は加護を受けた状態でしか発動できなかったが、パオロ卿の教えを受けたエリカからノウハウを伝授されたことで素の状態でも行使できるようになる。
最終決戦の折にはアリスから神殺しの魔導力を高めるための秘薬の調合法を伝授され、『運命神の領域』に向かう護堂に作った薬を渡した。最終決戦後は、エリカと同様に上海に移住しているほか、最も万能な人材ということで、護堂の同行者として並行世界への旅のサポートを頼まれることが仲間内でいちばん多い。
5年後、所用でブカレストに居た時に護堂からアルメニアへ呼び出され、その地でウルスラグナの復活を目の当たりにする。そして、ユニバース492の19世紀を訪れて護堂が『チェーザレ・ブランデッリ』を名乗っていた時は、若かりし頃のヴォバン侯爵を役割モデルにキャラクターをプロデュースし、魔王の副官にして秘書、“愛人”まで兼ねる女騎士として、《結社カンピオーネス》の舵取りを全権委任された。

清秋院 恵那（せいしゅういん えな）
声 - 斉藤佑圭
本作のヒロインの1人。日本の名家を代表する四家の一角、清和源氏の末裔である清秋院家の一人娘。アニメ版では第11話から登場。
祐理とは幼馴染の親友で、共に媛巫女としての厳しい修行に耐えてきた。宝剣「天叢雲劍」を操る剣術・呪術ともに日本最強の媛巫女であり、媛巫女の筆頭『太刀の媛巫女』とされている。降臨術師としての素質を持つ、世界で唯一の「神がかり」の使用者で、一部とはいえ暴風の神速須佐之男命の神力をその身に宿した時の戦闘力は、一時的に西欧でいう聖騎士級に匹敵するほどとなるが、心身への負担が尋常ではないため最終手段としてしか使わない。また、降臨術師の修行を終えたことで荒行・苦行にも慣れており、華奢な外見の割に足腰が強く身体もかなり頑丈。
生まれも育ちも究極の大和撫子で、教養に富み、諸芸にも熟達しており、その育ちに違わぬ清楚で可憐な美貌を持つが、町などに出て体内に俗気を溜めると神がかりができなくなるため普段は山の中にこもっており、その性格は割とがさつで自由奔放な自然児そのもの。山籠もりの影響で毎日通学はできないので、出席日数を組むのに都合がいい群馬の山奥にある正史編纂委員会がスポンサーとなる呪術関係者を育成する高校に通う。またその教育環境ゆえか、男女関係についてはかなり古風な価値観を持っており、護堂の周囲の他の女性陣と違い浮気や重婚に否定的なイメージを持っていないためか、時折爆弾発言をして祐理や護堂に怒られることもしばしばだが、実際の恋愛に関しては祐理以上に疎い。物怖じしない性格だが、曲者すぎる人物や悟りを開いたような人物は苦手としており避けるようにしている。
最初は日本初のカンピオーネである護堂の周りにイタリア人のエリカやリリアナが侍っていることを懸念した清秋院家の差し金で、エリカを排除し護堂の妾になるために送り込まれてきた。一度はエリカに勝利するも、護堂の『少年』の加護を受けたエリカと再戦し敗れる。その直後に天叢雲劍が暴走してしまい囚われの身となるが、護堂によって救出された。これを含めた護堂の生き様を目の当たりにしたことで彼に惚れ、彼こそ自分が妻として侍り媛巫女として仕えるべき運命の男だと確信する。基本的に能天気な性格で自分を女として意識していないが、護堂から『少年』の加護を授かる儀式を終えた後は、彼を目にすると恥じらったり、はにかんだりするような女の子らしい一面を見せるようになる。
一見すると考えなしに突っ走るという無策な印象を周りに与えがちだが、相応の結果を生むその行動は天性の野生の勘がなせる技であり、その一種の精神的強さともいえる逞しさは知略に優れるエリカが対抗心をむき出しにするほどである。護堂とはお互い理性よりも直感と野生を本領とする似たもの同士であるため、戦闘でも抜群の相性を発揮するが、相性がよすぎる余り二人で行動しているとブレーキがきかなくなる。
護堂と天叢雲劍を共有できるため、戦闘力においては仲間内で最も秀でており、条件次第では従属神をも相手取れる。護堂の『少年』の加護を受けることによって、巫女服と千早を纏い頭に前天冠とかんざしを身に付けた神楽舞の巫女のような姿に変貌し、スサノオが得意とする嵐や暴風雨の呪術を自在に使いこなせる。また加護の恩恵により体内のスサノオの神力を倍近くまで上昇させることができ、その力は神獣を一撃で薙ぎ払うほどとなる。5巻終盤で一時的に天叢雲の使用権を失うが、7巻の斉天大聖との戦いの中で『少年』の加護の恩恵により現所有者の護堂から借り受けられるようになり、9巻で聖杯を破るために護堂と『霊感共有』の術を使ったことで天叢雲劍の神気を呼び込み、分身として刀を具現化できるようになる。さらに13巻にて、天叢雲に護堂の『強風』の権能を吸収させることで神がかりを超える「風の劍」を使い、まつろわぬオデュッセウスの腕を切断した。魔王内戦の頃には度重なる戦いを乗り越えたことで神気への感受性が上昇し、石上の滝壺の裏にある洞窟から神刀『七支大刀』を授かったことで、異なる2種類の神気を呼び込む「二重の神がかり」も使えるようになっており、「風の劍」を併用してラクシュマナに深手を負わせるという戦果を挙げている。
護堂の仲間の中では一人だけ遠方で暮らしており、なおかつ彼と特殊な繋がりがあるため他の少女達とは違った役割を担うことが多く、例として9巻でアテナの邪眼で他の女子たちが石化した際は天叢雲劍の力によりそれを免れ、12巻にて呪縛で護堂とエリカ達の記憶を一時的に書き換えられる中で山籠もりの最中だったために唯一人書き換えられず無事だった。ただし「おじいちゃま」と呼ぶスサノオとの交信に利用している携帯電話は電池残量にかかわらず通じるため、充電し忘れて他の者と音信不通になってしまうことも少なくない。
最終決戦後は、祐理と同じ京都の大学に進学して、共に比叡山で修行に励みつつ、各地を回る忙しい日々を送る。
5年後、関東に戻った時に、祐理と共にアレクサンドルから並行世界でアイーシャ夫人が《空間歪曲》を発生し続けていることを聞かされた。そして、ユニバース492の世界の19世紀にやって来た際には、驚異的な機動力を活かして裕理の霊体と共にアイーシャの所在を探索した。護堂とエリカの間に生まれた双子を実の母親以上に溺愛し、2人と別れなければならなくなった際には涙ぐんでいた。
『ロード・オブ・レムルズ』ではエリカに2ヶ月ほど遅れる形でヒューペルボレアへ来訪し、レオナルドやモニカとの再会を経て、暴走するアイーシャ夫人を監視するため、ボランティアの『教祖の護衛』という名目で彼女に同行しながら《反運命教団》の動きを見守る。そして、旦那の大親友の弟子である雪希乃が《クシャーナギ・ゴードー》相手に苦戦しているのを見て事態に介入し、彼女がタケミカヅチの転生体だと知ると、勇者としてレベルアップするための課題として《天叢雲劍》という同系統の存在と対話させ、『最源流』の剣神としての本質を再認識させる。

万里谷 ひかり（まりや ひかり）
声 - 加隈亜衣
媛巫女見習いをしている祐理の妹。12歳。草薙護堂の5番目の美姫（候補）。
約100年ぶりに現れた魔力や呪力を打ち消す「禍祓い」という極めて珍しい能力の使い手。ただし、まだ未熟なので、能力を発動するためには対象に直接触れなければならない。
純真かつ天真爛漫な性格で、恵那とは気が合う。若干耳年増な傾向があり、なおかつかなりませているため、際どい発言をしてはしばしば姉に窘められる。
職務に禍祓いを必要とする九法塚から度重なるスカウトを受けており、仕事をどうにか断れないかと考えて護堂に相談し、とりあえず職場見学ということで猿猴神君が封じられる日光東照宮の西天宮を訪問することになる。斉天大聖の復活に際して体を乗っ取られてしまい人質となるが、精神感応による姉の言葉に励まされ大聖の力を打ち消すことで一瞬の隙を作り、そのおかげで護堂に救出される。これを切っ掛けに彼に惚れ、7巻終章にて彼に侍ることを宣言する。この時「最年少らしく控えめに振る舞う」旨を告げたため、エリカに「処世術の資質は姉以上」と言わしめた。10巻では、ランスロットがかけた狂奔の呪詛にとらわれた護堂を救うためにアリスの霊力を上乗せした禍祓いを石に込め、状況を打破するきっかけを作った。12巻では「灰色の者」に呪詛を掛けられたエリカに片っ端から解呪を行うことで正しい記憶を取り戻すことに成功し、まつろわぬサトゥルヌスとの決戦でも相手の呪詛を防ぐ大役を果たした。護堂たちが過去に飛ばされた時にはイタリアへと駆けつけ、無事期日までに会えるかも分からないにもかかわらず、きちんと護堂へのバレンタインデーチョコを用意しておくような周到さを見せている。
最終決戦後は、城楠学院中等部へ進学。2年生時に生徒会副会長になり、3年の12月前までの1年間勤め上げ、冬の時点で後輩に役職を譲っている。仕切ったり調整したりするのが得意だったため、生徒だけでなく教師からも生徒会長以上に頼られて、在職中は『女帝』とあだ名されるほどの権勢を振るった。また、媛巫女としても見習いを卒業し、京都に転居した姉に代わり七雄神社の担当を引き継いだ。生徒や護堂の妹・静花とも先輩・後輩として親密になっており、静花の妹分となっている。年齢の近い陸鷹化とも仕事柄の関係で静花と共に積極的に交流を図るが、鷹化の方からは彼の女嫌いもあって避けられている。
17歳となった5年後も護堂に対する思慕は変わらず、明日香の結婚式に参加するために帰国した彼に生涯を共にすることを誓い、『少年』の加護を受け入れて《無限時間の神殿》へ通じる空間歪曲にかけられていた守りの術を解除した。そして、20歳になった頃には姉と同じく護堂の恋人の一人になっており、寝物語にユニバース492の19世紀での出来事と、その後のことを聞かされた。

### カンピオーネ
サルバトーレ・ドニ（Salvatore Doni）
声 - 江口拓也
6人目のカンピオーネ。人懐っこい笑みを浮かべる能天気でハンサムな金髪碧眼のイタリア人青年。シエナ出身の24歳。身長はおよそ185センチメートル。すでに4柱の神を打ち倒した護堂の先達。「卿」の敬称で呼ばれる『イタリア最強の騎士』であり、その天才的な剣技から『剣の王』と称される。
世界でも4番目以内の戦士（武術家）を自称する人類最高位の剣術家。強者との戦いの中で会得した、剣先をだらりと下げた状態から無念無想の境地で考えるより先に体を動かす奥義《無想剣》を使う。さらに神速を見切る心眼も独学で身につけている。武術に関する物覚えの良さは尋常でないらしく、1ヶ月足らずで聖ラファエロの基礎技術をほとんど吸収したとされている。他の武術も羅濠教主には及ばないものの高水準で修めており、槍の腕はヌアダから認められるほどで、体術についても軍神に危機感を抱かせる水準にある。剣術一辺倒のカンピオーネだと思われているが、戦いに関しては細心に立ち回る一面も持つことから「大物」「ずる賢い」と評価されることもあり、実際に暴走の権能やヒューペリオン戦で用意した戦略核に匹敵する複数の「流星剣」といった様々な隠し球を持ち合わせている。常在戦場の英傑でもあり、命にかかわる荒事に直面すると、即座に戦士の顔になり、普段では考えられない知的さを見せる。加えて手先が器用で、戦闘には役に立たない開錠のような小技にも習熟しており、裏家業の用心棒をしていた頃にとった杵柄でギターやトランペットの演奏を特技としている。一方でカンピオーネになる前は呪力を体に溜め込めない体質であったため、魔術関係が実践・知識共に全然駄目で、両立が必要なテンプル騎士団では落ちこぼれとされていた。体質が治った今でも魔術は使えず、その弊害で魔術戦における直感が鈍く、いくらカンピオーネに魔術が効きにくいとはいえ、敵の魔術攻撃に対してあまりにも無防備に突撃して痛い目にあうことがある。
元々はエリート街道とは縁のない一介の騎士であったが、4年前に中華系の商人の用心棒を請け負った際、槍に宿ったゲオルギウスの霊に操られてアストラル界に迷い込み、そこでケルト神話の神王ヌアダを殺してカンピオーネとなった。その際、アストラル界に長く滞在しすぎたせいで一時的な記憶喪失に陥っていたが、わずかに残された記憶を頼りにエリカとリリアナに帯同して師匠の聖ラファエロの元に向かい、彼女との戦いで頭を強打されたことによって記憶を取り戻した。その直後に神の招聘の儀式を執り行うヴォバン侯爵の元へ向かい、呼び寄せられたジークフリートを横取りした。
自身の剣を極める方法として全力で命を取りあえる神殺しやまつろわぬ神との対決を望んでおり、そのためなら手段を選ばないが、それ以外の物事にはほとんど興味がない。魔術などの知識のように自分の興味の対象外のことについても碌に覚える気がなく、残酷な凶行は行わないが他人の迷惑を顧みないというダメ人間。聖ラファエロに弟子入りするため老若を問わず女性170名へ無差別に斬りかかる、狼煙代わりに砦を両断する、制止を無視して神具を破壊し地下空間の崩落を引き起こすなど、その愚かさとはた迷惑さを示す逸話に事欠かない。気まぐれかつものぐさであり、めんどうな世渡り、家事、人間関係などにとにかく興味がなく、人懐っこく陽気な性格の割に、単独行動を好み、群れず他人と関わりを持とうとしない。部下に求めるのは自分に代わって諸々の雑事をこなし、自分はただ剣だけ振るっていればいいという状況をお膳立てしてくれることのみ。南欧の魔術組織を束ねる盟主とされるが、「君臨すれども統治せず」という形式上のものであり、まつろわぬ神や神殺しと戦うこと以外の雑事は一切行わずアンドレアなどに任せている。ただし人を使うことには割と慣れており、自身の目的のために圧力をかけて魔術結社を動かしたり、表に出せないような汚れ仕事は神殺しになる以前から関係のあった華僑系の幇に命じたりしているほか、日本に滞在した折に右翼団体とも関係を持っている。また、興味がない人間の名前は何度顔を合わせても覚えない。アルティオからは、その剣技や性格から「孤剣を以て遊興にふける剣王」と評された。当代のカンピオーネの特徴としてやはり賭け事が強く、モナコでルーレットをした時にビギナーズラックで大金を稼いだという武勇伝を持っている。
護堂同様友人を作るのに躊躇しない気質だが、状況次第で親しくなった相手に対しても迷うことなく剣を向ける非情さを持つ。カンピオーネとなったばかりの護堂との決闘に引き分けて以降、いずれ決着をつける強敵という意味合いも込めて彼を「親友」と呼ぶが、上述の能天気かつ享楽的な性格から当の護堂には「あのアホ」扱いされている。ただし護堂の内面に関しては誰よりもよく理解しているため、あながち「親友」の発言も間違いとは言い切れない。当代のカンピオーネの中で一番の大バカ者であるものの欲や雑念がほとんど無いようで、ある意味では「大智は大愚に似たり」という言葉を体現しているとも言える。理知的なアレクとは相性が悪く、彼からは「脳みそまで筋肉の呪いに侵されている」などと酷評されている。アイーシャとは比較的仲が良いものの、魔王内戦で彼女が呪力を完全に喪失していた時には命を狙おうと企んだこともある。
4月（11巻）、対メルカルトのためにサルデーニャ島に呼び寄せられるが、到着時には事態が終息しており、メルカルトを撃退した新たなカンピオーネの護堂に興味を抱く。護堂に勝負を申し込むもすげなく断られ帰国されてしまったため、勝負に持ち込むために《赤銅黒十字》に圧力を掛けて彼をイタリアに招き寄せ、2度の交戦を経て最終的に痛み分けとなる。護堂との戦闘後、様々な愚行の報いとしてインド洋の孤島に、表向きは護堂との決闘で負った傷の療養という名目で3カ月ほど幽閉される。7月末にヘライオンの活性化を懸念した《青銅黒十字》にナポリへと招かれるも話を聞かずに好き勝手に行動し、忠告を無視して神具を破壊した結果、竜のみならずペルセウスすら顕現させてしまい、自分は竜が起こした大津波に呑まれてサルデーニャ島まで流される。そこで護堂を成長させるためとサポート要員となるエリカたちを妨害してからナポリに帰還、護堂との戦いで弱ったペルセウスを後始末として殺害した（アニメ版ではメティスに先を越されている）。10月には護堂の陣営を強化するというエリカの提案に応じ、アンドレアに管理させている「ダヴィデによる勲の書」の閲覧許可を出す。
護堂とやり合う以前からやりこんでいるソーシャルゲームで、廃人相手に無双できないことに不満を感じ、自分が力を存分に振い満足できるような冒険の世界を求めて、アイーシャ夫人が残した『通廊』を捜索を続けていた。1月になって通廊をようやくトスカーナの山中にて発見したため、自身が言い出しっぺである「神獣討伐」を放り出して夫人の権能を暴走させることで護堂、エリカ、恵那を巻き込んで1500年前のガリアへ向かう。護堂より約3カ月前の時代に飛ばされ、アルティオに悩まされていたフランク人を成り行きで助け、彼らの大同盟をまとめあげ、再戦の舞台となる場所を求めコロニア・アグリッピナの砦を強奪する。同じく過去に飛ばされた護堂、アイーシャと合流し『最後の王』や『風の王』を相手に戦いを繰り広げる。この戦いで仮死状態になった肉体を女神に奪われフランク人達に牙を剥き、意識を取り戻したものの護堂と再戦するために女神と手を結び、双方共に万全とはいかない状態で交戦し護堂・天叢雲両名に深手を負わせたが敗北、『最後の王』の消滅以降は何度か問題を起こしながらも彼らと現代に帰還した。その後、『最後の王』に興味を持ち、サルデーニャ島で護堂と共にパラス・アテナの宣戦布告を聞くと即座に行方をくらまして、護堂とラーマが相打ちになった後、タイのバンコクで合流したリベラに相手の強さをどうにかする妙案を語り、ヤクザに譲らせた日本刀を手に東京へ向かう。
魔王内戦では機会を待って序盤は高みの見物を決め込み、アイーシャの権能を封じた羅濠とヴォバン侯爵と対峙する護堂の前に現れて同盟を提案し、ヴォバンと一戦交えた後に《大迷宮》に捕らわれ、その内部でアイーシャを始末しようとしてアレクと戦うも深手を負う。その後、アイーシャ達と合流し、リリアナの助けを借りて訪れたプルタルコスの館で霊薬をせしめて回復を果たし、その後の羅濠との戦いでは権能の更なる力を引き出すことで薄氷の勝利を得る。しかし、勝ち残った護堂と雌雄を決しようとした矢先に魔王殺しの毒矢を不意打ちで背中に撃ち込まれて戦闘不能となり、意識不明のままアイーシャ夫人が開いた並行世界へ通じる『通廊』へ放り込まれた。
『運命神の領域』に創られた新たな織物によれば、たどり着いた世界で火を噴く悪魔を倒して権能を奪い、軍勢を率いて魔王として君臨するなどの大騒動を起こしていたが、次元間移動能力を得た護堂によって救出され、元の世界へと帰還。その後は独力で次元移動するための方法を模索し、能力こそ習得したものの、多元世界をいちいち見て回るのが「まだるっこしい・面倒くさい」と避けるようになり、新世代の面々が地上を離れがちになっていることにより、降臨したまつろわぬ神と真っ先に戦える機会が増えて、人生を大いに満喫している。
『ロード・オブ・レルムズ』ではアレクから話を聞かされて興味を持ったヒューペルボレアに自力でたどり着き、「焰の運び手」となったヴァハグンを倒すなどしながら旅をつづけた後、成り行きで助けた『屍者の都』に逗留して侵略者と戦う用心棒となり、『屍者』たちに自分の剣技を伝授して『銀の腕の守護者』として死せる剣士軍団をひきいる。また、同盟関係にある『享楽の都』の蓮とは飲み友達になっている。ときどき自ら洒落にならない強敵を呼び込もうとしては阻止されることを繰り返しつつも、わずらわしいあれこれを周りがいいように処理してくれて、敵も珍客も外から次々とやってくる『屍者の都』の環境にはおおむね満足しており、1年近く無役の居候をつづけたが、『反運命教団』が奉じる《クシャーナギ・ゴードー》に興味を持ち、芙実花を連れて教団の本拠地を目指し旅に出る。その際にヴォバンと彼の配下を介して再会し、《ラグナロクの狼》の一撃を防いで教団にアイーシャ夫人が関与していることを確かめたあと、『死者の都』にもどってヴォバンの襲来に備える。
所有している権能は、《斬り裂く銀の腕》、《鋼の加護》、《いにしえの世に帰れ》、《聖なる錯乱》、《鋼鉄の暴走》の5つ。最強の矛である『魔剣』と最強の盾である『鋼鉄体』が戦闘に使われ、残りは戦闘に直接使うことはできないが剣術で勝負できる自分好みの戦場を整えることに向いている。ちなみに所有する中で純粋に攻撃用なのは『魔剣』のみであり、攻撃用の化身を複数持つ護堂とは対照的と言える。ヒューペルボレアで新たに《神の見えざる剣》を簒奪している。

サーシャ・デヤンスタール・ヴォバン（Sasha Dejansthal Voban）
声 - 石塚運昇
当代では最古参のカンピオーネ。18世紀前半から生きている約300歳の男性で、欧州で最も悪名高き魔王。魔術世界では力と覇気で貴族から奪った爵位である『ヴォバン侯爵』、最初の権能から付いた『狼王』など様々な通称で恐れられている。
力の信奉者にして戯れで命を奪うなど正に魔王といった横暴な性格。「虎の瞳」と称されるエメラルド色の瞳が特徴的な、長身で大学教授然とした知的な老人の風貌を持ち、冷静沈着かつ理性的な人物を装っているが、本質は獣そのものである。死闘を求めてやまない非合理な欲求、狂おしいほどの闘志を持ち、自身の闘争本能を満足させることが目的で、「自分の生きる世界を壊してでも強敵と戦いたい」という異常な欲求を持ち、護堂に「時代遅れの魔王気取りでわがままし放題」、アレクに「知的ぶってるだけの野蛮人」、《白き女王》に「人間でありながら法と秩序に背を向け、ひたすら破壊と渾沌を希求する怪物」「魔王のなかの魔王」「血と戦いに飢えた獣」などと称される。バルカン半島が中心拠点で、その強大な力から魔術師と聖職者の世界で畏敬と崇拝をほしいままにしており、特に東欧では信奉者も多く影響力が非常に大きい。ただし、己が力と権威を住処の豪華さで誇示するなどくだらないという持論から一つの土地に長くとどまることはなく、フットワークも軽いのでホテルや隠れ家を拠点として欧州各地を飛び回っている。ドニに「食欲以外の欲望が少ない」と言われるように他人からはよく無趣味だと思われているが、実はボクシングやロードバイクの心得を持つスポーツマンである。魔術は今も自分では使えないので、必要な時は従僕や魔導書を利用して行使する。
オーストリアをはじめとする欧州諸国と東欧を支配していたオスマン帝国が争う戦乱の時代の、現在でいうハンガリーの生まれ。かつては何の力も持たない孤児の身分でありながら、護堂と同じ年頃にギリシア神話の太陽神アポロンを殺害してカンピオーネとなって成り上がり、数年間の内に傭兵魔術師団の殲滅、『智慧の王』という老カンピオーネや神の軍勢との激戦といった様々な伝説を打ちたてた。侯爵というのは若かかりし時に自身が戯れに奪い取った貴族の爵位で、名前はその貴族の3匹の飼い犬の名前（デヤン、スタール、ヴォバン）に由来する。19世紀中ごろには産業革命により発展した大英帝国に居を構え、ヴィクトリア女王を「表敬訪問」したこともあり、これを脅威としたディオゲネス・クラブの魔術師が賢人議会を設立することになる。1854年にはダルマチア地方の港町ヤーデルを《疾風怒濤》で壊滅させ、『三匹の子ブタ』に類似した伝承を作り上げている。若い頃は強大な国家との戦いを求めてオスマン帝国軍に喧嘩をふっかけたこともあったが、次第に自分にふさわしい戦いとして神々や同族との対決を望むようになり、本人曰く有名になりすぎて今では神からも遭遇を避けられているとのこと。
旧世代の神殺しとはイギリスに在住していた19世紀半ばからの付き合いで、自身へ挑んだ魔術師から奪った神具・金剛三鈷杵を取り戻しに来た羅翠蓮と死闘を繰り広げたが、神殺しとは知らずに雇用していたアイーシャの乱入で引き分けに終わっている。羅濠は出会ったころから今に至るまで犬猿の仲。アイーシャとは羅翠蓮と会う少し前からの知り合いで、一方的に懐かれているが、本人は雇用関係にあった頃から翻弄されているために天敵だと認識しており、機会があれば格別の覚悟と意思を持って斃そうと考えている。幾度となく夫人の愚行に巻き込まれて酷い目に遭わされているため、自分と同じ彼女の被害者に対してはつい心の底から同情してしまう。新世代の中では、自身が獲物として呼び出したジークフリートを横取りしたドニのことを特に嫌っている。
6月（2巻）にまつろわぬ神と戦うべく「神の招来」を行うことを思い立ち、4年前の儀式で生き残った祐理を狙って来日するが、武術も魔術も全く知らずに王となり権能を闘志と知恵で使いこなすという共通点から護堂と自分の境遇を重ねて興味を持つ。祐理の身柄を返す代わりに護堂を相手に狩りを行うことを一方的に宣言し、嵐を呼び寄せ魔狼と従僕を指揮して駆り立てるが、『戦士』で二つの権能を使用不能にされた上に解放された従僕達にも離反されて手痛い反撃を受ける。『山羊』の落雷により肉体が灰になるほどのダメージを受けながらも呪力を大量消費して復活したが、戦いで勝つには自ら宣言した「祐理を生かしたまま護堂を殺す」というルールを守れないという理由で自身の敗北を宣言して、護堂を仇敵と認め撤退した。
17巻の序盤でオーストリアのチロル州エッツタール渓谷奥の別荘に滞在していたところにアイーシャの訪問を受け、鋼の軍神が3柱も『最後の王』を復活させる為に活動していることを聞かされる。その後、護堂と『最後の王』ラーマが相打ちになった後で、アイーシャにラーマへの対処法について話し、彼女と共に来日し某国の大使館に滞在する。そして、魔王内戦開始と共に真っ先にアイーシャを襲撃、歌舞伎町で往来の人々を人狼化させたあげく塩に変えるという暴挙に及ぶが、肝心のアイーシャを取り逃がす。その後は旧敵の羅濠と利害の一致から手を結び、再びアイーシャを狙って行動を起こすが、ドニの乱入を受け彼らが逃げ込んだアストラル界のプルタルコスの館へ攻め込み、その地で護堂と8ヶ月ぶりに戦うことになる。アイーシャの『通廊』から逃れるために《冥界の黒き竜》でドラゴン化したまま戦闘となり、『山羊』への警戒から仮死状態の肉体を自分で保護しながら戦わざるをえない状況で、数々の戦いを経て成長した護堂に敗北。霊魂となって『通廊』から並行世界へ逃げ込むが、その寸前にランスロットの槍で貫かれ、直後にアストラル界に遺されていた肉体が崩れ去り霧散したことから、通廊の中で力尽き成仏したと考えられていた。
しかし、肉体を失い魂も消滅寸前の状態となりながらも、「異なる時間軸の並行世界」である『神域のカンピオーネス』の舞台・ユニバース492にたどり着き、数年かけて転生の儀を行い復活を果たす。エメラルドの瞳や知的な顔立ちに反した肉食獣のような雰囲気は健在だが、外見は20代半ばほどに若返り、短く刈った銀髪を頭頂部だけ逆立てている。加えて幾つかの権能を失っているが、新たに別の権能を入手している。バレンシアで《破滅予知の時計》を見物した後でムルシア州に向かい、かつてその地に出現したサンクチュアリ・ミズガルドへの空間歪曲を復活させその内部に侵入する。ヨツンヘイムでフェンリルを殺して新たな権能を簒奪、追ってきた現地の神殺しである六波羅蓮を手負いのまま翻弄して転移で逃走、ムスペルヘイムでスルトと同盟を結んでラグナロクを引き起こす。フェンリルの運命を継いでオーディンを狙い、ヴァルハラでの再戦で蓮を一時敗走させるが、ヴィーザルの靴から生まれた狼封じのトネリコで動きを封じられている間に彼の復活を許し、アポロンの力を封じられて顕身を解いて逃走を計ったところへ、初戦で使った劫火を跳ね返される。自分を追い詰めたことに免じて抵抗を止め、再戦を誓い焼かれて灰となった肉体のままどこかへ消えていった。
『ロード・オブ・レルムズ』ではヒューペルボレアで第4の王国『群狼の天幕』を建国した。「前世の仇」の護堂や天敵であるアイーシャの消息を追い、2人が関係している可能性がある《反運命教団》に探りを入れている。
所有する権能は、《貪る群狼》、《死せる従僕の檻》、《疾風怒濤》、《ソドムの瞳》、《冥界の黒き竜》、《劫火の断罪者》、《血の聖餐祭》、《詠う呪文書》。最古参のカンピオーネに相応しく所有している権能も多く、総じて集団戦に特化した「戦争向き」な権能ばかり（アイーシャ曰く『みんなまとめて』系）が揃っている。自身の従軍経験が影響して戦闘を一対一のものと考えないため、「圧倒的多数の敵をひとりで蹂躙する」ものから「数の優位に任せて少数をなぶり殺しにする」ものまで能力の幅は広い。「野獣の果敢さで敵に襲いかかり、圧倒的な強打と手数で打ちのめすタイプ」のファイターで、多彩な権能を同時に使いこなす。勝って生き残ることを重視するため、見栄えについてはあまり気にせず、時には牽制のためだけにとんでもない威力の攻撃を繰り出すことさえある。また、肉体を完全に失った状態からでも復活できるという、古典RPGの魔王のごとき異常なしぶとさも特徴である。魔王内戦で死亡した際にいくつか権能を失うが、新たに《ラグナロクの狼》と、もう1つ名称不明の物を獲得している。

羅 翠蓮（ら すいれん）/ 羅 濠（ら ごう）
当代2人目の神殺しにして、カンピオーネとなって200有余年の最古参の神殺しの1人。姓が「羅」、名が「翠蓮」、字が「濠」で、『羅濠教主』の通り名で知られている。第6巻にて初登場。その外見は10代後半ほどで、神すらも認める絶世の美貌の中華風美少女。護堂の「義姉」（経緯については後述）。
18世紀末、乾隆帝の治世の終わりごろ、商隊の護衛を生業とする『鏢師』という武林では名門とされる無法者一族の令嬢として生まれ、女性のみが入門できる正派武術の名門『飛鳳門』の総帥に就任。19世紀の前半に神との正々堂々の立ち会いを行い、身につけた武芸と術の限りを尽くして勝利しカンピオーネに転生、神から簒奪した権能を以て魔術結社『五嶽聖教』の教主になった『魔教教主（クンフー・カルトマスター）』。
普段は中国江西省・廬山の山深くに編んだ庵で暮らしている極めつけの出不精だが、世界中どこでも縮地神功・神足通による瞬間移動が可能であるため、気が向けば時たま下界を旅することもある。その一環で150年前は鉄輪王の依頼で金剛三鈷杵を取り戻すために向かった大英帝国にて旧世代のカンピオーネ全員と顔を合わせ、138年前のトルコではサトゥルヌスを倒し、100年前の日本では封印から解き放たれていた斉天大聖と戦っていた。また幽冥界では「桃源郷」を拠点としており、仙女をも従えている。
同格の相手（神やカンピオーネ）や自身が許可した者以外には配下であろうとその姿や声を見聞きした場合、その両目や耳を削ぎ落し償いとする非情を強いるほどに気むずしい。無為自然な老荘思想の体現者であり、そもそも人を慈しむべき存在とは捉えておらず、むしろ天地にとって人は有益かどうか疑問視しており、現代社会も蒸気機関の発明から堕落したとして嫌っているため近代技術には非常に疎く、戦いによる被害も詮無きことと気にもしない。ただし自然は愛しているので、戦闘の余波で山林などが破壊された際には戦いの後でケアを行う。また、前述の理由で長らく人前に現れず配下に情報を漏らすことを禁じているため、性別・出生などの基本的な個人情報すら不明とされており、魔術関係者であってもその正体を知るものは希少である。一方で、『大人の貫禄』とでもいうべき気前の良さも持ち合わせる。
武芸、道教方術、音楽、料理、兵法、賭博、絵画など様々な分野を極めた万能の天才で、戦闘においては武術・魔術・権能を巧みに組み合わせる離れ業を駆使し、人界では古今東西の誰も真似できないと言われている。「武林の至尊」を自称するに足る実力の持ち主で、正派・邪派を問わず様々な武術に精通しており、特に掌打を用いた近接戦闘を最も得意とする。その腕前は『駱駝』の化身で人類最高峰の格闘センスを得た護堂を一蹴し、ドニを「剣術は自分に近いがそれ以外の武術が駄目」と断じるほどで、五指は槍の穂先より鋭く、掌打はいかなる鉄槌より重く、手刀の切れ味は天下の名刀をも凌駕する。「寝てても無意識に触れた相手の首を引きちぎれる」「水や空気無しでも生存可能」という実力のためか、自身を地上で至高の存在と信じて疑わず、そのことを満天下に示すためなら周囲の被害を一切考慮しない「腕力至上主義者」（アレク評）で、神に対しても尊大に振る舞う。心眼の精度もドニを上回り、神速で動く相手の影に飛び乗って会話まで普通に成立させるという規格外の技量を持つ。また、道教に仏教のテイストを取り込んだ全真教の流れを汲む最高位の道姑として、カンピオーネの莫大な呪力を惜しげもなく使って難度の高い術を連発することが可能で、さらに巫の資質（西欧で言う魔女の資質）も有しているため空行術などの特殊な術を使いこなし、霊視能力に基づく優れた直感の持ち主でもある。兵法家としても超一流で、自分以上の兵力を誇る高位の武神や魔術神を相手取った時は、頭を武芸から戦争へと切り替えて、高度な軍略を以て渡り合う。見栄っ張りなので人前では言わないが、「兵は王道にして詭道なり」が持論で、虚をつくような実戦用の裏技もしっかり修めていて、表と裏、陰と陽、それぞれの道に精通しなければ天下の名人とは言えないと考えている。料理や月琴にも通じており、どちらも腕前は天下一品だが、現在その腕前を披露するのは地上でただ一人、義弟たる草薙護堂だけである。カンピオーネの例にもれず賭け事が強く、特に麻雀では驚異的な強さを誇り、イカサマも天才的。絵心も凄まじく、記憶だけを頼りに写実タッチの水墨画を描く技能も持つ。その万能さゆえに、何かを『できない』と言うことが気に入らず、それを指摘されると不機嫌になる。
義弟の護堂をかなり甘やかす傾向があるも、護堂を育てるために神との対決を設定するなど、感覚がかなりずれている。当初は「お姉様」と呼ばせようとしていたが、口調の矯正を諦め「姐さん」呼びで妥協した。ヴォバンとは18世紀以来の犬猿の仲であり、互角の実力の持ち主。アイーシャからは不本意ながら一方的に懐かれている。ドニやアレクとも戦闘経験がある。
脱出可能な封印にもかかわらず、わざわざ戻って正面から封印を打破するほど、非常に誇り高く負けず嫌いで見栄っ張りな性格。世界の危機より技芸の追究を重要視する価値観を持ち、武術や闘争の中でしか己を解放できないため、ぶしつけな挑発を怒るより、自らに挑む者の登場を喜ぶ。護堂からは「最も社会に適合できないカンピオーネ」「自分より百万倍強い」と評されている。格好や体裁にこだわり、己自身を声高に絶賛させる「権威主義者のナルシスト（アレク談）」な面がある。
以前決着をつけられなかった斉天大聖を完全復活させて再戦するためにグィネヴィアと手を組み、10月に弟子の陸鷹化と共に来日して、彼が猿猴神君として封じられている日光に向かう。その企てを阻止しようとする護堂と戦い、掌打で重傷を負わせるも神速の緩急を覚えた彼に虚を突かれ、天叢雲がコピーした自身の「魔風」をみぞおちに食らって失神。勝負に引き分けた後、消耗した状態で自身を身代わりに斉天大聖の計略から護堂を救う。自分をたびたび出し抜いた護堂に情が湧いて、彼を教え導いて英雄・大侠に育て上げることを決意し、封印を抜け出し彼の元を訪ねて義姉弟の契りを結び、あえて封印内部に戻ってから石化した東照宮奥社境内ごと力業でぶち破って帰還し、スミスを加えた3人で斉天大聖とその従属神との戦いに臨んだ。帰国から2ヶ月後（12巻）、自身がかつて斃したまつろわぬサトゥルヌスの挑戦を受けるが、先に義弟を倒すことを再戦の条件として告げ、護堂を自宅へ呼びつけてしばらく後で彼に挑戦する神が現れることを伝える。
17巻で『最後の王』の復活を察知し再び来日、護堂と共闘しながらも敗北して溜め込んでいた呪力の大半を失う。その後、『最後の王』に備えて日本一高い建物=東京スカイツリーに逗留することとなり、後日万全な状態ではないにも関わらず戦術を駆使して『最後の王』を足止めし、護堂が幽世で策を得て帰還した後はヴィマーナで西に向かうラーマと分断するべく羽田の埠頭でハヌマーンと激戦を繰り広げ、彼から呪力を奪って気力を回復させた。護堂がラーマを倒してハヌマーンが姿を消した後は、来たるべき内戦に護堂との絆を深めるべく、あえて敵対することを選ぶ。
魔王内戦では序盤から積極的にアイーシャを狙い、新宿御苑を魔の森に変えたが護堂の妨害に遭い、その後は仇敵のヴォバンと手を組み再び彼女の身柄を狙う。義弟との戦いでは彼の成長に驚きを見せるもスミスの乱入で水入りとなり、桃源郷で嫦娥ゆかりの霊薬を下準備してからプルタルコスの館へ向かう。その後、アイーシャが開いた並行世界への通廊に飲み込まれ掛けた際には、事前に用意していた『嫦娥奔月』の術を行使して帰還し、薬の副作用で呪力と体力を消耗させながらもドニと交戦するが、想像以上の反撃によってみぞおちを抉られて深手を負い、追撃を避けるために自ら並行世界へ通じる《妖精郷の通廊》へと逃げ込んだ。その後は自力で次元間移動出来るようになり、様々な並行世界を旅して神々と互角以上の戦いを演じて混乱と救済をまき散らしているため、護堂が数年かけて行方を追ってようやく再会した。
『神域のカンピオーネス』にて、何千何万もある空間歪曲をかたっぱしからのぞき込んで、どんな世界かを確認しては水墨画として記録していることが判明。《観測所》の管理を鷹化に任せ、自分は『サンクチュアリ・ヒューペルボレア』に降りて《白蓮王》を名乗り、技術レベルが4000年以上も進んでいる兵力を有した海賊団《白蓮党》を率いていた。神域の中で蓮と出会い、その天賦の才を見て常に反骨の牙を隠し持つ神殺しでなければ弟子として鍛えたと残念がる。代わりに梨於奈を弟子に取り、「人中の鳳凰になる雛鳥」というほどの少々「度が過ぎる」才能と、それにふさわしい聡明さを見て、得手以外の研鑽によってその先へ導こうと苦行を課し、探索を行う蓮のために神域の仕組みについて教授し、船旅に必要な魔法のヨットを譲る。蓮たちがアポロンとの戦いを終え『王の島』に帰ってくると、梨於奈が身代わりに差し出した芙実花にも興味を抱き、聖徳太子（厩戸皇子）を憑依させていることを知ると新しい弟子としてしばらく鍛えた。厩戸皇子とは共に天下無双を誇ってよい英傑同士だからなのか、出会って間もなく『肝胆相照らす』ように親しくなり、彼らの旅立ちを見送った後、崩壊を免れた地球へ鷹化を派遣して皇子と芙実花が『屍者の帝國』を築いたことを教える。
『ロード・オブ・レルムズ』では『屍者の都』を建国した厩戸皇子に触発され、自身も第3の王国『海王の都』を建国し、自らの権能《黄粱一炊夢》で大発展させると共に、造船技術に革新を起こしてオーバーテクノロジーの帆船を普及させる。また、自我の強さを試すため、義弟との会談で覗きをはたらいた梨於奈に天威変化の術をかけてアオカケスへと変え、術を自力で解くまで帰らないよう言いつける。10ヶ月後、言いつけを破って都にもどってきた梨央奈と彼女が連れてきた救世の勇者である雪希乃と対面し、神の末裔にすぎない雪希乃が魔王殲滅の勇者たりえるか図るために立ち合う。《盟約の大法》とラーマの弓矢を使えるようになった雪希乃と術を解いた梨於梨を圧倒したが、蓮の《時間凍結の魔眼》でできた一瞬の隙に『封印と拘束』の霊験が込められた鴇羽根の矢を受け、地中に封印され自由を奪われる。
所有する権能は《大力金剛神功》、《竜吟虎嘯大法》、《百草芳菲、千花繚乱》、《黄粱一炊夢》、《将軍令、男児当自強》、《蒼天巳死》。直接戦闘に使用するのは「怪力」と「魔風」の2つで、それ以外に必殺技は必要ないという考えからか、残りの権能は儀式的な要素が強い。また、カンピオーネの中では珍しく自身の権能に自分で名をつけている。魔王内戦後には新たに《宝船厰》を獲得している。

アニー・チャールトン / ジョン・プルートー・スミス（John Pluto Smith）
5人目のカンピオーネ。北アメリカを根城とする27歳のアメリカ人で、赤毛と眼鏡が特徴の白人美女。10年ほど前にカンピオーネとなったが、90年代後半からずっと正体を隠して活動しているため、その性別などを知る者はごく身近な者のみ。護堂以外で唯一複数の能力を使い分ける権能を所有する神殺し。
魔術界での通称は『ロサンゼルスの守護聖人』。名前の由来は元々名乗っていた「ジョン・スミス」に、その活躍を見た人々が『冥王（プルートー）』のミドルネームをつけたものである。部下を作らず己の王国を築かないスタイルを貫いており、あくまで「協力者」という形で人を使う。民衆は彼をヒーローと認めてはいるが、その権能が周囲に甚大な被害を与える贄を必要とするために恐怖・畏怖されてもいる。活動開始当初から北米に存在する邪術師の集団と戦い続けていることから、すべての邪術師から天敵と恐れられ、数年来の宿敵であった《蠅の王》とは6巻の序盤に決着を付けた。
10代のころに紆余曲折を経て、アステカ神話の魔神テスカトリポカを殺しカンピオーネとなる。魔力は膨大だが、魔術の腕そのものは中の上。なおカンピオーネとして活動するときは、闇エルフに作成してもらった吸血鬼のマントじみた黒いケープや昆虫のようなバイザーが特徴の黒い仮面をかぶって変装（本人曰く「夜な夜なコスプレしてヒーロー活動」）し男性として振る舞っており、かつては意図的に演じていただけだったが今では別人格のように精神も変化している模様。また、狂える妖精王オベーロンを斃したことでアストラル界における妖精王の地位を引き継いでおり、彼の領地であった「オベーロンの森」の支配権も有する。さらにオベーロンから簒奪した権能によって現代のカンピオーネたちの中で唯一アストラル界でのパンドラとの会話の内容を記憶している。妖精王を兼任するカンピオーネという存在は神殺し史上初とされ、自ら変装して活動することも合わせて歴代のカンピオーネの中でも有数の変わり者と評されている。
表向きはサマンサ大学の大学院生で、ベスト教授の研究助手。アニーとしての人格は生真面目で冷静沈着、正義感と責任感も強く有能な秘書然としている。『隙のない雰囲気』をまとっているためか、かちっとしたスーツ姿の時は私服警官や女用心棒などと思われることもすくなくない。だが、酒に酔ったりコスチュームを着たりすると性格が変わる。ヒーロー活動の弊害で恋人ができないことを非常に気にしている節があるが、好意を寄せる相手に対するさりげないアピールも全て「スミス」として行っているため、大抵は相手に気づかれないままご破算になる。
スミスとしての人格は非常に芝居がかっており、能力や素行に見合う義務をちゃんと果たしていれば、あまりとやかく言わないなど鷹揚な人物で、他のカンピオーネよりは理性的で民草の保護に熱心だと思われている。ただ、山場での活躍所で颯爽と登場して解決するといったヒーロー然としたスタイルで、結果オーライ、良い所取りなどとも評される問題人物。アニーとは行動哲学や倫理観も大きく異なるようだが、一種のトランス状態なのか完全な別人格でもなく記憶も共有している。そのため、スミスに対する文句をアニーが伝えるという奇妙な現象が起きる。基本的に二つの人格が同時に存在することはなく、普段はアニーが声色を変えてスミスを演じているが、アストラル界においてのみ「アニー」と「スミス」の二つの人格が同時に存在することが可能で、互いに会話も出来る。
後述の経緯で知り合った護堂とは不思議と馬が合うらしく、別れの際には互いにシンパシーを感じており、彼からは「変人」と評されながらも義姉以外では唯一共闘できるカンピオーネと信頼されている。なお「アニー」の人格は、護堂に対して異性としての好意を抱いている。アレクとはかつて殺し合いにまで発展したため現在は不可侵協定を結んでいるとはいえ、そこまで険悪な関係ではない。アリスとも親交があり、時に愚痴を聞かされるような仲である。
6巻の終盤（10月）にて久々の海外旅行で日本を訪れるが、死闘の末に倒したと思っていたアーシェラが日本で確認されたとの情報を得て独自に調査を開始する。その時ちょうど斉天大聖がまつろわぬ神となって顕現し、たまたま甘粕を助けたことで事件に巻き込まれ、護堂に協力することになる。11月、天之逆鉾を手にしたアレクがアメリカを訪れ、中国の創造神にして大地母神である女媧の竜骨を要求した際には、彼と会見し《神祖》の首領であるグィネヴィアを倒す計画について知らされ、自身もアーシェラに悩まされていたことから彼の行動を黙認した。護堂らが過去に飛ばされた時には、時の番人から3名の魔王を抹殺するよう依頼されるが、3人の中では比較的まともな護堂が事態を収拾することを期待し、リリアナと祐理に過去へと送り出した。この時2人に貸与した自らの魔銃は、最終局面において『風の王』を退ける一手となった。17巻の序盤では、護堂に『最後の王』に関しては「盟約の大法」への警戒から「日本に来るつもりはない」と電話で告げて、不干渉によって護堂をアシストする姿勢をとった。護堂と『最後の王』ラーマが相打ちになった後、アリスとの電話で一通りのあらましを聞いてカンピオーネ同士の内戦が始まるであろうことをほのめかしていた。
魔王内戦前にはアストラル界でほかの妖精王達の元を回って下準備をする中で、玻璃の媛君からラーマと戦う神殺しを護堂にしてほしいと頼まれる。来日後はアイーシャ夫人の存在を危険視してアレクと共に彼女を襲撃するも、彼女を庇う護堂と交戦することになり、夫人が開けた通廊によって雲取山まで送られ、さらにその場にいたハヌマーンとの交戦中にアイーシャ夫人が再び開いた「天空通廊」に吸い込まれ、1万2000年前の時代で3ヶ月ほど過ごすことになる。現地の精霊の力を借りて「天空通廊」が開いてから3時間後の現代に帰還すると、護堂をアストラル界の妖精王達の元へ連れて行き、ラーマとの決着を護堂に託す旨を伝え、アイーシャ夫人が開いた並行世界への《妖精郷の通廊》を通って旅立った。その後、護堂によって救出されて元の世界へ帰還し、邪術師たちとの戦いを続けている。
所有する権能は《超変身》、《魔弾の射手》、《妖精王の帝冠》、《形なきもの》、《深き底の使徒》。新世代で一番の変わり種とパンドラから評される性格ゆえか、「複数の形態を持つ権能」や「妖精王の支配力」といった、かなり特殊な権能を多く持つ。戦闘に主力として使用する『変身』と『魔銃』の権能には制限事項が多いので、戦闘中に八方塞になることを防ぐため、山場に至るまでの下調べや偵察は協力者の一人という体でアニーもしくは別の協力者が行っている。

アレクサンドル・ガスコイン (Alexandre Gascoigne)
4人目のカンピオーネ。名前の通りフランスにルーツを持ち、故郷でもあるイギリスのコーンウォールに拠点を設ける魔術結社『王立工廠』を率いる28歳の男性。『黒王子（ブラックプリンス）アレク』の通称は、天性の気品と態度のでかさ、若手の魔王であることに由来する。敬称よりもアレクと呼ばれることを好む。
父親が聖杯探求に没頭した素人のオカルト研究家で、自身の幼少期に母は父を見限ったため父子家庭で育ち、その父も研究の過程で手に入れた暗号をアレクに伝えて死亡した。父の教えによる魔術はかじる程度で手品やギャンブルの方が得意という人物であったが、父の暗号を発端とした冒険の末に、雷と幻視を司る堕天使レミエルを殺害し16歳にてカンピオーネとなった。
当代の神殺しの中で唯一の草食系であり、カンピオーネらしい勇猛さや野蛮さを欠いた神経質な性格で、気が強いうえに真面目。肉弾戦などを嫌っているため真っ当な手段では戦おうとはせず、トリッキーな戦法の数々を駆使して相手を翻弄し自分で用意したフィールドに引きずり込んで二重三重の罠にはめて斃すことを得意としており、他のカンピオーネとは違って搦め手や奇策をいやというほど仕掛けてくる。用心深く敵の力を見定めて、戦況全てを一瞬にして“逆転の一撃”でひっくりかえすスタイルを好み、チェスの読み合いのような戦い方を得意とし、いやらしい仕掛けを充実させた《大迷宮》に相手を落として主導権を握り、どんな攻め方をしてもどこかで一手足りなくなるような状況を作って、思い切った攻めに踏み切らせず、要所で神速のトリックプレイをたたみかける。護堂はその戦術を「蝶のように舞いながら、悪魔のようにチェス盤をひっくり返す」と評している。緻密で美しい計画を何よりも尊重し、ノリ任せの出たとこ勝負は嫌いだが、臨機応変の素養もあるので不得意というわけではない。権能、魔術、権謀術策により史上最高の怪盗としての資質を持ち、勝負のフィールドが『盗み』に限定された状況であれば出し抜ける神殺しは存在しないと言われている。
緻密な頭脳と大胆すぎる直感を、その場のノリで使い分ける。神殺しにしては理性的で話の分かる人物に見えるが、実際は本当にこだわっているところ以外でならまともに振る舞える性格なだけで、本質は究極的に自分勝手な性格で自身の美学を何よりも優先する見栄っぱり。欲しい物に対して、無力な者からは報酬や対価を払うかあきらめるが、逆に無力でない人物や組織からは交渉を無視したり、断りもなく拝借書や予告状を渡して一方的に強奪するといった怪盗じみた傍若無人な行動をとる。現在は聖杯を探しているが、その理由も「調べてみたいから」であり、己の欲するものを奪うのに一瞬たりとも躊躇しない偽悪家（一旦躊躇する護堂は偽善家として対比する）。へそ曲がりの負けず嫌いで、神速を尊ぶあまり、ややせっかちな気性の持ち主としても知られる。
偽悪的に振る舞うが、時としてぶっきらぼうながらも情の深さを見せる「善人ではないが冷酷無比にもなりきれない半端な男」であり、周囲からはひねくれ者という評価が多い。現在は一流の魔術師で魔術や神話の知識は非常に豊富、専門家以上の知識と洞察力の持ち主で謎ときが得意。天才肌で部下を置き去りに自ら様々な場所を飛び回り、部下は後で付いてくればいいというように組織の長として問題のある行動をとるが面倒見は良く、気が向けば自ら部下に対して教鞭を執ったりする。身の回りのことは全て自分で行いどんな環境下でも自分のペースを貫くなど、その異名に反して気質・能力共に冒険家といった風情で、普段から探究心の赴くまま探検や研究をしているので、アリスはその人柄をナポレオンやアルセーヌ・ルパンに例えている。完璧主義のくせに、完璧とは程遠い人格の持ち主で、特に『思いついたことをすぐに試したがって、次々と居場所を変えては、新しい計画に取りかかる』という悪癖があり、フットワークの軽さは次々と新しいビジネスを立ち上げる起業家に例えられるが、落ち着きがなく王様の貫禄には欠ける。
面倒見が良く好奇心旺盛で、向こう見ずで時に大胆不敵な性格、そしてエリカ曰く「双方共に体面を気にする」点、自分は他の神殺しとは違うと思っている点など、護堂とは似た者同士だが、当人たちは歪んだ鏡を見ているようで仲が悪い。実際、計画性や配慮を持ってはいるが、計画自体が傍迷惑だったり失敗し酷い惨状になるなどと結局は世界に甚大な被害をまき散らす、パオロ曰く「世界に混沌をもたらすために生まれたような男」。せっかく立てた計画も途中で放棄することが多々あり（本人は「臨機応変にアドリブを加えているだけ」と主張する）、周囲からもしばしば苦言を呈される。
女性へのデリカシーがほとんど無く辛辣で、女難の相がある上にとことん女運が悪く、失敗した計画のほとんどは女性の感情を読み切れないのが原因とのこと。そのためか正体が女性であるスミスとは当初友好的に接したが、相討ち寸前の殺し合いになり結局は不可侵条約を結んだ。他にも3年前に『最後の王』の正体を探るためにオデュッセウスと縁の深いキルケーを復活させるも、求婚に耐えかね交戦に至り、彼女に重傷を負わせ迷宮に閉じ込めたまま逃走していた。一方で、なんだかんだ女性には優しく、ついつい面倒を見てしまうことから、一定数の女性から好意を寄せている。
アリスとは12年前からの旧知の仲で、時に争いながらも目的が一致すれば共闘することもある。8年前から縁のあるルクレチアには、『最後の王』の正体探しで助言をもらっている。脳筋なドニとは相性が悪く、配下に己自身を絶賛させる羅濠のやり口にも昔から批判的。
《神祖》グィネヴィアとは『魔導の聖杯』を巡り8年にわたる因縁があり、6年前には彼女が召喚したまつろわぬアーサー王をアリスと共に封印し、本拠地があった妖精境につながる妖しの森から追い出している。9巻にてグィネヴィアの来日と時を同じくして秘密裏に日本に向かい、甘粕から強奪した天之逆鉾とベスト教授からもらい受けた竜骨を使って彼女を討つ計画を立て、東京湾のど真ん中に沈められていた「浮島」を浮上させ、その周囲を魔の海へと変える。その途中でランスロットの権能で暴走した護堂と交戦するが、エリカたちの介入によってその場を離れ、一騎打ちの末ついにグィネヴィアを討ち取った。
護堂とラーマが相打ちになった後、アリスのもとを訪ねて事件のあらましを聞いた後、王への対処法を即座に思いつき、アリスに話す。その際、日本の正史編纂委員会に『最後の王』の真名を先に探り当てられた事に不機嫌になっていたことをアリスに指摘されていた。
魔王内戦ではアイスマンと共に来日し、夜の訪れと共に夫人を襲撃し誘拐しようとする。デリカシーのない発言を繰り返したせいで彼女の怒りに触れて暴徒に追い回され、通廊に吸い込まれた先では斉天大聖と戦うことになる。その後は本来の力を発揮できない大聖をあと一歩のところまで追い詰めていったが、アイーシャ夫人が再び開けた『天空通廊』の吸引力から逃れるため、咄嗟に“迷いの森”を作り出してその中に逃げ込み、中に引き入れたドニに深手を負わせるも、彼が大地を魔剣化させたため一時撤退。他の魔王たちが全員アストラル界に移動すると神速でバリの『暗き精霊の洞窟』に向かい、そこを経由してオベーロンの森へ先回りして護堂と妖精王達との会話を盗み聞き、元々ラーマとの勝負に興味がなかったこともあって並行世界へ行くことを快諾、アイーシャが本調子を取り戻すまで羅濠の相手を受け持った。護堂にアイスマンへの言伝を頼み、未知の冒険に心を躍らせながら並行世界への《妖精郷の通廊》を通って旅立った。
その後は救出に来た護堂と再会したが、自力で次元間移動能力を獲得したこともあって帰還を拒み、まだ並行世界を渡り歩く旅を続けている。5年後には、多元世界の旅で確認した空間歪曲とアイーシャの行方に関する情報を入手し、次元旅行者である護堂と討議するために来日、不在の彼の代理で応対した祐理と恵那に情報を提供する。その際、見事に自分を棚に上げて護堂に皮肉を言ったため、2人から冷たい目を向けられた。また、《サンクチュアリ・ヒューペルボレア》が特別な神域であることも掴んでいる。
『ロード・オブ・レルムズ』ではヒューペルボレアに神殺しが集合する流れを止められないと判断したため、ゲームを少しでも理性的にするべく「話の通じるやつ」を増やそうと、護堂に速やかにヒューペルボレアに向かうように要請する。現地では第8の王国『影追いの森』の頭領としてヒューペルボレアの謎を追い、《反運命》の何たるかを探る過程でエリカと再会、彼女からの情報提供で救世の勇者を連れた六波羅蓮一行に興味を持つ。『海王の都』にて蓮に一杯食わされて一度は取り逃すも、羅濠との立ち合いで消耗した雪希乃から『ラーマの弓と矢筒』を盗んで立ち去る。神具の検分を終えると、予言された『一の島』の神気の気配を調査すべく『なれはての砂漠』へ向かい、再会したアイーシャが『草薙護堂の代役』として召喚したウルスラグナにラーマの武具を譲渡する。そして蓮とステラを《大迷宮》で作り出した地下迷宮へ引きずり込み、眷属を総動員して相手の能力を丸裸にしようと試みたが、土壇場で《ネメシスの因果応報》を取り戻した彼に巻き返される。《時間逆流》の使いすぎで倒れたところで梨於奈に封印されてしまったが、内部からメリジューヌに結界破りをさせて脱出に成功し、お互いに手打ちとしてその場を去った。
作中で判明している権能は《電光石火》、《復讐の女神》、《大迷宮》、《さまよう貪欲》、《無貌の女王》。最大の特徴は第1の権能に由来する『速さ』で、キャリアの差から類似する能力を持つ護堂よりもはるかに上手く神速を使いこなしている。それ以外の権能もアレクの性格を反映したかの如く直接的な戦いには向かないものが多く、アリス曰く「ひねくれているうえにまわりくどい力」ばかりで、大半が何かを召喚する形の権能である。アリスの働きにより、カンピオーネの中では公表されている権能の内容が比較的詳細である。魔王内戦後は新たに《時間逆流》を獲得している。

アイーシャ（Aisha）
3人目の神殺しにして100年以上生きている最古のカンピオーネの一人。国籍は一応イギリス。独身だが「夫人（Lady）」の尊称で呼ばれており、他にも「妖しき洞窟の女王」、「永遠の美少女」とも称されている。行く先々で奇跡のような治療行為を行うことから「聖女」扱いされることもある。たおやかで優しげな雰囲気を持つ褐色の肌の美少女で、戸籍年齢上は150歳を超えているが、《妖精郷の通廊》で浦島太郎状態を意図的に作り出しているため実年齢はその半分以下とのことで、権能がもたらす不老効果によって現在まで10代後半の容貌を保つ。自称「永遠の17歳」だが、年齢のことを持ち出されると割と本気で落ち込んでしまう。カンピオーネシリーズ全作を通してのトラブルメーカー。
1840年のインドに生まれ孤児となるが、勤め先の娘に気に入られ親友としてイギリスへ渡る。渡英後、主家に不幸が続きひょんなことから遺産を相続し、1857年に今後を考えるために旅に出たところ、ギリシアで春の女神ペルセポネを倒し、17歳で神殺しとなる。その後、海のシルクロードを経由してたどり着いた香港にて、善神地蔵菩薩を心ならずも殺めてしまう。遺産を全て現地の難民へ寄付した結果一文無しになり、イギリスに帰還して当時ロンドンに在住していたヴォバン侯爵の邸宅でメイドとして勤務するが、金剛三鈷杵を巡る彼と羅濠教主の戦いに巻き込まれうっかり3人まとめて妖精境へ飛ばされる。邪悪な黒小人たちに騙されて連れて行かれた常若の国で、紆余曲折を経てその地を統べる妖精の女王ニアヴを殺めることとなり、地上に帰還してからはザンベジ川上流の呪術師たちの王国で聖女として崇められることとなる。
性格はおっとりとして基本的に「いい人」で、究極に近いほど善意の人だが、天然で自己陶酔的な思考と傍迷惑な権能の数々から、聖ラファエロから「カンピオーネの中で一番傍迷惑な人」、鷹化からも「半日以上一緒にいたくない」、梨於奈に「善意と脅威と傍迷惑が擬人化されたような存在」と評される。アレキサンドリアを拠点に100年以上隠棲していると言われているが、実際は非常に行動的で、その噂はアストラル界や過去の世界に繋がる《妖精郷の通廊》を使った旅行により現代の地上にいるのが少ないことが原因である。明るく楽天的で、見知らぬ土地にあっても悲観せず、ノリと勢いに任せて大胆すぎるまでの行動力を持って毎度大冒険を繰り広げており、かなりおっちょこちょいで、魅了した人々の願いを安請け負いしてしまうため、過去において何度かその後の歴史に関わるような大事件をうっかり起こしている。時の番人の尽力と「修正力」のために事なきを得ているが、尻拭いをさせられている番人には1世紀以上に渡って多大な精神的ストレスを与えている。そのためアルティオからは「妖しき洞穴より来る騒擾の女王」と評された。野次馬根性もあり、護堂の女性関係について興味津々に聞いてきたこともあるが、年齢の割に純情で、艶っぽい場面に遭遇すると動揺してしまう。読書、旅行、刺繍、料理といった趣味を持つが、料理に関しては下手な模様で、メイド歴が長いため家事はそれなりにこなすが4日に一度は大失敗を起こす。滞在先の地図を暗記するまで読みこむのも趣味で、土地勘を身につけることに関しては達人なのだが、勘違いや不運な巡り合わせのために道に迷う機会も多い。秋葉原に滞在中、カラオケにはまってアニメ主題歌を歌いこんでいた経験があるので、素人にしてはほどほどに歌が上手い。
特に武芸・体術の心得もなく、無条件で使える戦闘向きの権能を所持しておらず、純粋な戦闘能力では当代の神殺しの中で最弱とされるが、単独で「時代を破壊する」という他のカンピオーネには見られない恐るべき力を持ち、最も特別なトリックスターにしてジョーカーでもある存在として、旧世代の神殺し2人は特に危険視している。他の旧世代の神殺しとは対照的に本来は戦闘を好まないが、ドニですら「結構えげつない」と評する戦い方で殺意ゼロのまま多くの神を斃しており、神殺しらしくギャンブラー精神も持ち合わせている。見かけによらず運動神経は抜群で、乗馬の心得がありラクダで砂漠を横断できるほどの体力もある。危険に敏感で生存能力が非常に高いのだが性格的に緊張感を持続できず、複数の敵から命を狙われていることが分かっているのに居酒屋をハシゴしたり風呂を楽しんだりするなど危機感に欠ける行動が非常に多い。
旅をしていながらも護堂やドニたち現代のカンピオーネのことを知っている。ウルディンから自分を守ってくれた護堂には（自分の方が年上だが）「お兄さま」のような存在と認識しているが、異性として少々意識している節もある。当人は護堂を「盟友」だと思っているが、護堂の方からは友人ではあっても「切っても切れない腐れ縁」で100%の盟友とは言えないと思われている。かつての雇用主であるヴォバン侯爵についても、「亡くなった妹の面影を重ねているに違いない」と思い込み（一方的に）「盟友」「お兄さま」と慕っており、彼に向かって「友達が少ない」などと真っ正面から口にするため一部では侯爵を翻弄できる唯一の人間として有名。羅濠からは冷たくあしらわれているものの、懲りずに「お姉さま」と慕う。古代ガリアで知り合ったドニとは、脳天気でポジティブという性格の一致からか馬が合う模様。一方で外見は貴公子なのにまるで女心が分かっていないアレクのことは、「乙女の敵」と本気で不快感を抱くほどに苦手としている。
紀元5世紀初頭の古代ガリアで自分を見初めたウルディンと小競り合いしているところを、過去に飛ばされた護堂たちと出会い友人になる。ガリアでは治癒と魅了の権能により「聖女」と呼ばれ、民衆から絶大な支持を得ていた。ウルディンと講和してからは護堂らとドニの元へ向かい、『最後の王』と戦うことになるが、呪力の使いすぎで目を回しているうちに神刀の暴走によって護堂は行方不明となりドニは女神に体を奪われてしまったため、責任感を発揮して権能で魅了したエリカや恵那の助けを借りてフランク族の2代目大族長に就任し、ドニ＝アルティオに戦いを挑むことになる。勝利してから半月後に護堂たちと共に現代へと帰還しイタリアの寒村で監視されていたが、パラス・アテナの宣戦布告後にドニと同じく行方をくらまし、オーストリアの別荘に滞在していたヴォバンを訪れて『最後の王』についての情報をもたらした。
ヴォバンと共に来日後、大使公邸でフィッシュパイを焼こうとしてボヤ騒ぎを起こして逃走し、秋葉原のメイド喫茶に住み込みで働きながら、なぜかアイドルを目指す決意をしていた。魔王内戦開戦前は唯一非戦を訴えていたが全員から無視されたあげく、魔王内戦が始まるとその性質を危険視されて、ドニと護堂以外のカンピオーネから相次いで襲撃を受ける羽目になり、最終的に護堂に騙されて開いた「天空通廊」によってスミスと神3柱を太古へ送り、間接的に2柱を消滅に追いやった。その後、呪力を消耗しきったところで羅濠教主から経口摂取の術を受けカンピオーネとしての力を喪失してしまうが、プルタルコスの館にて過去の世界で魅了してきた全ての者から呪力を受け取り復活、護堂に頼まれて並行世界へと通じる《妖精郷の通廊》を作り出し、自らもそこへ吸い込まれて姿を消した。
その後、2年が過ぎても護堂が消息を掴めずにいるが、知らないところでアイーシャがまたとんでもない事をやらかそうとしているのではと危惧されていた。その予想の通り、変質した《妖精の通廊》の力で『神話世界の強制案内人』となり、473個ものパラレルワールドを気ままに練り歩いて災厄の芽を各地に残していたが、ユニバース492の21世紀を訪れた時に存在を危険視するミスラの指示を受けたウルスラグナによって《無限時間の神殿》へと誘拐され、権能の暴走を防ぐためには誅殺できないという事情から、ズルワーンの権能で肉体と魂を神殺しになる前の17歳まで巻き戻され、『ユニバース492の1857年』へと送られる。そして、ギリシャでまつろわぬペルセポネに出会わないまま旅を続け、バレンシアの農村で異端セルウィトス派の邪術師カルトの祭礼に巻き込まれて《バレンシアの聖杯》に捧げられてしまい、神殺しとしての力で吸収されないまま『聖杯の眠り姫』として封印されることになる。しかし、《聖杯》の中で半覚醒状態になった結果、過剰なまでにチャージされた呪力によって術が解けたうえに力関係が逆転し、魔王チェーザレ（護堂）に神獣を倒されて嘆くカルト村民の祈りに答えて50体を超える神獣軍団を組織する。最終的にウルスラグナと護堂によって《聖杯》から解放されたものの、同調したまま再び仮死状態に陥り、強制的に元の世界に連れ帰ろうとするとバレンシア一帯の地脈と《聖杯》が反応して地震が発生してしまうことから、並行世界に置き去りにせざるを得なくなったため、《カンピオーネス》がバレンシア郊外に購入した館に結界魔術を何重にも施した状態で安置されることになった。
160年が経過した『神域のカンピオーネス』の世界でも眠りは解けておらず、世界の危機において全てをひっくり返す起爆剤（蓮と梨於奈曰く「パルプンテ」）として《カンピオーネス》が管理し続けているが、長い時間を経て眠りが浅くなってきたことで、生き霊として“外”に出る特技を習得している。神殺しだけあって厩戸皇子と同等以上の霊格を誇り、基本的に陰気なはずの亡霊状態でもノリの軽さは変わっていない。しかも、眠りが浅くなった影響で、世界各地に《空間歪曲》が再び出現し始める事態となっていた。ある時、洋館へ迷い込んだ芙実花の霊媒の素質を見込み、体を乗っ取って呪いを解こうと試みたが、直感的に危険人物と判断した厩戸皇子と梨於奈の介入により失敗する。程なくして異世界のアテナから因果をねじ曲げうる権能を危惧されて襲撃を受け、館を焼き払われる。その際、封じられていた《幸いなる聖者への恩寵》を死の恐怖によって取り戻し、さらには《救世の神刀》の召喚に成功するも、霊体の手では神具に触れることができず、神罰によって地底に生き埋めにされてしまう。だが、地球が崩壊した後も神刀に守られて傷一つなく生存し、地脈も意味を失ったことで長き眠りから目覚め、蓮と共にアテナに立ち向かい、彼が起こした地球の巻きもどしという大奇跡を権能でサポートした。戦いの中で一時は石化させられてしまったがアテナが死んだことで復活、終戦から3日後、蓮が入院している間に書き置きを残し、自分が作り出した《空間歪曲》を経由してどこかへ旅立つ。
『ロード・オブ・レルムズ』では旅の末にヒューペルボレアに流れつき、娯楽を欲していた人々に音楽を教えて街のご当地アイドルをしていたところで護堂と再会する。空間歪曲の拡大を止める手段を探す厩戸皇子に追われており、蓮が身柄の拘束に動いたことで、自分が何をしでかしたかを理解して、護堂に自分をもう一度封印してもらおうと試みたが、権能《妖精郷の通廊》が妖精ニアヴとして顕身化するという想定外の事態が発生し封印は失敗。さらに、これを《運命》側の干渉によるものだと信じこんで闘争本能と直感が暴走状態となり性格が一変し、護堂の盟友として全人類を《運命》の軛から解放するという使命感と《運命》への敵愾心に駆られて出奔すると、魅了の権能を存分に使って第9の王国《反運命教団》の教祖として活動を開始、カラオケ術と音楽を人々に伝授し、冷酷な《運命の神》と対決してくれる《反運命の戦士》である《クシャーナギ・ゴードー》の名を讃えさせている。最終的に布教よりも音楽隊の育成に熱を入れだした結果、教祖というより音楽関係のプロデューサーと化し、各地で歌い手と演奏家を発掘&養成し、楽曲製作までプロデュースしていた。そして『一の島』の遺跡にあった『祭壇』で《クシャーナギ・ゴードー》の降臨を祈念する儀式を執り行い、『ユニバース492』で縁ができていた軍神ウルスラグナの召喚に成功し、『草薙護堂の代役』の反運命の戦士として魔王殲滅の勇者と戦ってもらう。そして雪希乃とウルスラグナの戦闘を見守りつつ声援を送っていたものの、ウルスラグナを撃破した雪希乃の《封印の矢》によってあっさり封印されてしまう。
所持する権能は《生か死か》、《幸いなる聖者への恩寵》、《妖精郷の通廊》、《女王の呪縛》、《不思議の国の剣》。旧世代の中では最も特殊性が高く、護堂に「『強い』というより『厄介』」と評される力ばかりがそろっている。どの権能にもどこかしら制御不能な一面（自分の意思では発動できない、途中で解除できないなど）があり、常時使えるのは《幸運の招来》《集団洗脳》《万能の治癒》のみ。

草薙 護堂（くさなぎ ごどう）
当代7人目の最も年若きカンピオーネ。

#### 過去の神殺し
ウルディン
5世紀の古代ヨーロッパの神殺し。ガリアを中心にゲルマニアやサルマティアにも拠点を持つフン族の族長。その権能から『テュールの剣（つるぎ）』の二つ名で呼ばれ、アルティオからは「騎馬の民と竜をひきいし大王」と評されている。
黒髪黒眼のモンゴロイドで、どことなく護堂に似た風貌。豪快で勢い任せに突っ走るが気が利き、人を見抜くのも使うのもうまいなど、性格的にも護堂に酷似している。だが護堂より欲望に忠実で、自分の領地を広げることを望み、4人の妻を持つ上にその他12人の女性を囲っている。優れたカリスマ性を持つが自ら王座に就くつもりはなく、自分の名前を与えた誰かを名代に立てて指示している。ただ、その名代は頼りにならず、近い将来国ごと滅亡すると予想している。また、エリカによるとアッティラとも何らかの関わりがあると推測されている。
戦闘では権能で操った竜の神獣を騎獣とする。また、神殺しにも効果のある東方の猛毒を所持しており、得意とする弓矢と併用し、剣や手斧も獲物として使用する。
略奪行為を生業としているためにガリアの人々からは畏れられており、アイーシャ夫人を娶るべくアウグスタ・ラウリカ市を攻めていた。そこで護堂と出会い戦うこととなるも、痛み分けに終わり、非戦協定を結んだ。後にフランク人とアルティオが戦うことになった際にはエリカたちに自分の竜を貸し与え、戦闘の行く末を見守っていた。
その後は、5世紀半ばごろに再び顕現した『最後の王』に戦いを挑み、敗れて死亡したとみられている。
登場した権能は、《竜使い》、《ルドラの矢》、《テュールの剣》。所有する権能は、ヴォバン侯爵と同じく総じて「戦争向き」と分類されるもの。なお、賢人議会発足前に誕生した神殺しであるため、当然ながら権能の名称はその内容を見た周囲の者たちが便宜的に名付けたものである。

『十の命を持つ神殺し』
ウルディンより古い青銅武器が主流の時代に現れた神殺しで、いくつもの都市国家を征服・統一し大王として君臨していた。活動していた地域は不詳。『最後の王』を過去最も苦しめた仇敵であり、幾度も熾烈な争いを繰り広げた。完全覚醒した『最後の王』を、相討ちとはいえ倒した数少ない神殺し。「女性に甘く、敵である女神（後の玻璃の媛）にも情けをかけて、それゆえに無用の苦労を背負い込む」という点から、護堂とよく似ていると玻璃の媛に評されている。女を食い物にする《運命》には嫌悪感を抱いているが宿敵ラーマに対して個人的な恨みは特になく、運命に従い続ける彼に説教するなど、むしろ気にかけるそぶりすらあった。
権能の詳細は不明だが、『十個の命を持つ魔神』から簒奪したとされる、最大威力の救世の神刀の雷を喰らっても生き残るという、『最後の王』ですら「歴代で最も不死に近い」と言わしめるほどのしぶとさを持ち、有翼の邪龍へと化身する権能も有していた。

### まつろわぬ神
アテナ（Athena）
声 - 小倉唯
ギリシア神話の智慧と戦いの女神。エリカに呼び出された護堂がローマで出会った銀の髪と闇色の瞳の少女。戦闘時には17、8歳の乙女の姿をとるほか、下半身のみを蛇に変えた半人半蛇の形態をとることもある。まつろわぬ身となってからかなりの年数がたっているが、眠っていたのか現れたのは最近とのことで、カンピオーネと遭遇したのは数百年から数千年ぶりらしい。
南欧・トルコ・北アフリカの地中海一帯で広く崇拝されたアテナ、メデューサ、メティスの成す三相一体の神。より正確にはリビアのネイトやカナン神話のアナトなどの名前がよく似た様々な神々にも連なる、北アフリカで生まれた「原初のアテナ（オリジナル）」にあたる女神とされ、本来はエジプトのイシスやバビロニアのイシュタルと祖を同一にする、より古い時代の地母神である。かつては「大地の女神」「冥府を支配する闇の神」「天上の叡智を司る智慧の女神」という3つの属性を併せ持つ神々の女王だったが、武力を持つ男に敗北して女権社会が崩壊したことで、アテナは神王ゼウスの娘になり、メティスは王に陵辱されて叡智を奪われ、地母神だったメデューサは魔物にまで堕とされた。
闇の神として最高位の力を有し、闇の領域を広げることで目眩ましやあらゆる光を遮断する障壁とすることができるほか、冥府の主として死神の呪詛を扱い、冥府に吹く絶対零度の雪嵐を呼び、見た物すべてを石化させ仮初めの死をもたらす呪詛『蛇の邪眼』の権能を持つ。その本質が、大地を象徴する『蛇』と異界と現世を行き来するとされる『鳥』を融合させた『翼ある蛇』、すなわちドラゴンであることから、聖と凶の双方のシンボルとされたフクロウをも従え、闇の中から毒蛇やフクロウの群れを召喚するだけでなく、コンクリートや海中の土砂、影から作り出す大蛇を神獣として操り、自らは背中にフクロウの翼を生やして飛翔できる。加えて『蛇』の性質から不死の神性を持つので、たとえ倒されても甦る。大地母神の叡智により、天啓や直感という形で多くの叡智や知識を得て相手の性格や神の力を見抜く。また、時代とともに冥府と戦争が結びついたことで闘神としての神格も獲得しており、死神の鎌や銀弓、大刀も扱い、大地から力を得て無双の強力を振るうほか、長弓や神獣を材料に「ゴルゴンの盾」「神の楯（アイギス）」と呼ばれる長方形の大盾を創造できる。この青銅の楯は『猪』やランスロットの突撃を止められるほど頑丈で、表面に彫り込まれた女妖メドゥサの邪眼により敵を石化させる。「戦場での不死」の性質を持つ《鋼》に対しては鏃に病の神力を籠めた矢で対抗する。さらに、アテナがゴルゴンの首を常にそばに置いていた逸話にちなんで、一時的にアテナとメデューサの神格を分離することもできる。
非常に誇り高い性格をしており、侮られることを嫌う。神殺しとの殺し合いで神々が死ぬことについて問題視はしておらず、むしろ地母神の天敵である鋼の軍神ラーマを庇護者として遣わす《運命》の方に反感を覚えている。
位と齢を取り戻すため、神具ゴルゴネイオンをイタリアから持ち去った護堂を追い5月の東京に現れる。死の呪詛で一度は護堂を死亡させ、東京一帯を闇で覆い光と火を使用不可にしながら虎ノ門へ向かい、裕理からゴルゴネイオンを奪って本来の力を取り戻した。蘇生した護堂と浜離宮恩賜庭園で再戦し、『戦士』と『白馬』で消耗したところでエリカのゴルゴダの言霊を込めた投槍に貫かれ敗れるも、止めは刺されず見逃され、以来彼を宿敵ととらえるようになる。その2ヶ月後、夏休みでサルデーニャ島を訪れていた護堂と再会し、ペルセウス顕現を察知して彼をナポリの戦場に連れ出す。苦戦する彼に知恵を授け借りを作り、戦闘後に気絶した護堂に口移しで治癒の術をかけた（アニメ版では治癒完了後に自らの厚意で、もう一度キスをしていた。その上、最終話では抱きついた状態でメティスを倒すというヒロイン的な行動をしていた）。
9巻では自身の勢力圏内であるトラキアでグィネヴィアの計略を察知し、妨害するために天敵である守護騎士ランスロットと交戦、隕石墜落の一撃で胸を抉られた隙を突かれて『魔導の聖杯』で大地母神の神力を奪われる。苦肉の策で聖杯そのものを自らの肉体に取り込み即死こそ免れたものの、徐々に神力を吸収されて緩慢な死を待つ状態となる。『最後の王』復活を企む彼らを追って来日したが、聖杯の位置を探知できるグィネヴィアを追い詰めきれなかったため、消耗し宿願も果たせず消滅することを危惧して護堂との決着を優先し、彼に宣戦布告する。上陸した川崎一帯で住人含め視界内の町や海など全ての物を石化させて護堂を焦らせる作戦をとり、『戦士』の対策として神格をアテナとメデューサとに分け戦いを有利に進めるも、グィネヴィアが護堂に授けていた言霊に反応して聖杯が作動したため、自らを石化しその働きを食い止めた。その後、護堂の『黄金の剣』で聖杯が一時的に機能停止したことで復活、彼との交渉で一帯の石化を解き、自身の復活を察知して乱入してきたランスロットを護堂と共に木更津で迎え撃ち、エクスカリバーを模倣して編み出した秘術《黒の剱の大法》で退ける。最期は双方満身創痍の状態で護堂との勝負を仕切り直し、闇の盾で『白馬』に耐えきり勝利するも止めは刺さず、「『最後の王』と戦えば必ず死ぬ」と予言を残し、彼に秘法の知識を与えると共に、自身が復活した場合は護堂の側から雪辱を果たしに来ることを約束させて消滅した。聖杯に囚われたアテナの魂は、グィネヴィアの死後に新たな魔女王パラス・アテナとして転生する。
また、最終決戦では、《運命の担い手》によって全盛期の状態で過去から呼び出され、ランスロットを石化の権能で降したが、宿敵としてこの場は場違いであると考え、自らの意思で戦いを放棄し消滅した。
なお、《ユニバース492》にも別のアテナが存在するが、こちらのアテナとは違って徹頭徹尾に六波羅蓮たちの敵として登場し、最初の敵にして最後の敵という形で激突する。

パラス・アテナ
グィネヴィアの死後、聖杯から誕生した新たな魔女王。転生する前のアテナと同じ姿をした少女。聖杯を体内に宿しているため、古今東西の神祖の中でも最高の力を持つ。
元闘神としての気質ゆえか、グィネヴィアから受け継いだ遺志である『最後の王』復活を成し遂げるという使命感以上に、まつろわぬ神であった頃の宿敵である護堂に対する強い執着を持っている。竜蛇の封印を解くと、身長5メートル、全長12、3メートルの、蛇の髪を生やす蛇妖メドゥサの姿へと化身することが可能となり、転生前の力（「神の楯」の創造、神格の分離、神罰の青き焰、『蛇の邪眼』など）を発揮できるようになる。
ブルターニュで約3ヶ月の雌伏を経て、2月にモン・ヴァントゥにて『風の王』を招聘する。その後、サルデーニャ島を訪れていた護堂とドニの前に現れ宣戦布告し、南シナ海の小島でキルケーの神力の残滓を集めて全長20メートルの蛇型神獣を7体作り出してから『最後の王』の眠る日本へ向かい、前世からの因縁の地である木更津へ上陸し護堂と対峙する。真の目的は護堂と『最後の王』の両者を倒すことであり、竜蛇の封印を解き護堂と戦いながらも、地上に帰還した『最後の王』を襲撃したが、ラクシュマナの策略により聖杯と一体化した呪力を奪われて致命傷を負う。余命いくばくもない状態となりながら『最後の王』に一矢報いるため護堂に協力した際に、女神であった頃の記憶を取り戻す。その後、転生前の約束を果たさなかった護堂を許す代わりにラーマに対する復讐の場を与えることを要求し、自らの体をエリカとリリアナが鍛えた即席の魔剣と一体化、恵那が剣でラーマを傷つけた瞬間、自らの物であった神力を奪い返すことで護堂の勝利に貢献した。
戦闘後は潔く死を待つつもりであったが幽世での異変を察知し、ラーマへの復讐の一撃を与える最後の機会を得るべく東京湾から生と不死の境界へと旅立ち、魔王内戦では幽世から護堂を援護した。その後は智慧の女王としての見識を評価されてアストラル界の妖精王達の召喚を受け、護堂に《運命》や並行世界についての話をし、妖精王たちと共に《妖精郷の通廊》に細工してカンピオーネたちを別の世界へと追放した。

メティス（Metis）
声 - 石原夏織
ギリシア神話に登場する智慧の女神。アニメ版のオリジナルキャラクターであり、アリスが予言した「星なき夜の予言」に関わる存在。
天空神ゼウスの1人目の妻で、アテナの母にあたる神。だが、実際は蝿に化けたゼウスに強姦されてアテナを身ごもり、ウラノスとガイアから降された「生まれた子が男児であれば、ゼウスを超える神になるだろう」という予言を恐れた夫によって頭から呑み込まれ、殺されて叡智の権能を奪われている。元は陵辱の対象でしかなかったメティスが妻となったのは、ゼウスの非道を隠すために神話が書き換えられた結果である。本作のメティスは夫の裏切りと身勝手から憎悪と復讐心を抱き、ゼウスが治める天を飲み込み地上を闇で閉ざす「星なき夜」を実現しようとした。
アテナの三位一体の1つであり、メデューサの語源でもあることから、娘と同じ蛇の女神にして闇の神としての能力を有しており、「星なき夜」により全てを闇に沈める過程で、全世界的な停電と世界同時皆既日食を引き起こしている。また、鋼の英雄は蛇と女神がいなければ剣を得られないことから、本来は地母神の天敵である英雄たちから逆に剣を奪う「鋼を呑む蛇」と言うべき力を持ち、作中では天叢雲劍を恵那から奪い自身の大鎌に変えて使っている。
東京でアテナが護堂に敗れた際、その一部がゴルゴネイオンに宿り、アテナの原型とも言える母の姿になった。そこからナポリへ向かい、護堂と戦い満身創痍となっていたペルセウスを殺害、全てを飲み込み世界を破滅に導くためにアテナを取り込もうと戦い、勝利して彼女から力と記憶を奪う。再び日本に戻ると、幽世で護堂たちの前に現れて天叢雲を強奪、神の抜け殻となったアテナを完全に取り込もうと襲いかかる。足止めとして留まったエリカ達を倒し、日本最高のパワースポットである霊峰・富士山に逃げ込んだ護堂とアテナを強襲、『駱駝』はおろか闇の神の弱点であるはずの『白馬』すら通用しない圧倒的な力で護堂を退け、娘を吸収して本来の姿を取り戻す。しかし、エリカたちの合流を許して神の知識を護堂が得たことにより、スサノオの風の力までは奪えなかったことから『戦士』で天叢雲を奪い返された上、剣の組み替えで自身の神力を斬り裂かれてアテナを分離させられてしまう。凄まじい執念で『山羊』と『猪』にも耐え、再び力を取り戻そうと足掻くも、記憶と力を取り戻したアテナから智慧の神の祝福を受けた護堂の手により葬られ、アテナの中に還った。

ウルスラグナ（Verethragna）
声 - 皆川純子
古代ペルシアの軍神にしてゾロアスター教の光の神。渦巻く『強風』・みごとな角を持つ屈強な黄金の『雄牛』・光のオーラを放つ輝くような『白馬』・獰猛そうな面構えの『駱駝』・容貌魁偉な漆黒の巨大な『猪』・輝く人間の『少年』・鷹に似た翼ある猛禽『鳳』・美しい黄金の毛並みの『雄羊』・双つの角に黒い毛皮の『山羊』・黄金の剣を持った人間の『戦士』の10の姿に変身してあらゆる障碍を打ち破る者であり、『勝利』を神格化した常勝不敗の神。光明と契約の神ミスラに仕える守護者で、主の荒ぶる魂から生まれたことから戦闘に特化した能力を持つ。インドラ（帝釈天）やヘラクレス、執金剛とも同体をなすとされ、ダハーカの竜を征伐する《鋼》の系譜の混淆神の一柱でもあり、焰の髭と髪を持つアルメニアの竜殺しの軍神ヴァハグンとは兄弟のような関係にある。王権や民衆、戦士を守護し、旅人を守る風の神の側面を持つ。
《十の化身》に変身、あるいは顕身として召喚することが可能で、言霊によって鍛えた神を斬り裂く黄金の剣、竜巻や太陽の焰、雷撃を操る力、支配の言霊、人類最高クラスの武術家をも上回る武芸の技倆、最高レベルの霊視力、風と化して多元世界を渡る能力、死から甦生する再生力、神速飛行、並外れた膂力、救いを求める民の声を地上のどこにいても聞きとる尋常ならざる聴力、流れる風に命じて逃走した敵を捜索するといった多彩な能力を使う。最大の武器である智慧の剣は、一刀両断の決定力には欠くものの、攻防一体かつ柔軟な運用にも耐え、まつろわぬ神やカンピオーネに対して非常に有効であり、護堂の『戦士』と違って死力を尽くせば性質の異なる神の力に同時対応させる二刀流も可能。ただし、2つの化身を同時に使うことはできないという制約がある。変幻自在で多彩な戦法を老練にめまぐるしく駆使して翻弄するのが得意で、力で勝る敵には技巧と叡智で上を行くが、神格を切る言霊の剣を振るう真っ向勝負のときがもっとも厄介といえる。また、主が光の神であるため太陽神としての性質が強く、太陽の出現と共に力が高まる性質がある。鋼の剣神だけあって体は頑丈で、普通なら後頭部が吹き飛ぶほどの一撃を受けても戦闘を続行でき、『強風』に変身すれば物理攻撃を無効化し、富と生命力を象徴する『牡羊』の力で肉体が崩れ去った状態からでも復活する。インドラ神と同等、同質の神格であることを利用し、彼が英雄ラーマに授けた武具を自在に使うことが可能。
身長160センチメートル台前半ほどで、黒髪に象牙色の肌の中性的な15歳の美少年（『少年』の化身）。勝負事を好み、自信家で負けず嫌いな性格。うすよごれたボロ布じみた外套を着ているにもかかわらず、凛々しさと神々しさにあふれ、英雄の覇気をみなぎらせている。東方で顕現した後、まつろわぬ神の性に従い強敵を求めて西へ向かい、護堂がイタリアに着く数日前に神王メルカルトを復活させる。しかしメルカルトとの戦いで相打ちになり、『強風』『少年』『戦士』以外の化身に加えて名前と記憶を失ったため、神獣と化して飛んでいった自分の神力を回収していた。当初は人を引き付ける魅力があり、イタリアで出会った護堂と意気投合するが、神力を取り戻す過程でまつろわぬ神としての性質も取り戻した結果、次第に人間味を失っていき闘争のみを求めるようになる。「プロメテウス秘笈」で盗まれた『白馬』を除く9つの化身を統合しメルカルトとの再戦に向かうが、英雄にふさわしくない行動を友人として止めようとした護堂もメルカルトと共に相手にすることになり、最後まで人間を舐めて本気で戦わなかったことが仇となって、メルカルトとの激戦で満身創痍となっていたところに自らの力であった『白馬』の焰に焼かれ、護堂と相打ちとなる形で最期を迎える。初めての敗北を笑いながら認め、カンピオーネに転生したことで生き延びた護堂に対して「再び会うまで誰にも負けるな」と言い残して消滅した。
最終決戦では《運命の担い手》の権能で召喚されて護堂としばらく戦うが、用意された土俵で因縁の宿敵と戦わされることに我慢できず、自ら運命の糸を断ち切って「黄金の剣」を残し再会を誓って消滅した。それから5年後、並行世界《ユニバース492》の『最後の王』である聖王ミスラから救援要請を受け、命と力を与えられて復活を果たす。再戦が近いことを知らせるため、《ロンギヌスの槍》に関する野暮用でアルメニアのゲハルト修道院を訪れていた護堂を太陽神ミトラを奉じたガーニ寺院へ導き、『鳳』の姿を現した直後に多元世界を超えて旅立ち、《無限時間の神殿》で命が尽きかけたミスラからユニバース492の『最後の王』としての魔王殲滅の使命と「救世の神刀」を託された 。これにより救世の神刀と黄金の剣による剛と柔を結合させた二刀流が可能となる。ただし、受け継いだばかりだったためか、ラーマに比べれば使い慣れておらず、かつて彼が使った毒の武器は使用できなかった。ユニバース492の21世紀に現れたアイーシャを聖域に連れ帰り、アイーシャの封印後、彼女を探しに来た護堂と戦うも、捜索を優先して戦闘を放棄されたため、時の門を超えた彼を追い、ズルワーンから《盟約の大法》を授かって1857年の地上に降り立つ。妊娠したエリカを見舞い、子供が双子であることと、物心つく頃には父母と離れ離れになっていることを予見してそれとなく2人に伝えた後に、《聖杯》を乗っ取って神獣軍団の製造を続けるアイーシャを止めるために護堂と一時共闘。解放した彼女の処遇を巡って護堂と再び戦いになり、『剣』で以前自分から簒奪された《東方の軍神》を封じ、大法の圧倒的な力で勝負を有利に進めるも、《反運命》による大ばくちに出た護堂を見て救世の神刀を捨て、最後の力を振り絞った彼に捕まり、道連れにされて『白馬』に焼かれる。『雄羊』の力で護堂より一足先に復活を遂げると、再戦とミスラへの義理立てを済ませたことで以後は好きにすることにして、護堂にとどめを刺そうとするズルワーンを黄金の剣で始末し、「何が最善か、見極める強さを持て」とリリアナに言伝て何処かへ旅立って行った。
『ロード・オブ・レムルズ』では、草薙護堂を元ネタにアイーシャがでっちあげた非実在キャラである、反運命の戦士《クシャーナギ・ゴードー》としてヒューペルボレアに召喚される。『草薙護堂の代役』として人々を運命の軛から解き放つというアイーシャの望みに応える形で勇者と戦うことになり、10の化身とアレクから譲渡されたラーマの弓と矢筒によって雪希乃と梨於奈を苦しめ、剣神として覚醒した雪希乃に対して智慧の剣を抜いて救世の神刀《建御雷》の刀身を鍔元近くまで断ち切るが、ラーマに託された武具を全て融合させた『究極の一太刀』で袈裟懸けに斬り伏せられて敗北。『牡羊』の力で復活を遂げるも戦意を喪失、アイーシャを封印して面倒事を片づけてくれたことに礼を言い、しばらく英雄界を旅することにする。

メルカルト（Melqarth）
声 - 大友龍三郎
古代フェニキアで神王として崇拝された、地中海最強の神の一柱。真の名をバアルといい、紀元前の古代オリエント（中東）に起源を持つウガリット神族の王で、ユダヤ教とキリスト教の《神》の最大の敵として『旧約聖書』にも名が記されている。「メルカルト」は特にテュロスの街を守護するバアルの尊称で、ギリシアに近い地域では棍棒を持った大男として表現される。カナン人、フェニキア人などのセム語族系の原始遊牧民が崇めた『雨季』の嵐を司る天空神であり、定住農耕民族が崇拝する海や大地の象徴たる竜を倒す竜狩人。匠の神コシャル・ハシスから贈られた1対の神具「ヤグルシ・アイムール」を武具とし、これを用いて竜王にして海神であるヤム・ナハトを討ち取った。他神話の天空神と同じく極めて幅広い職能を持ち、ヘラクレスとも関わりが深いことから闘神としての性質も備え、さらには太陽・海・生命の神でもある。ただし職能の広さから、太陽神としての属性はウルスラグナに比べて薄いものとなっている。
筋骨隆々の、蓬髪と髭面で野性味あふれる、身長200センチメートルを超える壮年の大男の姿をとる。衣装はすりきれたマントとボロ布、皮の胸当てにサンダルという粗末な身なりだが、『王』の威厳も身にまとっている。『嵐』の権能により烈風、大雨、稲妻を操ることができ、武器とする2本の魔法の棍棒は、ヤグルシが疾風を、アイムールが稲妻をまとい、神速にも劣らぬ速さで空を飛ぶ。戦闘時には15メートル近い背丈の巨神と化し、格闘でも護堂の『猪』を圧倒するほどの実力を発揮する。また、豊穣と旱魃の脅威の印である数十万匹ものイナゴを下僕として操ることができる。
護堂が初めてイタリアを訪ねた際、ウルスラグナと戦っていた神。ウルスラグナの強敵を求める意思に刺激されて出現した。まつろわぬ神らしくその性質は歪んでおり、ウルスラグナを打倒した後は自分への信仰を失った地中海の住民を洪水によって島ごと滅ぼそうと企んでいた。ウルスラグナとの戦闘で化身の大半を失わせるが自らも黄金の剣の一撃で痛打を受ける。神力を回復させるべくサルデーニャ島内のヌラーゲに潜んで療養していたが、ウルスラグナに襲撃されたため共闘を申し出た護堂と手を結び辛くも勝利する。ウルスラグナの死後、事前の宣言通り地中海の島々を嵐で海に沈めようとしたため、自身の行動を阻止しようとする護堂とも戦う。初戦では習得したばかりの権能に慣れていなかった護堂を圧倒して瀕死の重傷を負わせ、宣言した通りにソルントの遺跡群を海に沈めるが、再戦を挑まれ双方共に力尽きるという痛み分けに終わり、『白馬』に焼かれて肉体を失い神霊の状態でどこかへと飛び去った。護堂や本人曰く、自身を呼び出したウルスラグナの消滅により精神的に張り合いがなくなり、弱くなっていたとのことである。
最終決戦では《運命の担い手》の権能で召喚されて護堂やラーマと戦うが、護堂との間にはそれほどの逆縁はないと考えていたためモチベーションが低く、運命の糸を『戦士』で断ち切られるとあっさり消滅した。

ペルセウス（Perseus）
声 - 神奈延年
『東方から来た者』の名を持つ神代の英雄で、竜蛇殺しの英雄の典型ともいうべき《鋼》の神の一柱。ドニが破壊したヘライオンからあふれ出た水と大地の精気から竜が生み出されたことより、竜（蛇）殺しとしての性質を刺激されナポリのヴェスヴィオ火山から顕現した。
人を魅了する美貌を持ち、白い服とマントを着た山吹色の巻き毛の青年。陽気で派手好きな性格で、敵や他人にもそれに相応しい立ち居振る舞いを要求するなど見栄えを気にする人物。自前の神話では絶対的な主人公を演じるだけあって極度の目立ちたがりであり、召使い役をこなす意欲と敵性は皆無。
古代ギリシアの英雄としてのペルセウスは、女神アテナの加護を得て蛇妖メドゥサを退治し、怪物との戦いに勝利して、生け贄として求められていたエチオピアの王女アンドロメダを救い出した英雄であり、海獣ティアマトを倒した嵐を司るバビロニア神話の神王マルドゥークにルーツを持つ存在だが、この神は「ギリシア神話のペルセウスそのもの」というわけではない。その正体は、ローマ帝国が未だ多神教だった3世紀初頭に皇帝ヘリオガバルスによって崇められた、『東から来る者』で『太陽神』であるギリシア神話のヘリオス（=ソル）・ペルシアのミトラス（=ミスラ）・ペルセウスという3つの神格を1つにまとめ上げたローマ神話の新興の英雄神である。最高司祭であった皇帝が在位4年で殺害され廃れてしまったために真の名は現代ではヨーロッパでも知名度が低いが、かつて神王の座に近づいた偉大な神であることから「不敗なる太陽（ソル・インヴィクトス）」「ヘリオガバルス」など多くの異名を持つ。「東方から来りし者（ペルセウス）」もその一つに過ぎないが、この名を使い続けているのは現代ではこちらの方が通りがいいため。
弓矢と大刀の扱いを得意とし、無限に矢が収まった矢筒から機械じみた速さと正確さで連射を行い、ミトラスの力を矢に宿して閃光の矢として放ち爆裂させ、ときにメジャーリーガーの豪速球をも超える白豹か白い流星のようなスピードをみせ、刃渡り1メートルを超す反り身で刃の分厚い豪刀を振るい、敵より速く動き速く刀を操るというシンプルな刀術を使う。英雄の神力で人間を支配する言霊を操る能力も持つ。「ペルセウス」の能力としてメドゥサを倒して得た蛇殺しの権能により、あらゆる蛇に関係する神の力を打ち消し封印する言霊を操り、闇を吹き散らすことができるほか、メドゥサの血から生まれた神獣ペガサスを操り天翔る。さらに、太陽神の証である光の輪から放つ後光にはミスラの神力が込められており、この力で主従関係にあるウルスラグナの《東方の軍神》を封じ込めることが出来る。また、「太陽」に由来する不死性として、自らの肉体を光に変え致命的なダメージを回避する能力を持つが、神力の消耗が大きく連発はできない。
護堂との初戦で『猪』『鳳』を一方的に打ち消して心臓を射貫くことで一度は勝利するが、プレビシート広場に舞台を移しての再戦時にはミスラの神力を『戦士』の言霊で封じられ、リリアナの矢で動きを止められた瞬間に空中から召喚された『猪』で広場ごと押し潰されそうになる。すんでのところで『太陽』の神力を使い致命傷を逃れた後、満身創痍ながら再戦へ赴こうとするが、突如現れたサルバトーレ・ドニに挑み斬り殺された（アニメ版ではメティスに殺された）。
死後、『最後の王』の元で三英雄の一柱となり、パラス・アテナの元へ馳せ参じる。プシュパカ・ヴィマーナで護堂を迎え撃つが、リリアナが振るう自身の神格に対応させた「ウルスラグナの聖剣」で斬り裂かれて大量の神力を失い敗走した。その後は雲取山の山中で復活したが突如眼前に開いた『通廊』から現れた神殺し達と遭遇、かつての同僚で護堂の権能となったランスロットと一戦交えることになるも新たに空いた通廊の中に吸い込まれ1万2000年前まで送られてしまい、弱体化のせいで存在を保てなくなって消滅した模様。
最終決戦では《運命の担い手》の権能で『過去』から召喚されて護堂やラーマと戦うが、運命の糸を『戦士』で断ち切られて消滅した。

速須佐之男命（ハヤスサノオノミコト）
古代日本の《鋼》の英雄神。隠居中の元まつろわぬ神。

天叢雲劍（あまのむらくものつるぎ）
声 - 山口太郎
英雄神・速須佐之男命の従属神にあたる、征服神の神格と《鋼》の属性を持つ日本最高峰の神刀。別名「草薙劍（くさなぎのつるぎ）」。
スサノオが妖蛇・八岐大蛇を倒して、屍の尾から入手した愛刀。スサノオの「まつろわす神」としての性質の根幹を成す蛇殺しの鉄剣で、持ち主以上に源流に近い性質を持つ日本国征服のシンボル。スサノオの他にも日本武尊が振るったことで知られる。形状は刃渡り3尺3寸5分の豪刀で、通常時は白銀の刀身を持つ蕨手刀だが、まつろわす力を発揮すると刀身が漆黒に変色した彎刀へと姿を変える。三種の神器として伝わっているものとは別物なので考古学的な意味では偽物だが、神の所有物として見れば限りなく本物に近い宝物。
神が自らのために作り上げた神具とも言える器物だが、高い神性と自分の意思を持つ。古代日本の大和朝廷が剣と軍団で数々の異民族をまつろわせる過程で富・民・技術・知識を奪い取ってきた伝説から、武力と略奪の象徴として主と同じく偸盗の能力を持つ。その他にも、神やカンピオーネ、及び彼らの加護を受けた者以外から呪力を強奪する、権能未満の呪詛や魔術の類の力を破魔の力で打ち破る、神威で魔術を強化するための触媒となる、無数の破片と化して飛散し対象を爆散させる千釼破の神力など、数々の霊験を有する。
本来の所有者である御老公（速須佐之男命）は幽世で隠棲中のため、当初は媛巫女の清秋院恵那に貸与されていた。恵那が幽世での神がかりに失敗したことで、彼女を内部に取り込み背丈20メートルの「刃の巨人」と化して暴走状態に陥るが、現世に転移して暴れ続けていたところを、護堂が『猪』で千鳥ヶ淵ごと破壊して倒したことで彼の第2の権能として所有物となった。ただ、護堂に敗れた後でスサノオや恵那の手を離れるも、彼が「銃刀法違反を犯すつもりはない」という理由から一時的に沙耶宮家に預けていたという特殊な経緯があり、「権能というには妙にお節介で、武器というには自身の内部に入り込みすぎている」と護堂本人が感じているため、天叢雲劍からの提案で「相棒」という関係に収まっている。
一人称は「己（オレ）」で、護堂のことは「王」と呼んでいる。普段は護堂の右腕を「鞘」として眠っており、護堂が意識して話しかけるか闘いにならない限り会話すらしない。派手好きな性格にして、本分である闘いのことしか頭になく、それ以外のことに気を回すつもりがない。
なお、別名が護堂の名字と同じだが全くの無関係で、実際に調査を行った甘粕によると「単なる偶然」に過ぎない。また、《ユニバース492》にも別の《天叢雲劍》が存在するが、こちらの天叢雲劍とは違って異世界の建速須佐之男命の単なる武器でしかなくなっており、機能も異なっている。
『ロード・オブ・レムルズ』では恵那の提案で同系統の剣神が転生した雪希乃に助言を求められ、戦闘以外の雑事に関わらせたことに怒りを見せてぞんざいな態度を取るが、結果として彼女に剣神としての覚醒を促すこととなった。

斉天大聖・孫悟空（せいてんたいせい・そんごくう、Sun Wukong）
明代に成立した『西遊記』の主役にして、三蔵法師のお供を務めたことでも知られる中華の大英雄。金色の体毛と火眼金睛が特徴の猿神で、普段の身長は160センチメートル。京劇の『靠』や革の鎧を身にまとう。石より生まれし神猴で、若かりし頃は猿たちの王として花果山水簾洞で遊び、のちに霊台方寸山に20年こもって修行三昧の日々を送り仙道を学ぶ。
『西遊記』は孫悟空を主人公とする戯曲、小説本、民間伝承をつなぎ合わせて誕生した「孫悟空神話」の集大成ともいうべきもので、『西遊記』の成立過程で仏教、道教、中国シャーマニズム、さまざまな宗教・民間信仰の神霊、スキタイの伝説にみえるコーカサスの英雄バトラズに酷似した出自などのさまざまな要素を取り込んでいる、漢人と遊牧民の伝承が融合したことで成立した最高峰の混淆神。それゆえに複雑な神格を持ち、鋼の英雄神であると同時に、神仙術の極意を得た神通無限の魔術神でもある。強大な《鋼》の神の一柱として、神殺しを倒すために世界の力を借りる《盟約の大法》を不完全ながらも発動し、増加した神力で「従神顕現の大法」を発動し2柱の義弟を従属神として召喚している。《鋼》としての不死性は蟠桃と仙丹を喰らい、八卦炉で焼かれたことで得た「鉄頭銅身（=鋼鉄の肉体）」。単純な戦闘能力だけでも護堂が相手取ったまつろわぬ神の中では上位に位置しており、心眼で神速を見切り、自らも黄金の雲を使って神速で飛行しながら、神珍鉄を鍛えた伸縮自在、重量1万3千5百斤の如意金箍棒で疾風迅雷の棍法を繰り出す。ただし、いきなりトップスピードにはなれず、段階的に加速していく必要がある。さらに、作中では風と焰と毒を操る巨猿型の神獣を召喚し、巨大化をはじめとする変身術や奇門遁甲、身外身の術など様々な魔術を使いこなした。
混淆神の複雑な性格ゆえに、まつろわぬ神としては珍しくひょうきんだが、人間を困らせることが大好きであり、人のいない幽世を嫌って封印が解ければ即座に地上に飛び出し悪さを働こうとする。加えて虚栄心が強く見栄っ張りで目立ちたがり、とにかく派手好きで小悪党に見られることを嫌い、ハッタリ以外には特に意味のない巨大化を使ったりする。自前の神話では絶対的な主人公を演じるだけあって極度の目立ちたがりであり、長く高僧の護衛をつとめていたとはいえ召使い役をこなす意欲と敵性は皆無。ちなみに「斉天大聖」「美猴王」といった派手な名乗りも自称でしかなく、そのことをペルセウスからは皮肉られている。一時的に利用していたひかりの肉体から分離できなくなったときもそのうちなんとかなるだろうと放っておくなど、楽観的かつ脳天気な性格で、護堂はドニと互角の「アホ」と評している。なお、『ラーマーヤナ』の逸話から「尊き聖者と供をする猿」という要素を受け継いでいることからハヌマーンとは兄弟のような間柄ともいえるため、彼が素性を明らかにしていないうちからそれとなく本性に気づいていた。
東洋における竜と馬の関連性、猿が馬を守護する伝承より、ぶん殴って子分にした竜蛇を庇護する性質を持つことから、日本に眠る『最後の王』の覚醒を妨げるための竜蛇避けとして、地上にいた頃の黒衣の僧正を中心とした古老たちの手で、東照大権現の神力をもって日光東照宮神厩舎奥に隠された「西天宮」に封じられた。幽世の中では弼馬温（ひつばおん）の位で猿猴神君の名で呼ばれ、身の丈は80センチメートルほどまで縮むが、ひょうきんな性格は変わらず、幽世の中で禍祓いの媛巫女といろいろ遊んでいたらしい。弼馬温は呪いの名称でもあり、その効力は日本に蛇神・龍神の類が現れ、暴れた場合に禍祓いの媛巫女の力を借りて元のまつろわぬ神に戻り、蛇神・竜神の類を倒すというもの。竜蛇が死ねばしばらくして呪いの効力が戻り再び封印される。封印後は3度解放されており、100年ほど前に封印が解かれたときには媛巫女ごと西天宮を吹き飛ばしている。この時は東京に出現した地竜を倒し、余った時間で羅濠と戦ったが制限時間が来て不完全燃焼のまま引き分けた。なお、護堂がアテナを倒せなかった場合には封印が解かれる予定だった。
日光に出現したまつろわぬレヴィアタンの気配を感じ取り、禍祓いの媛巫女であるひかりの肉体を乗っ取って復活し地上に顕現、《盟約の大法》を利用した「石山巌窟の秘法」で東照宮、二荒山神社、輪王寺の一帯を「石牢」に変え、羅濠教主を一旦その中に封じた。弼馬温の術を破るために猪剛鬣と深沙神を召喚し、男体山の霊気を集めて自分の神気を高め《鋼》の一柱・不動明王の佩刀倶利伽羅剣で弼馬温の術を破り、日光一帯にかつての花果山水簾洞のような王道楽土を築くことを目論んで日光中の一般市民を術で猿化させて自らの軍勢とし、馴染みすぎていたひかりの肉体から分離できるようになってからも、彼女を人質として手中に残すことで護堂を戦闘に引きずり出した。戦場ヶ原での最終決戦では、神速で如意棒を叩き込み護堂を苦しめたが、猿に変えられた一般市民も『白馬』と『戦士』を融合させた光速の剣によって無力化され、自身も腹を剣で裂かれて体内に隠していたひかりの身柄も奪還されてしまう。アーシェラを喰らい竜蛇の神力で回復し、集まってきたカンピオーネたちに対抗するため《盟約の大法》で義弟を召喚したものの、自身は護堂の電磁砲で宇宙まで吹き飛ばされてしまう。最終手段で身長15メートルまで巨大化、義弟たちと合力することで強大な力を得るが、羅濠教主の仁王尊と護堂が天叢雲で作った鋼の「緊箍児」で動きを封じられ、スミスの『殲滅の焰』で義弟共々その身を焼き滅ぼされる。
死後、『最後の王』の元で三英雄の一柱となってパラス・アテナの元へ馳せ参じ、魔術の神としての本領を発揮しラーマを復活させた。プシュパカ・ヴィマーナで護堂を迎え撃つが、エリカが振るう自身の神格に対応させた「ウルスラグナの聖剣」で斬り裂かれて大量の神力を失い敗走した。その後は雲取山の山中で復活したが突如眼前に開いた『通廊』から現れた神殺し達と遭遇、アレクと戦っていたが新たに空いた通廊の中に吸い込まれて1万2000年前まで送られてしまい、弱体化のせいで存在を保てなくなって消滅した模様。
最終決戦では《運命の担い手》の権能で『過去』から召喚されて護堂やラーマと戦うが、運命の糸を『戦士』で断ち切られて消滅した。

猪剛鬣（ちょごうりょう）
斉天大聖の義理の二弟で、猪八戒もしくは猪悟能として知られる妖神。道教世界に出自を持ちながら、仏法にも帰依した混沌たる神格。もともとは隋から宋の時代に広く民の間で最も信仰が隆盛した僻邪の神で、北極紫微大帝に仕える天蓬元帥でもある武神。野猪（猪）より出て家猪（豚）に変じた神格で、猪の顔を持ち、黒毛で恰幅のよい体格をしており、武器は九歯のまぐわ。戦闘時には身長15メートルの三面六臂の巨人に変化してそれぞれの腕で剣・戟・斧・棍棒・弓矢を操り、円をえがくような歩法から残像が見える超高速の攻撃を繰り出す。黒い雲に乗って空を飛ぶ術を使う。かなりの女好きで、顕現するや歓楽街へと繰り出そうとし、義兄が依り代にしているひかりにまで欲情するほど。
「盟約の大法」を使った斉天大聖の従属神として顕現。わずかな顕現時間で弼馬温の解呪やスミスの追跡などを行い、決戦では羅濠と相対するが仁王の掌打により全身の骨を砕かれながら宇宙に吹き飛ばされ敗北。後に大聖と三位一体になり、義兄の騎獣（猪）になる。

深沙神（じんしゃしん）
斉天大聖の義理の三弟で、沙悟浄として知られる妖神。道教世界に出自を持ちながら、仏法にも帰依した混沌たる神格。沙門に修行の道案内をする導者だが、もともとは殺生戒を犯す罪人の神にして捲廉大将の位を持つ水軍神。赤髪を逆立て、9つの髑髏を首飾りとした痩せこけた青黒い肌の悪鬼の姿をとる。武器は鋼を芯に入れた宝杖。道教の天界で水軍神が詰める水部の神として四海竜王を率いたこともあるため、穢れを清める神力を宿した水を自在に操り、呪法を跳ね返す氷の鏡や竜を生み出す権能を持つ。義兄達に比べると多少は常識的。
「盟約の大法」を使った斉天大聖の従属神として、深沙大将の伝承が残る大谷川から顕現。わずかな顕現時間で弼馬温の解呪やスミスの追跡などを行い、決戦ではスミスと空中戦を繰り広げるが魔銃で胸を撃たれ敗北。後に大聖と三位一体になり、水竜となって義兄が羽衣のように纏う。

ヌアダ
古代のケルト人に崇拝された、不敗の剣を振るうダーナ神族（トゥアハ・デ・ダナーン）の王。アイルランドに攻め込んだ際に右腕を失ったことで王位を失い、医術の神に銀の腕を与えられ、さらにその後に腕を再生させ王座に返り咲いた逸話を持つ。
4年前、ゲオルギウスの槍に宿る神霊に体を乗っ取られ、アイルランドから妖精境を経由してアストラル界へとやってきたカンピオーネになる前のドニと交戦する。ゲオルギウスの霊体を滅ぼしたが、己の武器である輝く光の剣を奪い取ったドニに敗れた。

ミノス
クレタ伝説の神王にして、ポセイドンともゆかりのある大地と迷宮の神。生贄を捧げる祭司でもあり、ギリシア神話にはクレタ島の君主「ミノス王」として登場し、后と『牛』との姦通で生まれた牛頭人身の怪物ミノタウロスの父と伝えられる。
ミノタウロスともいうべき身の丈30メートルはある牛頭の巨人の姿と、小山のような巨軀の猛牛の姿を持つ。迷宮を作り出す権能を有し、牛に化身することで圧倒的なパワーと神速を利用したすさまじい突進力を振るう。また、魔術破りの心得も持つ。
8年前にクレタ島に顕現してラシッティ高原に大迷宮を創るが、たまたま「蚩尤や牛頭天王のような『牛』の属性を持つ《鋼》の軍神は大地の神の発展形なのか」をクレタ島まで調べに来ていたアレクを迷宮内に取り込んでしまい、交戦の末地上への再臨を果たすことなく討たれる。数日後、グィネヴィアの手で作られた「神の贋作」がサルデーニャ島オロセイ湾に顕現したが、パワーとスピード以外は再現できていない従属神以下の存在だったためあっけなく滅ぼされた。
10巻でも、アレクが作り出した魔の海域を打ち破るため再び召喚され、ランスロットの助力で力を最大限に発揮し、自分の体を崩壊させながらも権能を打ち破った。

ランスロット・デュ・ラック（Lancelot Dulac）
『湖の騎士』を名乗る雷鳴と霧を呼ぶ騎士の神であり、円卓の騎士の中でも最高にして最強の騎士と称されたアーサー王物語の登場人物の原型となった槍の軍神。白き甲冑の上から戦闘用上衣（サーコート）をまとい、逆棘状の槍と菱形の楯、両刃の長剣で武装し、白き神馬に乗って天翔ける。
1500年以上前に顕現し、かつては『戦いの王』と崇められ、『槍（ランシア）の神』と名乗るまつろわぬ神であったが、『白き女神』グェンフィファルから『最後の王』の噂を聞きブリテンの地に渡った際に彼と出会い、激烈たる死闘を求め、5世紀の終わり頃から麾下に入り数十年間共に戦ってきた。『白き女神』がかけた守護者の呪法により、地上にとどまり続けてグィネヴィアとその係累を庇護することができるが、その代償で彼女が危機に瀕したときのみ短時間だけしか顕現できないようになった。8年前にサルデーニャ島にてアレクからグィネヴィアを助けに現れ去っていったことから、その存在が確認されることとなる。
作中では最源流の《鋼》の軍神であり、天地の位を極めた魔女の守護者にして、神祖を庇護する軍神とされている。その正体は欧州本土でサルマタイの民に信仰された、軍神アーレスの娘にあたる女戦士族アマゾネスの女王に由来する《鋼》の女神という極めて稀な女騎士。鎧兜の下には、蜂蜜色の短髪と豊満な女性の肉体を備えている。ただ、自らを崇めたサルマタイが民族としての体裁を失ったためにかつての自分の名前も失ったこと、「ランスロット」として伝説に名が登場するのは12世紀以降であり、ケイ卿・ガウェイン卿・ベディヴィエール卿のようなケルト神話の神々に由来する他の円卓の騎士とは違ってルーツも判然としないこと、《鋼》の要素を湖の乙女に養育されること程度しか持たないことなどから、一般的には《鋼》ではないただの軍神として認知されている。
極めて源流に近い《鋼》だけあって、多彩な権能を持たず、騎士らしく突撃することのみに特化した存在。神速を見切る武芸者で、迅速果敢な戦いを好み、呼び寄せた雷雲の中で稲妻の精気を吸収することで神速を使い、球雷を操る。槍突撃（ランスチャージ）の他にも、スキュタイとアマゾンの流れを汲む剣術も使う。愛馬は神獣としては小柄だが、蹄の一撃でカンピオーネの頑丈な体でも砕けるほどの力を持ち、軌道が直線的ではあるものの高速飛行も可能。さらに「隕石落とし（メテオストライク）」と呼ばれる巨大な隕石の墜落と同等の破壊力がある最強の竜蛇殺しの秘技を有し、高高度から“白き稲妻”と化して神速の一騎駆けで急降下し、穂先から雷電のエネルギーと熱、衝撃を放つことで大地を崩壊させ、直径15、6キロメートルもの巨大クレーターを穿つ。《鋼》としての不死性は大祖母である水のニンフから借り受けた霧に変じて物理攻撃を無効化する権能と、武器と鎧を利用して眷属の『鈍色の騎士団』を復活させる権能。霧化中は姿を捉えることも困難であるものの、源流に近いことから不意打ちなどは不得手で、微弱な神力を感知できるため奇襲には使えない。また、元は狂える武人であったことから、理性や品格を捨てさせ心に眠る欲望を満たせとそそのかし暴走させるという『狂奔』の呪縛による精神操作の権能を持ち、自身の力と記憶を封じる、対象に能力の制約を超えた力を発揮させる、消耗した自らの神力を条件付きで回復する、といった呪縛を施す能力を有する。
純血の《鋼》ゆえに剛直な武人としてまっすぐ進むことしか知らず、野を駆け槍を振るい、女人を愛し、守ることのみを本懐とする。しかし、その性格のため、かつて肩を並べた『最後の王』が眠る地のことも知らず、グィネヴィアの探索を難航させていた。
9巻では2代目グィネヴィアの頼みで、魔女たちの守護神から本来の姿である狂奔と激情を本地とするまつろわぬ《鋼》の軍神に戻ったが、『正しき神』でも『まつろわぬ神』でもない“神の影”という半端な在り方を長く続けたために長期戦ができなくなっており、ほどけそうになる肉体を地上に留めるために雷を浴び続けて神力を回復させていた。グィネヴィアがアテナに襲撃を受けた際、初代グィネヴィアが残した「救世の神刀」から作られた「神槍エクスカリバー」を振るい、アテナの命を『魔導の聖杯』で奪う。グィネヴィアとともに来日し、木更津でアテナと護堂と戦ったが、グィネヴィアがエリカに敗れ、自身の神力も切れたことで停戦する。この戦いで護堂を愚直な戦いを挑める相手と認め、彼を「我が運命」と見定める。アレクが浮島を浮上させたことを知ると『最後の王』復活のために自ら記憶と神力を封じて町をさまよい、遭遇した護堂の一瞬の隙をついて彼に呪縛をかけ、一時的に同盟関係を作る。その後、アレクの迷宮を打ち破るために消耗した力を回復させ、浮島にて正気に戻った護堂と死闘を演じる。『戦士』を眷属復活の権能で相殺するも、彼の仲間たちにエクスカリバーを使用不能にされ、天叢雲によって神刀化した『猪』とのぶつかり合いで馬を先に倒されたことで空中に投げ出され、最期はそのまま猪に跳ね飛ばされて死亡。しかし、グィネヴィアの介入で『鏃の円盤』に封じられたため、この時は護堂の権能にはならなかった。
長い年月の中で自身の神話そのものが変質しすぎたことで、次に地上に顕現しても全く別の男の軍神が顕現すると予測されていたが、『最後の王』の元で三英雄の一柱となり、パラス・アテナの元へ馳せ参じる。本心では戦いを倦む王の命に従い自らも神殺したちと戦うのが本当に正しいのかということと、正々堂々の勝負で勝利を得た護堂の力になれなかったこととで悩んでいたが、彼がラーマの宿命をたたき壊すと宣言したことで迷いを吹っ切り、2つの望みを同時に叶えるために『最後の王』をあえて裏切り、護堂を新たな主と定めてプシュパカ・ヴィマーナを破壊する。力を使い果たした後は護堂の権能《白き騎士の突撃》となることを決め、記憶を保ったまま守護騎士（守護霊）として仕える道を選び、ペルセウス戦、ヴォバン戦、ハヌマーン戦で一騎当千の活躍を見せる。
しかし、5年後に『ユニバース492の1857年』を訪れた際、護堂の子供たちが《聖杯》の神官に成らざるを得ない状況になったことで、兄妹と結社《カンピオーネス》を守護するために並行世界に残留することを決め、《聖杯》の石片を呑みこむことで、これまで護堂から供給されていた呪力をバレンシアの地脈と聖杯で代替する契約を結ぶ。当初の計画では護堂たちが元の世界に帰還してから3年後より、《白き女王》を名乗って《カンピオーネス》の2代目総帥に就任するはずだったが、護堂の不在は影響が大きいということで計画を変更、以後、モニカに跡目を譲るまで20年近く影武者を演じ、総帥の地位を譲ってからもブランデッリ一族の守護霊を務めてきた。なお、結社の者たちからは「ブランデッリ家の祖先が守護霊として帰ってきた存在」だと認識されていた。
160年後の21世紀にはジュリオの守護者をしており、主な役目としてバレンシア郊外の洋館にある《破滅予知の時計》の見張りを任され、招かれざる客を追い払うよう頼まれている。魔術の仕掛けも進化したことで、《聖杯》にプールした絶大な規模の呪力を利用することで実体を取り戻し、長槍を天翔る雷として投擲する儀式魔術『雷の秘儀』により、《聖杯》の節約のために力を制限した状態であっても神殺しの眷属を瞬殺し、全力を出したならば従属神クラスを一撃で屠ることができる。ただ、神力が尽きると《聖杯》から呪力を汲み取りにバレンシアまで戻らなければならず、その間はジュリオの護衛ができなくなる。
のちに、異世界のアテナによる地球崩壊計画という地脈へのダメージよりはるかに重大な危機が迫ったことで、大地と聖杯の切り離しが行われ、砕け散った聖杯の破片を吸収しスタンドアローンで活動できるようになる。世界滅亡の時は《終末の器》から出現した1000匹の竜と繰り返し戦い、押し寄せる大火と洪水から逃げ回ったことで激しく消耗してしまい、力を温存するため長槍に姿を変えて眠りについたが、《救世の神刀》と長槍を融合させ《救世の神槍》を得て復活を果たす。そして、暴走した『獣の槍』さながらの活躍で《終末の器》から出現した『獣』を始末していき、蓮とアイーシャが《終末の器》を《パンドラの空箱》で無力化するまでの間、限界まで戦って足止めした。

グウェンフィファル
『白き女神』あるいは『智慧の女王』と呼ばれ、サルマタイの民に崇拝された大地母神。『最後の王』のために『魔導の聖杯』を生み出し、神祖グィネヴィアとして転生する。

サトゥルヌス
ローマ神話の大地に属する豊穣と農耕の神にして、祝祭を司る神。狂気に冒されたために主神ユピテルによって神殿に囚われ、1年のうち一度、太陽の復活を祝う冬至節の7日間だけ解放されることから、太陽神の従属神としての性質も持つ。
サトゥルナリアの冠という神具によって生み出され、そこから力を得て何度でも再生することができる。奴隷と主人の身分を反転させる祭りに由来して、身分を逆転させ秩序を乱す群衆操作の権能を持つ。また巨大な蔓、爆発する黒い果実、黄色い毒の粉を操り、手にした音叉状の木杖からは破裂すると衝撃波を放つ緑色の光球を発射する。
かつてローマ帝国の版図であったアナトリア半島にて138年前に顕現し、トルコで「住民に狂宴を永遠に続けさせる」という大混乱を引き起こすが、羅濠教主によって倒される。12巻にてかつての主人である神霊『灰色の者』と共に来日し、ヤドリギ状の神木という不完全な形で葛西臨海公園沖に顕現。神霊の協力を受けて冬至の完全復活に向け力を蓄えるが、復活目前で完全に解呪した護堂達に戦いを挑まれ、身長30メートルの木人形型の半神半木状態で「棺」から生み出され彼らを迎え撃つ。夜が明ければ完全に蘇るはずだったが、かつての悪行を日本で再び起こさせるわけにはいかないと神になる前に倒されることになり、一時的にとはいえ仲間たちと疎遠にされたために苛立っていた護堂に神霊の懇願を無視され、『戦士』で神具を封じられたうえで『白馬』の権能により大観覧車ごと焼き尽くされて蒸発した。

キルケー（Circe）
太陽神ヘリオスの娘であり、『暁の魔女』の異名を持つ古代ギリシアの魔女神。スミレ色の瞳を持つ銀髪の美少女の姿をとる。自分が住むアイアイエ島にやって来た人間を魔術で動物に変えていた逸話で知られ、魔力と美貌で英雄を虜にして彼らの目的を妨害する性質を持つ。英雄オデュッセウスの愛人で、彼をたぶらかして1年の間篭絡した。
女神の愛を受けるにふさわしい勇士を見初め愛する性分があり、一度相手を愛すると一途な想いを見せる。しかし、まつろわぬ神らしくその歪んだ言動は偏愛の域にあり、たとえ拒まれてもストーカーのように執拗に求愛し、言動とは裏腹に手足をもいで自分の愛蔵品にしようとする。
斉天大聖に比肩するほどの魔術の使い手であり、大海蛇・神鵰・キュクロプスといった多様な神獣の使役と強化、鴆毒の呪詛、植物の生成、灼熱の業火や稲妻、『白馬』に匹敵する威力を持つ黄金色の太陽フレア、といった多彩な攻撃手段を持つ。さらに、英雄を捕らえて虜にすることにより、その権能を奪い取って力を削ぐ権能『英雄拘束』を有し、例としてオデュッセウスから奪った力を神霊「弓の御霊」として操る。この権能は相手が偉大な英雄であるほど影響を受けやすいという特徴があり、護堂は英雄ウルスラグナの力を7割も奪われてしまった。奪った力を行使する際にはキルケー自身が扱いやすいよう変化するのか、ウルスラグナの化身は神獣として使役された。また、太陽神なので不死性も持ち、後述のアレク戦で深手を負っても生き延びられたのはこの性質によるものである。
今まで護堂が出会った剛直な神々と違い、自らは前線に出ずに神獣を使役したり、祐理をかばうことを見越して毒で護堂に攻撃をしたりなど、「女」であることを強調した戦術で護堂から「これまでで一番難しい敵」と呼ばれた。なお、アレクの目的を承知していながら一緒にいる間はそのことを黙っており、護堂もそのしたたかさに彼女の恐ろしさを再認識したほど。
3年前、『最後の王』の正体を調査するアレクの手によって休眠から復活、彼に渡された『天之逆鉾』の亜種に当たる神具を使ってコタキナバル沖に島を生み出した。自らを復活させたアレクを初めに見初めるも、その求愛に耐えかねたアレクによって戦闘の末に迷宮の権能に閉じ込められ逃げられてしまう。その際に深手を負い、両腕と腰から下の下半身は真鍮の義体で補っている。
それから3年間は自分たちが作った島で暮らしていたが、日本で護堂が繰り広げた数々の戦いの気配を察知して興味を抱き、東京タワーのアンテナを「弓の御霊」に射抜かせて宣戦布告、配下の神獣たちを犬吠埼へ差し向け護堂と戦わせた結果、彼を勇士として愛するようになり自らの虜にしようとする。自身の本拠地へと向かう護堂一行をアレクと作った島へ誘拐し、『英雄拘束』の権能で護堂から奪ったウルスラグナの化身で苦しめたが暴走する《黒の剱》で魔境の島を消滅させられ一時撤退する。漂流した護堂と祐里を自身の聖域である小島へ連れ去り最終決戦に臨み、自らの命を呪縛して呼び出したオデュッセウスを切り札として戦ったが、力及ばず敗北して致命傷を負う。その後は女神の矜持から幽世で生きながらえることを拒み、死の間際にアレクへの意趣返しと護堂への愛の証として『最後の王』の名のヒントを伝える。最期に護堂が将来《白き騎士の突撃》を得ることを霊視し、愛した男の甘さを心配して護堂の力になることを望んでパンドラに頼み込み、もともと糧とする命がアレクにより半分程になっていたために権能というには些細なものとなったが、《黒の剱》を運用するための叡智《暁の秘録》を残して息絶えた。
最終決戦では《運命の担い手》の権能により召喚され、護堂やラーマと戦い『戦士』を奪い取るが、アテナの説得でかつての自分が護堂と紡いだ縁を思い出し、化身を返還して自ら消滅していった。

オデュッセウス
ギリシア神話の叙事詩『オデュッセイア』の主人公。大神ゼウスを祖先に持つイタカの王にして、トロヤを攻め滅ぼしたアカイア軍の武将。
弓矢で武勇を示し、流浪の定めを背負う膂力無双にして機略縦横の英雄であり、流浪の旅の末に妻が待つ故郷に帰還して狼藉をはたらくかつての部下たちを皆殺しにした逸話を持つ。また、船旅の途中で立ち寄ったアイアイエ島で、キルケーの魔術によって獣に変えらえるのを防いだ後、1年の間だけ彼女の愛人をしていたこともある。日本の昔話に登場する九州・筑紫の国司『百合若大臣』との共通点が非常に多く、近世日本に伝わった『オデュッセイア』を元に百合若大臣の伝説が生み出されたという説を明治時代の文豪・坪内逍遙が提唱したこともあり、学術的には無理があると後世で否定されたものの、過去に「まつろわぬオデュッセウス（ないしはその関係者）」が日本にたどり着いて神話を伝えた可能性までは否定できない。
《鋼》の属性を持たないため不死ではないが、不撓不屈の性質を持つためかなりタフで、護堂と交戦した際には肉体の大部分を失いながらも立ちあがって見せた。身長5メートル程で、青銅の鎧兜と鉄弓、鉄箭で武装した戦士の姿で顕現する。青白い光の箭を流星雨のように降り注がせたり、手の指から直接鉄箭を放つことができるほか、鉄弓からは青白い光線をレーザーのように照射する。
キルケーとは対等な関係性であるが、オデュッセウス自身の似姿である神霊「弓の御霊」を核として、キルケーが命を対価にする呪法を使用したことで彼女に従う従属神（同盟神）の形で召喚された。キルケーの盾となり弾幕を張って護堂と裕理を苦しめたがエリカ達の合流を許してしまい、攻撃を防がれている間に護堂の『白馬』の焰と恵那の「風の劍」で両腕を失う。それでもなお戦意を見せていたものの、自身の左肩ごと焔で穿たれたキルケーが致命傷を負ってしまったことで存在を維持しきれなくなり、死ぬことなく肉体が薄れて消え去った。
「弓箭を持つ高貴なる流浪の英雄」であることから、アレクからは『最後の王』候補の一人とされたものの、調査中にキルケ－と諍いを起こしたために検証が不十分なまま終了してしまい（確率としては35％）、以来それ以上の確証を得ることができずにいたが、後に顕現した際にその可能性は否定されることとなった。
『神域のカンピオーネス』にも別のオデュッセウスが登場するが、神話世界トロイアのギリシア連合軍で活躍する英雄であり、まつろわぬ神ではない。

アルティオ
ヨーロッパ中部（現代のスイス周辺）に住んでいたケルト人・ヘルヴェチカ族に崇拝された、ケルト神話の大地母神にして戦いの女神。その名は『アルトス（アーサー）』の語源であると共に、大地のトーテムにしてヨーロッパの森で最強の獣である『熊』を意味する。熊の毛皮をまとった女性の姿で西暦406年のガリアに顕現した。毒の霧や呪いを操り、眷属として体長2〜5メートルの大型熊の群れや、ミミズクと熊を合体させたような「アニメに出てきた森の主」によく似た外見をした体長30メートルの巨大な神獣を複数体使役する。
フランク人に滅ぼされたガリア人の呪いによって呼び出され、フランク人達を殲滅しようとしたがこの時代に漂流したドニと遭遇し深手を負う。息子である英雄神アルトスを招聘して再戦を挑もうとしていたが、時を超え神殺しが6人集まったことを知ると予定を変更し、ライン河畔にて『最後の王』を召喚することを決める。召喚には成功したが命の一部しか捧げなかったせいで顕現が不完全なものとなり、全力を発揮できなかった王が護堂に敗れたのを見て、自らの命をすべて神刀に捧げることにより神刀の力を引き出し暴走させ、なおも魔王殲滅を狙う。肉体が消滅し霊体のみの存在になるが、暴走を止めるため神刀に特攻し神力の爆発を至近距離で受け仮死状態となっていたドニの肉体を乗っ取り、再びフランク人を攻め立てる。その後、護堂やアイーシャと戦い劣勢になるも、意識を取り戻したドニと共闘し、彼が護堂を、神刀が発する「雷の蛇」がアイーシャの顕身を足止めしているうちに戦場一帯の大地の力を吸い取り、それを利用して再び『最後の王』を呼び出して消滅した。

ラーマ（Rāma）
叙事詩『ラーマーヤナ』で主人公として描かれる古代インドの大英雄。身長185センチメートルほどの長身で、青白い髪の気品がある白皙の少年の姿で現れる。グィネヴィアが転生を繰り返し、捜し続けてきた最強の《鋼》。別名ラーマチャンドラ。コーサラ国の王子として生を受けた最高神ヴィシュヌの転生体にして、「魔王殲滅の運命」を託され様々な神の加護を受けた英雄神。1つの時代に幾人ものカンピオーネが出現し「この世の最後」のような世情となると、この世に顕現して全てのカンピオーネを抹殺し、再びカンピオーネが現れるまで眠り続ける。眠りについた場所には、朽ちた救世の神刀が竜骨として残される。作中においてアーサー王の直接のモデルとなった存在。
その真名は禁忌として神々の手で厳重に秘匿されており、「虚空の記憶」にも封印がかけられているほか、カンピオーネの味方であるパンドラでもその名を話すことは許されていない。そのため、5世紀頃には『勇者（アルトス）』を名乗って顕現し、「この世の最後に顕れる王」という伝承を持つことから現代では『最後の王』と呼ばれている。
日本での知名度は低いが、東洋アジアにおいては至高の英雄として非常に有名。『全てに恵まれた者』とされ、美貌であり、智慧にすぐれ、徳と温厚さから人々に慕われた、最強の武人として描かれる。コーサラ国のダシャラタ王の第1王子として生まれながら、異母弟を王に据えようとする陰謀によって14年も国から追放された悲運の王子という、非常に古い貴種流離譚の主人公であり、神々を苦しめる魔王ラーヴァナを討つ運命の担い手であり、『菩薩の化身』と言われるほど徳に満ちた王者であり、偉大な英雄で、絶大な人気ゆえに時代が下るにつれて最高神ヴィシュヌと深く結びつけられた。追放後は妻シーターと弟のラクシュマナ王子だけを供にダンダカの森に隠棲するも、悪行を重ねる羅刹たちと戦い続けることとなり、魔王ラーヴァナに誘拐された妻を取り戻すため、羅刹王の城を目指して再び旅立ち、長い旅と戦いの果てに宿敵を打ち倒す。そして母国に帰り王位を継承したものの、国民がシーターの貞節を疑ったために王の責務として純潔を証明するよう命じ、そのせいで彼女が地底の冥界に帰ってしまい、結果的に妻を捨てることになる。
『鋼の軍神』『弓を持つ流浪の貴公子』『魔王を退治する英雄』という性質を併せ持つ混淆神であり、“常に配下をしたがえる”英雄という特徴を持つ。休眠から目覚めると流浪の旅を経て大地から力を得て完全覚醒を遂げるという性質を持つため、復活と旅を重ねるたびにその力を増す。海賊・侵略行為を神話化した「海を超える征服者」という特性は、時に倒す対象を魔王から鬼、竜、魔物などへと変化させながら、まず汎ユーラシア的な英雄譚として民族移動や交易の流れに乗って大陸の東西に伝播、さらに仏教説話という形でアジア諸国の教養人が知ることになり、微修正を施されつつ流布していった。キルケーが語った「（ギリシア神話でいう）アルゴー号の系譜に属する」という事実、ルクレチアの霊視による「むかしむかし、あるところに」という日本語の言葉から示唆されるおとぎ話に登場する英雄の代表格である桃太郎、13巻にてアレクが予測した「オデュッセウスの系譜の前後に関わりを持ち」「各地を流浪し、時に弓矢で武勇を示す汎ユーラシア的な英雄で鋼の属性を併せ持つ混交種（ハイブリッド）な人物」、玻璃の媛が夢で護堂に伝え、後に裕理も霊視した「昔、海に邪竜あり。王は乃ち弓箭を放ち、まさに竜の胸を破る。」という仏典『六度集経』にある徳の高い竜殺しの王の伝説、といった事柄は前述の特性に影響を受けたものである。
「神にも羅刹にも殺されない」ラーヴァナを倒すために「人間として地上に誕生する英雄」であるため、まつろわぬ神としての精神的な歪みは非常に少なく、それでも生じてしまうわずかな歪みも弟が引き受けていることから『真なる神』に極めて近い高潔な人格を保ち続けている。純粋に「人間性」だけを見た場合、すこし誠実すぎると評される性格で、『まつろわぬ神』としては破格の温厚さを持つ。コミュニケーション能力も高く、普通のまつろわぬ神なら一顧だにしない一般市民とも楽しげに語らい、魅了の権能だけでなく「人間的」な魅力もあって容易に人々の輪に溶け込む。はるか昔には、神殺しを斃すため人間の王のもとで軍を率いたこともあった。
一方で大地を傷つける《鋼》の中でも、その性質を最も強く体現する者であることから、完全覚醒すると神刀を使う度に自分の周囲に溶鉱炉か火事場にいるような熱波を放出、近くにいるだけで草木も土も水分を失って乾き切り、空気が乾燥して紙などは自然発火する。加えて火と風の霊気が高まって海と大地を熱するために強風と大規模な地球温暖化が発生、火山活動も世界各地で活発化して、まさしく「世界の終り」のごとき様相を呈するようになり、さらに大地と縁の深い神祖の血を濃く受け継ぐ者たちの体調にも悪影響を与える。これらの破滅的な影響力は自分自身ではコントロールすることができない。
王の力、『救世の神刀』の力の源は大地の精気であり、最も望ましいのは母なる大地の女神が宿す命と『最後の王』自らの命である。そして多くの地母神の命を吸い上げ、同時に多くの神祖を生み出してきた。大地から搾取する権能に関しては他の軍神を凌駕していたといわれ、完全覚醒後に大地に与える影響も他の軍神とは遙かに甚大なものとなる。加えて、女神や神祖の居場所を察知する能力を持つ。完全覚醒前は保有する権能の多くを使うことができないが、剣術・格闘技・弓矢の技だけでも十分なほどの実力を持ち、神速を見切る心眼も備える。古式ムエタイの開祖とする説も存在する。体術・武術の根幹を誠実に磨き抜いた正道、王道、正攻法による正面突破を試みる『王者の戦い方』を旨として、剣術は『火の構え』とも言われる防御を捨てた上段からの斬撃を得意とし、烈火のように激しいながらも洗練の極地にある流麗かつ豪壮な斬撃をいかなるときも繰り出してみせ、体術は蹴り、拳打、組み技など、その局面で最も効果的であろう多彩な技を流れるように仕掛けてくる。また、あらゆる窮地を切り抜けるべく数多の護身の法を学んでおり、山川草木に宿る精霊たちに加護を祈念し、神々に比べれば貧相な霊力でも数千を結集させて簡単な奇跡を起こすことができる。
カンピオーネとの戦いで数的不利に陥ると、『剣神の宿星』に祈願し魔王を滅し世界を救済する力を天地と星々から引き出す《盟約の大法》という神力増大の権能を行使することができ、これを使った時の力は（世界中に存在するカンピオーネの数にもよるが）全ての平行世界を合わせても最上位クラスであると言われている。ただし、完全覚醒する前にこの権能を発動できるのは、盟約を批准した神々が神殺しの手で殺害された場合に限られる。
羅刹王ラーヴァナを倒すために授けられた武器の集合体である『救世の神刀』を最大の武器とし、これが発生させる《神刀の曼荼羅》から電光の無差別爆撃を行うと共に、その稲妻のエネルギーを変換して最強の武器である“弓と矢筒”の封印を解くことができる。また、死した神を従属神として復活させる神具《鏃の円盤》を使った剣神招来の権能も持つ。さらに、ラーヴァナ討伐の報酬として富と財宝の神クベーラから授かった直径15、6キロメートルはあろうかという都市型巨大空中船プシュパカ・ヴィマーナを召喚でき、天の戦車（ヴィマーナ）に乗って空を駆ける。地上では被害が大きすぎて本気では戦えないので、全力を出す場合はプシュパカの上を戦場とする。なお、全てのヴィマーナには強力な武装が搭載されているが、ラーマ自身の権能の方がはるかに強力であるため使用されない。
《鋼》の不死性は「『救世の神刀』が無事である限り何度でも復活を遂げられる」というもので、神刀が朽ちていてもしかるべき手順を経れば再復活が可能。この権能により、たとえ敗北しても地上に魔王がいる限り数年のうちに復活することができ、《盟約の大法》を使用した後なら速やかに力を取り戻せるようになり、十分な大地の精気さえあれば1ヶ月も経たずに蘇る。また、命の危機に抗おうとすると自然と電撃体となり、痛打を浴びた瞬間に電撃で敵を押し返し、無傷でしのぐ能力も持つ。
剣を捧げた《運命の担い手》のことは「庇護者」と認識しているが、護堂には「体良くどさ回りさせられているだけ」「ブラック企業」と指摘されている。世界の真理と同等の重みと強靭さを持ち、神具と同じく不朽不滅である『救世主の運命』に捕らわれており、自然や人民が傷つくことを嫌っているにもかかわらず、全力で戦う度に大きな被害を出し自らを慕う者たちの命までをも奪ってしまうために、剣神でありながら神殺しや《運命》といった自らを戦いに駆り立てる全ての事象を倦み、逆縁もない相手と殺し合うことに疑問を持っているが、《運命》に選ばれた戦士であるが故に与えられた魔王殲滅の宿命に抗えない。自分でも1000年間抵抗して眠り続けていたが、結局目醒めさせられて戦わなければならなくなったことで諦念に捕らわれている。そのためありとあらゆる障害を乗り越え《運命》にさえ抗ってみせる神殺し達に対しては、羨望と敬意の念を抱いている。
本人の性格に反して所有する権能のほとんどが攻撃的なものであるため攻勢に回っているうちはほぼ無敵であるが、防御に回るとわずかだが隙が出るという弱点がある。そのため「最強」とされてはいるものの決して「無敵」や「不敗」の存在というわけではなく、歴史上何度か敗れていることが確認されている。ただし神刀が破壊されたことはないため、太古に顕現して以来一度も完全な死を迎えたことはない。
西暦458年にガリアで顕現し、その後に幾人もの魔王を殺害しブリテンの地で眠りについたと語られている。唐代には当時の神殺しを追って日本列島に渡ったことが確認されており、1000年前から東京湾の真上の静止軌道上に浮かぶ島に「刃渡り100センチメートルほどの両刃の剛剣」という形で封印され続けている。その影響により己の存在と健在をひっそり示すための異変として、木更津付近には媛巫女の強力な記憶操作によって改竄しているにもかかわらず、数十年周期で「弟橘比売が入水した際に抱いた太刀が、陸でも海でもない浮島に流れ着いた」という旨の伝承が突如として伝えられるようになる。また、魔王内戦の後には「救世の神刀を持つ魔王殺しの勇者が復活する」という内容のスパムメールが日本中の携帯電話に届くようになった。
14巻で『通廊』により3人の神殺しが過去に飛んだことで、本来の歴史よりも50年ほど早い西暦406年にアルティオの嘆願を受け、彼女の息子の名代として顕現する。不完全な顕現だったために自分が持つ力のほとんどを十分に振るうことができなかったにも関わらず、卓越した剣術と神刀の力だけで護堂を追い詰めていったが、天叢雲に神刀の力を模倣されたことに驚いた隙に彼の起死回生の反撃を受けて敗北する。その後、アルティオの死に際して再度顕現、今回も不完全でありながら一度だけ魔王殲滅の力を使うことができる状態だったが、護堂との壮絶な打ち合いの末に敗北し、また眠りについた。その後は元の歴史と同じく50年後に復活して当時の魔王全員を殲滅し、再び長い眠りにつく。
17巻で最後の顕現から1000年の時を経て復活、南房総の伊予ヶ岳付近の山地に降り立ち、実に1500年以上ぶりに護堂と再会する。復活直後にパラス・アテナの呪力を得て完全覚醒を果たしており、護堂に「自分より1000倍強い」と言わしめるほどの実力を発揮、地上の被害を考慮して全力を出せなかったにも関わらず、羅濠教主を交えての魔王2人を相手にした戦いでも圧倒し一時は敗走させる。その後は戦闘で生じた熱を冷ますためしばらくさまよいながら護堂のいる東京を目指し、その途中で市原市のサーキット場にて護堂の帰還まで羅濠と交戦する。自らの真名を解き明かした護堂との戦いでは、ハヌマーンと分断され《神刀の曼荼羅》をウルスラグナの聖剣で切り刻まれたにも関わらず戦局を有利に進めていたが、三英雄のうち2柱が敗走し、ランスロットの裏切りによって部下が時間を稼いでいる間に作り直した《神刀の曼荼羅》ごとプシュパカ・ヴィマーナを撃沈され、太平洋上に墜落する。“弓と矢筒”を失ってなお雷撃と剣技だけで護堂に致命傷を与えるが、恵那が手にしたアテナを宿す魔剣により神力を奪い返され、強制的に覚醒状態を解除されて弱体化したところに護堂の必殺の一撃を喰らい、3度目の敗北を喫した。
肉体を失い空気に溶けこんだ魂は清浄の気に導かれて霊峰・富士山にたどり着き、魔王内戦の終結後、ハヌマーンが集めた大地の霊気を得てごく短期間で再復活し、『運命神の領域』における最終決戦で内戦を勝ち抜いた護堂に5度目の戦いを挑む。他のカンピオーネを並行世界へ追放していたことで《盟約の大法》が使えず敗北するも、一戦交えたことで彼からの和解を受け入れて友人となり、その決断を良しとしない《運命の担い手》と権能で召喚される神々を2人で迎え撃った。その後、護堂の《反運命の戦士》でユニバース235の救世主としての宿命から解放され、友に別れを告げて弟ラクシュマナと共に何処かへと旅立った。
5年後にユニバース492で護堂がズルワーンとウルスラグナに苦戦していた時には、異世界で《反運命》が使われたことを察知して力を貸し、ズルワーンが生み出す救世の雷を次元を超えて黄色い矢で撃ち落とすという神業を見せた。
『ロード・オブ・レルムズ』では運命の御子が現れるユニバース966にたどり着き、まつろわぬ者とならぬよう神の力を大幅に封印して「護堂 桃太郎（ごどう ももたろう）」を名乗り、霞ヶ浦の湖畔で暮らしていた。2年ほど前から雪希乃に武術を教えており、彼女が勇者としてヒューペルボレアに旅立つ際には魔王殲滅の武具を一部貸し出した。

ハヌマーン（Hanumān）
古代インドの天翔る白猿神。『ラーマーヤナ』では『最後の王』ラーマの盟友にして副将格であり、忠実な知恵者として描かれる。その姿は白い体毛に包まれた身長180センチメートル程の大猿で、知的で分別くさい顔つきをしていて、慇懃な口調で話す。
風神ヴァーユの息子であり、風の権能と《鋼》の軍神としての力を併せ持ったハイブリッドの神格で、風を自在に操り、風そのものに化身し、風に乗って神速で飛行できる。神々から自分の死ぬ時を自分で決める権利を与えられたこともあって非常にしぶとく、《鋼》の不死性として鋼鉄の肉体を持つだけでなく、自分の体を真っ二つにされても生存し、上半身と下半身が分断されたままでも戦闘を続行できる。先述の風化による攻撃無効化も不死性の一つにあたる。大刀や分銅がついた鋼鉄の棍棒を使うこともあるが、山を引っこ抜くほどの剛力と鋼の五体を使った、ジャンプと跳び技を繰り返す猿らしい奇矯さと迅速さにあふれる古代インド由来の拳法を最も得意とする。神通力にも長け、巨大化能力も持っている。ラーマの盟友であると同時に猿王スグリーヴァに仕える将軍でもあるため、18メートルほどの巨大な曼荼羅を展開して1000匹もの猿の軍勢を召喚する能力も有する。ラーヴァナにさらわれたシーターを見つけ出した伝説から、探索能力にも秀でていると言われている。
きまじめで忠義一途、かつ慎重な性格で、自分が原因で『最後の王』の正体が明らかにならないように、初登場時から1600年近く白い布と革鎧、紅い仮面で体を包み、無言を貫き、得意の拳法を封じ武器として大刀を振るっていた。そのことから17巻まで『風の王』という仮称で呼ばれていた。なお猿神である斉天大聖と同類とされることは好まず、自身の逸話の要素を受け継いだ未熟な原型に由来するおそろしく遠い親戚でしかないと見ており、「単細胞どの」などと呼んで嫌悪を示している。ちなみに孫悟空以外にも、桃太郎の犬・サル・キジといった“姿形が人間ではない”お供の存在にも影響を与えている。
アルティオに呼ばれて西暦406年のガリアに現れ、ドニと激しい戦闘を繰り広げるが、王が敗れると姿をくらました。再び顕現した王と戦う護堂の前に現れるが、『アルテミスの矢』の一撃を受け妨害に失敗する。
現代において、パラス・アテナの招聘を受けその姿を現すと、日本では彼女に護堂の相手を任せて『最後の王』が眠る浮島に到達し、王を1000年ぶりに復活させる。主の正体が明かされると同時に自らの素性も暴かれ、羽田の埠頭で羅濠教主と激しい肉弾戦を繰り広げるが、主の敗北を悟ると撤退し、遺された「救世の神刀」を回収した。その後は雲取山の山中で待機していたが、突如眼前に開いた『通廊』から現れた神殺し達と遭遇、巨大化して魔鳥と化したスミスと戦うことになるも、新たに開いた天空通廊の中に吸い込まれ1万2000年前へと送られてしまい、過酷な時間の旅に耐え抜いて何とか現代へと帰還を果たす。ラクシュマナが宿った救世の神刀を背負ってアストラル界で魔王内戦の勝者となった護堂の前に現れ交戦するが、アリスの助けで護堂が転移したために取り逃がした。その後、自分がラーマの戦いに横槍を入れないで済むようにあえて先に護堂に戦いを挑み、実体化したランスロットを竜巻の中に閉じ込めたが、彼女と『猪』の突撃で体に穴を開けられたまま月まで吹き飛ばされ、消滅した。護堂は超古代への時間旅行を休眠して耐えたことでアイデンティティと闘争心が摩耗しており、そのために大きく弱体化して最後の粘りが出来なかったのが敗因ではないかと考えている。

ラクシュマナ（Lakṣmaṇa）
コーサラ国の王子の1人で、ラーマの次弟。流浪の旅を続けるラーマに唯一生涯付き添ったとされる存在。ラーマを影ながら護衛する分身にして従属神である《鋼の軍神》。兄の代わりにまつろわぬ神としての歪みと狂気を一身に引き受けているため、褐色の肌と白銀の髪以外の容姿は兄と瓜二つでありながら、その表情は悪意に歪んでいる。
《神刀の曼荼羅》をはじめとする兄の武具や《盟約の大法》を使用できるが、その力はあくまで従属神の域を出ず、《運命》に選ばれた兄のような絶大な力はない。しかし、《鋼》の不死性として灰となった肉体から復活する能力を持つほか、アイーシャと同じく修正力を利用した攻撃の無効化も可能なため、かなりしぶとい。また、神速で動く相手をも捕らえる分銅付きの縄『蛇の縛縄（ナーガバーシャ）』を使い、敵を地中の結界に閉じこめる力も持つ。
兄に使命を全うさせるため、その意に沿わぬ行動をとることがある。かつては『十個の命を持つ魔王』にかくまわれていた兄嫁シーターを殺害しており、現代でも反旗を翻したパラス・アテナとの尋常な勝負を望む兄の意向を無視して完全覚醒を優先させ、聖杯を強制的に起動することにより彼女に致命傷を与えている。ラーマが護堂に敗れてからは救世の神刀と一体化し、突如現れた神殺し達の相手を配下に任せて雲取山の地中に消えた。魔王内戦中も、機を見て最も消耗していた護堂を地中へ引きずり込んで封印しようとしたが失敗、そのまま反撃に転じられたため撤退する。しばらくして護堂とスミスに再び襲いかかったが、駆けつけた恵那により痛打を浴びせられてまたしても撤退に追い込まれ、ハヌマーンが手にした「救世の神刀」に宿り兄の復活を待つ。
最終決戦では、護堂を引きずり出すために江東区豊洲の新市場で霊薬調合を行っていたエリカ達を襲い、兄から借りた灼熱の矢と凍土の矢で瀕死の重傷を負わせるが、『強風』を使って駆けつけた護堂の『白馬』に焼かれて重傷を負い敗走する。その後、兄ラーマが《運命の担い手》から解放されると同時に自身も歪みから解放され、兄を救った護堂に感謝の言葉を告げて兄弟2人でどこかへと旅立った。5年後に並行世界で護堂が苦戦しているのを感じ取った際には、兄とともに力を貸している。
『ロード・オブ・レルムズ』では兄と同じく力を封じてユニバース966で生活しており、「護堂 次郎（ごどう じろう）」を名乗っている。

シーター
『ラーマーヤナ』のヒロインで、ラーマ王子の妻に当たる大地母神。遥か昔、現世に招聘された際に義弟ラクシュマナに殺害され、『玻璃の媛君』と呼ばれる神祖として転生する。

ニアヴ
ケルト神話に登場する常若の国の妖精女王。恋人であるフィアナ騎士団のオシーンを常若の国へ連れてくるために時間を旅させる権能を使ったことで知られる。
150年ほど前までアストラル界を統べる妖精王の一柱として君臨していた。大英帝国にあったヴォバン邸にて3人の神殺しが激突した余波により、ヴォバン侯爵の従僕による実験台として拘束されていた邪悪な黒小人たちが解放されたことが遠因となり、彼らによって上司への生贄として連れられてきたアイーシャと戦うも敗北し死亡した。

アル・シャイターン
中東にルーツを持つ魔神族の王にして12柱の妖精王の盟主。尖り耳と真っ赤な肌が特徴的で、皇帝（スルタン）の衣装に身を包んだ屈強な大男の姿を取る。太陽が照りつける白い砂漠を己の聖域とし、そこに魔神宮を構えている。
魔王内戦ではスミスに連れられて評議場にやって来た護堂に対してアストラル界に隠棲する者たちの総意を伝え、彼がラーマとできうる限り対等な条件で戦えるよう他のカンピオーネ達を《運命の担い手》の権能が及ばない並行世界へ追放する手助けをし、自らの肉体から作り上げた宝珠を《妖精郷の通廊》内部に設置させて権能を暴走させた。

《運命の担い手》
本作の黒幕で、時間、永遠、運命をコントロールするために最強の軍神ラーマチャンドラを遣わす女神。「人は大いなる神や大自然の前になすすべなく翻弄されるべし。宇宙のはじまりから終わりまで、あるべきように物事が進み、つつがなく歴史の糸が紡がれるべし」という意思を持ち、神々をも操っている。外見は7、8歳程度の金髪の少女。
その正体は古代インドに起源を持ち、超古代の印欧語族によって発明・拡散された、世界中に散見される時間と運命を『織物』に喩える神話に登場し『過去・現在・未来』を司る『運命の三女神』という概念の原型となった、『運命そのもの』と『時間』を司る最源流の運命神と言うべき存在。具体的には、ギリシア神話の運命の三女神モイライ（『創造』を意味し、運命の糸を紡ぎ、現在を司る長女クローソー・『維持』を意味し、運命の糸の長さと人間たちの寿命を決め、過去を司る次女ラキシス・『破壊』を意味し、運命の糸を断ち切り、未来を司る三女アトロポス）、あるいはより古い時代の単独の運命神モイラ、ローマ神話におけるノナ・デキマ・モルタ、北欧神話におけるウルド・ベルダンディー・スクルド、ケルト神話におけるモリガン・ヴァハ・バズヴ、さらにはインド神話で『時間』を司る最高神シヴァの3柱の妻パールヴァティー・カーリー・ドゥルガーといった神々の原典であるとされる。
普段は『運命神の領域』で『運命の糸』を紡いで、織物を仕立てている。『あの世とこの世の均衡』を守ることを最優先とし、神々にも『不死の領域』にしかない知識を定命の人間に与えることを禁じている。この世界の理に抗って定命の人間でありながら神々を殺害し、均衡を崩すとびきりのイレギュラーである神殺したちの存在を決して認めず、彼らを排除するため「魔王殲滅の運命」を託した戦士として英雄ラーマを遣わしている。神殺しのみならず幾柱かの神々もこの存在に対して反感を持っており、アストラル界に隠棲した者たちの多くは《運命》の意思に異を唱えるはぐれ者たちであるが、それでも最低限のしがらみがあるため、表だって刃向かうことは出来ないという。
「修正力」を初めとした強大で無慈悲な権能を持つが、自らの手で神殺しを直接殺すことは出来ないなど決して全知全能の存在ではなく、その力はあくまで「この世界の時間軸」にのみ作用する物であるため、異なる時間軸の並行世界へと移動した者までは影響下に置けない。巨大な運命を管轄することに特化しているため、直接の戦闘力は運命の糸を裁つための刃物を無数に投げつけるか柄の長い大鎌で斬りつける程度だが、時間を支配する権能によって相手に逆縁を持つ神を最盛期の状態で呼び寄せ、織物から生やした運命の糸を結び付けて使役するという能力を持つ。ただし、運命の糸を「智慧の剣」で切断されると神は消滅してしまう上に、召喚対象に協力を拒否されることもある。さらに、敵の戦意を削ぐためか、起こりうる未来の光景をまったく違和感なく相手に見せる能力も持つ。
最終決戦にてラーマが自分を裏切ったことで自ら戦いの場に現れ、7柱もの神々を召喚して護堂とラーマを倒そうとする。しかし、護堂が逆縁だけでなく順縁をも結ぶという特殊な神殺しであったことや、『戦士』との相性の悪さから計画は失敗し、『白馬』によってこれまで織り上げてきた『運命』を概念化した織物ごと焼き尽くされて消滅した。
なお、『運命』という概念自体は《担い手》の誕生以前から存在し、運命の糸を紡ぐ《担い手》であっても創り手ではないため、運命の糸そのものを生み出しているわけではなく、死後も糸の生産は続いている。今後はあまたいる運命神の中から新たな《担い手》が現れると予想され、これまでと素材は同じなので以降の「作風」も大きくは変わらないと考えられている。

ラーヴァナ
叙情詩『ラーマーヤナ』に登場する最後の敵で、最強の羅刹王。10の頭と20本の腕の異形の巨人の姿を持ち、剣、槍、弓、矢、宝輪、棍棒、宝塔、楯、刺股、といった20種類の武器を操り、黄金の鎧を纏う。顔は悪鬼の形相というべきいかめしさで、後頭部と、左右の耳の側に4つづつ鬼面が連結しているという、過剰とさえ言えるほどの異形だが、同時に威風堂々たる王者の覇気をもまとっている。長い苦行の末に得た「神にも羅刹にも殺されない特権」により神々を苦しめ、シーターの美貌に目を付けて誘拐したが、人間であるラーマ王子が放った「梵天の矢」により討たれた。
最終決戦においてラーマに逆縁を持つ相手として《運命の担い手》により召喚され、ラーマと戦いを繰り広げたが、護堂がウルスラグナの遺した「黄金の剣」で運命の糸を断ち切ったことで消滅した。

たたり神
40年ほど前、能登に出現した神。当時は現地の人々を半年で20人弱も呪い殺すという事件を起こすが、旅行中の一朗たちに同行していた日本留学時代のルクレチアの尽力で神具「プロメテウス秘笈」に神力を封印される。幽鬼や怨霊に近い比較的弱い神格だったおかげでなんとか倒すことはできたものの、それでも1日がかりで神と話し込み隙を見つけなければならなかったほどにしぶとい相手だった。
その後、最終決戦の2年半後に復活し、自身を封印したプロメテウス秘笈を破壊しようと行動を起こす。霊視を得たルクレチアの情報提供で一時的に秘笈の保管場所だった草薙家を襲うことが予測されたため、正史編纂委員会が警護に当たることになる。そして、包囲を破ってまだ近所にいた静花のことを狙うが、京都から「強風」で駆けつけた護堂と天叢雲の力によって撃破された。

### 真なる神
パンドラ（Pandora）
声 - 巽悠衣子
ギリシア神話に登場する不死者エピメテウスの妻で、あらゆる災厄と一掴みの希望を与える魔女にして『全てをあたえる女』。そして、定命の人間でありながら神を殺す偉業を成就させた者に《神殺し》の称号を与える「カンピオーネの元締めにして支援者」あるいは「全ての神殺しの義母」である。
主神ゼウスの命令により鍛冶神ヘパイストスの手で創造され、美の女神アフロディーテからは女としての魅力、女神アテナからは機織りの技、太陽神アポロンからは美しい歌声、海神ポセイドンからは変身の力、旅と盗人の神ヘルメスからは狡猾さと好奇心、といったさまざまな資質を贈り物として授けられたが、ゼウスとヘルメスから贈られた『パンドラの箱』を出来心から開けてしまい、なかからは憎悪、妬み、悲しみ、強欲、死、病など、ありとあらゆる災厄が出てきて、地上に散っていき、唯一、『希望』だけが手元に残ったという。ギリシア神話の中ではあらゆる“女の魅力”を贈られた女、愚かにも“開けてはいけない箱”を開けて災厄を地上にまきちらした悪女とされるが、その本質はオリュンポスの神々が信仰される以前から存在していた「神と人間たちにあらゆる恩寵を授ける大地の女神」、つまり原初のアテナと同じ『かつてはより強大な権威と叡智をそなえた大地母神』であり、神の創り給いし人間の女と伝えられているのは、後世のアカイア人たちが“なかったこと”にしようと物語を書きかえたためである。
数千年から数万年前、『全てをあたえる女』としての権能を利用して、かつて夫が発見した神具《強奪の円環》を改造し、神殺しの成就者に死せる神の権能を授ける神具《簒奪の円環》を作り上げた。神と人のいる所に顕現し、神を殺した者に神を生贄にすることで初めて成立する儀式を行い、円環で新たな権能を与えると同時に命の息吹を吹き込んで野生を最大限に高めることでカンピオーネへと転生させ、カンピオーネが神を殺したことによる更なる権能簒奪も同様の儀式によって行われている。
基本は推定14歳ほどの幼く見えるものの蠱惑的な少女の容姿をしているが、大地の女神として20歳前後の豊満さと賢さを十全に備えた美女の姿に変化することもできる。性格と口調はかなり軽いがこれはあくまで我が子に対する態度であり、ただの人間には歯牙にもかけない冷厳な側面も持っている。まつろわぬ神ではないきちんとした女神なので普段は「不死の領域」に居り、帰りが面倒なので神殺しが新たに生まれた時などを除いてあまり現世に出てくることはないが、しばしば生と不死の境界で死にかけたカンピオーネと会話している模様。ただし、神殺しになるような者が魂の浄化が進んで悟りを開けるレベルに至っていることはまずないため、彼女と会話した記憶を現世で思い出すことはできない。
人の世では愚かな女の筆頭に挙げられるが、本人は愚者の怒りと蛮行こそが世界を変えると信じており、神殺したちをめいっぱい支援するのは、世間があざける愚者たちが何ができるか見せてやらないと気が済まないからで、血縁はなくとも旦那の系譜に連なる養子として依怙ひいきして見守っている。カンピオーネたちが引き起こすハチャメチャな蛮行も、神を殺すという偉業を成し遂げた者の特権として容認している。自分たちの子供を殺す『最後の王』ラーマには強い敵対心を持っており、神としてのしがらみから自ら進んで彼の名を明かすことはできないが、生と不死の境界ではカンピオーネ達にいつも発破を掛けている。
魔王内戦の直前には、アストラル界の妖精王たちを訪問して回っているスミスの前に蝶に宿った状態で現れて、権能によって自分との会話を唯一記憶していられるスミスに発破を掛けた。そして、魔王内戦を勝ち抜き「運命神の領域」に至った護堂と相まみえ、《運命の担い手》に勝利した暁には特別に好きな権能を奪うというごほうびを与えることを約束し、運命神に勝利した直後に再び直接出向いて《反運命の戦士》を授けた。
また『神域のカンピオーネス』でも登場し、異世界のアテナがユニバース492の地球を自身に由来する神具《終末の器》（=パンドラの箱）を使って崩壊させた時は、アテナが自分の同類ということもあって最初は干渉するつもりはなかったが、蓮とアイーシャが戦いに巻き込まれたことを知って助力を決意。梨於奈が器の底から奪った『希望』に触れた2人を《生と不死の境界》へ呼んで《パンドラの空箱》の使い方を教授し、神殺しを忌み嫌う『運命』と『歴史』が今回に限り渋々加勢をすることを伝えて戦場へ送り出す。

顕聖二郎真君（けんせいじろうしんくん）
中華圏の武神。治水事業で功績を挙げた秦代・隋代の武将を前身としながら様々な伝承を取り込んで形成された道教の神であり、怪物退治を行う破邪顕正の神格。「天帝の甥でありながら下界を彷徨い戦う」というエピソードを持つ典型的な貴種流離譚の主人公であり、かつて地上にいた頃に天界から命令を受け、鬧天宮で悪事を働いた孫悟空を退治した。三尖刀や弾弓で武装し、変化の術と心眼を駆使した武功を見せるほか、額の第3の目を輝かせて敵の呪力を奪うことができる。自らの力の宿った「顕聖之符」が弼馬温の力の核となっている。
『最後の王』と同じ《高貴なる流浪の英雄》の相を持つことから、護堂が『最後の王』を倒せる器か測ろうとするスサノオ（御老公）に彼の相手を依頼される。斉天大聖を倒した護堂に興味を抱いたこともあってスサノオの頼みを引き受け、「顕聖之符」を核として地上へ顕現し、護堂を「討つべき魔王」として戦いを挑む。不死の領域から地上に分身を飛ばして操っており、「まつろわぬ神」ではなく「真なる神」として地上に現れた初めての神でもあった。真なる『完璧な善の存在』として普通の人間を一切傷つけることなく護堂と戦うが、人間への配慮と分身を遠隔操作していることによる動きの悪さを突かれ、自分自身を『白馬』の標的として召喚するという立ち回りを面白く感じ、わざと攻撃を受ける形で決着。その後幽世で「いつか縁があればじっくり戦いたい」とスサノオにこぼし、不死の領域へ帰っていった。

プロメテウス
ギリシア神話に登場するティタン神族の末裔で、エピメテウスの兄でありパンドラの義兄。ギリシア神話版の洪水伝説を生きのびるデュカリオンの父親でもある。
“先に考える者”の名を持つ先見の明に満ちた賢人で、未来予知などの知識と叡智にまつわる権能を持つ不死者。神を欺くトリックスターであり、生け贄の取り分を決めるとき、人間に肉を与えるためにゼウスを騙して骨の皿を選ばせた逸話を持つ。人を導く偸盗の英雄でもあり、天界から盗んだ《火》を人間に与えたが、人間に肩入れしすぎた罰でコーカサス山につながれて2羽の鷲に腸をついばまれるという責め苦を受けることになった。銀縁の丸メガネをかけた洒脱な逞しい男の姿をしている。
神話通り“人間びいき”の神であり、狂える軍神の剣を手にしたとある人間の姿を見て自らが発見した神具《強奪の円環》の情報を弟に教えるなど、神殺しの誕生にも関わっている。最終決戦直前にプリンセス・アリスに助言することで間接的に護堂を自身の禁足地へと招き、神殺しの誕生秘話をパンドラと共に伝えた。

エピメテウス
ギリシア神話の巨人。プロメテウスの弟でパンドラの夫。“あとで考える者”の名を持ち、考えるより先に勘と本能にまかせて体を動かす性格。行動してから後悔するために「愚者」とも呼ばれ、これがエピメテウスの落とし子であるカンピオーネたちの異名の1つ『愚者の申し子』の由来である。
兄から《剣の神々》の属性を再現する神具《強奪の円環》の存在を聞かされ、7つの神域と9つの冥府をめぐる旅の末に神具を発見し妻へと手渡した。

### 神祖
グィネヴィア（Guinevere）
フランスのブルターニュを本拠地にしている《神祖》。アーサー王の王妃・グィネヴィアの名を名乗り、「魔女王」「最も正統なる神祖」を自称する、神祖の女王となるべき存在。
かつては『白き女神（グウェンフィファル）』と呼ばれる地母神であり、欧州本土では『槍の神（＝後のランスロット）』と共に神王の1柱『智慧の女王』としてサルマタイの民に崇められていた。竜蛇としての姿は白い竜で、翼から緊縛の呪法を込めた風を起こし、口から氷の息を吐く。5世紀にウェールズに流れ着き、人間から命の恵みと死の脅威を振りまく『まつろわぬ神』として畏れられていたが、『この世の最後に顕れる王』ラーマに惚れ込んでランスロットと共に王の臣下となり、復活の度に力を取り戻すための厳しい流浪の旅を強いられる彼の姿を見かねて、女神としての力を全て注ぐことで神具『魔導の聖杯』を創り、死にかけの命を自ら望んで聖杯に捧げて女神としての生を終えた。『最後の王』の休眠から数百年後に《神祖》となって復活、神刀の探索を行う傍ら、王を再臨させる触媒とするためクレティアン・ド・トロワらと結託、テンプル騎士団を利用してアーサー王伝説を広め、上位魔女たちのネットワークを作り上げるも、12世紀末ごろ当時のカンピオーネに一度殺された後に再び数百年の時を経て転生したため、現グィネヴィアは2代目である。金髪のクラシックドールのような美しさを持つ12、3歳の美少女だが、「転生してから100年も経っていない」という発言から人間の視点からすればかなり高齢。
神祖としての力は格別で、短時間ならば水と大地の神気を神獣へと変えて顕現させることができ、聖杯の呪力を借りればまがいものの神すら作り出せる。その一方で、視野が狭く見たくないものから目を背けたがるなど精神的に成熟しきっていないところがある。
8年前、アレクに接触し、聖杯を取引の材料として『最後の王』探しを持ちかけるが失敗し、それ以来長い因縁がある。6年前には聖杯の魔力の大半を利用して『最後の王』招来を図るも、トーマス・マロリーがアーサー王伝説に手を加えていたため、せっかく招来に成功したまつろわぬアーサーは『最後の王』とは異なる新しい神格となってしまっていたうえ、アーサー王はアリスと協力したアレクによって封印されてしまう。また、それと前後して妖精境につながる当時の本拠地の森を、侵入してきたアレクによって追われている。
6巻では日本の竜蛇避けとして封印される《鋼》が『最後の王』か否かを確かめるために羅豪教主に取り入り、アーシェラを差し出して斉天大聖の復活に裏で暗躍しており、自らも日本で『古老』について調査していた。9巻で長年捜し求めていた最強の《鋼》の手がかりをつかみ、先代が残した神刀を用いて「神槍エクスカリバー」を鍛え上げるなど様々な計略をめぐらせ、その一環としてアテナとの戦闘を控える護堂たちの前に姿を現し、聖杯を起動させる呪法を授ける。その後、聖杯の活動が停止したため、護堂がアテナを倒すよう後押ししようとするも恵那に妨害され、神獣・水竜を直接操って闘いを挑んだが、イタリアから帰国したエリカの『聖絶』で神獣を倒され敗走する。
10巻では東京湾に突如現れた「浮島」こそが王の眠る「アヴァロン」だと確信し、ランスロットの権能で味方に取り込んだ護堂にアレクの相手を任せ、聖杯で創り出した偽ミノスの力で魔の海を打ち破る。直後に《さまよう貪欲》に捕えられたランスロットと引き離され、《無貌の女王》により第二海堡まで連れ去られアレクと一騎討ちをせざるを得ない状況に追い込まれる。不死性を捨て去ることによって地母神としての本性を一時的に取り戻し、竜蛇の姿で死闘を繰り広げるが、強力な攻撃を繰り出し続けたのが仇となり《復讐の女神》のカウンターを受けて致命傷を負い敗北。自らに蘇生の魔法をかけることでわずかに延命して浮島に到達、神刀にすがり『最後の王』の来臨を願うも答えはなく、最期まで自身が目指した浮島がアヴァロンではなかったことには気づけないまま、聖杯に後事を託し消滅した。

アーシェラ
ロサンゼルスの邪術師の集まり《蠅の王》を統括する《神祖》。容姿は華奢な美少女だが、好戦的で傲慢にして残虐な人物。エリカの推測では、その名はメソポタミアの女神アシェラトが変化したものだとされている。竜蛇としての真の姿は、地母神が悪しき獣として貶められた姿であり、世界各地の伝承で畏るべき海の怪物、蛇の姿をした災厄と語り継がれる、まつろわぬ蛇神レヴィアタンで、全長50メートルを超える白銀の大蛇の姿をしている。神祖であるため力量は非常に高いが、自身の能力を過信し、敵対者、特にカンピオーネの実力を過小評価するという悪癖がある。
ジョン・プルートー・スミスとは長きにわたる因縁があり、ロサンゼルスにて雌雄を決するべく竜蛇の封印を解き『水と大地の霊気』を使って自爆し彼の殺害を図る。部下の命を対価に復活を果たすがスミスも爆発から生き延びており、慢心が祟り油断していたところを「アルテミスの矢」で撃たれ致命傷を負い、再度竜蛇の封印を解き最後の戦いを挑むも『殲滅の焰』で焼かれて敗北。その後はグィネヴィアに回収されて延命措置を受け、死を待つ身という理由もありグィネヴィアの要請を承諾して猿猴神君復活に利用され、日光の人々の精気を奪って再び竜蛇の姿に戻るがエリカとリリアナの攻撃を受け瀕死の重傷を負う。地上に顕現した斉天大聖に有事の備えとして瀕死のまま保管され、最期は護堂との戦いで負った傷を癒すために食べられて断末魔の絶叫を上げながら完全に死亡した。

玻璃の媛君

パラス・アテナ

### 多元世界の神
ミスラ
古きペルシアの神王で、ゾロアスター教の成立後も最も強大な神の1柱として信仰されつづけた大神。ウルスラグナにとっては主にあたる。アーリア人にはヴァルナと並ぶ最重要神格ミトラとして、ローマ帝国では冬至の日に生まれる太陽神にして光の英雄ミトラスとして崇拝され、弥勒菩薩（マイトレーヤ）の語源ともされる。太陽・戦士・法・牧畜・富・契約など多彩な権能と属性を持つ存在で、「石から生まれる」と伝承される鋼の英雄でもあり、正しき言葉を語り、千の耳、万の目を持つとされる。『牛を殺す伝説』を持ち、その骸から草木や薬草が生まれ、大地を緑で覆ったと言われることから、《大地を広げる者》としての性質もある。もともと戦闘神であったミスラの戦闘機能を引き継いだのがウルスラグナであるため、ウルスラグナと同じ姿を共有しており、契約破りの罪人を罰するときに黒き猪に化身して打ち砕いたという伝承も持つ。
髭でおおわれた彫りの深い顔立ちの壮年男性で、屈強の体格に足まで届く赤いガウンをまとい、手には黄金製の王笏を持ち、額冠をはめている。だが、長く責務を果たしてきたために、昔のラーマのように疲労による落ちない錆にも似た陰影が顔にこびりつき、濃茶色の髪には白いものが目立ち、両目の隈が濃く、寝たきりの老人のようになってしまっている。
自身とズルワーンで作り上げた聖域である《無限時間の神殿》を居城とする。並行世界《ユニバース492》における『最後の王』であり、ラーマと同じく救世の神刀を所有する。神殺しが1人誕生するたびに地上に降臨して魔王殲滅を行うだけでなく、神殺しを誕生させる原因となる同朋の『まつろわぬ神』をも誅滅していた。これによりユニバース492は400年も神殺しが存在しない平穏を謳歌していたが、勤勉に救世の神刀を振るいすぎたせいでラーマ以上に激しく消耗し、新たな神殺しが誕生した時に『最後の王』の後継者を自ら召喚するため、ズルワーンの権能で時を止めてもらうことで400年前に滅しているはずの命を辛うじて繋ぎ止めている状態だった。
幾多の時と多元世界を渡って至った自らの神域が、異世界《ユニバース235》からやってきたアイーシャによって滅びの危機に瀕することになり、彼女を追って新たに護堂が神域に到来することを予見する。もはや直接戦闘も助力もできないほど弱っていたため、護堂と浅からぬ逆縁を持つユニバース235のまつろわぬウルスラグナに命と力を与えて復活させ、自らの元へ召喚し次の『最後の王』に任命すると共に「救世の神刀」を授ける。そして、彼が捕らえてきたアイーシャをズルワーンの権能を借りて封じるが、ついに限界を迎え、聖域に現れた護堂に対して魔王殲滅の使命をウルスラグナに引き継ぐことを宣言した直後、着衣ごと塵となって死亡した。

ウルスラグナ

ズルワーン
古代ペルシアの神王ミスラときわめて緊密な関係にある同盟神。永劫の時と無限を司る秘神にして、光と闇の創造主であり、運命をも司る神。両性具有であり、人間の大人が上で寝転べるほどに大きな雄々しい獅子の貌とたてがみを模した石造りの『仮面』の両脇から、生きた2匹の『蛇』が生えているという異形の姿を持つ。もともと『時の流れ』を意味する概念に過ぎず、あとづけで次第に“人格を持つ神”として語られるようになったという、神々のなかでもかなりの変わり者。そのためか、会話はできるが、あまりに無機質でぎこちない声でしか話さない。
時空を司る権能により、時の門を開いて時間を超えて旅させる力を持ち、甲高い異音を発して対象となるものを命を授かる以前の状態まで回帰させて消滅させる「存在抹消」を行使する。さらに、神殺しの体内に直接神力を流しこむことで、ただの人間であった頃まで肉体と魂を「巻き戻す」ことが可能。また、ユニバース492における『運命の担い手』として《絶対運命》の維持と管理も職掌に含まれており、『最後の王』となった神に《盟約の大法》を授け、自ら救世の神刀を扱うこともできる。ただ、戦いのような俗事には関心を示さない。
ミスラと協力して『魔王封印』の筋書きを作り、無力化したアイーシャを「ユニバース492の1857年」へと送り込んで《聖杯》に閉じこめさせ、永劫の眠りにつかせることに成功するが、聖域に現れた護堂たちに自らの権能を複写されて取り逃がしてしまう。《盟約の大法》を授けたウルスラグナを護堂の元へ送り出し、アイーシャの処分を巡って争うウルスラグナと護堂の戦いに介入するも、《反運命》によって次元を超えて助力したラーマ兄弟に妨害され、ウルスラグナ諸共『白馬』で焼かれた護堂にとどめを刺そうとしたところで、味方だったはずのウルスラグナに邪魔者として殺害されてしまった。

宮毘羅大将（くびらたいしょう）
十二神将の一角にして、薬師如来に仕えて霊鷲山を守護する鬼神の1柱。焰の髪を持つ武神であり、サンスクリット語を話し、被甲護身の鎧と太刀を身にまとう。森の精で護法の神霊とされる人食いの鬼・夜叉の親分でもある。
旧ヴォバン邸に出現した空間歪曲に繋がった《仏教の神話世界》の住人として登場。神話世界に侵入して天女（キンナリー）たちの沐浴を覗いたリリアナと恵那を狼藉者と見做して襲いかかった。森へ逃げ込んだ彼女たちに夜叉を差し向けるが、護堂の介入で取り逃がした。

### 魔術関係者

#### イタリア

##### 赤銅黒十字
パオロ・ブランデッリ（Paolo Blandelli）
魔術結社《赤銅黒十字》の総帥で、エリカの叔父にして保護者。先代の《紅き悪魔》で、25歳の時にアリスと共にアレクサンドルに立ち向かった功績で任命されて以来、3巻から3ヶ月前に総帥に就任するまで10年に渡ってその座を守ってきた。間もなく40歳になるが、青年のように若々しく、体は鋼のように鍛えられている。自身の年齢についてはこだわりがあり、若いことをよく強調する。最近は健康に気を遣い、抜け毛を気にしているらしい。
イタリア最強の騎士サルバトーレ・ドニと並んで、「イタリア最高の騎士」と称されている聖騎士。アリスの計略などにより、アレクとは共闘したり対立したりと様々な因縁を持つ関係であり、それに付随して『聖なる殲滅の特権』を発動したまま一昼夜を過ごし、古城を崩壊させたり、アリスを守って神獣と対峙したとされるなど様々な伝説を打ち立てた人物。護堂やエリカも敬服する器の持ち主だが、アリスに対して何度かハメられてひどい目にあわされた過去があるため姫に対する騎士としての敬意を忘れた発言をすることがある。14巻にて本編に初登場し、通廊を通ってきたデイノニクスの神獣を聖ラファエロとともに迎え撃った。エリカとの関係もあって、護堂とは親密な対応を見せる。

エリカ・ブランデッリ
当代の筆頭騎士《紅き悪魔》。

ジェンナーロ・ガンツ（Genaro Gantz）
護堂と仲の良い《赤銅黒十字》の大騎士。レッジョ・カラブリア県出身のイタリア人。妻子持ちの23歳だが、海賊じみた強面のため外見年齢は30代。豪快な性格のいっぽう、日本の幼女向けアニメ『おシャ魔女SORAMI』に傾倒し、「本当の魔法というのは小さな勇気とやさしさであることをこのアニメから教わった」「魔術師もSORAMIのような精神を目指すべき」と熱弁し、護堂にも何が何でも見るよう勧めている。かつて『紅き悪魔』の座を争ったエリカとは仲が悪く、可愛い愛娘に悪影響が及ぶと言ってエリカが自宅に来るのを嫌い、護堂を招くとエリカが勝手についてくるため自宅への招待をためらっている。

クラレンス
《赤銅黒十字》の大騎士で、31歳のスキンヘッドのオランダ出身の黒人。
実力・功績の点からして《赤銅黒十字》の実質的な筆頭騎士であるが、イタリア人でないために《紅き悪魔》に就任することはない。エリカにとって戦略・戦術・政治の師でもある。

アリアンナ・ハヤマ・アリアルディ（Ariannna Hayama Agliardi）
声 - 三澤紗千香
エリカの直属の部下兼メイドの女性。19歳。通称アンナ。父方の祖父が日本人という家系。
一応《赤銅黒十字》に所属しているが剣と魔術の才能が全くないため、エリカの身の回りの世話をしている。真面目な働き者でよく気が利くが、エリカに言わせると「3日に一度は大失敗をする」らしい。日本で国際免許を取得しているが、運転技術は大変危なっかしく、なぜか事故は起こさないが、高速道路を走らせれば「背筋も凍るスペクタクル」の気分を体感できる。また料理の腕はエリカも一流と認めるが、何故か煮込み料理だけは最悪。カレンの親友。
最終決戦後はエリカの側を離れてイタリアへ帰国。並行世界にいる護堂から、ミラノのブランデッリ邸にある《通廊》を介して届けられる手紙の確認を任されている。

##### 青銅黒十字
リリアナ・クラニチャール
《青銅黒十字》に所属する魔女。

カレン・ヤンクロフスキ（Karen Jankulovski）
声 - 佐藤奏美
リリアナ付きの侍女で《青銅黒十字》に所属する魔女見習い。14歳。アリアンナの親友。有能ではあるようだが、見習いの身でありながら主であるリリアナをからかって遊ぶのが好きという、割と悪趣味な性格でその点ではエリカと同類。1年ほど前からリリアナの書いた小説を見つけ、これを裏でこっそりとエリカに売り渡しており、エリカはこれを脅迫材料にしてリリアナをプライベート面で手玉に取っている（原作では脅迫する前からヴォバンとのゲームにおいて護堂への協力を了承していたが、アニメでは脅迫が決め手になった）。《青銅黒十字》の運営する私立学校で飛び級を重ね、すでに高校レベルの課程を終えている。リリアナとは家事を分担しており、電子端末のような精密機器は自身が担当している。

ディアナ・ミリート
ナポリ在住の魔女。《青銅黒十字》ナポリ支部のリーダー格で、リリアナの魔女術の師匠でもある。ベリニーニ広場周辺の古書店街に「ミリート家の店」という古書店を構えており、表向きは古本屋の店主をしている。若作りしているが、本人はそのことを指摘されるのを嫌っている。

##### その他のイタリア人
紫の騎士、老貴婦人の総帥、雌狼の総帥
声 - 高橋良吉（紫の騎士）・御園行洋（老貴婦人）・北村謙次（雌狼）
《紫の騎士》はイタリアの魔術結社《百合の都》の長に与えられる称号。30代半ばの男性で、陰気な顔つきをしている。魔術結社《老貴婦人》の総帥と魔術結社《雌狼》の総帥は2人とも老人で、仲が良くない模様。3人とも本名は不明。
1巻では、療養中（の名目で幽閉されている）のドニの代わりとして、護堂に神具ゴルゴネイオンを託した。紫の騎士は14巻のドニの神獣狩りに参加している。

ルクレチア・ゾラ（Lucrezia Zola）
声 - 田中敦子
「サルデーニャの魔女」「イタリア最高の魔女」「神を知る女」と呼ばれる魔術師で護堂が神殺しの運命に巻きこまれる一因を作った人物。一朗の昔の友人なので70歳近い高齢のはずだが、その呪力の高さゆえに未だ若々しい外見を保っており、見た目は20代半ばの亜麻色の髪の美女。サルデーニャ島のオリエーナに在住。ものぐさな性格で、文明生活を享受している。『地』の位を極めた最高位の魔女であり、その知識からアレクの探求における相談相手にもなっている。エリカに悪乗りしたのか護堂の「現地妻」を自称するが、時折祖母か姉のような柔和な表情を向けることもある。
アーサリアンの端くれで、大学時代はイギリスでアーサー王と円卓の騎士についての研究をしていた。かつてグィネヴィアと共に『最後の王』を探していたことがあるが、『最後の王』はアーサーではないことに気付き、さらには『最後の王』の復活で世界が滅ぶ可能性に思い至り、グィネヴィアと袂を分かった。当時から一度も『最後の王』にまつわる霊視を得たことはなかったが、5世紀から帰還した護堂と対面した際に、日本語で「むかしむかしあるところに」という生涯初の啓示を受けている。
40年以上昔にヤマトタケルなどの日本古来の伝承について学ぶため来日し、当時大学院生だった一朗と知り合う。一朗たちと訪れた能登の村で連続怪死事件が発生した際、ボローニャ大学から無断で持ち出していた神具《プロメテウス秘笈》を使い、事件を起こした「たたり神」から神力を奪い取り、相手が弱い神格だったこともあり封印に成功、将来的に神が復活した時のために秘笈を日本に残したまま帰国した。この神具を返却するために、祖父の代理で護堂がイタリアに向かったことが彼の神殺しとしてのキャリアの始まりとなる。
最終決戦から2年半後にたたり神の復活を霊視し、警告の手紙とお守りを草薙家へ郵送するとともに、正史編纂委員会へ注意勧告を行った。

アンドレア・リベラ（Andrea Libera）
ドニの旧友にして側近の大騎士。イタリアおよび南欧魔術界の名誉のため、主人の不祥事はすみやかに情報隠蔽し、外部に広まらないよう心を砕いており、秘書とお目付役を兼ねたその立場から、『王の執事』の異名を持つ。律儀な性格で、ドニを面と向かって罵倒できる数少ない人物だが、奔放なドニには振り回されっぱなしの苦労人。ドニの策略により拉致されることもしばしばで、その境遇からエリカも含めた様々な人物に同情されている。
魔王内戦ではドニに同行して来日、彼が地上に落下させた『流星剣』の後始末などに奔走する羽目になる。

聖ラファエロ（St. Raffaello）
《百合の都》において最高の騎士に与えられる称号であり、本名は不明。当代の聖ラファエロはルクレチアと同世代だが、容姿は20代の黒髪ポニーテールの美女。魔術と剣術を極めた「聖騎士」で、現役を退いてなお、ドニがカンピオーネになるまでは欧州最強の騎士と呼ばれていた。長きにわたる戦歴から旧世代のカンピオーネ三人全員と面識があり、彼らを「兄さん」、「姐さん」と呼ぶ。
サルバトーレの剣の師匠であり、剣の腕だけならサルバトーレに勝利するほどの凄腕。ただし、あくまで彼女がサルバトーレに対抗できるのは「人間として」であり、彼がカンピオーネとして権能を振るえば九割九分九厘勝ち目はない、とのこと。エリカとリリアナが持つ魔剣、『獅子と匠の双剣』クオレ・ディ・レオーネとイル・マエストロの前所有者で、本来一振りずつ授かる魔剣を、その才ゆえに例外的に二振り受け継いでいる。
『ダヴィデによる勲の書』の先代管理者でもあり、いにしえの騎士がサン・ジミニャーノの付近に築いた地下神殿で保管するため、誰にも詳しい居場所を教えずに隠棲していた。しかし4年前、神殺しを為したサルバトーレと対峙した際に、以降の魔道書の管理を彼の友人のアンドレアに任せ、弟子に同行していたエリカとリリアナの二人へと魔剣を継承させた。
14巻にて初めて本編に登場。ドニの神獣狩りにパオロからアイーシャと面識があるということから招待を受け、そこで護堂と対面する。

ダヴィド・ビアンキ
サルデーニャの港町カリアリの魔術師で、20代半ばの美男子。地相術師としては優秀だが、ルクレチア曰く「浮ついた性格で、100%は信用できない」とのこと。その実力はエリカと比較して6割程度。自信過剰な人物で、その性格と魔術を使えないという点からドニの実力ひいてはカンピオーネという存在を侮っていた。
ルクレチアの紹介で訪れた護堂とエリカに、地相術でメルカルトの行き先を導き出すが、同時に護堂がウルスラグナを討ちカンピオーネになったばかりだと見抜き、ドニへの不満もあって護堂を倒して「カンピオーネの中にも魔術師にとっての『王』に値しない存在もいる」ということを証明するために護堂に襲いかかる。しかし、権能を掌握し始めた護堂にあっさり撃退され、地元の魔術結社に捕縛されて罰せられた。
その後はアメリカに渡り、邪術にかぶれてロサンゼルスのダウンタウンで店を開いて生活していた。しかし内偵に現れたアニーの正体を観相術の結果から知ってしまい、逃走を計ったが魔銃の衝撃波に打ちのめされ、意識を失ったまま善の魔術師が運営する精神病院に収監された。

ワルテル・ザンパリーニ
シチリアで最大の魔術結社《パノルモス》の総帥にして、シチリアマフィアのボス。銃弾や火薬で『焰』を操る魔術を得意とする。豪快であると同時に抜け目のない人物。2歳になる孫娘がいる。
護堂がカンピオーネになって間もない頃、メルカルトとの対決に臨む護堂と接触し、護堂に取り入ってイタリア全土では中小規模の魔術結社である《パノルモス》の権威を高めようとした。その後も孫を嫁入りさせようと勧めている。

聖ピントリッキオ
聖ラファエロの正統な弟子で、魔術結社《老貴婦人》の次期総帥となる人物。エリカ達とは一世代上の大騎士。

アレッシア
BD1巻特典小説に登場。イタリアの中部トスカーナ州の片田舎に位置する村に住む女子中学生。キリスト教徒だが、村の修道院でテンプル騎士の末裔と思われる老修道士から魔術の才能を見込まれて軽い手ほどきを受けたため、見習い以下とはいえ魔術の心得を持つ。老修道士の死後は残された使い魔犬サンドロの世話をして暮らしていたが、修道院の地下に封印されていた“異形の獣”と呼ばれたアルテミスの眷属である神獣が、アルノ川に現れた恐竜型の神獣（時空を超えて出現したウルディンの顕身）の影響で活性化してしまい、怯えながらどうすべきか悩んでいた。恐竜を倒したが川に落ちて漂着した護堂とエリカを偶然救助し、彼らが魔術関係者と知ると相談を持ちかけ、『戦士』で半覚醒の神獣を倒してもらった。

#### 日本

##### 正史編纂委員会
沙耶宮 馨（さやのみや かおる）
正史編纂委員会・東京分室室長、つまり甘粕の上司に当たり、関東地方一帯を差配している。一見すると少女漫画に出てくるような美少年だが、実は媛巫女の一人でもある、いわゆる「男装の麗人」。名門女子校に通う18歳の高校3年生で、教師、生徒会、PTAを丸め込んで学校にもわざわざ特注した男子用制服で通う。
恵那以外の媛巫女には体術・呪術共に勝るという才人。正史編纂委員会の次期総帥候補にして沙耶宮家の次期頭首。伊達と酔狂が身上の洒落の分かる人物であり、犠牲を強いるのは好まないが組織のトップとしての義務は果たす人物。エリカとは似た者同士で、有能さを遺憾なく発揮して伊達と酔狂を仕事に持ち込む癖がある。「組織を維持するよりも新しく構築する方が好き」という心情もあって護堂の存在を歓迎している。
その外見を利用して同性相手に数々の浮名を流している模様。また笑顔で相手に無茶を強いることも少なくない。部下の甘粕に言わせれば「イタズラ好きで嘘つき、おまけに女たらしって三冠王」。女性嫌いを公言している陸鷹化と作中唯一友好関係を結べている女性（鷹化は「沙耶宮の兄さんと呼ぶ）で、「国士無双」で開かれる男子会の唯一の女性メンバーでもある。その外見のため同じ媛巫女達にも人気があり、本人と周囲の希望から媛巫女の儀式のときでも男装をしている。
護堂については人柄や能力を高く評価しており、ともすれば「女性」としての感情が喚起されそうになるが、立場的にも性格的にも良くない事になるとしてポーズを堅持している。
最終決戦の2年後に正史編纂委員会の長となり、《円卓連盟》の下部組織として正史編纂委員会の大幅な改革を行っている。

甘粕 冬馬（あまかす とうま）
声 - 松本忍
正史編纂委員会のエージェントであり、忍の系譜を持つ馨の側近にして懐刀。もうすぐ三十路らしい。
常に暢気な態度を崩さず、本心を見せることは稀。また、上司の指示に対し「給料以上は働かない」などと言って危険な任務を嫌がる傾向がある。当初は祐理をそそのかして護堂を篭絡しようとしていた。事が思惑通りに進んで2人が親しくなってからは、女性関係で困る護堂をからかうなど、お調子者な一面も見せており、「国士無双」での男子会にもしばしば参加している。
現在恵那が通う高校のOBで、高校から大学にかけての頃に馨と出会ったらしい。かつては公安に勤めていたり、エセ神職の経験があるなど妖しい経歴を持つ。私生活は謎に包まれているが、料理は得意なのか12巻終盤のクリスマスパーティーでは自家製のフライドチキンを大量に差し入れている。ツンデレの事例として桜野タズサの名を引き合いに出したり、オフィスにある自分のパソコンに声優のブログをブックマーク登録していたり、とオタクであるかのような描写が散見される。
諜報や、より陰惨な仕事を生業とするヤクザな呪術使いの末裔で、忍の技と、陰陽術および修験道が混淆した呪術を得意とする。アレクやグィネヴィアが認めるほどの隠形の呪術の達人で、相手が人間ならばほとんどの者から逃げられる実力を持つうえに、権能次第という大前提があるがカンピオーネからも逃げ切れるといい、地味な外見に反して非常に鍛え上げられた体つきをしている。そのため「マスターニンジャ」と呼ばれることもあるが、本人はその呼び方を嫌がっている。一方で過激な武術の鍛錬を嫌っており、道場に強引に連れて行かれそうになっては逃げ回っている模様。
護堂たちが神と戦う際には、おもにバックアップと事後処理を行う。調査活動の中で不運にも人外の相手と遭遇することも多く、不覚を取ってしまうこともある。7巻では斉天大聖の復活による被害を調査していたが、突如顕現した深沙神に遭遇、川に流され負傷して一時意識不明となる。その後、アニーに救出され治療を受けるも、ひどい風邪をひいてしまう。9巻では天之逆鉾を守護することになり、奪おうとするグィネヴィアを相手に高い実力を見せ振り切ったものの、神速を使うアレクに対しては結局力及ばず、天之逆鉾を強奪されてしまった。
荒事よりも知識と機転を尊び、各種神話体系に異常に（媛巫女たち以上に）詳しく、護堂たちに嬉しそうに薀蓄を語る。17巻では、祐理の啓示が『六度集経』に収録された物語の一つであることを羅濠教主から（エリカ越しに）指摘された事で、『最後の王』と仏教の関係に気付き、それまでに得た情報と膨大な神話知識を生かして考えをまとめ、確証がないことを前提としたうえで、王の真名がラーマであることを推理した。

##### 古老
速須佐之男命（ハヤスサノオノミコト）
声 - 大川透
かつてまつろわぬ神であった神霊。数々の神との習合によって作り出された古代日本の英雄神。本来は暴風・嵐を司る出雲の土地神で、砂鉄の産地で崇拝されたことから蛇殺しの鉄剣「天叢雲劍」を獲得して《鋼》の征服神として性質を、太陽神である姉の天照大神を天岩戸に追いやった逸話から環太平洋圏に普遍的な「太陽を隠す」変幻自在のトリックスターとしての性質を手に入れた。
蓬髪で偏屈そうな顔の造りをした、身長180センチメートルを超える巨躯の老人。1000年近く地上で暴れまわっていたが、満足した（飽きた）ために1000年前に隠居するようになった。神でありながら《運命》にクソ喰らえと言うようなはぐれ者で、日本に流れ着き眠りにおちた『最後の王』の寝床を静止軌道上へと移し替えた張本人。近年では正史編纂委員会の相談役を務めており、恵那の後見人として佩刀の「天叢雲劍」を預け、時折力を貸している。正史編纂委員会の者たちなどからは「御老公」と呼ばれ、恵那からは親しみを込めて「おじいちゃま」と呼ばれている。豪快でありながら狡猾さも併せ持つ性格で、ざっくばらんな方と自負しているが、神として『あの世とこの世の均衡』を保つことに務めており、自身の庵を定命の人間が訪れる際には相手を櫛に変えて直接対面することを避けるほか、『最後の王』の正体も知ってはいるが制約により口外することができない。
護堂の資質を見定めようと清秋院家を利用、恵那に命じて現世に細工を施し、護堂を幽世にある自分の庵に連れ込んで対面する。自身の佩刀をかすめ取ったこともあって、護堂を「粗忽だが油断ならない」と高評価している。アニメ版ではこの時に、まつろわぬメティスが星なき夜をもたらすことを護堂に伝える。6巻では、天叢雲に導かれ羅濠教主から逃れてきた護堂に猿猴神君の真の名を教える。護堂の器を図るため、『最後の王』と同じ「高貴なる流浪の英雄」である二郎真君に戦いの相手を依頼したこともある。
恵那が『最後の王』の真名をしつこく問いただそうと交信を図った時は面倒臭がってしばらく無視し続けていたが、年末に行われる大祓の儀の後で会場となった氷川女体神社に招聘され、『最後の王』の始末を人間達に任せることに決めると共に馨の要請で正史編纂委員会のトップを護堂とすることを認めた。魔王内戦の勃発時にはアストラル界の妖精王達の評議場で護堂を待ち受け、《運命》の意図やラーマに対する自分たちのスタンスについて彼に伝えている。
なお、《ユニバース492》にも伊奘冉命の《同盟神》として別の建速須佐之男命が存在するが、異世界のアテナと同じく徹頭徹尾に六波羅蓮たちの敵になっており、容姿も青年である。

玻璃の媛君（Princess of crystal）
護堂が幽世で出会った古老たちの一人。十二単をまとう和風な出で立ちで、透き通った玻璃の瞳と亜麻色の髪に彫りの深いエキゾチックな顔立ちをしている。外見はうら若い美女だが、実年齢では黒衣の僧正を上回る。その正体は万里谷たち媛巫女の祖先にあたる《神祖》。妖精王ではないが、彼らに匹敵するほどに高い霊的な格を持っている。
前世は『最後の王』ラーマの妻である古代インドの大地の女神シーター。ジャナカ王が祭壇を作るために大地を掘りおこした際に地中から発見された大地の精で、『畝の溝』の名をあたえられた。王女として育てられ、王家に伝わるシヴァ神の弓をへし折ったラーマと結婚したが、国を追放された夫と義弟とダンダカの森で隠棲していた時、自身の美貌に目をつけたラーヴァナによって誘拐されてしまう。ラーマによって救い出された後は民から貞節を疑われ、潔白を証明するため生きながら火に灼かれてもまだ認められず、最期は大地の女神に祈って純潔を明らかにして地中の冥界に帰っていった。これらの伝承は、彼女が“生け贄になることで大地に豊穣をもたらす女神”であることを示している。
太古の時代、大地の精気を糧とするためにラーマを信仰する人間の神官たちによって招来されたが、儀式場へ乱入した『十の命を持つ神殺し』によって保護される。数年間は神殺しの元で生活するも最後の戦いの中でラクシュマナに射殺され、神力を強制的にラーマに奪われてしまう。しかし意思だけの存在となってなお神殺しへの恩義から最後の最後で王子への協力を拒み、元は自分の物であった神力を使用不能にすることでラーマの呪力を弱め、神殺しの勝利に一役買った。
その後は長い時を経て《神祖》として転生。『最後の王』に仕える身であったが、彼の元を離れ日本にやって来て自身の血を後世に残す。現世での暮らしに倦んで幽世に渡った時に女神だったころの記憶を取り戻し、他の古老たちと共に1000年間『最後の王』を隠蔽し続けていた。パンドラとは女神であったころの自身とパンドラの祖となる女神が同郷であるため交流があり、クリスマスの時に護堂の夢に入り込んで、ペルセウスが『最後の王』の部下になっているというパンドラの伝言と、王の真名のヒントとして仏典『六度集経』にあるとある竜殺しの一節を伝えたことがある（その約2ヶ月後には、裕理が同じ内容の霊視を得ている）。
「女を救うもの」という共通点から前世で自分を救おうとした『十の命を持つ神殺し』と護堂を重ね、彼を良き王と見込み『最後の王』が復活した時には地上の救世主になってくれると期待している。古老の中では良識派で、他の二人の意地の悪い行動を嗜めることもある。
17巻で、甘粕が突き止めた『最後の王』の真名が真実であることを確かめる為に幽世にやって来た護堂たちの前に現れて、護堂に「幻視の術」をかけて太古に起こった『十の命を持つ神殺し』の生涯を夢として見せ、護堂が難敵を前にしても自らの流儀を変えないことを確かめると彼らを『最後の王』にまつわる記録の保管場所に導いた。その際に、ラーマ王子の力を削ぐために神殺しの数を減らすという思い付きを実行しなければならなくなった時のために、護堂に魔王殺しの毒を持つ鏃を手渡している。その後、妖精郷を訪れたスミスとも対面し、彼に対してラーマと戦うのは当代の神殺しで最も縁のある護堂であるべきという意見を伝え、自分たちの計画に賛同してもらえるよう要請した。

黒衣の僧正
護堂が幽世で出会った古老たちの一人。神ではないが、人を超えた不死の存在。外見は黒衣を着た木乃伊（いわゆる即身仏）で、丁寧な口調に対して反骨精神に満ちている模様。
江戸時代に生きた人間で、地上にいた頃は『最後の王』復活阻止のため、スサノオたちの協力を得て中国の偉大な《鋼》であるまつろわぬ斉天大聖を竜蛇避けとして東照宮に封じている。

##### その他の日本人
九法塚 幹彦（くほうづか みきひこ）
四家の一つである九法塚家の総領。とても真面目な性格で、恵那曰く「四家の跡取りの中で一番まとも」。剣術を得意とするが、6巻で鷹化に敗れて魔女アーシェラの操り人形にされ、斉天大聖復活のために利用された。事件後はアーシェラの魔術の後遺症で長期入院中である。

沙耶宮 惟道（さやのみや これみち）
馨の曽祖父で沙耶宮家先々代当主。20世紀初頭に欧州に留学して欧州の魔術も学び、正史編纂委員会の創設者となった人物。博物学者としてロンドンにいた頃には、賢人議会へ『竜』と『蛇』に関するレポートを提出している。沙耶宮家の歴代当主同様に蒐集癖がひどく、昭和40年代で死去してなお沙耶宮家の別邸に取り憑き、蔵に保管されているコレクションを見張っている。

清秋院 蘭（せいしゅういん らん）
恵那の祖母で清秋院家現当主。代々漁色家の多い清秋院家の人間のせいか、馨も認める程の女傑で、夫の隠し子やその母親が見つかった際も次の日には自らの家に招き入れ居候させていたり、孫娘の恵那に早く王様（護堂）に手をつけられて子をもらえと言い放つほど豪快な性格である。恵那と幼馴染である祐理のことも気に入っており、祐理を清秋院の養子にしてもいいかという恵那の要望に許可を出している。

連城 冬姫（れんじょう ふゆひめ）
秋ノ水女子大学の1年生。香月さくらとは同級生で親友同士。19歳だが、小柄で小学生にも間違われかねない容姿。四家の一つ、連城家の長女で馨とは幼馴染のせいか対抗意識を持つ。
さくらに呪術を教えているが、自身は生まれながらに呪力を溜め込めない体質のために「（媛巫女の）資格無し」の烙印を押され、媛巫女を目指すことさえ出来なかった。この体質と容姿がコンプレックスとなり、周囲との関係がうまくいかない模様。女好きだと言われている「日本にいる大魔王」（＝護堂）の妾にされるのではないかと怯えて、守秘義務があるにもかかわらず、魔術や呪術、魔王の事などをさくらに話した上、甘粕の手配で中途半端な知識を抱えたまま護堂・さくらを連れて大魔王を探すという騒動を起こすなど、トラブルメーカーとしての一面が強い。高圧的な態度に反して度胸はとことんなく、年下の鷹化や祐理に生意気な口を叩き、逆に一喝されてべそをかいていた。この騒動の後にさくらを通して護堂と文通を試み、馨より上に立とうとしている。12巻ではさくらと一緒に草薙家でのクリスマスパーティに参加している。そこで静花に三つ指を立てて挨拶したが、小学生扱いされて反論していた。術の後遺症か、未だ護堂のことを間違えて「ゴローさん」と呼ぶ。

#### イギリス

##### 賢人議会
アリス・ルイーズ・オブ・ナヴァール（Alice Louise of Navarre）
グリニッジ賢人議会の元議長にして現在特別顧問を務める24歳の美女。通称「プリンセス・アリス」「白き巫女姫」。ゴドディン公爵家令嬢で、『天』の位を極めた魔女でもある。
「蛇の血に連なる先祖返りの者」と玻璃の媛から呼ばれていることからも窺えるように、祐理と同じく人の身でありながら《神祖》の血を色濃く受け継ぐ存在で、世界最高峰の精神感応者。加えて念力・霊視・予知といった特殊な異能と高い霊力を有している。しかし、その反動で非常に体が弱く、対外的にはエクトプラズム（霊体）で作った分身を利用している。10代の頃までは体が弱いとはいえ生活に困るほどではなかったが、6年前グィネヴィアが復活させたまつろわぬ神（アーサー王）をアレクと共闘して封印した際、体を壊してほぼ寝たきりの状態になってしまい、賢人議会の議長の座を退いた。
12歳のときにアレクに買収と談合を持ちかけて以来、彼とは時に争い、時に共闘してきた旧知の仲。若手のカンピオーネとはある程度良好な関係を築いており、特にスミスとは時々通話しては愚痴を聞かせているらしい。また、傑出した逸材として妖精王のようなアストラル界に住む識者からも見込まれている。
言動こそ穏やかだが、その実『匿名希望の謎の美女』で通そうとしたり、護堂と祐理のキス（護堂が『戦士』の化身を使うための準備）をひかりと一緒に覗き見したりと、けっこうお茶目で野次馬な性格をしている。おっとりした容姿に反してかなりの毒舌家で、気心の知れた相手ほどその傾向が強くなる。エレベーターのない最上階を嫌って1階に執務室を移させたり、わざわざ自分で騒動の現場へと足を運んだりと、要職についている割に言動がかなり自由奔放なのも特徴。
アーシェラの来日に合わせて霊体を日本へ送り込み、その地で出会った護堂達をサポートする。アレクが天之逆鉾を強奪した時には訪英した護堂達と共にランスロットゆかりの地を巡り祐理の素養を見抜いて自分の技術を教授、彼らが帰国すると東京湾上の浮島に向かいグィネヴィアの最期を見届けた。護堂達が過去に飛ばされたときにはアイーシャの権能の情報を手に自らイタリアへ赴き、スミスからの要請を受けリリアナと祐理をアストラル界へ導いた。パラス・アテナの動向を追い三度来日しようとするが、その身に濃く流れる《神祖》の血のためにラーマ復活による大地の異変の影響を強く受けて倒れてしまう。高熱に浮かされるなかでアレクの訪問を受けたため、ラーマの力を封じ込めるための策を問いただした。その後は体調が小康状態になったため、プロメテウスの助言により護堂を「運命神の領域」へと導き、地上に帰還してからは決戦に備えてカンピオーネの魔導力を高めるための秘薬を調合した。
最終決戦後、護堂に《反運命の戦士》で自らの『病』の運命を断ち切ってもらったことで病状が劇的に回復しており、5年後には車椅子に乗ってとはいえ実体で外出することができるほど元気になっている。

パトリシア・エリクソン
30代後半の女性で、アリスの御用邸の女官長。堅物で厳格な家庭教師を絵に書いたような女性だが、8年前には結婚相談所に会員登録し秘かに婚活をしていた（10巻で護堂がミス・エリクソンと呼んでいたことから、未だ独身である模様）。自分に内緒で若いカンピオーネ立ちと取引するアリスの扱いに苦労している。

##### 王立工廠
サー・アイスマン
アレクの側近でイギリスの騎士勲章を受けたオランダ人。魔術結社「王立工廠」の副総帥で、パオロ・ブランデッリと並ぶ世界有数の騎士として知られる、《大騎士》の位階を持つ上位魔術師。
30代半ばの苦み走った美男子で、愛車はハーレーダビッドソン。本名はデニスであると言われるが、名字は不明。アイスマンは、剛毅にして冷静沈着であることからつけられた呼び名である。『聖絶』の使い手にして、長さ1メートル半程の大型の槌矛（メイス）の扱いに長ける攻撃に特化した戦士で、『聖なる殲滅の特権』の恩寵を全て守護に回し、護身結界に身を包んだ相手を6、7メートルもビリヤード球のようにふっとばす。唯一の弱点が「飛べないオランダ人（アンフライング・ダッチマン）」と揶揄されるほど重度の飛行機恐怖症ということで、毎度のように船での移動を主張し離陸直前までごね続ける悪癖があり、しばしばアレクに置いてけぼりを食らっている。
魔王内戦時にはアレクから一服盛られ、眠らされたまま飛行機に乗せられて来日。アレクの命でリリアナの足止めを行うが、祐理による幽世からの援護で御魂鎮めを使用した彼女に聖絶を中和され、その隙に「禁足」の術で動きを封じられて逃走を許してしまった。アレクが並行世界へ旅立った後は、護堂経由で申し送り事項を伝えられた。
『ロード・オブ・レムルズ』では『影追いの森』の副首領としてヒューペルボレアに赴いている。

セシリア・チャン
眼鏡をかけた10代後半の少女。優れた道士で東方の神話に詳しい。飛翔術（空行術）も使っていることから巫の資質も持っていると思われる。
昔、アレクに助けられた恩があるため《王立工廠》のメンバーになっている。アレクに好意を寄せているようだが、相手が鈍感すぎて気づいてもらえていない。

#### アメリカ
ジョー・ベスト
北米の三賢人の一人。北米では数少ない《善の魔術師》で、欧州でも並ぶ者がいないほどの「妖精博士（フェアリードクター）」。表向きはサマンサ大学人文学部外国語文学科の教授であり、幻想文学の研究者として世界的にも著名。
ジョン・プルートー・スミスの協力者にして、その正体を知る数少ない人物の一人。アニーとは教授と助手の関係であり、魔術師としての身元保証人でもある。アリスとも知己で、高位の魔女たちの秘伝である「幽世渡りの秘術」についても知っている。また、10年近く前に四川省で行った発掘調査の際に、地母神女媧の竜骨を採取、所有している。
《蠅の王》との決戦前に足を負傷してしまい、単身彼らの本拠地に向かうジャックへの手向けとして幸運の加護を込めたスミスの魔銃を託して送り出す。その数ヶ月後にアレクの訪問を受け、《蠅の王》の壊滅でロサンゼルスに数年ぶりに戻った平穏に黒王子と冥王の戦いで水を差すのは得策ではないと判断し、彼の要求を呑んで自身が保管していた竜骨を譲渡した。

ジャック・ミルバーン
SSIロサンゼルス支部に属する青年。1年ほど前からジョン・プルートー・スミスの協力者をしている、元ロス市警の刑事。魔術の才能はあるが訓練は積んでいない。正義感と責任感の強い頑固者で、スミスとウマが合うだけあってなかなかの変わり者。
スミスがアーシェラと相打ちになった際に、教祖の復活を妨害するため《蠅の王》の本拠地へ単身で潜入する。1週間かけて傷を癒したスミスの許可で『アルテミスの矢』を放ち、配下を犠牲にして蘇ったアーシェラへ致命傷を与えた。アニーに片思いされていたが、アーシェラとの最終決戦の後で半年前に別れた元恋人のアリソンと復縁したため、スミスの正体を知らないまま、本人の自覚なくご破算になった。

デニス
チャールトン家に仕える老執事。ロスフェリスにあるアニーの自宅を管理する。スミスの正体を知る一人でもある。

#### その他の地域
陸 鷹化（りく ようか）
香港出身の14歳の少年で、五嶽聖教の傘下である《香港陸家》の若頭。身長160センチメートル。陸家は「奸賊以外の賊とつくものほとんどが先祖の職業」という先祖代々の侠客の元締めで、日本では新宿歌舞伎町と池袋に拠点を持つ。両親はすでに死去している。
4歳の頃に羅濠の前で武道の型を披露して見せ、その類稀なる才能を見込まれ唯一の直弟子となった。師以外には軽口を叩くことも多く、性格は傲慢だが、「軽功卓越・掌力絶大」と称されるその武術と軽功の冴えはエリカやリリアナも認めるほどであり、年少ながら体術なら二人以上の実力を持ち、素手で虎を狩った経験もある。それゆえに実力面では「将来モーツァルトやダ・ビンチ並の歴史に名を残しうる天才」と賞賛されている。また、師の食事の世話をさせられていたせいで、料理の腕前は祐理やリリアナ以上どころか一流の料理人並み。
他方、4歳からの6年間で身近に異性が師父だけという過酷な環境で育ち、現在まで師の理不尽な要求に苦労しているせいか、重度の女嫌い。エリカが評するに「見た目は女の子にモテそうなのに、妙に偏屈だし鬱屈してる」「身内のせいか、綺麗で腕の立つ女が嫌い」といった性格で、女性に対して非常に辛辣な態度をとる。師匠に対しても「よほど性格に問題のある人間」「極悪人」と影で辛辣なことを言っている。
師の遠征に供として付き添っていることから当代の7人のカンピオーネ全員と面識があり、そのため彼らに対して丁寧な態度を心がける癖がついている。師の義弟となった護堂を「叔父上」と呼び、その女の扱いに対する能力への評価や「師に対する緊急時の盾」となってほしいという打算もあって、積極的に友誼を結ぼうとしている。3番目の拠点とした秋葉原でメイド関連の事業（舎弟の願望）を行い、護堂にプロデュースを要請している。護堂も身近に同年代で魔術がらみの男性がいないせいか、野球選手時代のライバルを彷彿させる傲慢さも懐かしく思い、そうした目的を承知の上で同情も含めて付き合っている。そうした経緯から7人の魔王の中で唯一護堂に対して親密ともいえる関係を築いており、護堂の妹の静花にも「あんたの兄貴との親密さは自慢の一つ」と語っている。一方で静花からは一目でその内面を見抜かれており、子分にされそうになるため出会いそうになる度逃げ回っている。
周囲からは「羅濠教主の扱いを最もよく知る人物」ということで頼りにされている。護堂がサトゥルヌスの相手を義姉から押しつけられた時には詳しい情報を聞き出す役目を依頼され、そのおかげで日本から離れていたため記憶改変は受けずに済み、情報をメールで送ったことで彼らが異変に気づくきっかけを作った。『最後の王』の復活で教主が来日した際も、正史編纂委員会からの協力要請を受けている。
魔王内戦では、歌舞伎町の本拠地を引き払い、師に与する。教主の命令でエリカの足止めを行うが、師と護堂のどちらが勝ってもうまく立ち回れるように、あえて見るからに物騒な技を使いながらも絶妙に手を抜いて戦った。
師を並行世界へ追放した護堂にはかなり感謝しており、最終決戦後は揺らいだ中国武林の秩序回復を政治的配慮からエリカに任せ、日本の歌舞伎町にある《香港陸家》のアジトで2年間自由を満喫していたが、エリカからの連絡で護堂が師父の消息を掴んだことを聞かされる。成長し17歳となって、身長も175センチメートルまで伸びた。師と義姉弟となった護堂一派とも親密な関係を続けており、師父が並行世界へ飛ばされて以降の中国武侠界のとりまとめをエリカたち《円卓連盟》と連携して行っている。最終決戦時からひかりや静花とたびたび交流しているが、女嫌いな性格から常に冷淡な態度をとる。静花がルクレチア・ゾラが封じたたたり神に狙われていることを馨たちから確認すると、ひかりや馨と共にたたり神を迎え撃つ。
『神域のカンピオーネス』では20代前半ほどに成長しており、師匠の命令で『サンクチュアリ・ヒューペルボレア』の見張り番として《観測所》の管理者を任され、護堂からもヒューペルボレアが特別であることを教えられている。基本的にはスマホを使ってゲームや音楽で暇を潰しているが、《観測所》でヒューペルボレアを探す者と会った場合は報告するよう指示を受けている。ユニバース492の地球がアテナによる終末を免れた3日後、蓮が入院する病院を見舞い妹弟子の梨於奈に接触し、師からの言伝で厩戸皇子や芙実花の近況について伝えた。
『ロード・オブ・レムルズ』では師匠が建国した『海王の都』で活動しており、武術家としては『剣の王』ドニや『剣の申し子』雪希乃に匹敵する世界最高峰クラスの腕前になっている。自分を庇ってくれる蓮とは仲がよく、ステラからも「顔がよくて気がきく」と気に入れれている。成長後も身近に強い女と強すぎる女しかおらず、しかも自分を面倒に巻き込んでいいように便利扱いされる人生に対し、強い不満を感じている。都にやって来た救世の勇者である雪希乃の力を図るために戦い、互角の実力を見せるも相手が救世の神刀を抜いたため、あとを師匠に引き継いだ。なお、蓮が正体を隠したがっていることを察し、雪希乃には「アニメ研究会の先輩後輩」と自己紹介している。その後は蓮とステラの接待を命じられたが、権能で時間を凍結させられて逃げられてしまう。

灰色の者
神具「サトゥルナリアの冠」に宿る神霊。黒炭のような肉体を灰色のボロ布で隠している。かつてはサトゥルヌスの主に当たるローマ神話の太陽神であったが、遙か昔に敗れ去ったことで零落してしまい、新たにまつろわぬサトゥルヌスを生み出すだけの司祭と化している。その力は制限されているが、「冠」の徴から太陽の不死性を引き出すことができ、自分自身や神木状態のサトゥルヌスを復活させられる。さらに、サトゥルヌスが持つ身分を逆転させる権能を限定的に使用することも可能。
12巻にて長い時を経て力を回復し羅濠にリベンジしようとしたが、再戦の条件として先に義弟を倒すことを挙げられたために海を渡り、日本で民衆から精気と活気を集めはじめる。復活を阻止しようとする護堂達から身を守るために冠に宿る神霊がその力を借りた祭司の呪縛で都内一帯を巻き込み、護堂だけでなく恵那以外のヒロイン達の記憶と認識を書き換え疎遠にすることで追跡をかわそうとした。時には自ら命を絶ってまで逃げおおせようと足掻き続け、完全復活までの優に10日間もの時間を稼ぎ、なんとか冬至の日を迎えるが、活気を集める度にサンタクロースの灰色化現象が起こるためさすがに護堂たちも異変を感じ取る。司祭としての役目を終え沈黙していたが、黄金の棺の内部にまで侵入してきた護堂達を迎え撃つため再び姿を現す。復活したサトゥルヌスと立ち会うよう懇願するも聞き入れられることはなく、『戦士』の化身で神具の内部から自身が神であった頃の肉体ごと切り刻まれて消滅した。

時の番人
スミスが治めるアストラル界の領土にある特異点「プルタルコスの館」に住まう老人。1800年ほど前に前任者から職務を引き継ぎ、番人となった。気難しいうえに神経質で悲観的という難儀な性格の持ち主。黒衣の僧正と同様、神や神殺しではないものの不死の存在。霊視の結果から、偉大なる歴史学者にして神秘学に通じた賢人だったとされる。
歴史に刻まれた修正の跡を記録し、修正力が事象を修正しきれなかった時には自らが過去に赴いて修正を行うこともある。その職務の特性上、ここ150年間ほどアイーシャ夫人の気ままな行動に悩まされ続けている。以前の番人より勤勉な性格であり、これまでに修正の失敗が原因の新たな並行世界を発生させたことはないという。
3人の神殺しが西暦406年に飛ばされ『最後の王』が顕現した際には、歴史の修正力だけではどうにもならず現代の歴史までもが変わってしまうことを恐れて魔王殺害をスミスに依頼する。遠隔狙撃による殺害は困難であることを理由にスミスから難色を示されたため、道標となる者がいる状況であれば一番まともである護堂に事態の収拾を期待するべきだという助言を受け入れ、祐理とリリアナを過去のガリアへと送り届けた。
魔王内戦では、自分の館を「当代で最も愚かな二人」であるドニとアイーシャにより勝手に避難所にされたあげく、彼らを追ってきた「当代で最も粗暴な二人」であるヴォバンと羅濠の襲撃を受けるという憂き目に遭い、命は助かったものの地下を除く地上の神殿部分全てを吹き飛ばされてしまった。
『最後の王がミスラだった世界』がアテナの手で崩壊した際は、アイーシャに罵声を浴びせつつも、彼女と蓮へ時空の彼方から修正する力を渋々送りこんだ。

### 草薙一族
草薙 静花（くさなぎ しずか）
声 - 日高里菜
護堂の妹。私立城楠学院中等部3年2組、14歳→15歳（12巻以降）。12月3日生まれ。茶道部所属で、裕理は部活の先輩。
それなりに可愛らしい顔立ちをしているが、兄に対しては事あるごとに生意気な口を叩いて盾突いている。特に、祖父に似てるといわれる兄の女性関係を邪推しては厳しく問い詰める場面が多い。ただ、彼女はまつろわぬ神も魔術の存在も知らない一般人であり、兄や兄の周囲の女性たちの立場についても何も知らされていない。
護堂曰く「母親譲り」「天性の女王様気質」で、わがままな性格・いくら食べても太らない・いくら飲んでも酔いつぶれない（ウイスキーを一本開けても平然としている）らしい。ただ、本人は「私は母みたいな女王様じゃない」と否定している。兄と同じく「喉元過ぎれば熱さを忘れる」性格。また、必要なときに適切な指示を出し、気力と行動力でグループを牽引するという母親譲りの特技を持ち、遠縁の親戚が興した元ヤクザの会社からも一目置かれ「若い衆」を統率する権限を与えられている。「姉御肌」な性格で、若干世間ズレのある祐理やさくらには甘い一面もある。初対面で鷹化の隠された一面を見抜くなど既に大物になりそうな様相を呈しており、以来彼と「友達（護堂は「舎弟」と脳内変換している）」になろうと接触を試みている。ちなみに料理の腕前は兄と五十歩百歩。
最終決戦後は高等部に進学。高校3年生になった時点でも兄の力と立場はまだ教えられていないため、急にイタリアに行ったまま2年間も全然帰ってこないことに不満を持っており、大学への推薦入学が決まった後も語学の勉強に励んでいた。茶道部にしか入っていないが、応援団やチアリーディング部の助っ人をするうちにいつの間にかまとめ役になっており、そのため運動部を中心にかなり顔が広く、ひかりは完全に妹分になっている。ちなみに高校入学後も、身長は伸びなかった。ルクレチアが封じたたたり神に狙われたことで、初めて魔術界の騒動に巻き込まれ、ひかりたちの素性を詳しく知る描写はないが、護衛として現れた甘粕の呪術を目にしている。そして、たたり神に追いつかれ、絶体絶命の窮地に陥ったときに兄からの伝言を思い出し、兄の名前を叫んで助けを求め、『強風』の力で京都から転移してきた護堂に助けられた。兄と魔術世界の甘粕とのつながりを目にしているが、護堂の正体にまで気付いているかは不明。
アニメ版12話では、記憶を失ったアテナが天井から落ちてきた後、兄との関係を聞くといろいろと誤解するような想像をする。

草薙 一朗（くさなぎ いちろう）
護堂の祖父。妻はすでに他界しており現在独身。70歳過ぎにもかかわらず色気を漂わせる恐ろしく垢抜けた男ぶりで、洒脱なジェントルさから地元商店街の婦人たちからの人気が高い。人との交わりを大切にする性格で、護堂からはその姿勢を尊敬されている。
先祖代々女性関係にだらしない男が多い草薙家の中でも、近年まれに見る逸材と言われる、とんでもない『たらし』。かつては相当な遊び人で、『女性と一部男性からモテモテ』なことで知られており、女性の方からも誘いをかけられて遊んでいたらしく、孫の女性関係については放任気味ながら時折的確なアドバイスを与えている。色々な場所に護堂を連れて行って女性の扱い方を幼少期から実演してきているので、明日香には「護堂の師匠」と言われ、若い頃を知る者たちからは、顔と真面目なことを言うのに無茶ばかりするところは今の護堂と瓜二つと評される。経験値の差から言動に余裕があり、女性に翻弄されがちな孫とは役者の違いが歴然としている。
護堂に酒の銘柄ごとに燗の適温などを教え込んだり、急性アルコール中毒にならないために以前から晩酌を進める不良老人。料理上手で凝り性であり、普段は家庭内でも料理を担当する。
以前は世界と日本の伝統芸能を専門に民俗学を教える教授だったらしいが、6年前に引退し今は隠居をしているため家事全般を受け持っている。日本国内や海外奥地にフィールドワークに出たことがあり、何度か護堂や静花を連れていったことがある。この時、長くて数日とはいえ護堂を何度も置き去りにしており、その影響で護堂は海外での一人旅にさほど抵抗がない。老齢になった現在もフットワークが異常に軽く、『しょっちゅう自宅の外を泊まり歩く』悪癖があり、年末にブータンへ旅立ったはずがなぜか新年になってハワイから帰国するというように非常に行動力が高い。民俗学者としては有能で現地の民族に伝わる門外不出の秘薬などについて教えて貰えるほど。何冊か著書があるらしく、その伝手をたどって能登から『プロメテウス秘笈』が届いた模様。

草薙 千代（くさなぎ ちよ）
一朗の妻で護堂の祖母。故人。夫の奔放な行動や女性関係にいつも頭を抱えていたらしく、静花や明日香も同情していた。孫の護堂の行動が夫と似通っていることに不安を抱き、まだ小学生だった護堂に注意をうながした。

弦蔵（げんぞう）
護堂と静花の父。離婚したため、草薙家を出ている。護堂曰く『不良中年』で、静花曰く「とりあえずカッコつけたがる人」。姓は不明だが、「草薙」と同じくらい画数が多いらしい。実業家で金回りはいいが、胡散臭い職業を名乗ることが多いため、息子からは山師呼ばわりされている。娘を溺愛する一方、息子が自分と娘との水入らずを妨げると拗ねてしまい、なおかつそれを公言するダメ人間とのこと。

草薙 真世（くさなぎ まよ）
護堂と静花の母で一朗の娘。『天職・女王様』と呼ばれる程、我侭な性格である模様。護堂が物心つくころには既に夫と離婚しているが、様々な男たちから『貢ぎ物』が送られてくるため生活には困っておらず、その様から息子である護堂に『魔性の女』扱いされている。護堂が知る一般人の中で最も破天荒な性格らしい。
「子分」が自他共に認めるほど多く、彼らと飲み歩き、仕事を手伝い、悩み相談に乗るなど忙しくしているため、実家を留守にしがち。度を越した宴会好きで、毎年末年始は様々な宴会場を渡り歩いている。離婚後も元旦那とは、ちょくちょく会っては一緒に酒場へ繰り出すという独特な関係を維持している。

香月 さくら（こうづき さくら）
宮城から上京した護堂の再従姉。秋ノ水女子大学1年生の19歳だが、童顔で中学生にも間違われかねない。護堂とは小学3年生時に結婚の約束をした。底抜けのお人よし、かつ無邪気な性格。護堂の親類ということで、鷹化が丁重に接する数少ない女性でもある。
親友の連城冬姫から呪術を教わると共にカンピオーネの事など色々聞かされ、正体を知らぬままその横暴を止めようとする。親には上京後半年は親戚を頼ることを禁止されていたが、これをきっかけとして頻繁に草薙家を訪れるようになる。

### その他の登場人物
徳永 明日香（とくなが あすか）
護堂と同じ根津三丁目に住む少女。幼稚園の頃からの幼馴染だが高校は別。実家は寿司屋『すし徳』で、商店街から少し離れたファミレスチェーン店でアルバイトをしている。ツインテール、ややコンプレックスな吊り目、少々きつめな顔の造作をしている。昔から護堂に惚れているものの全く気づいてもらえず、半分諦め気味だが今でも護堂に好意を持っている節がある。
7巻の特集ページに掲載された短編『噂のカンピオーネ』の主人公。護堂の過去のモテっぷりとそのルーツを澤・宮間に話し、二人を絶句させた。
護堂の留学後に都内の大学に進学し、髪もロングにおろしている。そして、護堂がイタリアに行ってから5年後、大学3年生で20代後半の会社員とできちゃった結婚する。大学は育児が一段落するまで一旦休学し、落ち着いたら復学して卒業するつもりでいる。

高木（たかぎ） / 名波（ななみ） / 反町（そりまち）
声 - 山本格（高木）・桑畑裕輔（名波）・井口祐一（反町）
護堂のクラスメート男子。剣道部で身長185センチメートル近い大柄な高木、巫女萌えを公言する名波、「二次元に108人の妹がいる」と自称する反町の三人組。「恋愛共産主義者」を自称し、とかく美少女に縁のある護堂を「富を不当に独占するブルジョワジー」と呼んで敵視する。
上記の理由で護堂を2度も監禁したり、覗きを煽動するなど常軌を逸した行動が目立つが、学園祭でメイド喫茶の際に護堂に鷹化を紹介されたことから護堂への態度が少々軟化した。12巻での記憶改竄の際には護堂と周囲の少女たちが疎遠になったこともあり、アルカイック・スマイルを浮かべるほどの非常に穏やかな心理状態となるが、記憶が戻ってからクリスマスの寒空の中キャンプ場で悲壮感にあふれた状態で3人バーベキューを敢行し、14巻では護堂から馨のモテぶりを聞いて激しいショックを受け夕日に向かって泣きながら走り去った。
残念すぎる言動と性格のせいで周囲からは「3バカ」などと呼ばれているが、意外にも学業の成績はいい方。一番成績の低い高木でも護堂と同レベルで、反町は祐里と同様学年トップを狙える成績。

三浦（みうら） / 瑠偉（るい） / 中山（なかやま）
護堂の中学時代の野球仲間。護堂によれば三浦は投手の才能はあるものの、性格が読みやすく顔だけでどこに投げるのか分かるらしい。東京屈指の速球投手として名を馳せ、強豪校に進学し甲子園にも出場した。残りの2人は高校に入って野球をやめており、球技センスの塊ともいうべき元セカンドの瑠偉はフットサル部に、野武士のような風貌の長打者で元レフトの中山は釣り部に籍を置いている。また明日香曰く、瑠偉（の護堂に対する想い）は「結構微妙だったかも……」とのこと。

澤（さわ） / 荒川（あらかわ） / 宮間（みやま） / 永里（ながさと）
祐理のクラスメート。学年トップクラスの秀才で1年生ながら演劇部で主役を張る眼鏡女子の澤と、童顔かつ身長145センチメートルと小柄で料理研究部所属の宮間は明日香のバイト仲間で、『噂のカンピオーネ』では、明日香と共に護堂のモテようと、その今後に絶句している。

花房 あかり（はなぶさ あかり）
茶道部部長で高等部2年。部員の祐理の友人である恵那から高価な茶器を譲られて目を回す。

ヤナギさん
護堂がバイトをしている店の一つ、上野のダイニングバー「three backs」の店主兼バーテンダー。30代半ばで線の細いイケメンだが、一部では「そっち方面の人」だとささやかれている。未成年のバイトを募集していたときに護堂と出会い、高校生の彼を大学生だということにして雇用した。護堂のことはパートタイムの店長代理を任せるほどに信用しており、店舗の合鍵も渡している。

### 過去の人物

#### 古代ヨーロッパの人物
ウルディン

ルスカ
ウルディンの第1の妻。東洋系の黒髪の美女。
神祖の血を受け継ぐ魔女。霊視能力を始め様々な魔女術を使いこなすため、『底が知れない』と評される。かつて、ウルディンの女癖の悪さに怒り、槍で腹を刺したことがあるが、それでもピンピンしていたことに逆に腹を立てたという。
クロティルド
ウルディンの第4の妻。身長180センチメートル弱の長身で金髪の美女。
ルーン魔術の達人で、聖騎士級の腕を持つ猛者。エリカと恵那を手加減して無傷のまま制圧する実力があり、聖ラファエロやパオロでもなければ相手にならないとされる。神具「デリラの剃刀」を所持している。
生真面目な性格ゆえ、夫の奔放な行動に悩むこともしばしば。後にエリカたちとは「同じ境遇の女」ということで親しくなった。

フリウス
古代ガリアで護堂たちの生活の面倒を見た老人。
ローマ人の血を引く貴族で元議員。現在は農園を営む。

リンデ
フリウスの小間使いの13、4歳の少女。フリウスから護堂たちの世話を命じられる。

#### 十九世紀半ばの人物
鉄輪王（てつりんおう）
西蔵に住まう有徳の名僧にして、西域武林の大盟主でもある武芸の達人。
当時すでに寿命を迎えようとしていたが、旧知である羅濠教主に末期の望みとしてイギリスへと盗み出された金剛三鈷杵の始末を依頼する。
ジェラール子爵
若かりし頃のヴォバン侯爵の数少ない友人の一人。当時23歳の英国貴族。
物怖じしない性格で、孤高の暴君であるヴォバンに対して「デヤン」の愛称で呼ぶ。情報収集を得意としている。
ブレナン卿
肥満体の50代ほどの男。
人の魔術師としては達人級の腕前を持ち、かつてまつろわぬ神の途方もない権能を見たことから神殺しであるヴォバン侯爵の力を疑い決闘を挑む。しかし寿命までも振り絞った切り札の金剛三鈷杵の雷が全く通用せず、侯爵が呼び寄せた嵐に呑まれ消息を絶つ。

### ロード・オブ・レルムズの登場人物
物部 雪希乃（もののべ ゆきの）
『ロード・オブ・レルムズ』のヒロイン。ユニバース966出身の少女。16歳。古代の豪族・物部氏の流れを汲む武家出身で、いくさと武芸、《雷》の神にして『剣』そのものを神格化した日本神話の武神タケミカヅチの転生体。タケミカヅチは日本の国父イザナギが神刀を振るい火之神《火之迦具土》を殺めた際、刃についた血から生まれた神で、布都御魂剣に化身して時の王に助力し、覇業を成就させたとされる、剣神の中でも『最源流』の純血種に近い神格である。
竹を割ったような気性で、迂闊・粗忽・快活と三拍子そろっており、素直で天真爛漫、かつ、生まれついての楽天家であり、チャレンジャー。ウソや演技は苦手。性格も思考もシンプルで、まっすぐで、思い切りがよく、間抜けだからこそ土壇場で開きなおって大ばくちに出る度胸もある。これらの気性は純血種の剣神としての性質が色濃いためであり、戦闘一筋で思考放棄した頭の悪い面が目立つものの、調子に乗っているときほど実力以上のものを発揮して手強くなる。無駄に考えないのが本領でもあるが、調子に乗って強引かつ雑に攻めすぎて手痛い反撃を受けることも多々ある。
義理人情と昭和のヤクザ映画、『男はつらいよ』シリーズ、可愛いものが大好きで、寡黙で誠実な男性が好み。街で評判になるほどの美少女で、素晴らしくモテるが、好みのタイプから告白されないので彼氏いない歴=年齢。ストイックな体育会系女子であり、己を限界まで追い込む武道家としての一面も持つ。
実家は茨城県鹿嶋市の道場が併設される鹿島神宮近くの武家屋敷で、鹿島に伝わる古流剣術・一之宮神流の21代目宗家候補。《神裔》として非常に高い能力を持ち、わずか12歳で20代宗家の父を遥かに超える力量を身につけ、剣術の理が五体に神経細胞のごとく染みついており、名のある銘刀を木刀で断ち切り、自衛隊を全滅させる《歪み》でも木刀で斬殺するという神技まで可能な『剣の申し子』。ユニバース966における人間のくくりの中では最高の剣客として認められており、梨於奈の見立てでは羅濠には少し劣るが鷹化やドニと同レベル。師匠の桃太郎から剣術と弓術を中心に、拳法、棒、槍、手裏剣、縄など、あらゆる武器の使い方と武芸を教わっている。また、天降る雷鳴と化してなじみのある場所まで空を飛ぶ霊能を有する。さらに、剣神の御子として、左手から救世の神刀《建御雷（タケミカヅチ）》を呼び出す能力に目覚め、旅立ちに際し師匠の桃太郎（ラーマ）から魔王殲滅の武器の一部を授かっている。勘の鋭さは天啓の域に達していると羅濠に太鼓判を押されている。単なる戦闘力以上に、生き汚く、生命力旺盛で、殺しても死ななそうな図々しさにあふれ、生命体としての純粋な強靭さが心身共に抜きん出ているなど、カンピオーネたちに近い性質を持っていることから、《運命》側の『ジョーカー』として神殺しと共食いのような消耗戦を演じさせようとしているともされる。そのほか、ちょっとした特技として、ナイフの刃を使った催眠術、および催眠療法の心得がある。
ユニバース966を襲った《混沌の海》により家族と友人を失い、救世の神刀を操る運命の御子として魔王を殲滅して世界を救うため、単身で神話世界ヒューペルボレアに旅立ち、『享楽の都』で出会った蓮たちと共に《反運命の神殺し》を追う。お気楽でチャラい蓮を嫌っているが、自分に助力してくれた梨於奈のことは「お姉さま」と呼んで慕っている。
《運命》の方針として、ヒューペルボレアの『反運命の気運』が弱まるごとに勇者としての力が成長するようになっている。“終末の女神”アテナ戦以降全力を出せない蓮から陰ながらサポートを受けており、梨央奈と融合し彼の権能《翼の契約》で力を借りることで戦闘能力を向上させている（梨央奈は真実を隠して《スーパーサイヤ人の術》と誤魔化している）。いまだ「最後の王」ならざる身であり、当初は現役時代のラーマを知る羅濠に、「贔屓の引き倒し」と揶揄されるほど魔王殲滅の勇者としては未熟であったが、聖王テオドリックを撃退したことで神刀を完全に抜けるようになり、羅濠との戦いのなかで剣神の真価と《盟約の大法》を会得、さらに《翼の契約》によって下駄をはかせることで、ぎりぎりなんとか『英雄ラーマの弓と矢筒』の射手としての資格を得る。さらに同系統の神格である『ユニバース235』の《天叢雲劍》とのわずかな対話で自らの本質を再認識し、鋼の剣神としての己を覚醒させることに成功したことで、剣神特有の不死性である鋼鉄の肉体を習得したのみならず、単独でカンピオーネや神々と遜色ないほどの膨大な呪力を引き出し、託された弓矢以外の100個あまりの武具を解放し救世の雷として放てるようになる。そして、全ての武具を《建御雷》に融合させた『究極の一太刀』を作り出すことが可能となり、智慧の剣にすら正面から打ち克ち、鋼の剣神を一撃で斬り伏せる必殺の斬撃を会得した。

#### ヒューペルボレア

##### 円卓の都
テオドリック
『円卓の都』の騎士団盟主にして聖王の称号を持つ地球出身者。まつろわぬ軍神アーサーを弑逆し円卓の権能を簒奪した、善と正義と反運命を標榜する神殺し。
濃い灰色の髪にすみれ色の瞳、繊細な造りの整った顔立ちで、かなり細身な少年。けだるげなまなざしが印象的。剣を素直に剣として使わない、仲間は大事にするなど、性格の悪さを除けば精神性は護堂に似ている。
リチャードの救援に『享楽の都』に現れ、部下を倒した雪希乃と梨於奈、トールと交戦したが、蓮が隠れて手を貸したために救世の神刀と八咫烏の焰を浴びて負傷、撤退を選ぶ。
判明している権能は《輝く天上の翼》。その他、アーサー王から簒奪したとされる、配下に力を授けて顕身として強化する円卓の権能も有する。
リチャード1世
獅子心王（ライオン・ハーティド）と呼ばれた12世紀の地球出身者。フランスの大貴族プランタジュネ家の一員として生を亨け、第3回十字軍に従軍してイェルサレムで戦った勇猛果敢な騎士にして武将、美食・芸術をこよなく愛する大貴族。イングランド国王であったが、英国に滞在したのは半年程度なので愛着はなく、フランスのアキテーヌ公領とアンジュー伯領のほうがホームグラウンドだと思っている。英語より南仏のオック語の方に馴染みがあるので、名前や通り名も「リシャール」「Coeur de Lion」と仏語風に綴って欲しいが、知名度の関係から仕方なく英語風に名乗っている。浪漫と冒険を求めて吟遊詩人らを厚遇し、英雄詩と騎士物語をこよなく愛したことでも知られる。
身長190センチメートルはある大男で、獅子のたてがみにも似た長い金髪と男らしい顔つきの武人。名誉、決闘、騎士道を何より尊ぶが、中世における戦場の慣習にきわめて忠実なので、略奪や誘拐、戦場での虐殺にも何ら躊躇を覚えない。騎行を行い鍛えあげた直属の『獅子隊』を率いる。
速さと斬撃の苛烈さを特徴とする実戦の剣技を操る。玄妙な剣術や細やかな駆け引きはないが、戦場で幾百人もの戦士を斬り殺すことで磨いた速さ、力強さ、天性の獣めいたバネは、『剣の王』たるドニに匹敵する。さらに愛用の《魔剣エスカリブール》から、レーザーのごとき光線を放つ能力を得ている。
1192年に死亡し、5年ほど前にヒューペルボレアに“転生”して《円卓騎士団》の一員となる。『屍者の都』を襲撃した際には乱入したドニと交戦するが、相手が神殺しだと判明したため撤退。続いて『享楽の都』を襲撃するが、義侠心から助太刀に入った雪希乃と戦いになり、梨於奈の援護で抜刀に成功した救世の神刀の光を浴び敗北、魔剣だけを残して光の粒子となって消滅した。
黒王子エドワード
黒王子（ブラックプリンス）の異名を持つ14世紀の地球出身者。黒いマントや籠手、ブーツをまとう銀髪の青年。リチャードの弟、ジョン欠地王の孫の曾孫。
百年戦争の英雄で、戦闘ではほぼ不敗であったことから、将器という点ではリチャードをも上回る。英国式弓兵術（モード・アングレ）を得意戦術とし、5、60人はいる弓兵隊の霊を呼び、『弾切れ』を起こすことなく矢の雨を降らせる能力を得ている。攻撃を集中させれば、ドニでも《鋼の加護》を全開にして本気で防御に徹しなければ危ういほどの威力となる。
病を得て夭折しているが、リチャード同様ヒューペルボレアに“転生”して《円卓騎士団》の一員となる。ドニとリチャードの戦闘では、矢の雨を降らせて撤退を援護する。

##### 屍者の都
厩戸皇子（うまやどのおうじ）
『屍者の都』の王。ユニバース492の日本からやってきた亡霊にして、非凡な霊力者でもある日本史上の超有名人。
鳥羽 芙実花（とば ふみか）
『屍者の都』の労働力を支える“貴腐の巫女”。《玉依媛》の素養を持つユニバース492出身の女子中学生。
サルバトーレ・ドニ
『剣の王』とも呼ばれるユニバース235出身のカンピオーネ。厩戸皇子からの依頼で『屍者の都』の用心棒をしている。

##### 海王の都
羅 濠（ら ごう）/ 羅 翠蓮（ら すいれん）
『海王の都』の王。『白蓮王』『羅濠教主』『海王』の異名を持つユニバース235出身のカンピオーネ。鳥羽姉妹の師匠。
陸 鷹化（りく ようか）
羅濠教主の直弟子。

##### 群狼の天幕
デヤンスタール・ヴォバン
『群狼の天幕』をひきいる王。『侯爵』の通り名で知られるユニバース235出身のカンピオーネ。

##### 享楽の都
六波羅 蓮（ろくはら れん）
シリーズ第2弾『神域のカンピオーネス』の主人公。『享楽の都』の真の王であるユニバース492出身の神殺しだが、諸事情から正体を隠して情報収集担当の『忍びの者』をしている。
カサンドラ
『享楽の都』の“顔出しするトップ”としての女王であり、軍事の総責任者。神話世界トロイア 出身の元・悲劇の予言者。
ジュリオ・セザール・ブランデッリ
『享楽の都』の政治と経済を取りしきる総理大臣。ユニバース492の魔術結社《カンピオーネス》の総帥。
鳥羽 梨於奈（とば りおな）
ユニバース492出身の女子高生で、古き日本の霊鳥《八咫烏》の生まれ変わり。羅濠の呪詛でアオカケスに姿を変えられている。
ステラ
蓮の分身である、美と愛の女神アフロディーテの成れの果て。身長30センチメートルほどの小女神。

##### 探索者のギルド
草薙 護堂（くさなぎ ごどう）
シリーズ第1弾『カンピオーネ!』の主人公。『探索者のギルド』の創設者であり、『魔王殲滅の勇者』を破った《ユニバース235》出身のカンピオーネ。現在はギルドを離れて活動している。
エリカ・ブランデッリ
『探索者のギルド』のマスター。草薙護堂の妻の一人で、レオナルド・モニカ兄妹の産みの母。
レオナルド・ブランデッリ
《運命の担い手》との最終決戦から6年後、護堂とエリカの間に誕生した二卵性双生児の兄。社交性に富み愛想がよく、どんなときでもよかった探し、楽しみを見つけ出す。人懐っこい雰囲気ながら、どこか気品があり、口ぶりには愛嬌と茶目っ気があって多くの人々に愛される好人物。
魔術の才能があり、天地の御霊を身に宿す神がかりの資質を持ち、バレンシアの聖杯やランスロットに揉まれて聖なる霊気を浴びつづけて育ったことで、両親が持たない霊能が開花、長じて霊視術や観想術の心得、次元移動者の能力を身につける。神殺しの前でも自然体で飄々とした態度を崩さないだけの実力と自信を持っている。妹よりも交渉事が得意。
妊娠から出産まで『ユニバース492』で行われた。両親の故郷である『ユニバース235』への帰還を目前に、《聖杯》の荒御霊に祭司としての天与の稟質に目を付けられ、頻発する地震を鎮めるために必要な神官の役目を果たすよう要求され、同調が強すぎて《聖杯》から引き離すと心体に悪影響が出ることが予測されたために『ユニバース235』へ行くことができなくなり、加えて歴史の修正力を受ける可能性がある父母は『ユニバース492』から離れなければならなくなったため、1歳になる前に両親と離れ離れになってしまう。
父親譲りの愛の多い人物で、16歳の頃に第1子が誕生し、20代半ばとなった現在では母親が違う子供が5人もいる。育児と教育で忙しかったため、煩雑な総帥の座は妹にまかせ、内向きのことに専念するという役割分担をしていた。女性関係の方面ではある意味で父親以上に強者・曲者である。モニカには子供がいなかったため、4代目総帥には息子が就任して、以降もブランデッリ一族が総帥を歴任している。その子孫の1人がジュリオ・セザール・ブランデッリである。
その後、燃えるような赤毛で長身の申し分のない美青年へと成長し、次元移動者の能力を得て父母と再会を果たす。『この世の本当の最後』の到来を感じ取り、これを絶対に阻止するため、現在は『探索者のギルド』に所属し、母エリカのそばで活動を助けている。
モニカ・ブランデッリ
《運命の担い手》との最終決戦から6年後、護堂とエリカの間に誕生した二卵性双生児の妹。無愛想な性格で、あまり感情を表に出さず、いつもむっつりと沈黙し、ぼーっとしているように見えるが、口を開けば物事の本質をよく突いてくる。
魔術の才能があり、天地の御霊を身に宿す神がかりの資質を持っており、長じて千里眼の心得も身につけた。総帥を務めたこともあって、荒事に関しては兄よりも得意としている。
レオナルド同様1歳になる前に両親と生き別れ、それから20年後には《ユニバース492》で稀代の魔術師へ成長。16歳でランスロットの跡を継いで《カンピオーネス》の3代目総帥に就任した。
その後、赤銅色の髪を長くのばしたけだるげな瞳が蠱惑的な美女へと成長し、次元移動者の能力を得て父母と再会を果たす。現在は父・護堂の探索活動をそばで補助している。
清秋院 恵那（せいしゅういん えな）
護堂の妻の一人。現在はアイーシャの『護衛』兼『監視役』をしている。

##### 影追いの森
アレクサンドル・ガスコイン
『影追いの森』の頭領。『黒王子』の異名を持つユニバース235出身のカンピオーネ。
予言者
『影追いの森』に所属する、神の血を引くヒューペルボレア生まれの老人男性。盲目の詩人であり、ときに未来を予見するという“異能”を持つ。運命の御子の到来と、反運命の戦士との闘い、多元宇宙のさらなる混沌を予言する。
サー・アイスマン
『影追いの森』の副首領。《大騎士》の位階を持つ上位魔術師。

##### 反運命教団
アイーシャ
《反運命教団》の教祖。ユニバース235出身のカンピオーネにして、多元宇宙で最も傍迷惑な魔女。
クシャーナギ・ゴードー
《反運命教団》が守護者として讃える《反運命の戦士》。アイーシャが草薙護堂を元ネタにでっちあげた存在だが、両者に縁のある軍神が神話世界の垣根を超え『草薙護堂の代役』として召喚された。

##### その他の存在
《水の乙女》
神話世界ヒューペルボレアのとある島に住む『水の女神』。
ヴァハグン
《焰の戦士》の異名を持つアルメニアの《鋼の軍神》。《水の乙女》の夫。
白骨王 / 白骨王妃
現在の『死人の島』があった場所で、大洪水でヒューペルボレアが滅ぶ前に存在していた王国の君主。豪奢な玉座に腰掛け、きらびやかなガウンをまとい、頭に王冠をいただいているが、全身が白骨化している。
王国が海に沈んだ際に生ける亡者となり、国土の再興を夢見て秘宝《死の宝珠》を用いて溺れ死んだ民の魂を呼びよせ、すこしずつ死の軍勢の規模を拡大していた。拠点の島を訪れた芙実花を襲って死人の仲間に入れようとしたが、秘宝を彼女に奪い取られ、制御できなくなった死人たちに足止めされている間に、駆けつけた厩戸皇子によって浄化された。
トール
北欧神話の雷神。以前に蓮たちと面識があり、テオドリックに対する援軍として異世界から召喚される。
デュウ
空そのものを現身とするヒューペルボレアの天空神。名前はヒューペルボレア語で天空を意味する。
夜風に声を宿して恵那と交信し、『一の島』に神殺しと勇者が集まり末世の争乱が起きると予測する。

#### 運命執行機関
護堂 桃太郎（ごどう ももたろう）
雪希乃の武芸の師匠。白皙の肌で青い髪を背中まで伸ばした、彫りの深い美貌の青年。正体は力の大半を封じた神であり、ユニバース235で『最後の王』であった鋼の軍神『ラーマ』。
護堂 次郎（ごどう じろう）
桃太郎の弟。高貴さ、美貌、品位の全てが兄とうりふたつだが、褐色の肌と白銀の髪を持つ。
お館さま
仏法の守護者・迦楼羅天の末裔である老女。日本国内の《神裔》のなかでは最も血が濃いと言われ、齢800を越し、霊能もきわめて強い。翼長十数メートルもある真紅の羽毛につつまれた鷺のような霊鳥ガルーダに化身できる霊力者。
大伴 弥八郎（おおとも やはちろう）
《運命執行機関》東日本支部の『老師』であり、雪希乃が通う学園の理事長。叡智の神オモイカネの《神裔》。実年齢は300歳を超えるが、外見は15、6歳くらいにしか見えない細身の美少年。この見た目を使い、ふざけて生徒のふりをすることもある。
霊能は『智』そのもの。“神と世界を知る者たち”《三十六賢人》の一人であり、一ユニバースの住人でありながら、深く瞑想し、心を研ぎ澄ませば、『ほかの世界』の状況すらも霊視できる。
雪希乃が救世の勇者として神話世界ヒューペルボレアに向かうにあたり、神殺しの特徴について教授し、『反運命の気運』を生み出している《反運命の神殺し》を探すよう助言した。
物部 幹人（もののべ みきと）
雪希乃の父で、一ノ宮神流の20代宗家。46歳。タケミカヅチの《神裔》であり、24歳の時に同門の誰からも文句を言われることなく宗家を継いだ剣の申し子。だが、娘は自分より濃い剣神の血に恵まれ、4年前、わずか12歳の雪希乃の才能が自分より遥か上だと認め、早く宗家を継いでほしいと思っている。
雪希乃ほど高位の《神裔》ではなかったため咒への耐性が低く、規模を拡大する《混沌の海》に耐えられず、娘を残して妻と息子と共に消滅してしまう。

## 用語

### 神・神殺し関連
カンピオーネ（Campione）
「まつろわぬ神」を殺してその力（権能と称される）を簒奪した者に与えられる称号。
「カンピオーネ」とはイタリア語でチャンピオン、すなわち勝者を意味する。絶大な力を持つ彼らの第一の呼称が決して「強者」ではなく「勝者」であることが、この物語でのカンピオーネの本質にして正しい理解のあり方である。この名称は、19世紀半ばに賢人議会に所属していたイタリア人魔術師のアルベルト・リガノが、『魔王』と題した彼らについての論文を書いたことに由来する（故に19世紀以前には使われていない）。
その偉業から「神殺し」とも呼称され、あらゆる災厄とわずかな希望を詰め込んだ『パンドラの箱』の中からパンドラとエピメテウスが見つけ出したとされる転生の秘技を使うことから「エピメテウスの落とし子」「愚者の申し子」、人知を越えた力を持つことから様々な魔神の名を冠されて「ラークシャサ」「堕天使」「デイモン」「混沌王（アナーク）」、日本や中国などの漢字文化圏では「魔王」「羅刹王」などとも呼ばれる。魔術師たちの頂点に立つ存在であることからヨーロッパでは一時期「魔術師の王（ロード・オブ・メイガス）」とも呼ばれていたが、魔術師の上位存在というわけではなく、出自は様々で時にはヴォバン、アイーシャ、護堂のように魔術とは無縁の世界の人間から誕生することもある。
神と競うことすら不可能な転生前の人間の身ながら、生物としての実力と桁外れの強運によって自力で「神殺し」を成した埒外の存在。エリカによれば只の人間が神を殺すのは「厩で生まれた大工の息子が救世主になる」レベルで奇跡が重ならなければならないらしく、まぐれ程度では絶対に達成できないとのこと。
神を殺した瞬間、神具「簒奪の円環」を用いたパンドラの儀式により転生し、瀕死の重傷や四肢欠損などからも回復する。パンドラから生命の息吹を吹き込まれることで持てる野性が最大限に高まり、人間離れした生命力と回復力、さらに梟並みの暗視力、人間離れした直感力などの肉体的な能力を獲得する。加えて並みの魔術師の数百倍とされるほどのヒトを超えた呪力を得たことで、心身に直接の影響を与える魔術や呪術を一切受け付けない体質が備わり、魔術による直接攻撃は自動で無効化、呪力を高めるだけで神の権能さえも防いでしまう。例外は経口摂取などで体内に直接呪術を送り込むことのみであり、魔術的な治療行為や知識の教授なども口移しで行う必要がある。また、霊的なステージが高くなって優れた言語習得能力を会得する。これらの特性から並の人間や魔術師では抗うこともできないとされ、身体能力は基本的に人間時のままだが、闘争心に正比例して勘や反射神経といった集中力とコンディションが最良に近づくため、一度戦闘に入れば潜在能力が完全に発揮される。その性質は、手負いの方が恐ろしく戦う毎に強くなるなど魔獣に近い。『殺したぐらいでは死なない』とも形容される異常なしぶとさ（生き汚さ）から、彼らを知る者たちは殺される姿が想像できないと評し、大威力であっても遠距離から狙撃するような大味な攻撃では倒しきれないことが本能的に分かっているため戦いでこのような力を使うことはほとんどない。『力で無法を天に通じさせる生き物』とも評されており、少々つじつまが合わない程度の状況なら荒ぶる底力で強引にひっくり返してしまう。
カンピオーネとなってもまつろわぬ神の方が基本的に実力は上だが、前述のようにそもそも転生前の時点で実力差に関係なく勝利できる規格外の戦士であることに加え、神と対峙すると闘争心が湧く体質になるため、互いに討滅し合う関係が十分に成立する。カンピオーネ同士の場合はキャリアの長さが地力の違いという形で現れるが、前述の性質から若手が年長者を撃破する例も少なくない。なお、相性の良し悪しや相手が自分より強いことに頓着するような人間性はないため、権能の過多を気にすることはあまりない。ただし、そばにある物は何でも利用する傾向もあるので、持っている力はいくらでもいいように使い、権能を増やす機会があれば基本的に逃さない。
カンピオーネとしての体質や権能は遺伝しないものの、生殖能力は転生前と同じように保持している。その血筋は魔術の世界で王族同然の重みを持つため、魔術組織の長・創設者になることもあり、ブランデッリ家もその一つである。ただ、カンピオーネと人間の“異種族間交配”で子供ができる確率はきわめて低く、実際、ブランデッリ家の祖先も血を分けた嫡子は1人しか誕生せず、十数人もの女性を集めていたウルディンにも子供の気配はなかった。
100歳を超えても生存可能と極めて長命で、青年期に達した後は老化が非常に遅くなり、さらに至純の境地に達した魔術師の力を持つ者ならいつまでも若いままの姿を保つ。寿命は一応あるが、パンドラやアテナ曰く「天寿を全うした者は少なく、戦場で野垂れ死にが多い」とのこと。
ユニバース235において人類側が求めるカンピオーネの義務は、「まつろわぬ神が現れた場合、人類代表として戦うこと」のみ。その義務さえ果たせば何をしても許されるという暗黙の了解がある。逆に言えば、我欲のために人類の被害を顧みず神を呼び寄せて自身がその神を倒すという、ある種本末転倒なことをしても許される。その横暴さなどからカンピオーネに挑む者は歴史上多数存在し、理論上では人間でも殺すことは可能だが「利用することは可能でも暗殺は（異常な勘の良さで気づかれてしまうため）不可能」「理屈が通用しない生物」とその規格外さが言及されている。大手の魔術組織は歴史で逸話などからその理不尽さを学び、無闇に敵対しないようにきつく言い含めている。
カンピオーネの本質は非常に我が強く自己中心的であり、派手好きのお調子者にして激情家、良くも悪くも周囲を狂わせるなどといった共通点がいくつかある。鷹化曰く、その強引さは「鶏の首を刎ねるのに、牛刀どころかミサイルまで使いかねない」というレベル。パンドラによると、神殺しになるような人間はどんな出自でも「全員自分なりの『勝ち方』をわきまえている」らしく、陸鷹化も「神様だろうがどんな敵でも『勝ち方』を見つけて勝利する、キャリアや実力の差なんて関係ない化物」と表現している。また精神性は勝負師（ギャンブラー）に近く、当代のカンピオーネに関してはほとんどの者で異常に賭け事が強いという共通点を持つ。カンピオーネ同士で互いを同朋・同族などと呼び合うが、我が強すぎるために協力することは滅多になく、その関係はヴォバン曰く「宿敵となるか、相互不干渉の盟約締結や無視が基本」とのこと。ただし、護堂は例外的に作中登場した女性のカンピオーネとは良好な関係を築いている。非戦闘時には同族同士や優れた魔術師であっても神殺しか否かを見分けるのが難しいが、観相術の持ち主から見ると常人の尺度で言う幸運や凶運を超越した「覇者の相」とでも言うべき特異な人相をしているらしい。
カンピオーネに転生した者が再び神を殺した時も同様の儀式により更なる権能を簒奪できるが、カンピオーネの達成条件と同様に「神殺しの母パンドラを満足させうる勝利」を得なければならず、正々堂々の一騎討ちでなくとも相応の戦いぶりを見せる必要がある。また、ラーマの権能によりパンドラの力が及ばない状況下だったのか、斉天大聖やランスロットを倒しても権能は増えなかった。
誕生条件の厳しさから、儀式の開発者であるパンドラやプロメテウスですら当初は内心で徒労に終わると考えていた程で、それ故に全くいない時代もざらにあったらしく、1世紀に1人現れれば僥倖という程度だが、極稀に複数の神殺しが一つの時代に集中する「当たり年」が訪れることがある。現代や紀元5世紀後半頃など歴史上幾度かその時期があったことが確認されており、かつては王の下に民が集い覇権を争う末世のような状態だったと伝えられる。このような事態は《運命》にとって最も憂慮すべきイレギュラーであるため、それに対処させるべく「最強の《鋼》」と称される英雄神の『最後の王』ラーマが顕現し、魔王を殲滅するための戦いが発生する。
作中で存在が確認されているのは現代において護堂を含めて7名で、このうち100年以上前に神殺しを為した年長組3名を「旧世代」、近年神殺しとなった年少組4名を「新世代」と呼んで区別することもある。なお、約300年前には「智慧の王」と呼ばれる老カンピオーネがヴォバンと何度も戦ったと言われている。1つの時代に7人ものカンピオーネが集ったことで『最後の王』ラーマがおよそ1000年ぶりに復活するという事態になり、《盟約の大法》を封じるために神殺しを減らす策として作中2月に「魔王内戦」が勃発。東京都やアストラル界を舞台とする激戦の末、妖精王たちが細工したアイーシャの《妖精郷の通廊》により護堂以外の6名が「異なる時間軸の並行世界」へと追放される。2年後までにスミスとドニが救出され元の世界に帰還しているが、アレクや羅濠は自力で習得した次元間移動能力で旅を続けており、ヴォバンやアイーシャも別の世界に災厄をもたらしている。
作中世界とは別の並行世界にも神を殺した「同族」が存在している場合があり、世界ごとにいろいろな呼ばれ方があるが《神殺し》が最も一般的だとされる。なお、神話世界ヒューペルボレアでは、ユニバース235出身者の影響で「カンピオーネ」の呼称が流行している。ユニバース235のように、まつろわぬ神に対抗できる超人だからと世界の守護者として崇め奉るユニバースも存在するが、必ず暴走して世界を崩壊させるようになるので、大きなあやまちだと断じられる。
孤高となってもおかしくないはずだが、奇妙なほどに同じ『人』を惹きつけることがあり、しばしば《介添人》が同行し、さまざまに支援する。これには一族から神殺しの魔王を誕生させ、草薙護堂や六波羅蓮の《介添人》となったブランデッリ家の系譜をはじめ、羅翠蓮の直弟子となった陸鷹化、サルバトーレ・ドニに仕えたアンドレア・リベラ、何代にもわたってデヤンスタール・ヴォバン侯爵に仕えたクラニチャール一族などが該当する。

まつろわぬ神
人の紡いだ神話に背いて自侭に流離い、その先々で人々に災いをもたらす神々。神そのものだけでなく、神話において神と同義とされる神代の王や女王、伝承で語られる偉大な英雄に加え、天使に魔獣といった存在が顕現した場合も同様の呼称が使われる。
天災などに「神」を感じた人間が、畏敬の念からそれに名前と神話を与えたものは「真なる神」と呼ばれる。本来の「真なる神」であれば己の神話を逸脱する振る舞いをすることはないが、神話そのものともいえる『不死の領域』から何かのきっかけで神霊となり地上に出でて受肉することで顕現を果たすと、地上を彷徨ううちにまつろわぬ神としての性に飲み込まれ、次第に神話の制約が弱かった原始の性質に近づき性格が大きく歪んでいく。
決して朽ちない肉体を持ち、一部の例外を除き化学兵器を含めた地上の武器や魔術も通じず、「蛇」や「太陽」に由来する神格は不死の能力を持つこともある。闘いが生業の神であればデフォルトで人類最高峰以上の武技を持ち、魔術の神ならば周囲一帯を変化させるような大魔術を容易に行使する。さらには『権能』という神を神たらしめる聖なる力を持つ。これらの点からカンピオーネ以外にはまず抵抗すらできず、少し賢い人間なら神に喧嘩を売って弑逆するなど思いもしないが、とびきりの愚者が運だけでは決して成しえない様々な意味での実力と奇跡によって神々を殺せた場合、その人間はカンピオーネとなる。カンピオーネとは双方本能的に敵として捉えており基本的に殺し合うが、どちらも生命力自体が不死に近いので勝敗はハッキリつくことの方が稀。場合によっては神同士でも殺し合い、周りの被害を全く考えないため、どちらにしろ人類の災いとなる。
力の強大さは自我・妄執・アイデンティティーの強さに比例するという特性があり、その神の権威や知名度と強さは無関係である。ただし能力的な相性の問題は存在し、中には対カンピオーネ用の能力を持つ者もいる。自我が強いためにプライドも高い傾向がある。なお、神々のキャラクターを規定するのが人間たちが語り継いできた『神話』である以上、人類全体の文化が未成熟な古代の環境では神々の能力もシンプルで素朴なものになる。
意図的に大災害を招く禍つ神もいるが、存在するだけで無意識に超自然現象を引き起こし、世界に悪影響を与える神もいる。（一部のカンピオーネも同様だが）人類などは彼らにとって気に入れば加護などを与えるものの、ランスロット曰く「人間と蟻のようにその気になれば視界に入るが真に理解はできない」という関係で、蟻（人間）一匹を意識して力を揮うのはむしろ恥とする程の格差があるため、普段は視界にも入れていない。基本的に悪辣ではないのだが、卑小な人間を思いやる細やかさは皆無なので、多くの場合、無意識に残酷な振る舞いをする。
現世で死した神は、その神格そのものが『生と不死の境界』を経由して『不死の領域』へと戻る。逆に言えば、死なない限り神話の中に戻ることはできないので、長く地上をさまよったまつろわぬ神は現世での暮らしを倦み、眠りにつくか、『生と不死の領域』で隠居するかのどちらかを選ぶことが多い。死亡した神の肉体は基本的に砂となって崩れ去り石となって砕け散るが、稀に遺体の一部が「竜骨」として残される。なお、「殺す」とは言うものの神々は不滅であり、そのベースが神話である以上一度殺した神が再び顕現する可能性はゼロではないらしい。ただし、信仰心の低下や肉体の消滅などから神祖や神獣と同位の存在である神霊に零落することがある。また、カンピオーネ以外の人類にとっては誤差でしかないためあまり問題にされることはないが、顕現後の時間経過や宿敵の死などでモチベーションが低下することで神としての力量も弱くなるとされる。死した神がそのまま復活することは原則的にありえないが、『最後の王』ラーマの権能「鏃の円盤」の効果やカンピオーネの権能として条件付きで存在することができる場合もある。
まつろわぬ神の出現には『原則』が存在し、神の降臨の際には、その地と神には何らかの縁があり、降臨時の地上の神話をベースに肉体と精神が形成されてそれに沿った力を持つ。そのため、同じ神でも降臨した時代の伝承内容が変わることで性質が変わり、既に失われた神話の神が長い時間まつろわぬ神として過ごすことによって現代に現れることもある。作中ではナポリで竜が地上に現れた結果、竜蛇を退治するペルセウスがローマ神話の神として降臨した。
また、儀式によってまつろわぬ神を招来する方法も存在し、それには「きわめて巫力の高い魔女や巫女」、「神の降臨を狂気に近い強さで願う祭司」、「呼び寄せる神に血肉を与える触媒となる神話」の3つの《鍵》が必要となる。実際に、本編から5年半ほど前にアーサー王伝説を触媒としてグィネヴィアの手でまつろわぬアーサーが、4年前にニーベルンゲンの歌を触媒としてヴォバン侯爵の手でまつろわぬジークフリートが招来された。

地母神（じぼしん）
大地の恵みを司る女神たちの総称。大地母神とも呼ばれる。
春に芽吹いた命を冬には刈り取ることから、「生」のみならず「死」をも司るとされ、転じて「冬の女神」「冥府の支配者」としての面を持つものも多い。「毎年毎年死んでは繰り返し生まれる」ことから不死の属性を持ち、脱皮を繰り返すことから古来不死とみなされた『蛇（あるいは竜）』をその象徴とし、豊穣の大地の象徴として『牛』、『羊』、『豚』なども聖獣とする。海沿いなど、水と関係の深い地方では『水の女神』としての面を持つものもある。「殺害された神の体を大地に埋めると農作物がたっぷりと実り、人々は食料を得る」というエピソードを持つことも多い。大地にまつわる能力として重力を操作したり、死神の力で病や呪詛、冥界の冷気を呼び、冥界と戦争との関連から闘神としての性質を獲得した者もいる。冷気の攻撃など冥府に由来する力に対しては耐性を持つが、《鋼》にまつわる能力は天敵であり、太陽の力も弱点とする。
狩猟や採取を中心とする自給自足の文明黎明期にあっては豊穣を司る「神々の女王」としての高い地位にあったが、時代が下るに連れて武力で他を従える文明の変化とともにその地位は次第に落剥、最終的にその多くは後述する鋼の英雄によって竜蛇として討たれるという伝承が残る。更にこうした英雄譚において、竜討伐で『英雄の介添人』として登場することが多い乙女も、鋼の英雄に屈した地母神の零落した姿である。
地母神に連なる女神たちには、少年ないし青年のパートナーをともなうケースが多い。古くは『地母神と息子』という関係で、時代を経て姉弟あるいは恋人や配偶者として描かれることもある。さらに時代が下ると、鋼を鍛えるのもまた大地の恵みであることから、『魔力を持つ女性と、彼女に庇護される英雄』という形へ変化して、自らを討つ《鋼の軍神》を養育するようにもなった。

神祖（しんそ）
かつて神の座から追われた大地母神の一部が人の姿をとったもので、「大地の娘」「疑似女神」とでも言うべき存在。神祖の多くは『最後の王』ラーマによって命を吸い上げられて生まれているが、同じ原理で聖杯に命を捧げて神祖となったグィネヴィアなども存在する。人を超えた異能を持ち、強力な者では半神に匹敵すると言われ、不老不滅であるためたとえ殺されても数百年の時を経て転生し復活を果たす。原則的に前世の記憶は転生の度に失われるが、何らかのきっかけで記憶を取り戻すこともある。
本来なら神やカンピオーネには及ばないが、残りの寿命を捨てて「竜蛇の封印を解く」ことにより、まつろわぬ地母神としての神格を取り戻すという切り札を持つ。しかし元の姿に戻ることは出来ず、仮に延命処置を施しても長くは生きられないため最終手段と言える。神性を取り戻した状態で人間に殺害された場合にその人間がカンピオーネになるのか、あるいはカンピオーネに殺された場合にそのカンピオーネに新たな権能が増えるのかについては不明。
また、神祖達は『最後の王』に仕える巫女であり、主が再臨を果たしたときは麾下に馳せ参じて献身する者でもあるとされる。人間が神にダメージを与えうる魔術である『聖なる殲滅の特権』は、神祖が人間に伝えたものとアレクは推測している。
神祖達の末裔は、現代において「魔女」や「媛巫女」と呼ばれる特殊な異能を遺伝的に受け継ぐ存在として魔術界に血統を残している。その血が色濃く現れた先祖返りは高水準の霊力を備える傾向にあるが、その代償で肉体的に虚弱となる。

竜
東洋と西洋の双方で存在が語られる、大地と水の神霊にして大地母神の魔物としての相。古代の中央アジア（シュメール）にルーツを持つ、様々な生物の部分を組み合わせた合生成物であり、古くは『角の生えた馬』のような姿だったが、時代が下ると地母神を象徴する『蛇』と融合したことで、鱗や長い胴体を持って手足が短くなり、さらに西洋では翼を生やした姿、東洋では極端に四肢が短縮した姿で定着した。その影響か日本や中国でも、駿馬を意味する『竜馬』などの言葉の通り、馬と竜は互換可能なほど関わりの深いものとして扱われることがある。
前述の通り、鋼の英雄とは共生関係にある。
作中ではドニが神具『へライオン』を破壊した際にあふれた呪力から竜の神獣が生まれたほか、ウルディンも肉食恐竜の神獣を召喚する権能《竜使い》を持つ。また、神祖たちが竜蛇の封印を解いて前世の力を行使する場合も竜へと変身し、ヴォバンもドラゴンに変身する権能《冥界の黒き竜》を簒奪している。

鋼の軍神
軍神・武神・戦神・闘神の中でも、生ける剣として外敵をまつろわす性質を持つ神々の総称。不死の属性を持つ、竜と蛇の征服者。略称で《鋼》とも呼ばれる。存在自体が「剣」の暗喩であり、神話の上で、鉄の素となる「石」（鉱石）、鉱石を溶かす「火」、火を強める「風」、焼けた鉱石を冷やす「水」との共生関係にある。その発祥と伝播には軍神アーレスを信仰していた遊牧騎馬民族スキタイが深く関わっているとされる。「水辺に棲む怪物（大蛇、竜など）を英雄が倒し、人身御供として捧げられた乙女を救い出して妻とする」という「ペルセウス・アンドロメダ型神話」と呼ばれる逸話を持つことが多く、大地母神が落剥した姿である竜蛇を斃し、武力で国を治めて「世界を創造する」という役割を担う。その性質からほとんどが男神で、「鋼の女神」はアーレスの娘であるアマゾネスの女王などごく限られた例外のみ。
『大地を征する者』として、斃した竜蛇からは力や武具を得、乙女（ほかならぬ自らが倒した地母神の零落した姿）を恋人や支援者などとする伝承が多く伝わることから、竜殺しの権能や大地から搾取する（大地を傷つける）権能を有することが多く、竜蛇の存在を感じとると戦うための力が体にみなぎってくる。雷の申し子でもあり、雷撃を操る権能を持つ者も少なくない。また、竜蛇が持っていた不死の神性も、多くは「戦場における不死」という属性として取り込んでおり、作中では「鋼の肉体」（ジークフリート、斉天大聖、ハヌマーン）や「眷属の復活」（ランスロット、テュール、ラーマ）、実体を解く（ペルセウス→光、ランスロット→霧、ハヌマーン→風）などさまざまな能力が登場した。火山・鉱山は剣の神々にとって産湯に相当するため「火山の申し子」とも言え、火山の霊気を吸収して力を高められるが、鋼をも溶かす超高熱は弱点ともなるため、溶岩並みの高温であれば単なる自然現象によっても彼らに影響を与えることが可能。《英雄》としての支配の神力で、人間を庇護する代わりに下僕とする呪縛の言霊を操る者もいる。
より鋼の要素に忠実な伝承をもつ神格は「源流に近い」と称されるのに対し、さまざまな神格を取り込んで職掌を広げた「混淆神（ハイブリッド）」もいる。基本的に好戦的で血の気の多い性格をしており、混淆神は複雑な神格と性格を有するが、最源流の《鋼》の系譜に連なる純血ほど本分である戦いのことにしか興味を持たず、華々しく稲妻のように峻烈な戦い方をする傾向があり、暗殺者ような奇襲もほぼできない。魔術など多彩な特殊能力を操る混淆神と比べれば、より源流に近い神格の持つ権能はシンプルにはなるが、その分、一撃一撃の持つ威力がより強力であるため、対峙する神格やカンピオーネにとって（相性の要素はあれど）どちらが上といった問題ではない。
神でありながら地上へ生誕することから、人でありながら神と同列の存在となった神殺したちとは、特に激しく戦ってきた宿敵同士である。

最後の王
神殺しの魔王が地上にはびこるとき、『運命の担い手』とも呼ばれる運命神より救世の神刀と《盟約の大法》を授かり、それを全て打ち倒す《魔王殲滅の勇者》に与えられる異名であり、『この世の最後に顕れる王』の略称。魔王殲滅の勇者となりうるふさわしい軍神・神王は幾柱か存在し、多くがインド・ヨーロッパ語族の神話に登場する。ユニバース235では古代インドの英雄王ラーマが、またユニバース492では古代ペルシアの神王ミスラがその役割を担っていた。
『ロード・オブ・レルムズ』では、インド・ヨーロッパ祖語の原郷である最古の神話世界ヒューペルボレアで地球出身者が引き起こした急速な文明化によって後世の神話までが歪み、勇者降臨のシステムがうまく機能しなくなっている。そのため、救世の勇者として覚醒した雪希乃に与えられる力も弱まっているが、ステラの勘では『反運命の気運』が弱まるごとに彼女を段階的に強化していくというのが、今回の《運命》の方針である模様。

トリックスター
人や神々を欺くイタズラ者の神の総称。そのイタズラで世界に大きな混乱をもたらす神界の鼻つまみ者だが、それが文明の発展につながることもあり、『世界に新たな文化を広める英雄』でもあることから、文化英雄と呼ばれることもある。また神界・人界・冥界の垣根にとらわれず、神出鬼没に大移動を行うことから旅人や行商人の守護者とされることもあり、強制的な時間旅行を引き起こすのはほとんどがこの性質を持つ神々であるとされる。太陽をはじめ、様々なものを隠したり盗みだすという逸話が多く残るため、偸盗の権能を有している。中にはかなり残虐で血なまぐさい逸話を有する神格も存在している。どの神話体系でも少数派であるため、総数はそう多くはない。
神話世界ヒューペルボレアでは、未来の知識を伝えた地球出身者がこれと同じ役割を果たしている。

従属神
縁のある別の神に従う神格。関係性によっては同盟神とも呼ばれる。まつろわぬ神の強さがアイデンティティーの強さに比例するという原則により、自我の弱い従属神では必然的に弱体化してしまうため、窮地での打開力に欠け、単体でカンピオーネと戦った場合ほぼ勝ち目はない。しかし、従属神は主の庇護を、主は従属神の支援を受けて強大な力を得るため侮れない。
なお、召喚するためには莫大な神力を必要とし、作中では「古き盟約の大法」を使った斉天大聖とラーマ、自らの命を代償とする呪縛を用いたキルケーの3柱しか成功していない。「零れ落ちる分だけでカンピオーネ数十人分」とされる『魔導の聖杯』に蓄えた呪力を使うことで『神の贋作』を作れるが、自我が弱いために従属神以下の強さにとどまってしまう。

神裔（しんえい）
ユニバース966における神々の子孫にあたる人間の呼称。まつろわぬ神や神殺しの魔王には及ばないが、強力な霊能を有している。その責務は運命の定めた『世界の行く末』をかき乱すほどのイレギュラーが発生したとき、それを速やかに排除し、修正すること。容貌はとびきり美しいか、とびきり個性的かのどちらかであることが多い。老化がいちじるしく遅いうえに異様な長命の者も珍しくない。
さらに、ごくごく稀に祖神と同じ魂魄を受け継ぐ生まれ変わりが誕生することがあり、彼らは神殺しの半分ほどに達する桁違いの力を持つ。ユニバース966では『魔王殲滅の勇者』の資質を持つタケミカヅチの転生体である物部雪希乃が生まれている。また、並行世界でも同様の存在が生まれることがあり、ユニバース492生まれの鳥羽梨於奈は霊鳥・八咫烏の転生体である。
日本国内で同族は700名ほど、地球全体で見ると8000人ほどで、世界人口の0.0001%にすぎない。聖なる血脈を絶やさぬよう、同じような血脈の人間同士で婚姻し、次代に伝えていくことも義務の一つ。

歪み
神のなりそこない。自然界に生まれた“荒ぶる精霊”たちは、たとえ今は小さくても、放置すれば、いずれ世界全体をおびやかす歪みになり、人間界に伝わる神話と同化してまつろわぬ神にもなりかねず、絶対運命の秩序を狂わせる原因となるので、バケモノが生まれる前に《神裔》が狩っている。

神獣
神やカンピオーネに仕える生物の姿をした眷属のこと。外見は神々と同じく、とびきり美しいか、とびきり異形かのどちらかであることが多いとされる。人間よりはるかに巨大なのも特徴で、全長7メートルでも小型の部類とされる。その力は人間からすれば非常に強力で、ものにもよるが、1対1なら伝説と謳われるほどの実力者が死力を尽くしてようやく太刀打ちできるかどうかというほどの力を持つため、彼らに対抗するためには「聖なる殲滅者の特権」「神がかり」「御霊鎮め」といった各分野で最高峰の術を使用する必要がある。最高峰の神祖なら生み出して使役することは可能だが、魔導の聖杯と一心同体だったパラス・アテナですら維持できるのは2、3日が限界だった。
あくまで眷属でしかないので、単独では神やカンピオーネに対抗できず、場合によっては瞬殺される。しかし、神やカンピオーネに直接操られたり力を注がれることで単独の時とは桁違いの力を発揮できるため、その脅威度は一気に跳ね上がる。

顕身
権能を行使する際に、それに適した形態をとること。カンピオーネ自身が狼や雷などへと姿を変える、神獣や使い魔を召喚するといったことを指す。

神速
作中では電光並の速さで動ける能力（権能）のこと。厳密には物理的なスピードを上昇させることなく、時間そのものを歪め「移動時間を短縮する」権能。最初から最高速度で動けるタイプや徐々に加速するタイプがあり、常人では捉えることができず精々何かが動いているという程度しか感知できない。秒速150キロメートルで降り注ぐ雷霆すらも、体感では遠くから投げられた石と同程度のスピード感まで減速して見える。通常の人間が2次元的な移動しか出来ないのに対し、驚異的な身軽さを得ることで3次元的に動けるようになり、さらに習熟すると時間のコントロール（落下速度の減速による空中浮遊など）により4次元的な運動が可能となる。
移動能力としては非常に優秀であるが、神速状態では細かい制御がきかないため、高速での突進ならばともかく肉弾戦には向かず、速度自体が上昇しているわけではないので空気抵抗の影響も受けないが衝撃波なども発生せず、神速で運んだ相手を放り出した程度ではそれほどダメージを与えられないなど、攻撃性はそれほど高くない。そのため、攻撃に利用する場合は、武器を使う、高所から地面へ叩きつけるなどの工夫が必要となる。加えて、カンピオーネが権能として獲得した場合は、人の身には余る力であるためか心身に様々な弊害が生じる。
発動中はほぼ無敵となるが、相手も神速を使う、相手が神速を見切る腕利き、神速を封じる力を持つという場合には優位に立てないほか、光速に達することはできないため光による攻撃は回避しきれない場合がある。神速を捉えるには特殊な素質を持つ者や修行を修めた者が得る心眼の極意たる「観自在」の境地に至る必要があり、最小・最短距離の打ち込みを行える武術などでなければまず当たらないが、裏を返せば心眼を持つ武神や人類最高峰の武術家を相手にした場合、「ただ速く動くだけ」の技量ではたやすくカウンターを当ててくるため逃走以外には役に立たない。しかし、神速の扱いに習熟して「遅さ」の制御まで可能となり、その極致たる「緩急自在」の域に達したならば武術の達人にとっても脅威となる。

邪眼
視界に映ったものを他の物質に変化させる権能のこと。作中には対象を石に変えるアテナの『蛇の邪眼』と生物を塩に変えるヴォバンの《ソドムの瞳》が登場している。対象物は権能の種類によって異なるが、あくまで「ふつうの生き物（や物質）」に対して効果を発揮する能力なので魔術耐性の高いまつろわぬ神やカンピオーネにはほぼ通用せず、彼らの戦いにおいては一時的に動きを止めて一瞬の攻防の役に立てる程度にしか使えない。

鋼鉄の肉体
《鋼》の不死性を体現する権能の中でも代表的なものの一つ。青銅、鋼鉄の硬さ、堅牢さを現した権能で、肉体に鋼鉄以上の硬度を持たせることで身を守る。中国では「鉄頭銅身」とも言う。その特性上攻撃にも転用でき、至近距離の殴り合いで最も効果的に機能する。《鋼》の中でも、炉で鍛えた剣を水で冷やす作業にちなんで「出生時に水につかる」伝承を持つ英雄で多く発現し、有名な所ではジークフリート・斉天大聖・アキレウスなどが所有している。ほぼ全ての攻撃を無効化できるが鋼の弱点である超高熱への防御は完璧ではなく、衝撃は防げないため吹き飛ばされてしまうことなどはある。

時間旅行
時の門を開いて対象を過去へさかのぼらせる権能。時間や旅を司る神々が保有する。時の旅路はあやふやなので、同じ時代をめざすことはできても、神々の力をもってしても数ヶ月のずれが生じるのは致し方ない。

竜骨
地上に顕現した「まつろわぬ神」が肉体を失うとき、まれに残される肉や骨、骸の一部。「竜骨」とは中華の道士たちによる命名で、北米では「天使の骸」と呼ばれるほか「聖遺物」といった別名もある。骸であっても神の一部なので神獣よりもはるかに格上の神格を持ち、魔術師たちに強力すぎる力をあたえることから崇拝の対象となる。ただし非常に希少で、竜骨を採取するのは神を探し出すより難しいと言われている。
作中では中国の創造神・女媧が四川省に残した乳白色の小石と、『最後の王』の救世の神刀が登場する。また、異世界でも「エフェソスのマリア」の竜骨《バレンシアの聖杯》が確認されている。

生と不死の境界
現世と『不死の領域』の境目に存在し、「妖精王」と呼ばれる幾柱かの神々が支配する異世界。「生と不死の境界」とは神々が主に使う名称で、欧州では「アストラル界」や「妖精境」、中国では「幽冥界」もしくは「幽界」、ギリシアでは「イデアの世界」、ペルシアでは「霊的世界（メーノーグ）」、日本では「幽世（かくりよ）」、「根の国」、「黄泉平坂（よもつひらさか）」、それ以外の地域では「霊界」、「星幽界」とも言われる。前述の名称通り冥界に極めて近しいと言える、端的に表現するなら「あの世の直前」「三途の川の手前」のような場所。不死の領域にいる「真なる神」は、この場所で神話による肉体が形作られ、それから現世に出現してまつろわぬ神となる。妖精の他にも、隠居した元『まつろわぬ神』や神祖、人の身を超えて不死に至った大魔術師や聖人などが住んでいることから、「命なき死にぞこないどもがたむろする領域」とも言われる。パンドラがカンピオーネたちを呼んで話をするのもこの場所である。
本来なら接点のない独立した不連続な異空間や結界が蜘蛛の巣のように寄り集まってできた、無数の階層で構成された世界であり、それぞれの空間は同じ水平線上には存在しない。護堂はその構造をマンションに例え、移動手段である転移を扉や階段に相当するものとしている。まつろわぬ神が隠居場所に選ぶのは、どれだけ天災を引き起こしても自分が居る『部屋』以外には影響が生じないためである。地上で致命傷を負った神が死の運命を曖昧にするためここへ逃げ込む場合もあるが、神としての矜持にかかわる問題なのでこの選択をする者はかなり稀。隠居した神や妖精は「はぐれ者」のような存在で、《運命の担い手》やラーマ王子とは対立関係にある。
宇宙開闢から未来にいたるあらゆる時代の記憶が存在しており、この世界の知識を天啓として受けることで霊視を得ることができる。そのため、この場所では比較的自由に霊視を呼び込むことが可能。
本当なら精神や魂だけの存在にならなければ訪問できないが、優れた魔術師や神殺しであれば生身のままでも行くことができる。肉体より精神、物体より霊体の方が優位な世界なので、移動するときには足ではなく瞬間移動を使うのが基本。魔術の素養を持つ者ならイメージしただけで転移が可能となるが、逆に素養の足りない者が迷い込んだ場合は転移に失敗して迷子になってしまう。魔術師が足を踏み込むためには、貴重な霊薬の服用と『世界移動（ブレーンウォーキング）』という高度な魔術の使用が不可欠となる。また、人の住むべき場所ではないため長居しすぎると人としての肉体を失う危険性がある。

妖精王
アストラル界に存在する支配者層の総称。『かつてはまつろわぬ神であったが地上を去ったもの』、『神とまでは行かないがかなり上位の霊性を備えた半神』、『生身の肉体を捨てて不死となった元人間』などが稀に至ることがある。異界のスペシャリストであり、彼らは自身のプライベートスペースを「禁足地」とし、直接転移できない結界空間としている。
現在在位中の妖精王は、盟主たる魔神王アル・シャイターンを筆頭に、神殺しジョン・プルートー・スミス、美貌の王女サロメ、北の暴風王ボレアス、黒小人の鍛冶王アルベリヒ、砂嵐の王シムーン、崑崙山に住む人虎大仙、聖木ガジュマルの森を治める聖なる雨の王、笑い声だけで死を招く亡霊王、花食べる鬼女の息子たちシュエピンジとシェピンゲ、妖婆キキーモラの12名。また、かつての妖精王としてスミスに討たれたオベーロン、アイーシャに斃された常若の国の妖精女王ニアヴが挙げられている。なお、アストラル界には妖精王以外にも、彼らに匹敵するほどの神力をそなえた上位妖精や精霊なども存在している。

プルタルコスの館
アストラル界でスミスが統治する領域の一角にある、ギリシア式の小さな神殿。主は時の番人と呼ばれる老人。地下部分は、実体化した「虚空の記憶」の保管庫となっており、番人が修正時に利用する『時の門』（望んだ時代に行くことの出来る、《妖精郷の通廊》の強化版といえる物）が存在する、あらゆる時代に通じる“時空の特異点”の1つとなっている。
魔王内戦において最終局面の舞台と成り、戦闘の余波で地上部分はほぼ全壊してしまう。

虚空（アカシャ）の記憶
『人』にまつわる記憶の積みかさねであり、全ての霊視のみなもととなるもの。地上・不死の領域・生と不死の境界で、過去に起きた出来事と今起きている出来事の全てが古ラテン語で綴られた文章として記録され、それを一辺が4、50センチメートルの方形の石板に記して「プルタルコスの館」の地下に保管されている。
なお、『最後の王』ラーマに関する記録だけは、『最後の王』と『十の命を持つ神殺し』の最終決戦の地を模した別の場所に、時の番人の手で封印されている。そのため、通常の霊視ではラーマに関する情報を知ることはできない。

桃源郷
幽冥界に存在する仙女達が住まう桃園。羅翠蓮がカンピオーネとなってからは、幽冥界における本拠地兼仮宿として利用されている。

オベーロンの森
妖精王オベーロンと部民が住まいとした広大な森で、現在はジョン・プルートー・スミスが領地としている聖域。樫（オーク）を中心とした常緑樹が生い茂り、スミスの居館として古代ケルト人が造ったような木造の家が建てられている。この場所にはフェアリー、レプラコーン、ゴブリン、トロウル、バンシー、デュラハン、サテュロス、シレノスなどの多様な妖精が住んでいる。自然豊かな土地ではあるが、アストラル界に流れ着いたオープンカーを愛車とするスミスが移動するための道路が整備されている。

評議場
常に夜となっている階層の草原に作られた巨石建造物で、野球場のダイヤモンドほどの大きさのストーンサークル。妖精王や賢人が集い会議をするための評議場。禁足地の呪法がかけられているため、所定の手順を踏まなければ到達できないようになっている。

運命神の領域
アストラル界の果てに位置する、《生と不死の境界》の中で最も《不死の領域》に近い場所。《運命》そのものである『運命の糸』を『絨毯』状に織りあげた色鮮やかな万色の織物が広大無辺に広がる空間で、地面は運命の糸のかたまりでできている。ただし、カンピオーネほどの力がない限り見通すことができず、灰色の虚無的な空間にしか見えない。パンドラがカンピオーネたちと会話するために呼び出すのも、厳密にはこの場所だとされる。
《運命の担い手》が織り上げた作品は護堂が『白馬』で焼き払ったが、それ以降に創造された糸から新しい織物が創られている。

歴史の修正力
ギリシア神話のヘルメスや日本神話の八咫烏、猿田彦神といった旅人の権能を有する神々や妖精によって過去に流された人間たちが、偶然と奇跡によって歴史を変えるようなことをしても、強制的に「なかったこと」になるという現象を「歴史の修正」といい、その際に働く時の流れが持つ無慈悲で冷酷な力のことを指す。運命修正の力とも。例えば、歴史の重要人物がタイムトラベラーに助けられ、『本来死すべき日時』に死ななかったとしても、数日後から数年後に横死し、逆に『本来死すべき日時』より早く亡くなった場合は周囲の者が身代わりを立てるなどされて、歴史はあるべき筋書きどおりに進んでいく。この力を恣意的に利用する権能が存在し、神かカンピオーネの全力攻撃でもない限り突破できない強力な攻撃無効化能力となる。
ごく稀に修正しきれないような改変が起こるが、その場合は時の番人が介入し影響を最小限に抑えた結果である「あるべき歴史」に落ち着くこととなる。修正が失敗した場合は改変時に新たな分岐が発生し、「異なる時間軸の並行世界」が生み出されることになる。

盟約の大法（めいやくのだいほう）
『最後の王』が「剣神の宿星」に祈願することで使用できる、「地上に複数の神殺しがいるとき、天地と星々から力を引き出し自身の呪力を爆発的に増やす」という魔王殺しのための大呪法。その正体は『勇者が魔王を倒した』という筋書きを全うさせるために一時的に支援するシステムのようなもので、『世界を滅びより救済すること』と『魔王殲滅』という困難な使命を成し遂げるための援助である。カンピオーネの数が増えるほど呪力増加率も上昇し、歴史を改変しかねない蛮行さえも“なかったこと”にする。ただし、あくまで「修正力」の応用なので、強さを無限大にすることは出来ない。
大法を使った勇者の力は全ての並行世界を合わせても最上位クラスとされるが、無条件に使えるわけではなく、地母神の命を得て完全覚醒を遂げているか、盟約を批准した神々が神殺しの手で殺された場合にのみ発動できる。また、『最後の王』以外でも、斉天大聖のように然るべき武勇と権威を有する一部の《鋼》ならば使用することも可能だが、その場合は効果が低下する上に発動条件も厳しくなる。
並行世界でも、その世界の『運命の担い手』から『最後の王』に授けられていることがある。

#### 権能（けんのう / Competence）
神が持つ「神を神たらしめる力」、もしくはカンピオーネが神を殺して手に入れた聖なる力のこと。ここでは後者を説明する。
神具『簒奪の円環』の効果により、神々がいくつも持つ権能の中から1つがランダムで選ばれ、さらにそれが神殺しの気質や技能を反映する形で変化する。そのため、簒奪した力がどのようなものになるかは出たとこ勝負で、中には一見すると殺した神とは無関係に見えるものもある。非常に強大な力であり、使っている本人でも範囲や威力の上限が分かっていない場合がある。発現の仕方にはかなりの幅があり、戦闘用に限っても単純に身体能力を上げるものから超自然的な現象を引き起こすもの、神獣の使役、配下の強化、条件付きで神そのものを顕現させるものなど様々。強力な戦闘用の権能には、都市一つを一撃で破壊し得る威力のものもある。
いわゆる「第一の権能」は特にフレキシブルかつ大雑把なものになるため、応用を利かせやすい場合が多く、場合によっては一柱の神から簒奪した権能でありながら複数の発動形態をとる。ただ、多形態の系統はかなり珍しい上、同時に何らかの制限がかかる。逆に三神一体の神々や兄弟神など複数の神を殺めて1つの権能を簒奪する場合も存在する。
戦闘でしか権能は磨かれないため訓練は無意味であるとされ、尚且つ行使するには荒ぶる魂が必要なので、ある程度の緊張感などがほぼ必須である。ただし、時に戦闘に直接使用できない戦略的・呪術的・儀式的な力が発現する場合もあり、意外にも所有する権能全てが戦闘向きの者は少ない。恒常的に発動したり日常生活で行使可能な権能もある。
権能の名称はカンピオーネ当人が頓着しない場合が多いため、そのほとんどを賢人議会の魔術師たちが名づけている。また、新世代の面々が持つ権能についたは簒奪した神からその能力の詳細に至るまでわかっていることが多いが、旧世代の権能については調査が及ばずよく分からないものがほとんど。
基本的に所有する権能の数が減ることはないが、特殊な状況で減少する場合がある。作中では死亡したヴォバンが復活するときに権能をいくつか失い、護堂もランスロットとの合意の上で権能を手放している。
以下に、作中に登場した主な権能を挙げる。

##### 草薙護堂の権能
東方の軍神 (The Persian Warlord)
草薙護堂がゾロアスター教の勝利の神にして《鋼》の軍神ウルスラグナから簒奪した第1の権能。
ウルスラグナの『十の化身』に応じた特殊能力（要は10種類の必殺技）を得る。どれも非常に強力だが発動させる条件がかなり厳しいため、作者は護堂のことを「超必殺技しか持たない主人公」と述べている。ウルスラグナとは違い化身を2つ同時に使用することもできるが、頭が割れるような痛みに襲われるなど身体への負担が大きいため、基本的には1つずつしか使用されない。カンピオーネの権能の中でもとりわけ多彩な能力で、エリカは護堂の「来る者は拒まず」という性格が反映されたものではないかと考察している。
全ての化身に共通して、1度使用したら同じ化身はしばらく再使用できないという制限がある。初期は丸1日は使用不能だったが、護堂が権能を掌握しつつあることにより20巻時点で半日にまで短縮されている。なお、スミスの《超変身》とは違い、途中で権能を解除した場合でも再使用できなくなる。
“正義の守護神”の権能なので、相性的には無自覚に悪行を繰り返すことの多い『まつろわぬ神』にとっての天敵となるが、逆にウルスラグナと同じ『完璧な善の存在』に対しては（顕現後の所業にも依存するが）どれも発動させづらいという難点がある。また、化身の発動条件の関係で比較的「集団戦」が苦手。加えて、この権能1つを封じられるだけで護堂は10種類の武器を失うことになるのも弱点であり、作中ではウルスラグナの智慧の剣、主であるミトラの威光、キルケーの『英雄拘束』などに特に苦しめられた。
化身によっては申し合わせても使えそうな条件の物もあるが、パンドラ曰く「実戦並の緊張感がないとたぶん行使は不可能」。ただ、護堂自身の成長により、一部の化身は戦闘時以外でも使用可能になり、使用条件が緩和されたものもある。
強風（Tempest）
ウルスラグナ第一の化身。民衆・旅人の守護者としての化身。
どこに居ようとも知人が護堂の名を呼ぶ声が聞こえるようになり、渦巻く風と共に相手の居場所へ瞬間移動する。その際、自身に触れている周囲の人間を同時に移動させることも可能。距離は関係ないため地球外にも転移でき、「幽世と現世の境界」すら飛び越えて異世界へも移動できる。なお、神々は様々な称号を持っているためか、偽名で呼ばれた場合でも発動できる。ただし、この化身を使った瞬間移動は一方通行なので、どれだけ遠くへ行っても帰りは自力で移動手段を確保する必要がある。また、呼び出す側が発声を封じられた状況では使用できない。
発動条件は双方が風の吹く場所にいて、危機に瀕した者が草薙護堂の名を唱えること。ここでいう「危機」がどの程度から発動可能かについては不詳だが、「神やカンピオーネと至近距離で対峙している」レベルの危機であれば確実に発動できる。この性質から権能が発動可能になった段階で知り合いが危険にさらされていることを逆説的に察知できる。
雄牛（Bull）
ウルスラグナ第二の化身。
人間の限界を超える怪力を持つものと戦う際、大地を通じて圧倒的な怪力を得る。ウルスラグナは天を支えるほどの剛力を持つ英雄ヘラクレスと絆が深いこともあって、一時的な出力なら羅濠の《大力金剛神功》にも匹敵し、体重の数百倍までの物なら容易に持ち上げて破壊できる。行使対象が大きく重いほどに、その怪力の度合いも跳ね上がっていく特徴があり、超常的なパワーで城や高層ビルなどでも持ち上げ、重量数百トン級の神獣を片手で投げ飛ばせる。格闘戦で相手の筋力に対抗するのが基本的な用法で、銃弾じみた速さ、暴走機関車のような威力のタックルを繰り出せる他、野球経験を活かして岩などを時速100キロメートル以上の速度で投げつける、体重70キログラムの護堂自身を対象に使うことで驚異的な跳躍力などを得る、など応用範囲も広い。
発動条件は戦う相手（生物以外でも可）が人を超える常識外の腕力、力を持っていること。力が強くても人間の枠に入っているもの（ヘヴィー級の格闘家など）は対象外で、少なくとも大型肉食獣や車両が相手である必要がある。化身の中では比較的条件が緩く、戦闘時はまずこの化身になることが多い。対象となる敵が消えると十数分で効果が切れる。
白馬（White Stallion）
ウルスラグナ第三の化身。光明神ミスラの馬車を曳き東から西へ太陽を運ぶ、黄金の飾りを付けた馬を表す化身。
東の空に昇る第2の太陽から、超々高熱の太陽フレアをレーザーのような焰の槍として照射し地上の標的を焼き尽くす。「太陽のかけら」を地上に落とす技なので10の化身の中でも最大火力を誇り、カンピオーネの肉体が持つ生命力も強靭すぎる呪法への抵抗力も通じず消し炭になるほどで、単発で連射はできないが、一旦発動すれば視界から消えても自律的に攻撃し続ける。攻撃範囲についてもある程度制御でき、狭めればヨット2、3艘ほど、最大範囲は本人も把握できていないが、『運命神の領域』に存在する運命を概念化した端が見えないほど広大な織物を完全に焼失させることができるほどの宇宙的規模の爆炎を発生させることすら可能なことから、圧倒的な物量が相手の場合に最も有効。ただし、攻撃が直線的なので、攻撃軌道上にある物体を溶解させてしまうという欠点を持つ。また、地母神などの冥府に縁のある闇の神格や、高熱に弱い鋼の神々に対しては極めて有効であるが、光や太陽の属性を持つ神には防がれやすい。
7巻では『戦士』と「融合」させることで、特殊な「剣」を作り出した（詳細は後述）。
発動条件は、攻撃対象が民衆を苦しめる大罪人であること。発動が可能になると、渡り鳥のような超感覚で東の方角が漠然と分かるようになる。10の化身の中でも使用条件が格段に厳しいが、護堂の敵のほとんどが過去もしくは現在進行形で悪行を行っているために使用頻度は割と高く、いざとなれば自分自身を対象に発動することも可能である。
駱駝（Camel）
ウルスラグナ第四の化身。大地と深いかかわりを持ち、忍耐と獰猛さを象徴する化身。
接近戦最強の能力で、発動時には蹴りの威力と耐久力・格闘センスが飛躍的に上昇する。蹴り技限定で神々と伍する程の格闘能力を獲得するだけでなく、脚が鋼の硬さとなり、強化された脚力は岩を蹴り砕き、10メートルの跳躍を可能とする。また、神速を見切る心眼を不完全ながらも得られる。本人が正統な武術を何も知らないので、闘志と本能が導き出した「獣の闘法」とでも言うべき我流のスタイルを確立し、飛びかかる直前の猫のような腰を落とした前傾姿勢で構え、いざとなれば地面に寝っ転がって攻撃を回避しつつ、強力な回し蹴りを繰り出していく。
同時に、負っている傷の痛みが緩和され、治癒力も向上する。そのタフネスぶりは胴体を一刀両断寸前にされたり心臓を刺し貫かれてもなお即死せず、しばらく格闘戦を続けられるほどである。化身の同時使用による負担にも耐性ができるため、発動の際は組み合わせの一方に選ばれることも多い。
後に掌握が進み、打突部位に呪力を集中させ打撃の威力を爆発的に高められるようになる。超強化された蹴りは神の肉体を一撃で爆裂させるほどの破壊力を持ち、鋼鉄の肉体を以てしても内部まで衝撃が浸透するので完全に防ぎきることはできない。
発動条件は一定以上の怪我を負うこと。最低でも刀剣で刺される、十数メートルの高さから落下する、猛獣に噛みつかれる、雷に打たれるなどの重傷である必要があり、普通の人間の力で強く殴られた程度では発動できない。加えて、化身を解除した瞬間に痛覚が戻り耐久力を喪失するため、停止直後にダメージと激痛で動けなくなり意識を失うおそれもある。また、接近戦に特化しているので、空を自在に飛び回る相手とは相性が悪い。
猪（Boar）
ウルスラグナ第五の化身。ミスラが契約破りの罪人を罰するときに使う化身ともされる。
体長約20メートルの容貌魁偉な黒きイノシシの神獣を召喚する。地面や空中などあらゆる場所から召喚でき、地を駆けることで小規模なマグニチュード5程の地震が発生、咆哮に付随する衝撃波により周囲を破壊し、大きな2本の牙で敵を噛み砕き、突進で対象を完全に粉砕する。水中戦も可能であり、海中で召喚された場合は魚雷のような速さで泳ぎながら戦い続ける。神獣としてはそれほど巨大というわけではないものの、その戦闘能力は自分より巨大な神獣どころか巨大化した神やカンピオーネの顕身とも互角に渡り合えるほど。また、厳密には『召喚獣』ではなく護堂の破壊衝動から生み出される分身に近い存在なので、発動中は護堂自身も『猪』の影響を受けて突進力が強化され、護堂の高揚感が伝わると大興奮してより激しく暴れだすなど、相互に影響をあたえ合う。
聖獣でもあるため咆哮に破邪の力が宿っており、13巻では力を溜め口から衝撃波を大砲のように発射する技を習得、狙いが正確で弾切れもスタミナ切れもない超音波砲台として強力な対空砲火の能力も得る。さらに、全身に衝撃波の壁を纏い近づく物を迎撃する技も身に付け、17巻では衝撃波だけを先に呼び出すことも可能となった。
発動条件は、巨大なもの（目安は10トン以上）を『猪』の生贄に捧げること。その性質上、護堂が起こした破壊活動の中でも大きなウェイトを占める化身である。目標が人間大だった場合など巨大でない敵を倒す際には別の物を破壊対象に指定し、そこへ目標を巻き込む形をとるか、「おあずけ」にして先に敵を倒させるかといった誘導が必要になる。また、猪自身にも意思があるため、新たな目標が出現した場合、猪の合意があれば途中で破壊対象を変更することもでき、破壊対象にも好みがあるので動かない建造物よりは神獣などを倒したがる。
陸海空全ての戦闘に対応し、建造物・地形・天体なども破壊対象に指定できるので実質あらゆる状況下で召喚可能と、10の化身の中でも特に自由度が高く、『雄牛』と並び発動条件が緩いため“手っ取り早く呼び出せる”切り札として多用される、破壊力と使いやすさを兼ね備えた最強の化身。呼び出したあとの行動、能力の両面でフレキシブルすぎることから、「破壊許可とひきかえに召喚できる魔神」にも例えられる。一方、生け贄を破壊し終えると満足して消えてしまううえ、対象とした物体を破壊させずに帰らせようとしても言うことを聞かないといった欠点も持ち、足場の悪い山道などでは実力を発揮しきれず、意外に打たれ弱く守勢に回ると脆い側面もある。
少年（Adolescents / Youth）
ウルスラグナ第六の化身。ウルスラグナが地上に降臨し罪なき民衆を庇護する際に使われた、加護と祝福、支配を司る《英雄》の化身。
仲間にウルスラグナの加護と力を与えることが出来る。加護を授かった者は一時的にカンピオーネと同等の頑強さを得、呪力や霊力も劇的に増加することで呪的耐性も向上する。さらに絶大な活力を吹き込まれることによって体力は完全に回復し、毒などの状態異常も解消され、瀕死（あるいは死亡直後）の状態からであっても即座に蘇生させることが可能である。加護を与える方法は口移しか、対象者の傷口に護堂の血を接触させるかの2通り。発動時、世に正義と奇跡を顕すための力が光輝となり、全身から白い聖なる光としてあふれ出る。
5年後には、発動中に流した自分の血による聖痕を託した者たちに加護を与え、集団を効率的に勝利の軍団とする手法を編み出している。使用時には物品に付着した血痕が黄金に光り輝き、その光に包まれた仲間を一時的に庇護して、神の攻撃からしばらく持ちこたえることすら可能となる。
発動条件は、護堂のために戦った大切な誰かが傷つき、倒れていること。加護を与える際には永遠の従属を誓わせる必要があり、さらに行使時には対象に強烈な苦痛を伴う。なお、副作用なのか、化身を発動すると心が澄み渡り、強引にキスをする、結婚しても構わないと口にするなど、日頃とは打って変わって女性に対し積極的になる。5年後には使用条件が緩和され、事前に加護を授けておいて、護堂のために命を懸ける時に発動させられるようになっている。
鳳（Bird of Prey / Raptor）
ウルスラグナ第七の化身。
神速を発動し、電光並みのスピードと身軽さを得る。荷物の重さが0になる効果もあるため、人間ひとり程度なら抱えたままでも10メートル以上跳躍できる。最初から最高速度で動ける反面、身体への負担が大きいのか、時間経過で胸に激しい痛みが走り、限界を超えると金縛りを起こしてしばらく行動不能になるという反動がある。一度金縛りになると、化身を交換しても行動不能をキャンセルできない。ただし痛みに関しては回復魔法で軽減することが可能。また、速すぎるため細かい動きは難しく、動く敵を攻撃してもずれやすい。アレクの《電光石火》とは違って飛行能力は獲得できないため、神速で空を飛ぶためには天叢雲のコピー能力を併用する必要がある。
掌握が進んだ結果、加速能力のみならず減速能力にも目覚め、緩急をつける技術を得たことで高速近接戦闘には向かないという欠点も克服しつつあり、『駱駝』と同時発動することで神速の肉弾戦も可能となる。さらに神速の行使に心身が慣れたことで持続時間が延び、短時間の発動であればデメリットである使用後の行動不能をキャンセルできるようになった。化身を発動させたまま神速をオフにすることも可能で、攻撃を見切るために感覚のみを加速させる、悪路を走破するため身軽さだけを引き出すなど応用範囲も広い。
発動条件は、高速の攻撃を受けること。剣戟や銃弾の速度でも条件を満たすので、高速の攻撃手段を持つ神々やカンピオーネたち相手の戦闘では『猪』『牡牛』に次いで発動しやすい。
雄羊（Ram）
ウルスラグナ第八の化身。生命力と富を象徴する聖獣で、王権の守護神としての化身。
どんな怪我でも短時間（およそ2時間ほど）で快復する能力。全てのダメージを昏睡中に治癒するため、死の呪詛を直接体内に吹き込まれても、打撲や刺傷によって心臓をはじめとする重要な臓器を損傷しても、全身を消し炭になるまで焼かれても元通りに復活を果たした。ただしパンドラが「甦る前って一回きっちり死んでいる」と語っているとおり、正確には一度死亡した後、肉体を再生させた上で蘇生するという能力である。蘇生時間により権能の掌握具合が分かってしまい、人間離れの度合いを自覚させるため護堂はあまり使いたがらないが、戦闘でしばしば死にかけるので使用頻度は高い。
発動条件は自身が瀕死の状態であることと、瀕死の時に「黄金の毛皮を持つ羊」をイメージすること。その性質からどれだけダメージが大きくても致命傷を負っていなければ負傷を癒やすことはできず、瀕死の時に自分の意思で発動する必要があるため即死では発動できないという弱点がある。昏睡中は無防備になるので、信頼できる者に体を守ってもらう必要がある。
山羊（Goat）
ウルスラグナ第九の化身。印欧語系の騎馬民族が稲妻の化身として崇拝した、祭司の特殊な呪力を象徴する「角」を持つ聖獣。
化身の発動によって強い精神感応力を獲得し、生死を問わず周囲の仲間や民衆の想い（負の精神エネルギー）と生命力を集めて魔力へ変換することにより、雷雲を呼び寄せ電撃を武器として操る。魔術の才能が無い護堂でも如何なる大魔術師をも超える魔導力が宿り、呪力の扱い方やセンスが格段に向上、他者が生み出した雷雲の支配権を奪取する、雷をボール状にまとめて投げつける、ドーム状に展開するといった細かい制御が可能となる。魔導力の底上げに加えて能力が雷の制御に特化しているため、雷に関しては天候全般を操作するヴォバンの《疾風怒濤》以上の影響力を発揮する。十分に呪力を集めれば、大都市すら呑みこむほどの雷雲で天地を満たして無尽蔵の稲妻で全て打ちのめし、単発でもカンピオーネの魔術耐性を突破するほどの威力を連発できるが、多数の人々から力を分けてもらえない状況での一撃は小型の神獣1体をなんとか殺せる程度にまで落ちる。また、集団戦向きな化身の1つだが、爆発力では『白馬』や『猪』に及ばないため圧倒的な物量が相手だとやや分が悪い。加えて、周囲の者から生命力を奪う関係上、この化身が発動している間、人によっては意識が遠のくなどの影響がある。
発動条件は、集まった群衆が「不幸」「苦難」「不安」「恐怖」にさらされ、怒りや恐怖、混乱で心を乱していること。対象を民衆からも敵として認定させなければならないため『白馬』と同じく発動は難しいが、一旦発動さえしてしまえばその力で民衆の心に干渉し扇動することで恐怖心を束ね、周辺一帯から精神エネルギーを吸い上げてほぼ無限に攻撃し続けることが可能。ただし、大勢から力を集める際にはある程度の精神集中が必要となり、味方や人口密集地から引き離されると十分に力を発揮できなくなる。
戦士（Warrior）
ウルスラグナ第十の化身。「まつろわす神」としての権能を体現した化身で、人間の戦士が持つ黄金の剣の具現。
相手となる神の知識を詳らかにすることで、神を切り裂く言霊の剣を創り出す。無数の黄金に輝く光球が神力を切り裂く智慧の剣となり、標的本体に当てればダメージと共にカンピオーネや神の権能を一時的に封じることができる。神格にある程度の類似点があれば発動中でも剣を切り替えて対応できるなど、利便性も高く柔軟な運用にも耐え、加えて名を隠している相手に対しては通常より強大な威力を与える。護堂は主にマシンガンの弾丸のように飛び道具として操るが、光球を束ねることである程度形を変えることも可能で、実体化させ本物の剣にすることもでき、天蓋状に展開して敵の攻撃を防いだり、全てを『蛇』状に融合させて操り、その頭に乗って空を飛んだこともある。また、7巻では『白馬』の太陽と「融合」して特殊な「剣」を作りだした（詳細は後述）。発動させている間は身体能力が向上し、対峙する敵を深く理解できる洞察力・神々の本質や呪力を見抜く眼力・『山羊』同様の魔導力により、神が使おうとした技やカンピオーネが使用した未知の権能の素性まで理解できるなど、霊視にも似た能力を獲得する。なお、ウルスラグナ自身の神力を封じることもでき、『白馬』をはじめとする他の化身による自滅覚悟の戦術をとる場合には、言霊の壁で自分自身を守るといった応用も可能。
神相手なら最強の盾であり最強の剣でもある攻防一体の武器なのだが、一方で決定力に欠けるのが最大の難点で、神獣のような神の眷属程度なら一太刀で滅ぼせるものの、この化身だけでまつろわぬ神を殺すことはまず不可能。その他、使い続ければ実際の剣同様に消耗し光球の数が減少していく、カンピオーネの場合は基本的に一つの権能しか封じることはできない、神々が別の神に由来する力を使った場合もうまく効力が現れない、不朽不滅の神具はごく短時間しか機能を封じられない、対象変更は神格の差異が大きくなるほどその効果は弱まり体への負担も大きくなる、体内に宿せば対象となる神の攻撃をある程度緩和できるがこうした消極的な用法にはあまり向かない、変身能力を持つ神や複合的な神格を持ちそれぞれを分離できる神とは相性が悪いなど欠点も多い。これらの特性から、護堂は敵の厄介な力を封じることで劣勢をひっくり返す手段としてこの化身を使うことが多い。
さらに、光球同士を凝縮・結合させることで形と重量を与え、より強力な効果を持つ最高の武具「ウルスラグナの聖剣」を作り上げることも可能。刃渡りは180センチメートルほどと長大、サーフボードさながらに幅広で鋼板のように分厚く、数は8つにまで減少するが、攻守ともに能力が通常時の数万倍に上昇、他の神々の力を上乗せした程度の小細工では破ることもできず、直撃すれば従属神クラスなら一撃で戦闘不能になる。通常の剣と同様、一度きりだが斬り裂く神の対象を変更できる。
発動条件は相手の神またはカンピオーネの権能の源である神について深い知識を得ること。普通の高校生である護堂は周囲の魔術師から「教授」の魔術によって知識を得るのだが、カンピオーネの体質的にその手段が口移ししかないため、エリカ・恵那はともかく護堂・祐理・リリアナには抵抗感が大きい模様。幽世で霊視のまねごとをして自力で発動したこともあるが、その時は頭に焼きごてを入れられたような激痛が走ったため、以降はその使い方はしていない。
『白馬』と『戦士』の融合
『白馬』で作った第2の太陽に『戦士』の千刃を混ぜ合わせることで、神速でも回避困難な光速の武器を無数に生み出す。斉天大聖との戦いで使用し、彼の権能で猿に変えられた日光一帯の人々をわずか5分ほどですべて救済した。しかし強力である反面、化身の同時発動以上に負担が大きく、使用中は脳が沸騰するほどの激痛に襲われるため、裕理の精神感応で負担を半減させてなお防御に気を回す余裕すらなくなり、護堂自身がその場からほとんど動けず無防備になるのが最大の弱点。

天叢雲劍（あまのむらくものつるぎ, Ama-no-murakumo）
草薙護堂が三種の神器の1つにして征服神の神格と《鋼》の属性を持つ日本神話最高峰の神刀・天叢雲劍から簒奪した第2の権能。
右腕の『鞘』から神刀・天叢雲劍を呼び出す能力。天叢雲は器物でありながら自らの意思を持ち、戦闘時には普段と打って変わってかなりおせっかいになり、護堂へ積極的にアドバイスやフォローをするようになる。
さらに、数々の異民族をまつろわせる過程で富・民・技術・知識を奪い取ってきた伝説から、主と同じく偸盗の能力を持つ。第1の能力は、「まつろわぬ神やカンピオーネの権能1つをある程度コピーし、一時的に自らの力とする」というもの。当初は傷を与えた者からでなければ使用できなかったが、後に掌握したためかその過程を経ずともコピーできるようになる。コピーに失敗することはまずなく、《救世の神刀》すら模倣に成功しているが、それほど強い能力ではないので大がかりな奇跡は真似しきれず、コピーした能力を長時間維持することもできない。第2の能力は、「護堂の《東方の軍神》を吸収し、自らの神力と掛け合わせることで強化・発展させ、新たな異能を発現する」というもの（それぞれの能力は後述）で、第1の能力とも併用できる。初使用時は昂ぶった戦意に任せて使っていたが、恵那の協力で天叢雲の本質を理解したことで戦闘中以外でも一部の力は使えるようになった。ただし、この能力は天叢雲への負担が大きいため、1度使うと日を空けなければ再使用できず、全ての化身を適用させられるわけでもない。
『強風』との融合
使い手に風の速さと颶風の破壊力を与える『風の劍』となり、瞬間移動に匹敵する高速移動と神の肉体を切断できる攻撃力を得る。使用時は主に恵那に貸与され、『神がかり』と併用することで従属神クラスと戦えるほどに力が底上げされる。
『白馬』との融合
刀身が黄金の輝きを放つ“太陽のかけら”となり、魔王殲滅の力を得た救世の神刀に匹敵する攻撃を繰り出せる。
『猪』との融合
黑金の装甲となり、《鋼》の肉体を持つ「猪の形をした生ける神刀」に化身させる。鋭い刃と化した一対の牙は敵に向けて射出することも可能で、アレクの《電光石火》をコピーして射出速度を神速にしたこともある。なお、性格の一致によるものか、両者とも普段よりテンションが上がり生き生きとした状態になった。
『山羊』との融合
右腕に落とした雷撃の大電流により、磁鉄鉱に磁力を帯びさせることで即席の電磁砲を作り上げ、敵を超高速で打ち出す秘術・電磁鉄鋼が可能となる。鋼鉄の肉体を持つ神を超音速で宇宙へ放逐し、熱圏の空気摩擦による高熱で大ダメージを与えられるが、相手の重量が大きすぎる場合は撃ち出すまでに時間がかかる。
『戦士』との融合
滅ぼしたい神具を理解することで神具破りの「智慧の劍」となり、黒い刀身はウルスラグナの剣と同じ「輝く黄金の刃」へ変わる。不朽不滅の神具であろうと、斬られれば少なくとも数日間その機能を停止する。また、《運命の担い手》との最終決戦では運命の糸でできた織物を破壊するために、運命を断ち切る言霊だけでなく《黒の劔》の力を同時に刀身に収めた黄金の剣を構築した。
その他にも破邪の力をはじめとする数々の霊験を有しており、その神威で魔術を強化するための触媒ともなることから、短時間なら《黒の剱》の制御を単独で行うことも可能。また、誕生の経緯から竜蛇の肉体と同じ素材から鍛えられたとも言えるため、使い手次第で堅牢な竜の腕を一太刀で切断できる。さらに護堂の腕を鞘としていることから、腕の中に仕込んでいる時は右手が救世の神刀に匹敵する鋼の硬度を得、剣を肉体の延長と解釈することで天叢雲に体の動きを任せ、剣の素人である護堂でも達人並みの剣技を振るえるようになる。
護堂に所有権が移った後も元の使用者である清秋院恵那と共有している状態で、護堂が貸与の意を示せば彼女も直接使用でき、分身して恵那と護堂の2箇所で同時に戦うという器用な真似も可能。そのほか、ドニやランスロットにも一時的に貸し出されたことがある。護堂と恵那の思念を中継する通信機の役割を果たすこともできるが、戦闘と関係ない扱いに関しては消極的な態度をとる。また、何らかの原因で護堂が呪力を封じられると活動を休止してしまうのが弱点。

黒の剱（くろのつるぎ, Storm Bringer）
ギリシア神話の智慧と戦いの女神アテナの原形となった「原初のアテナ」が、破滅と新生の秘術を天叢雲劍に注いで作り上げた大法。
小惑星ほどの大きさがある巨大な疑似ブラックホールを作り出し、中心に向かってあらゆるものを引き寄せ押しつぶす重力嵐を生み出す。上空に発生させた暗黒星を時速数百キロメートルの速度で敵に向けて落下させる事や、暗黒星を《天叢雲劍》の刀身に収め、突き立てた対象に重力嵐の破壊力を全てたたきこむことも可能。パワーではモデルにした本物の『白き恒星』には劣り、擬似天体と正面からぶつかって競り勝つほど強力ではないが、降り注ぐ救世の雷を吸い込んで被弾のリスクを下げることはできる。
万物を大地に引きつける重力操作の権能の応用で、鋼の軍神と大地母神の霊力を無理矢理に融合させた剣であり、護堂がアテナとともにランスロットに挑んだ際に、グィネヴィアが『救世の神刀』のレプリカから作り上げた「神槍エクスカリバー」が発生させた『白き恒星』を模して、アテナの地母神の力と秘術をかけ合わせ天叢雲に吸収させて作ったもの。その様が宇宙の星の始まりと終わりを示していることから『天地開闢の劍』、『はじまりと終わりの剱』とも呼ばれる。発動中、天叢雲劍の刀身は冷気を発する青い炎をまとっている。
対外的には第3の権能とされているが、正確にはアテナが死の間際に残した遺作とも言える秘術なので、厳密な意味での権能ではない。キルケーとの戦いで扉が開き、祐里が精神感応で制御を助けたことによって不完全ながらも発動し、キルケーの住む迷いの島を消滅させた。当初は天叢雲と護堂両方とも負担の大きい危険な術だったが、キルケーから叡智の権能《暁の秘録》を授かったことで完全に掌握できるようになった。これによりアテナ、キルケー、天叢雲劍の3柱の神々の権能が複雑に絡み合ったため、智慧の剣でも瞬時に斬り裂くのは難しくなっている。
護堂の他の権能と比較しても圧倒的な破壊力を秘めており、対多数との戦闘には非常に役立つ術であるが、全力発動にやや時間がかかるため1対1の戦いにはあまり向かず、仲間を対象外にすることはできるが多数の中から特定の目標を狙い撃つのも苦手としている。ただし、完全発動させなくても、微弱な重力によって敵の武器を吸い寄せるなどで相手の妨害は可能である。また、天叢雲の相棒だった恵那から呪力供給のサポートを受けることで威力上昇に必要な時間を短縮でき、5年後には『通常使用時の倍近くも呪力をそそぎこむことで、暗黒星の本格起動を早める』という裏技を覚えている。
ラーマとの3度目の戦いにてアテナの転生体である《神祖》パラス・アテナと共闘したことで、天叢雲を地中に転移させたまま待機させられるようになり、準備しておいた暗黒星を一瞬で地上へ出現させたり、地下から重力を発生させて敵を地面につなぎ止め移動を阻害することも可能となった。ただ、これらの用法は護堂が地上にいることが前提で、上空にいる間は使用不能。

暁の秘録
草薙護堂がギリシア神話の暁の魔女神キルケーから贈られた第3の権能。暁の紋章を刻んだ神代の呪文書。一時的に魔女の魔導力を操る叡智の言霊であり、アテナの秘法《黒の剱》を運用するために利用される。
権能と呼ぶにはささやかな力だが、これは護堂と戦った時点でキルケーが既に重傷を負っていて万全の状態ではなかったことが原因。故に「パンドラが納得する勝利」は達成できておらず、本来であれば権能は得られないはずだったが、キルケーが自身の意思でパンドラに要望したため例外的に護堂に力を託すことが許された。

白き騎士の突撃（Lance of White Knight）
草薙護堂が槍の軍神ランスロット・デュ・ラックを名乗るアマゾネスの女王から簒奪した第4の権能。
言霊を唱えることで護堂の守護騎士となったランスロットに実体を与え、10分間だけかつての呪力と権能を甦らせる。権能非使用時には護堂の近くに控えるか、上空で風雲と一体化したまま待機しており、戦闘中は機を待って雲中にひそみ、稲妻と化した超威力の一騎駆け「隕石落とし」で敵に大打撃を与える戦法を得意とする。護堂から天叢雲劍を借りて竜殺しの剣技を振るうこともできる。ただし、従属神になったランスロットは呪力の蓄積量が減っており、呪的耐性が生前より低下している。また、5年後にはランスロット本人を実体化させず長槍だけを借りることも可能となり、上空から落下させて槍が大地に突き刺さった際の爆風で雑魚を一掃するという用法も身につけた。
実体化していない霊体状態では雷鳴を起こす程度のことしかできない。ランスロットの性格は生前と変わらず、護堂自身も彼女の行動を制御できているわけではないので、戦闘中に自分をなかなか召喚しなければ雷を落として急かすこともある。なお、護堂が神速で移動していてもついて来られるだけの機動力を持っているが、上空にいる間に主が瞬間移動すると同行できないため、追いつくまでの間は使用不能となる。必殺の「隕石落とし」は一撃で救世の勇者が電撃体を発動するほどの痛手を与える切り札だが、短期決戦しかできないこともあって発動のタイミングを見極める必要があり、無理に粘らせるのは得策でないので不利と分かれば即撤退させるようにしている。
護堂がランスロットを撃破したのは高校1年の11月だが、その際には神具『鏃の円盤』に封じられ、翌年2月の戦いで復活したランスロット自身の合意もあって獲得したという特殊な経緯がある。『白馬』の化身に並ぶ最強の“飛び道具”の片割れとして活躍したが、簒奪から6年後、『ユニバース492』に残した子供達を守護するために、契約を自分から《バレンシアの聖杯》へと移したことで使用不能となっている。

太陽を喰らう者（Sun Stealer）
草薙護堂がラーマ王に仕える古代インドの鉄風の白猿神ハヌマーンから簒奪した第5の権能。
暴風と共に逞しい大猿の形をした眷属『ハヌマーンの影』を呼び、熱エネルギーを吸収するという能力で、幼少期にハヌマーンが太陽を奪おうとして飛び立ち、雷神インドラの手で空から叩き落とされた逸話を再現している。太陽・焰・稲妻・高熱・閃光のかたまりなどの「ぴかぴか光るやつ」全般に有効で、『救世の神刀』が生み出す魔王殲滅の雷や体から高熱を発し続ける太陽神の本体ですら、ごく短時間なら封印してしまう。黒い影は変幻自在で、直径100メートルの擬似天体を呑みこめる程まで巨大化させられる。さらに、攻撃者より護堂の方が呪力で勝っていた場合、熱や焰の制御権を奪い自由に操ることが出来る。
忠実な知恵者であった生前の名残か、護堂からの細かい指示がなくとも気の利いたことを色々とやってくれる。簒奪から十数年が経過した『神域のカンピオーネス』では、火の鳥である梨於奈を呑みこんで人質にする、護堂を抱えて空に飛び去るといった応用も可能になっている。

反運命の戦士（Anti-Fatal Champion）
草薙護堂が《運命の担い手》と呼ばれる源印欧語族の創始した運命神の原典から簒奪した第6の権能。
運命による束縛をほどき、断ち切り、呼び寄せて任意の対象に結びつけることができる運命改変の力であり、運命にあらがうという神殺しにとってはあまりに当たり前な行為を実行するための権能。護堂自身も効くという確証が常にあるわけではない不安定な能力だが、成功例としてアリスの『病』の運命を断ち切り健康を回復させたことがある。さらに世界の理を理解する力もわずかに高まり、幽世でパンドラと交わした会話の内容を思い出せるようになった。
また、護堂の存在を源にして多元世界の隅々まで波動を広げ、もろもろの事象をひきおこす因果の糸を消し去り、運命という壮大な織物の模様を“無地”に帰せしめ、運命の軛を砕いて世界と宇宙の在り方を変えることもできる。自分でも何が起こるか全く分からず、何も起こらないことの方が多いという大博打の能力だが、ズルワーンとの戦いでは次元を超えてラーマ兄弟の助力を得ることができた。
護堂が運命の女神を倒したご褒美として自分で選び取った権能であり、運命神は倒せても運命そのものはたたき壊せないと考えて、並行世界に英雄ラーマを導く運命にあらがって彼を縛っていた『魔王殲滅の運命』を解くために習得した、パンドラも今回限りの特例として与えた「本当ならダメ」と言うほど強力な力。だが、本来の運命神の権能よりは部分的な力となっており、《盟約の大法》などは使えない。その運命の糸を自分自身に絡みつかせたことで護堂は救世主の役目も担うことになり、並行世界からの救援要請を聞く力や、アストラル界からなら「運命神の領域」へ自在に転移できる能力も獲得し、並行世界からの呼びかけを受けるだけで容易く世界移動ができるようになる。なお、「運命に逆らえる」権利も持つことから気に入らない仕事なら断ることもできる。ただ、護堂は“聖なる存在”である救世の勇者とは対極の魔王であったことから、『神域のカンピオーネス』の頃より前にもっとふさわしい誰かを探して《運命》が去ってしまい、そのため異世界へ行く手段を一つ失っている。
ヒューペルボレアで『反運命の気運』が高まっているのはこの権能の影響らしく、運命修正の秘力すら歪ませるほどの脅威とされる。

##### サルバトーレ・ドニの権能
斬り裂く銀の腕（シルバーアーム・ザ・リッパー, Silver-arm the Ripper）
サルバトーレ・ドニが不敗の剣と白銀の腕を持つケルト神話の神王ヌアダから簒奪した第1の権能。
『銀の腕』と化した右手で握った物体（剣である必要はなく、食事用ナイフや木の枝などであっても可）を、全てを斬り裂く必殺の魔剣へと変える能力。どんな敵が相手でも剣で勝負しなければならない、切断に至る前に刀身を砕かれれば一時的に無効化されるといった弱点はあるが、シンプルに「斬る」ことに特化した権能であるためかその力は絶大で、液体・気体・霊体・魔術といった形のないものまで斬ることができ、呪力を全力で注ぎ込んだときにはヘライオンや天叢雲のような神具や、魔剣を封じる言霊を込めた『戦士』の力をも切り裂いた。さらに、刃に様々な霊験を込めることで、一例として神やカンピオーネでも簡単に治癒しない魔性の傷を与える、一太刀で対象を八つ裂きにする、斬りつけただけで敵を爆発させる、ヴォバンの『死せる従僕』をただの死体に変える、光線を受け流すといった剣技の枠を超越した芸当を可能とする。相手に応じて剣の形を柔軟に変更でき、遠くの軍勢をまとめて一刀両断する時には射程1キロメートルを超える『光線状の剣（レーザーブレード）』とし、巨体を持つ神や魔獣とも戦う場合は体長20メートルの『猪』を一撃で屠るほどの威力を持つ、刃渡り8メートル弱、重量300キログラム超の大剣として振るう。なお、剣は自分の肉体の一部とみなされるのか、どれだけ巨大化させても本人は重さを感じない。
一度手放した物は魔剣化が解除されるが、ドニの意思で再び魔剣に変えられる。この性質を利用して、砕かれた魔剣の破片に対して再び権能を行使し、無数の刃を散弾として発射、飛散した剣の破片で一刀両断するという奇襲も可能。ただしドニには魔導のセンスが致命的に欠けるため、遠くの物を再魔剣化して操るには相当な時間を要する。
基本的には手に持てる大きさの物体を魔剣に変える権能だが、「大地」に使用して周囲360度の地面に白銀の輝きを広げ、その上に存在する全ての物体を見えざる剣の一斉斬撃で唐竹割りにする、「小惑星」を魔剣化して『流星剣』とし秒速40キロメートル以上の速度で地上へ落下させ、大陸を断ち切るといった奥の手もある。ただしそれぞれに欠点があり、前者はドニの主観では手にした剣で切りつけた方が手っ取り早いので、敵に囲まれたときにしか使用せず、後者は発動から着弾にタイムラグがあり、魔導のセンスのないドニでは発動のために極度の精神集中を必要とする。また、『流星剣』はユニバース235でしか用意していない。本来は「手にした物」が対象だが、ドニが羅濠との一騎打ちで成長した結果、徒手空拳の状態でただの手刀をも魔剣とすることが出来るようになった。

鋼の加護（マン・オブ・スチール, Man of Steel）
サルバトーレ・ドニが竜ファーブニルの殺害によって不死身となった北欧の《鋼》の英雄ジークフリートから簒奪した第2の権能。
《鋼》の不死性を受け継いだ権能であり、周囲に無数のルーン文字を浮かべ、その内側の肉体に鋼鉄の硬さと重さを付与して身を守る。衝撃までは無効化できないが出力に応じて質量が増していくため、体重をトン単位で増加させて攻撃に耐えることが可能となる。ただ、最低出力でも軽自動車ほどの重さはあるため、泳ぐことはできなくなる。重さによって動きが阻害されることもなく、剣を失っていたとしてもこの権能によって生じる重量と硬度を肉弾戦に転用できる。しかし、あくまで主観だが、使用中は微妙に関節の動きが悪くなったように感じるという欠点があるので、本気で斬り合いをする際には発動しないことが多い。
ある種の不死性も獲得するらしく、発動中は呼吸も食事も不要となるため、水中はおろか真空の宇宙空間でも年単位で活動し続けられる。仮に自身の魔剣のような強力な武器で鋼鉄体を突破されたとしても、傷口は『溶けた金属がまた固まった』ような形で即座に塞がり出血を防ぐ。ただ、《鋼》の弱点である超高熱に対しては防御が完璧でない描写が見られる。
通常状態で危険な場合は自身の意思で仮死状態になってやり過ごす。ただし、その後はしばらくの間衣服を含め全身が灰色になり、鋼鉄体の硬度も魔術耐性も失った無防備な状態と化す。さらに、仮死状態から復帰するにはある程度時間が必要であるため、信頼のおける者に肉体を守っていてもらうなどの対策が必要となる。
また、天蓋状にルーン文字の範囲を広げ、周囲一帯に鋼鉄体の強度を持つ呪術的な城壁を展開することで、味方を守ることも可能。だが、自分自身は不死性を失う、熱・風・雷までは防ぎきれない、神やカンピオーネのように強力な魔術耐性を持つ者には突破されてしまうといった欠点がある。

いにしえの世に帰れ（リターン・トゥ・メディーバル・スタイル, Return to Medieval Style）
サルバトーレ・ドニがローマ神話の発明を司る火と鍛冶の神ウルカヌスから簒奪した権能。
周囲一帯の文明を中世ヨーロッパのレベルまで退行させ、当時存在しなかった電気・ガス・蒸気・火薬などの関わる全ての近代的な発明品・機械類の動作を封じる力。発動時には、何らかの物体に『nudus ara』『sere nudus』（裸で耕せ、裸で種を蒔け）というヘシオドスの言葉をラテン語で刻むのが条件で、文字を刻んだ物を破壊すれば権能を解除できる。通常時の規模としては小都市を覆う程度で半日ほどしか持たないが、呪力を振り絞れば範囲は大都市レベルまで跳ね上がり、持続時間も数日単位まで延長させることが可能。有用性は高くないが、世界に脅威を与える点で恐るべきポテンシャルを持っている。

聖なる錯乱（Devine Confusion）
サルバトーレ・ドニがギリシア神話の狂気を司る酒と豊穣の神ディオニュソスから簒奪した権能。
あらゆる神秘の力を活性・暴走させるフィールドを形成し、その範囲内では自身の権能を含め、全ての権能・魔術・呪力が制御不能になる。一見すると有用性が低いため護堂は自爆技と称したが、驚異的な剣技を持つドニにとっては、神秘の介在しない武術のみで戦える舞台を作れる最高の切り札と言える権能。発動までに少々時間がかかるのが難点だが、一瞬だけ発動して敵の権能をごく短時間だけ妨害することもできる。

鋼鉄の暴走（Iron Stampde）
サルバトーレ・ドニがギリシア神話の鋼の軍神アーレスの息子である兄弟神フォボスとディモスから簒奪した権能。
馬などの畜獣・馬車・自動車といったあらゆる「地上を疾走する道具」にドニをボスと崇める意思に目覚めさせ、軍団を指揮して攻撃・突撃・暴走を行わせる。数万単位で影響下に置くことが出来、鋼鉄の鎧・装甲板・衝角・刃で武装させることも可能。ただし、突撃と暴走以外の命令を下すことは出来ない。車の多い都市部で凶悪な効果を発揮する。

神の見えざる剣
サルバトーレ・ドニがアルメニア神話の焰の髭と髪を持つ鋼の軍神ヴァハグンから簒奪した新たな権能。
居合い切りの技で虚空を切り裂き、飛ばした閃光で対象を一刀粉砕する。ヴォバンの《ラグナロクの狼》のような、落下する隕石に匹敵する物体でも一撃で破壊可能なほどの威力を持つ。ドニが手にした2つ目の強力な飛び道具で、『流星剣』を用意していない並行世界でも使用できる利点を持つ。
命名者は賢人議会ではなく芙実花で、他の候補は《天翔龍閃》。

##### サーシャ・デヤンスタール・ヴォバンの権能
貪る群狼（リージョン・オブ・ハングリーウルヴズ, Legion of Hungry-wolves）
サーシャ・デヤンスタール・ヴォバンがギリシア神話の狼の太陽神アポロン・リュカイオスから簒奪した第1の権能。
アポロン神の聖獣にして「闇と大地の獣」である鼠色の体毛を持つ魔狼を使い魔として無数に召喚し、意のままに操る力。個々の狼は神獣ほどの能力は持たないものの、馬並みの体格を誇り、大騎士クラスの実力者でなければ苦戦するレベルの猛獣である。従僕と同時に使用し騎兵の軍団を指揮することも可能。
ヴォバン自身も灰色狼へと顕身でき、野獣の身体能力を得られる。短剣並みに大きな牙はカンピオーネの強靭な肉体でも貫通するうえ、人狼化した肉体は使い魔たちとは比べものにならないほど強靱で、俊敏さと反射神経にまかせて人類最高クラスの剣士と互角の白兵戦を演じられるだけのスピード、パワー、身体能力を持ち、大型自動車をスクラップにできるほどの打撃でもほとんどダメージを受けない。さらに、巨大な敵と戦う場合は最大で全長50メートルを超える「大巨狼」へ変身できる。この状態の時には、権能の元となった神格の『光の加護』で太陽に由来する攻撃に対して高い耐性を持つ。加えて、アポロンの母レトが大地の女神で、アポロン自身も地底の洞窟で産まれたことから、一瞬にして地中深くへもぐり、自在に移動する能力も得る。召喚した魔狼も2匹程度なら巨大人狼化させることが可能であり、太陽への耐性や頸だけで行動できる異常なしぶとさなど本体の能力が一部反映された強力な存在と化す。
また、周囲にいる他者へ狼の刻印を与え、永久に狼の姿へと変える効果も存在する。人狼達には助走なしで4メートル以上も跳躍し、垂直な壁さえ駆けのぼるほどのすさまじい脚力・ダッシュ力が付与される。人間だけでなく、馬などのほかの動物も対象になる。その気になれば数十名を同時に変化させられるが、ヴォバンはこの力を意味あるものととらえているため滅多なことでは使わない。死ぬ寸前の重傷を負っても、人狼化すれば魔獣の生命力で持ち堪え、傷を回復することができる。狼たちの目を介して離れた場所の様子を探り、口を借りて自分の声を届けることも可能。

死せる従僕の檻（Death Ring）
サーシャ・デヤンスタール・ヴォバンがエジプト神話の豊穣と冥府の神オシリスから簒奪した権能。
自らが殺した人間・神獣・妖魔・魂を持った人造生物などを生ける屍（リビングデッド）としてこの世にとどめ置き、忠実な従僕として絶対服従させる力。従属させられた者はこの権能に魂が囚われている限り身体が壊れようと時間がたてば再生し、自分の周囲まで瞬間移動させることもできる。隷従させている名だたる魔術師達は、魔術の知識を一切持たないヴォバンにとって優秀なブレーン役であるため重宝されている。なお、人間より霊的な格が上である神獣の場合、手元まで召喚することはできないため、本拠地のバルカンで待機させている。
従僕たちは判断力が生前に比べ格段に落ちているため戦術行動や予測などができず、生前に持っていた貴重な資質が失われてしまうおそれもあるのが欠点。加えて、死者の魂は権能によって無理矢理仕えさせられているだけなので支配力は絶対的なものではなく、智慧の剣などで権能を停止させられてしまうと捕らえていた魂が解放されてしまいアンデッドを呼び出せなくなる、敵が精神感応系の権能を持っている場合は逆に利用されてしまうといった危険性がある。
さらに、古戦場や墓場などにおいて死者の素性や数を霊視する力も持ち、死霊に質問して無理矢理答えさせることもできる。

疾風怒濤（シュトルム・ウント・ドランク, Sturm und Drang）
サーシャ・デヤンスタール・ヴォバンが古代朝鮮の嵐を司る三身一体の神風伯・雨師・雷公から簒奪した権能。
嵐を呼び、風雨雷霆を操る力。この権能の影響で、ヴォバンの気が昂ぶると周辺が嵐になる。暴風や土砂降りのような稲妻で攻撃することで、極大の雷によって鋼鉄をも灼き尽くし、鋼の軍神の鋼鉄体にさえ甚大なダメージを負わせることができる。応用性が極めて高く、避雷針のように相手が落とした雷を躱す、大雨で河川を氾濫させ石橋を押し流す勢いの鉄砲水を引き起こす、激しい風雪から着衣の濡れを防ぐ、大気を操作して自由自在に空を飛ぶ、自分の周囲の気候を調節して適温を維持するなども可能。また、《貪る群狼》と併用すれば、魔狼化した自身の口から雷を吐き出せるようになる。さらに、全力で呪力を注げば、国家から世界規模の天候を長期にわたり制御できる。ただし、3種類の天候を操る権能であるためか、1つの気象に特化した力に支配力で上回られる場合があり、霧などの操作は権能の対象外。

ソドムの瞳（Curse of Sodom）
サーシャ・デヤンスタール・ヴォバンが古代ローマの英雄にして隻眼の軍神であるホラティウス・コクレスから簒奪した権能。
ヴォバンが自らの目で見た生物を、数に関わらずすべて塩の柱へと変える邪眼。『旧約聖書』にある神の焰で灼かれたソドムの都を見た者にあたえられた神罰を再現できることから名付けられた。発動中は視力が増大されて数キロメートル先まで見通せるようになり、透視能力も得られるため遮蔽物を無視して作用する。能力に上限は存在せず、その気になればその場をほとんど動かないまま東京都民全員を塩化させることも可能。生命活動は維持させたまま下半身のみを塩にするなどといったコントロールも可能。ただし、神や神殺しに対しては肉体の一部を一時的に塩化させるのが限度なので、彼らとの戦いでは接近戦の補助として用いる。なお、あくまで生物が対象の権能なので、アテナの石化の邪眼とは違い無機物までは塩化させられない。
塩化の解除は非常に困難であり、塩化した直後では最高峰の治癒の力をもってしても一時的な復活が限界。作中では時間経過によるヴォバンからの呪力供給停止・「顕聖之符」の破邪の力・天叢雲劍による呪力吸収・禍祓いという4つの要素があって解除できたのが唯一の成功例となっている。

冥界の黒き竜（Otherland's Dragon）
サーシャ・デヤンスタール・ヴォバンが古代メソポタミアの竜蛇の相を持つ地母神イナンナから簒奪した権能。
肉体から分離させた霊魂を、実体を伴う体長30メートルのブラックドラゴンへと変える力。魔竜化した霊体は、片手が使えずとも体格が互角の『猪』を抑え込むほどのパワーを誇り、加えて竜の口からは強力な焰を噴射する。変身中は「死を想起させる儀式」として自らの心臓をえぐり出すことにより、地上から冥界経由でアストラル界への転移が可能で、呪力を高めれば目的地へと強制的に送り込む性質があるアイーシャの『通廊』内でも自由に移動できる。
さらに竜蛇の不死性により霊魂はなかば不滅となっており、ドラゴンの体が滅びたとしても魂の状態から再生が可能。人間体の時に敵の攻撃によって死亡した場合、例え肉体が完全に灰になっていたとしても、大量の呪力を消費することで五体満足で蘇生させる効果もある。ただし、復活時に消耗した呪力は1〜2ヶ月の間決して回復しない。
仮死状態となった自らの肉体が無防備となるのが最大の弱点で、この権能を使う時は主に従僕たちに命じて体を守らせている。ドラゴン化には面倒な手順を踏む必要があるらしく、変身は魔王内戦まで80年以上使用してこなかった。また、魔狼状態とは異なり太陽への耐性も失われてしまうほか、《鋼》が持つ竜蛇殺しの権能が弱点となる。

劫火の断罪者（Red Punishment）
サーシャ・デヤンスタール・ヴォバンが中国の炎神・祝融から簒奪した権能。
空を覆い尽くすほどに巨大な神すら灼き殺す断罪の焰のかたまりを天から落とし、地獄の劫火で周囲を焦土と化す劫火殲滅の力。直径20キロメートル前後の範囲を焼き尽くし、最低でも都市一つ覆い尽くすまで燃え広がる。以降はいつでも解除可能で、最高で7日7晩燃え続ける。敵地や戦場を一撃で焼け野原に変えるほどの威力があるが、威力が高すぎてあとには何も残らないので使い所が難しい、呪力の消耗が大きいため連戦では使いづらい、上空から落下させる以外に一切の応用が不可能なので防御などに使うことができない、発動から着弾まで数十秒ほどかかるなど欠点も多い。さらに、自分が巻き込まれないために遠距離から焼き払う必要があるという性質から攻撃が大味なので、しぶとい相手を倒しきれる確証もないことから神やカンピオーネ相手の戦闘では使いにくい。実質焦土戦術向きの権能であるが、牽制目的で行使する場合もある。

血の聖餐祭（Bloody Blessing）
サーシャ・デヤンスタール・ヴォバンがシヴァの妻の1柱とされるインド神話の戦闘女神カーリーから簒奪した権能。
血を見た者・臭いをかいだ者・味わった者を数の制限無く対象とし、血を求める殺傷本能に覚醒させる。対象は肉体を強化されて鬼のような戦闘能力を得られるが、凶暴化し手近な生き物を本能のままに殺そうとする殺戮鬼となってしまう。よほど強靱な精神力の持ち主でなければ衝動を押さえ込むことが出来ない。羊1頭程度の犠牲で軍勢を十数万単位で殺し合わせて壊滅させられる凶悪な権能である。

詠う呪文書（Singing Spellbook）
サーシャ・デヤンスタール・ヴォバンがテンプル騎士団が崇めた黒き魔道の邪神バフォメットから簒奪した権能。
魔術の使い手から知識と術を無理矢理奪い、適当な紙の束に文字化して刻みつけ表紙に口のついた呪文書として保管する力で、ヴォバンの指示で魔術を行使することが可能。呪文書は、背表紙の高さが10歳児の背丈ほど、厚さも子供の肩幅と同じほどもある黒革の巨大な書物の形をしていて、宙に浮いている。
元々は《死せる従僕の檻》の方が利便性が高く、本人も本のページをめくるのを嫌う性分なのであまり使わなかった。だが、『神域のカンピオーネス』において使い勝手を改善させるための即席の工夫で、ヴォバンにページをめくらせるなと命令されたことで、『魔導書の精』として少女の姿の使い魔に変化した。
魔導書の精
《詠う呪文書》が変化した具現体（アバター）。紫のドレスと黒い外套、つば広の黒帽子をまとう、か細い声に12歳前後で金髪碧眼、クラシックドールのように可憐な色白の少女の姿を取っている。ヴォバンには絶対服従するよう指示されており、自らの意思で侯爵の要求に適した魔術を使用することができる。《瞬間転移》のような高難度の魔術を幾つも使いこなし、侯爵が求める神話の知識や遠隔地の情報などを伝える役目も担っている。

名称不明
サーシャ・デヤンスタール・ヴォバンが神託の守り手ゴルディアスから簒奪した新たな権能。
敗れぬはずの国を滅ぼし、不死身の神や魔物を殺めるための、「定められた運命を断ち切る力」。例として権能を短剣に込めて使用することで、切れぬはずの拘束具を切断し、因果を操る権能を無効化して致命傷を負わせることが可能。

ラグナロクの狼
サーシャ・デヤンスタール・ヴォバンが北欧神話の終末の魔狼フェンリルから簒奪した新たな権能。
全長60メートルを越す巨大なフェンリルの頭蓋骨へと変身、あるいは召喚し、相手を丸呑みにする。フェンリルが終末の時に太陽を呑みこむとされることから、太陽神の力に対して非常に有効。空から地面に激突させれば直径数百メートルのクレーターを穿って大爆発を起こすほどの破壊力を誇り、そのパワーを押し止めることさえ難しいが、小回りが利かず、気の利いた使い方もできないうえ、連発もできないのが欠点。ある程度の威力調節も可能なようで、その気になればコロニー落としやティアマト彗星並みの一撃を繰り出せるとされる。

##### 羅翠蓮の権能
大力金剛神功（だいりきこんごうしんこう, The Power）
羅翠蓮が阿吽一対の仁王尊・金剛力士から簒奪した第1の権能。
金剛力士のパワーと筋力を己の体に宿し、無双の剛力を生む力。英語名そのままのきわめてシンプルな権能だが、武林の至尊たる羅濠とは非常に相性の良い能力で、全呪力を注ぎ込めば、手刀で山海を裂き、拳で天地を震わせるほどの怪力を発揮する。
さらに、人の身体に収まりきらない『金剛力の精』を黄金のオーラとして外に発し、我が身の延長とすることで、でたらめな応用性を発揮する。そのオーラを巨大な掌へ形状を変化させ敵を打ちのめしたり、鎧のように身に纏って護身することが可能で、一点に集中すれば万物を斬り伏せるドニの魔剣さえも防いでしまう。また、オーラを巨大な黄金色の金剛力士の顕身として実体化させて、自身が習得している武術を行使させることもできる。顕身は最大3000メートルもの巨体となるが、大きくなるほど強度が低下する弱点があるため、状況や敵に合わせて5〜15メートルの範囲で使役する場合が多い。呪力の消耗が大きく、金剛力士へのダメージは羅濠本人にフィードバックされるが、緊急時に大規模な攻撃から身を守る際は楯や鎧の代わりとして利用される。

竜吟虎嘯大法（りゅうぎんこしょうだいほう, Dragon Voice）
羅翠蓮がインド神話の聖歌の女神ガーヤトリーから簒奪した第2の権能。
声や息吹を超音波の魔風として吐き出し、全てを薙ぎたおす衝撃波を発生させる風撃の力。吟じる時間が伸びるほど破壊力が増すことから詩歌の形で使用する。風を操作して、巨大な神獣や神の攻撃を止める防壁や、ふれたものを一瞬にして崩壊させる竜巻を創り出すことが可能。少し謡った程度でも巨大な神獣を吹き飛ばすほどの魔風が生まれ、羅濠が限界まで謡い続けた場合の破壊力は想像もつかないほどになるとされている。また、呪力を込めて軽く一喝するだけで大型車の追突並みの衝撃力を発揮するほか、声を出さずに軽く息を吹きかけてもゲンコツ程度の威力の魔風が発生する。白兵戦と併用することで、格闘と衝撃波のコンビネーションが可能。さらには声だけで超音波破砕を起こして、霊験あらたかな聖遺物や御神体だろうと粉々に分解することもできる。
羅濠自身の声と風のうなり以外のあらゆる音を遮断し、発声を封じることもできる。

黄粱一炊夢（こうりょういっすいむ, Terrible Metropolis）
羅翠蓮がローマ神話の大地の豊穣神サトゥルヌスから簒奪した権能。
『自分が住んでいる町の農業生産力と経済力を大きく上昇させる』風水的かつ戦略的な能力で、権能の範囲内では豊作が続き、商工業が大きく発展する。さらに、そこに住む人々のモラルが向上するため治安も良くなり、住民に幸福が舞い込むようになる。ただし、自身がそこを離れると一気に都市は没落する。
一定以上の人口のいる場所でなければ発動できないという条件があるため、《ユニバース235》における住居（無人の山奥）ではまったく意味を成していなかったが、神話世界ヒューペルボレアで建国した『海王の都』の大発展に大きく役立った。

百草芳菲、千花繚乱（ひゃくそうほうひ、せんかりょうらん, Hopeless Forest）
羅翠蓮が中国の陰陽五行の理における木行の神精・太歳神から簒奪した権能。
場所を問わずに草木や花々を生み出し育てる力で、生み出した植物には様々な性質を与えることができる。例として「適者生存」をキーワードとすれば、毒草から食獣植物まであらゆる凶暴な草花が繁茂する密林を形成し、標的を魔の樹海の中に引きずり込んで襲わせることが可能。
特に意識しなくても何か行動を起こすたびに花を咲かせてしまうらしく、花畑程度の規模にとどめることも可能だが、時間をかければ日本列島全体を花畑で覆い尽くし、呪力を全力で消費すれば中華全土ですらも腐海に変えることができる。なお、智慧の剣などで権能自体を強制解除させられた場合、魔性の植物の活動は停止するが、異常な生長そのものは消すことができず、最低でも半年以上は元に戻らないと考えられている。

将軍令、男児当自強（Kung fu Cult Master）
羅翠蓮が中国白蓮教の弥勒仏から簒奪した権能。
羅濠の号令のもとで武術の鍛錬に参加した全ての者が対象となり、教主の勇壮な『戦いの歌』を聞いた者の技術を一流の武術家にまで引き上げ、銃弾すら跳ね返す『鉄頭銅身』の肉体を与える力。対象者は羅濠に絶対服従で、命令されずとも教主が念じたとおりの行動を取る。

蒼天巳死（Heavens fall）
羅翠蓮がペルシアの天竜ゴーチフルから簒奪した権能。
日食や月食を引き起こす力。通常は半日程度で収まるが、大量の呪力を使い年単位で維持することも出来る。

宝船厰
羅翠蓮が旧約聖書の洪水神話に登場する古今東西の神話で『最大』の船乗り・ノアから簒奪した新たな権能。
『魔法の船を製作する』という能力で、様々な機能・数の船を用意できる。作中ではカタパルトを甲板に搭載する《ノアの方舟》と同じ大きさの超ド級の巨船（作中では《海竜王》と名付けらていれた）、100隻以上の船団、勝手に目的地まで進んでくれるヨットなどを作っている。

##### ジョン・プルートー・スミスの権能
超変身（メタモルフォセス, Metamorphoses）
アニー・チャールトン（ジョン・プルートー・スミス）がアステカ神話の魔神テスカトリポカから簒奪した第1の権能。
特定の物を『贄』として5つの特異な変身体に変化する力。一度『贄』を得ればしばらくの間は同じ変身体を何度も使いまわせるが、制限時間を超えると以降7日間は同じ変身体を使用できなくなる。
大いなる魔術師
《超変身》第1の変身体にして最強の形態。シャーマンのような姿をした、全身が黒く右足が黒曜石で出来た全高15メートル、体重4、50トンの「神秘の巨人」となる。顔は黒と黄色の横縞で、七面鳥の羽根飾りを頭に付け、紅・黄・黒の長い布で体を包む。ビルや橋梁、船舶などの「人が土より作りし巨大な建造物」を『贄』とし、捧げられる物体に稲妻を落として炎上させる。全身から迸る雷を武器とするほか、穂先から紅蓮の焰と衝撃波を放つ槍を背中の木筒に納めている。この形態でのみ、権能などを打ち破る「神力無効（Spell Canceller）」の呪法を使うことができる。
豹（ジャガー / オセロット）
《超変身》第2の変身体。その名の通り、エメラルド色の瞳を持つ豹に姿を変える。照明などの「人工の光」を『贄』とする。贄にされて一度消えた光は夜が明けるまで決して灯ることはなく、ハリウッド全域を闇に包んだこともあるとされる。ほんの数十秒で数百マイルを走破する脚力と、影から影へ移動する能力を持つ。
殲滅の焰
《超変身》第3の変身体。「太陽」の具現である蒼黒い焰の塊に顕身し、我が身諸共滅ぼす最期の化身。『贄』は「雨と自分自身」であり、発動後はその一帯にしばらく雨が降らなくなり、贄に捧げた自らが焼け死ぬことを防ぐために強靭な肉体へと変身する。その瞬間火力は凄まじく、作中では様々な要素が重なったとはいえ一撃で3柱もの神々を滅ぼした。一時的に実体を失うのを利用して緊急回避にも使える。通常の姿にはすぐ復活でき、他の形態への変身能力も失われない。
黒き魔鳥
《超変身》第4の変身体。「滅びの風」を司る、猛禽の姿をした翼長10メートル程の黒い怪鳥に変身する。「大地」を『贄』とするため、発動時は周囲に地震を発生させることで大地を傷つける。高い飛行能力を持ち、口からはシロナガスクジラでも一瞬で融解させられる魔性の毒霧を吐き、翼からは相手を毒で冒し麻痺させる呪力を持つ灰色の煙を放出する。空から襲いかかり鋭い鉤爪や嘴で切り刻む肉弾戦も得意とし、遠距離攻撃を持たない地の獣ならどれだけ巨大で獰猛でも敵にはならない。
蛇使い
《超変身》第5の変身体。「自分以外の何物かが殺した生き物の屍」を『贄』とする。「煙を吐く者」を司るとされる。本編には未登場。

魔弾の射手（The Freeshooter）
ジョン・プルートー・スミスがギリシア神話の遠矢撃つ月と狩猟の女神にして獣の女王アルテミスから簒奪した権能。
『アルテミスの矢』の通称で呼ばれる蒼白い光の矢を放つ。非常に柔軟な操作性能を持つ戦術・戦略兵器であり、北米からヨーロッパへの狙撃、爆発、散弾化、発光による目潰し、神速での自動追跡、発射後の自由なコントロール、飛び道具の迎撃、聖なるナパーム弾化、時空間を飛び越えアイーシャ夫人の『通廊』を通り抜けた先にある物すら撃ち抜く、などの応用変化が可能な万能の攻撃手段。また、同時に複数の矢を放つことで威力を強化でき、さらに追加で呪力を大量につぎ込めば格段にパワーアップするという性質があり、2発放つと威力は倍以上に、一度に全弾放つとカリフォルニアを7日間決して消えない焰で焼き尽くして荒野にする程の威力を出せる。ただし、攻撃性能の万能さに対して攻撃回数で制限がかかっており、月が満ち欠けを繰り返す間（＝約1ヶ月）に最大6発までしか撃てないという弱点があるため、残弾が尽きれば新月の夜のチャージを待たなければならない。
豹や魔鳥形態の時にはその口から、人間形態の時にはアストラル界に住まう闇エルフの鍛冶術師が作った大口径の6連発リボルバーの形をしたエオル鋼製の魔銃から放たれる。自身が近くで権能を使うか先に許可を出していれば、他者が魔銃を手にしていても矢を発射することが可能。なお、矢を装填していない魔銃そのものも強力な品で、空砲で空気のかたまりを放つだけでもダウンタウンを5区画ほど吹き飛ばし精密機械をダウンさせるほどの超音波を発生させられる。

妖精王の帝冠（Lord of Elves）
ジョン・プルートー・スミスがアストラル界を統べる妖精王の1柱オベーロンから簒奪した権能。
神以外のアストラル界の住人に対して「妖精王の支配力」を発揮する力で、アストラル生物が適応できる場所にいるときならばあちらの住人を一時的に地上へと呼びよせたりできる。最高位の魔女でも事前にいくつもの準備が必要なアストラル界への転移を精神集中するだけで行えるため、パンドラとも割と気軽にやり取りでき、カンピオーネの中では例外的に彼女との会話内容を比較的鮮明に記憶できるという恩恵もある。また、妖精王としての力で魔物や魑魅魍魎の類に対する勘が非常によく働き、アストラル界からの交信にも敏感になっている。
権能と同時に『オベーロンの森』を初めとするオベーロンが所有していたアストラル界の支配領域も引き継いでおり、王として民の要請を引き受ける責務も持っている。

形なきもの（Formless Spawn）
ジョン・プルートー・スミスがソロモン王が使役した72の魔神の1柱で、地獄の伯爵とされ、あやしげな霊術と幻惑を本領とする大悪魔ビフロンスから簒奪した権能。
物体の形を「あいまい」にして、素通りできるようにする能力。主に不法侵入や緊急回避に用いるが、かなりの広範囲を影響下に置ける権能でもあり、都市まるまる一つを対象にすることでこれを蜃気楼の街に変えることも可能になる。受け入れてさえもらえればカンピオーネの肉体にも作用し、魔術破りの効果を乗せた攻撃も通用しない。ただし、連続しては使えないのが弱点で、同じ物体に再使用するには15分ほど時間を空ける必要がある。ビフロンスの、「死体と幻影を操り占星術をはじめとする神秘知識を持つ」「不定形の怪物として地上に顕れる」といった性質を反映した権能とされる。

深き底の使徒（EarthSea Shaker）
ジョン・プルートー・スミスがシュメールの神々を産み出した母なる海と大地の女神にして竜神であるティアマトから簒奪した権能。
異形の魔神を水底や地底に呼び出して使役し、河川や海の水を操って氾濫や津波を起こし、大地に地震を発生させる。威力を抑えて一軒家を揺らす程度にも出来るが器用ではないので精密な制御は失敗しやすい。逆に威力と範囲を高めるのは容易で、大きく消耗するほどの力を使えばカリフォルニア全土を地震と洪水で呑み込むことが出来る。ただし、地表や大気中に魔神を召喚することは出来ない。

##### アレクサンドル・ガスコインの権能
電光石火（ブラック・ライトニング, Black Lightning）
アレクサンドル・ガスコインが雷と幻視を司る堕天使レミエルから簒奪した第1の権能。
神速で移動を行う閃電の権能。発動中は雷を纏うので、行使する際には火花が走る兆候がある。応用範囲が広く、緩急の制御、分身、飛行、他人を神速状態にする、軽装で紙より重いものを持たなければ、気配を断って音も影もなく神速となる、といったことが可能。ただし、人間体での使用は5分で脳が悲鳴を上げ、20分で強烈な時差ボケのような不快感を覚え、限界を超えて使い続けると元の速さにしばらく戻ってこれないという副作用があり、神速共通の弱点として精密な動きも難しい。
自身を人型の電光に顕身させる事も可能で、放電しながら体当たりして相手を感電させたり、雷光弾を放って遠距離から攻撃でき、接触するだけで巨体を誇る猛牛すら感電死させる。この状態では神速による肉体的負担が低減し、ほとんどの物理攻撃を無効化するが、カンピオーネの肉体が本来持っている強力な魔術耐性が失われてしまう欠点があり、カンピオーネや神が行う術破りなら容易く破られ、人間の術でも大がかりな備えがあれば解除される可能性がある。特に高所を飛行中に顕身を解かれると、墜落して大きなダメージを負いかねないというリスクがある。また、呼吸のできない水中での行動も不得手。
さらに、時間操作のパワーを電光のエネルギーとして一気に外へ爆裂させる、《黒い稲妻》という地上を焼き払うための攻撃形態が存在する。漆黒の雷光を四方八方へまき散らし、周囲をすさまじい灼熱と衝撃で容赦なく打ちのめすという大技で、護堂の『白馬』並みの破壊力を発揮することが可能。神速を一気に爆発させるのであまり長時間は抑えておけないが、時を止める魔眼の全力でも動きを止めきれない。ただし、これを行うと半日ほど神速も電光化も使えなくなる。

復讐の女神（ジャッジ・オブ・フューリーズ, Judge of Furies）
アレクサンドル・ガスコインがギリシア神話の復讐の三女神エリュニエス（鬼女メガイラ・復讐者ティシポネー・時を止めぬ名状しがたきアレクトー）から簒奪した第2の権能。
復讐の三姉妹を召喚して「復讐のフィールド」を形成させ、その眼前で行われた攻撃や呪詛を三女神がたくわえ、アレクの指示に応じて加害者に叩き返す。反射ではなく「やられた分だけやり返す」能力なので、十分な威力を叩き返すためにはフィールド内でそれなりのダメージを受ける必要がある。復讐のフィールドは複数展開することも可能。
召喚には一定時間の瞑想と儀式が必要になるが、前もって召喚しておいて自分の元に出現させることは可能なので罠として設置しておくのが基本的な使い方。ただし、最初から女神の姿を晒す形であれば、瞬時にフィールドを形成することも可能。また、瞑想時に消費した呪力に応じて準備時間を短縮することもできるほか、アレク自身の苦痛や血を糧にして瞬時に召喚することも出来る。
さらにこの女神達は相手の技能や武器を模倣して、そのまま使うことが出来る。女神達が反射できる威力の上限はかなり高く、肉体も頑丈で大抵の攻撃は弾いてしまえるが、上限を超えたダメージを負って殺されると権能も解ける。

大迷宮（ザ・ラビリンス, The Labyrinth）
アレクサンドル・ガスコインがクレタ伝説の大地と迷宮の神ミノスから簒奪した第3の権能。
地底や建造物の中に巨大な迷宮を創り、相手を引きずりこむ。影響下に置ける範囲はかなり広く、空や海なども対象にでき、展開した地勢に応じて迷いの森や魔の海域などに変化するが、地上に迷宮を作る場合には前もって周辺地形を把握しておく必要がある。迷宮の主たるアレクサンドルには、『最深部へ瞬間移動できる』『離れた場所から取りこんだ相手と会話する』『魔術や権能による外部との交信を遮断する』『配下の位置を自由に配置換えする』などの特殊能力が幾つか与えられる。迷宮を霧の結界で包み、指定した敵だけを迷宮の外に排除することもできる。
アレクサンドルが不在の間は、黒い仔牛の形をした小さな顕身が迷宮の管理を行う。使用後1カ月ほどは再使用ができず、魔力の供給がなくなれば3、4カ月で消滅する。ただし、第三者からの魔力供給でも機能の維持は可能。

無貌の女王（クイーン・ザ・フェイスレス, Queen the Faceless）
アレクサンドル・ガスコインが半人半蛇の女神メリュジーヌから簒奪した権能。
配下としたメリュジーヌ本人を使い魔として召喚する。上半身は白い鳥の翼を生やした赤毛で長髪の女性、下半身は蛇の胴体に魚の尾びれが付いた姿をしている。戦闘ではどこからか取り出した投槍や死神が持つような大鎌を用いる。顔を見られてはならないというルールを破ると即座に消えてしまうため白兵戦には向かないが、機動力・破壊力共に申し分なく、陸海空のあらゆる戦闘に対応でき、伸縮自在でこぶし大から10メートル以上の大きさにまで巨大化可能。女神本人であるため知能も高く、捜索・魔術・占い・誘拐などにも対応でき、対象の影の中に潜入させて密かに護衛させることも可能。さらにあらゆる場所に自在に出入りする能力も持ち、壁や天井を通り抜けて奇襲を仕掛けたり、影と同化して対象を護衛させることもできる。これらの性質から、アレクは彼女を万能のアシスタントとして重宝している。

さまよう貪欲（ウィアード・グリード, Weird Greed）
アレクサンドル・ガスコインが巨獣ベヘモットから簒奪した権能。
吸引と重圧の効果を持つ直径2、30メートルの黒い球体《貪欲の魔球》を作り出し、相手を引き寄せて束縛する。ブラックホールさながらのすさまじい吸引力からは、まつろわぬ神が呪力を高めようとも簡単には脱することができず、神速を使い全力全速で駆け抜けでもしなければ拘束から逃れられない。引力を一瞬だけ消し去るなどの出力調節も可能で、これを利用して敵の体勢を崩すこともできる。ただ、球体の移動速度は極めて遅いため、《復讐の女神》と同じく罠として設置しておくのが基本。吸引力を落とすことで球体のサイズを小さくすることもできる。

時間逆流
アレクサンドル・ガスコインがギリシア神話で過去を司る『運命の三女神』の次女ラケシスから簒奪した新たな権能。
時間を逆流させて、何でもリセットすることができる『巻きもどし』の力。相手の攻撃を防いだり、周囲を破壊される前の状態にもどすだけでなく、《黒い稲妻》など使用制限のある自身の権能を復活させることも可能。発動の際は人差し指で宙に『△』の図形を描く。ただ、連続使用は本人への負担が大きく、短時間のうちに3回も使えば身動きできないほどに体調を崩すので、気軽に使うことはできない。

##### アイーシャの権能
生か死か（Live or Die）
アイーシャがギリシア神話の春と冬の女神ペルセポネから簒奪した第1の権能。
春の乙女であり、冬と死を司る冥界の女王でもあるという、ペルセポネの二面性を体現した2種類の力を秘めている。
春の女神としての能力は《万能の治癒》ともいうべき超回復。生命力を操り、傷ついた者へ命の息吹を吹き込むことにより瀕死の人間すら一瞬で癒すことが可能となり、呪力を全力で込めれば邪眼によって無機物に変えられた者を一時的に命ある姿に戻すこともできる。さらに副次的な作用として、怪我だけでなく呪いや毒をも見ただけで察知する眼力を獲得する。ただし、カンピオーネを治療することはできない。
1日ほどかけて準備して「反転」させると、寒波をもたらしすべてを凍てつかせる「冬の力」となる。『冬と吹雪』を呼びよせ、相手を氷漬けにしてあらゆる命を停止させる冷気を放ち、冬の女王の呪縛として冷気を『氷の大蛇』の形で操ることも可能。ただし、力を使いすぎると半年から1年、もしくはそれ以上の間、冬の寒さが残って厄災の原因となってしまううえ、自身がふと思いついただけの作戦すらも半自動的に実行してしまうという制御不能な面を持つ。加えて、冷気によって周囲に居る人間たちが低体温症を起こして倒れてしまうという問題点もある。
さらに、神すらも即死させうる切り札として、地底の冥界に通じる地割れを起こして敵を引きずり落とす『冥府落とし』がある。冥府の穴からは常人ならば周囲にいるだけで凍死しかねないほどの冷気が噴き出るという追加効果まであるが、大地母神を含む冥府の神々や復活を遂げる伝承を持つ神々にはあまり効果がなく、これを使うと「冬の力」はしばらく使用不能になるうえ本来の癒しの力も弱体化してしまう。

幸いなる聖者への恩寵（Grand Luck）
アイーシャが中国の善なる民衆の守護神・地蔵菩薩から簒奪した第2の権能。
《幸運の招来》を行い、善行の成就に努めている限り自らの行動が成功するように幸運が発生するようになる。その本質は、吉と凶、幸運と不幸という、因果の帰結をゆがめる「2種の力」を異様に高め、己に都合よく幸いを引きよせ、他人に不幸を押しつけるというもので、故に自分の善行を妨げようとする者に対しては不幸が訪れる。不幸の度合いは相手の力量に応じて変化し、相手が人間の範疇にあるなら事故に巻き込まれたり同行者が急病にかかる程度で収まるが、カンピオーネともなれば大規模な災害に巻き込まれる。アイーシャを狙った暗殺者が勝手に転んで自分の凶器で死ぬ、というような幸運もしばしば起こるらしい。権能そのものは自在にオンオフできるが、すでに起こってしまっている現象を中断させることはできないため、自らもその不幸に巻き込まれてしまうことがある。また、禍福はあざなえる縄のごとしという言葉の通り、何度も連続して幸運に恵まれて一定量を超えると反動で大きな不運に見舞われてしまう。
応用として、同様の効果を持つ『幸運の加護』を他人にあたえることも可能。対象は自らを取りまく幸運の気を自覚できるようになるが、大きな反動などの自分自身に使う時と同じデメリットがあるのでめったに使わない。
《妖精郷の通廊》と密接な関係を持つ権能であり、発動中ならば大量の呪力を代償に「修正力」をも利用して通廊の中に緊急避難することも可能となる。さらに「起こりうる最大の吉凶」を願った場合には、夜空を血のように赤黒く染めると同時に足下から噴出する強い呪力をはらんだ熱風で移動を妨害した直後、勝手に通廊が空き4名のカンピオーネをまつろわぬ神3柱の眼前へと強制転移させた。
相手が「この世の運命をねじ曲げ、世界を滅ぼそうとする大罪人」であれば、『時間』と『歴史』を味方につけ、『歴史の修正力』によって究極の神具《救世の神刀》の降臨すら可能となる。さらには対象に一定時間「地球の誕生以来、一番幸運な人間」にするほどの『至上の幸運』を加護として授けることができ、何かするときのみならず何もしなくても全てが上手くいくほどの幸運に恵まれる。ただ、それに見合った凄まじい反動が返ってくるという代償があり、蓮の場合は『ほぼ無敵状態』になった上に崩壊した地球を巻きもどすほどの大奇跡を成し、その反動で主戦力の権能《ネメシスの因果応報》を長期間封じられる羽目になった。

妖精郷の通廊（Beyond the Timeless Horizon）
アイーシャが常若の国の妖精女王ニアヴから簒奪した第3の権能。
アストラル界や過去の時代など「地上でないどこか」の世界に通じる「妖精の門を開く権能」、つまりは時空を超えるためのワープホールを作り出す能力。この力によりアイーシャはいろいろな時代へ時間旅行を行っているが、作ろうと思っても作れなかったり何年か後に勝手に穴が開いてしまったりと、自分自身でも上手く制御できず、一度開けば作った本人さえ抗えずに吸い込まれてしまう。
「門」は洞穴のような漆黒の穴の形をしている。通廊の中は闇が広がる空間で、光は出口にあたる一点のみ。宇宙空間のような見た目だが、地上と同じように呼吸できる。直通の出口の他にも無数の出口が存在し、アイーシャが内部で念じれば出現するが、当人もそれぞれの出口がどんな場所・時代につながっているか判別できないので、迷い込めば確実に迷子になってしまう。理論上は敵をどこかへ追放して無力化できるのだが、神やカンピオーネは自力でタイムトラベルして過去から帰還してしまう可能性が高いこと、権能の舵取りをするのがアイーシャ夫人である以上は失敗する確率が高いこと、という不確定要素が大きすぎるので決め手にはならない。
アイーシャが通った後は自然に閉じるようになっているが、よく晴れた満月の日に自然と開くほか、大勢の優れた魔術師が半月から1カ月ほど時間をかけて準備をすれば魔術的に開けることも可能。他人を強制的に転移させる場合、相手の人数や強さが増すごとに消耗も大きくなる。穴が見えなくなった後でも道は残っており、神力などの細かい力はそこを通ることができる。なお、アイーシャの帰還と共に消滅するが、自らの意志で残すこともできる。
さらに、本来あるべきでない世界へ「繋ぎ止めようとする力」により、起こるはずの事象をなかったことにし、起こった事象さえ修正する力に守られることに加え、ある程度恣意的に「修正力」を操り攻撃無効化を行うことが可能。加えて、この権能の副次的な効果によりアイーシャは不老になっている。
元があくまで『異界を旅する』権能でしかないため殺傷力は非常に低く、送り込んだだけで死に至るような過酷な環境の場所へ繋げて“葬り去る”用途では使えない。ただし、一度吸い込まれると入口方向へ帰還するのは困難で、普通の魔術師の飛行魔法はもちろん、アイーシャ自身の力でさえ逆走は不可能。
なお、現代から直接未来に飛ぶことは今のところできないが、通廊は両方向性なので過去から現代へやってくることは可能であり、過去から現代に帰る際に呪力を一気に使うことである程度任意に時代を選ぶこともできるため、元の時代から30年後などに飛んで意図的に浦島太郎状態を作り出すといった裏技的な用法も存在する。
《幸いなる聖者への恩寵》で生じた「起こりうる最大限の凶兆」という下地にアイーシャ自身の怒りと絶望が作用すると、巨大な色とりどりの薔薇に包まれた直径数百メートルはある「天空通廊」が上空2500メートルほどの高さに発生する。周囲は黄金色の光に包まれた幻想的な光景となるが、妖精王であっても抗えぬほどの桁違いな吸引力が発生し、さらには通廊からは小妖精達が現れて微笑みながら内部へ連れ去ろうとする。
また、作品終盤にて、条件付きではあるがこの世界に初めて出現した、「異なる時間軸の並行世界への転移も可能とする権能」であることが明らかになった。ただし、異界のスペシャリストが内部から術で暴走させてようやく可能となる用法な上に、「行き来」ができる能力ではないため行った後に自力で帰還するのはかなり難しい模様。作中では、魔王内戦にて妖精王たちが自らの肉体から作った宝珠を用いて6人の神殺しを並行世界へと追放している。
そして、大暴走して並行世界へ旅立った後は『神話の領域』につながる通廊を作り出す力へと変質を遂げ、さらに通った後の世界に星雲に似た『光の集合体』という形の《空間歪曲》を出現させるという異変を引き起こすようになった。同時にそれまで使ってきた過去やアストラル界へ転移する能力は失われ、ユニバース235にいくつも存在していた通廊が次々に消滅している。何らかの理由でアイーシャがおとなしく眠っている間はほとんど空間歪曲は発生しないが、眠りが浅くなってくると高頻度で発生するようになる。仮にアイーシャが死亡すれば全ての通廊が断末魔の暴走をはじめ、決して交わらないはずの神話の領域同士をつなぐ抜け道となって、神話の筋書きを変え、本来いるはずのない神がいるべきではない神話に現れ、神々の在り方を大きく変えてしまう危険すらあることから、救世の勇者であっても殺害を躊躇する状態となっている。以前と同じく緊急避難目的でも使えるのだが、時空にまつわる権能を持つ神によって行き先を強制変更されかねないというリスクがある。
妖精ニアヴ
《妖精郷の通廊》が具現化した顕身。小鳥などと同程度のサイズで、姿形は10代半ばの少女、透けそうなほどに白い肌と輝く美貌を持ち、背中にはアゲハチョウのごとき翅を生やしている。
アイーシャがヒューペルボレアで再封印されそうになった際に誕生し、直後、時空を超えて多元世界の彼方へ逃亡してしまう。ただ、この顕身さえ消滅させられれば空間歪曲の広がりと多元宇宙の混沌化は封じ込められることが分かったため、護堂とモニカが行方を追うことになる。

女王の呪縛（Charm and Curse）
アイーシャがバビロニアの古き地母神イシュタルから簒奪した権能。
周囲の人間の好意を自分に向けさせ信奉者に変える魅了、もとい《集団洗脳》の能力。初めて会ったばかりの人々に自分のためなら命を惜しまないほどの忠誠心を植え付け狂信的な教団を作り、魅了した者たちの身体機能と戦闘技術を強化する効果により精強な軍団に変えることも出来る力だが、アイーシャの性格的に普段は人捜しや移動手段の確保程度にしか使われない。ただ、ほほえみを見せたりお願いをするだけでも権能はわずかながら常時発動しており、微弱な権能しかかけていなくとも何度も重ね掛けすることで結果として狂信者を生み出してしまうこともあり、一旦暴走してしまった群衆はアイーシャの力でもしばらく鎮静できなくなるという危険性を持つ。自分を忘れるようにお願いすれば、記憶が不鮮明になって思い出せなくなる。
神や神殺しには通用しないが、神の眷属ですら沈静化、あるいは同士討ちさせ、他者の権能の支配下にある者をも魅了するほどの絶大な効果を持つ。ただし、敵対者を完全に魅了するには時間と回数が必要となる。魅了された人々は時間と距離を置けば呪縛から解放され、それまでにかかる時間は呪力の量や魔術に慣れているかどうかによって違いが生じる模様。生物の種類によって効きやすさに違いがあり、動物と比べて草木の類にはあまり通用しない。また、同種の権能によって効果を上書きされる場合がある。
これまでの時間旅行で魅了してきた人間との繋がりはアイーシャの帰還後も残っており、プルタルコスの館にある『時の門』のような特異点を利用すれば信奉者たちから莫大な呪力を瞬時に徴収できる。

不思議の国の剣（ジャバウォック・スレイヤー, Jabberwock Slayer）
アイーシャが伝説の騎士にして守護聖人である竜殺しの英雄サン・ジョルディから簒奪した権能。
剣で武装した『甲冑の魔神』を顕身として召喚、使役する。身長は十数メートル、甲冑をつけているのはずんぐりとした上半身だけで、下半身は煙でできている。民衆の庇護を求める声がなければ決して召喚することはできないという条件があるものの、支持さえあれば自身がどれだけ呪力を消耗していても顕現させられる。ただし、魔神がダメージを受けると蒸気と共に甲冑の継ぎ目から火の玉が噴出して地上へ落下してくる性質があり、その射程範囲は数キロメートルに及ぶため庇護すべき民衆すらも危険にさらしてしまうという本末転倒な欠点を抱えている。
発動条件自体は非常に厳しいが、アイーシャの場合は《女王の呪縛》のおかげで発動難易度が下がっており、『時の門』のような特異点を利用できる状況ならば、過去に魅了した人々に頼むことで簡単に発動できる。

##### ウルディンの権能
竜使い
ウルディンが古代メソポタミアの地母神ティアマトが随獣として産み出した竜神ウシュムガルから簒奪した第1の権能。
黒い竜の神獣を生み出し操る力。神獣は実際の生物で言うところの肉食恐竜デイノニクスに似た姿で、口から煙・稲妻・火を吐き、前肢を翼に変えて飛行する能力を持つ。なお、この神獣は1、2年で寿命を迎える。
基本的には騎獣としても扱える、体長7メートル程で召喚する。操る数が多くなると呪力の消耗が激しくなり、他の権能を使用できなくなるため、柔軟な対応ができる適当な数を3体としている。自身が側にいるとき以外は他者が神獣に乗ることは至難だが、竜の牙を身につけていれば数日間は竜を手なずけていられる。また、追加で呪力を与えることで倍近く巨大化させられ、さらに、騎乗には向かなくなるが、神獣を2体融合させて、『猪』と肉弾戦できるほど強大な力を持つ、サソリの尾と7本の角を持つ体長約20メートル、翼長40メートルの『赤き巨竜』と化すことも可能。そのほか、竜の牙や爪を材料に体長4メートル程度の小型の竜の眷属を新たに生み出すこともでき、強さは数段劣るものの、こちらは一気に100体程まで操れる。
一部の個体は5世紀のガリアからアイーシャの《妖精郷の通廊》を経由し、1500年後のイタリアへ迷い込んでいた。

ルドラの矢
ウルディンが聖典『リグ・ヴェーダ』にも登場する古代インド神話の嵐と太陽の神ルドラから簒奪した権能。
「ヒンドゥー教の破壊神シヴァと表裏一体を成す、弓をたずさえた嵐の神」という性質を反映した権能で、暴風暴雨や稲妻を呼び寄せ、ただの矢に纏わせて強力な攻撃として放つことができる。
また、「火と光を司る権能を持つ太陽神」としての側面も体現しており、矢が着弾した場所に爆焰を発生させる、空に矢を撃つことで空から無数の火の玉を落す、といったことも可能。さらに、上空に直径4、50メートル程の疑似太陽を出現させ、特別な『黄金の矢』を放つことで強力な焰と閃光で対象を焼くレーザー砲撃も行える。「10の化身の1つ」でしかない護堂の権能より限定的であるためか、『白馬』の光槍と互角の威力でありながら連射が可能。『黄金の矢』を疑似太陽へ直接2発打ち込むと太陽を落下させて地上を焼き払う攻撃となるが、一度太陽を落とすとしばらくは権能そのものを再使用できなくなる模様。

テュールの剣
ウルディンが北欧神話の戦争と勝利を司る《鋼》の軍神テュールから簒奪した権能。
鋼の不死性を操る権能で、中空に↑に似たテュールを表すルーン文字を発生させ、その文字を死亡した神獣に突き刺すことで自身の軍勢を復活させる。その際、生前についた傷はすべて回復するが、死体そのものが何らかの理由で消滅してしまうと復活させることはできない。発動時にはウルディンの手に、刃渡り80センチメートル程の簡素な長剣が顕れる。
自陣が壊滅しても即座に戦力を元通りにできるため、ウルディンは切り札としてこの権能を扱う。また、アッティラが「テュールの剣」を所持していたという伝承を持つことから、ウルディンとアッティラとの間に何らかの関わりがあるとされている。

##### テオドリックの権能
名称不明
テオドリックがアーサー王神話で円卓の騎士たちを率いた“偽りの王にして軍神”アーサーから簒奪したとされる権能。
自らに従う円卓の騎士たちに力を授け、分身・顕身とする能力。これにより、リチャード1世は魔剣エスカリブールから光線を発する力を、エドワード黒王子は弓兵隊の霊を呼び英国式長弓陣を繰り出す力を得た。
輝く天上の翼
テオドリックが大天使ウリエルから簒奪した権能。
背中から鳥に似た光の翼を生やす。飛行に用いるだけでなく、体をつつみこんで攻撃から身を守ることもでき、《盟約の大法》なしとはいえ山一つを焼き尽くす威力の救世の雷撃をあっさり防ぐほどの強度がある。エクスカリバーの波動をまとって砲弾のように突進して攻撃することもある。

#### 神具
神の武器、あるいは天上の叡智や聖なる呪術の法則を刻みつけた魔導書のようなもの。「神宝」とも呼ばれる。外見上は物質であるが、神やカンピオーネでも完全には破壊できない「不朽不滅」の品も珍しくない。神に関連した道具が多いため、これが引き金となりまつろわぬ神が招来するといったことも多く、学術や資料・儀式的にも高い価値があるため非常に扱いが難しい。格の高いものの場合、意思を持ち会話する能力を持つこともある。

プロメテウス秘笈（プロメテウスひきゅう）
ギリシア神話に登場する神を欺き人を導く偸盗の英雄神プロメテウスの神力を宿す神具であり、神の力を盗む魔道書。形状は紙の書物ではなく古ぼけた石板で、大きさはB5サイズほど、四肢を鎖で縛られたプロメテウスの似姿と鳥、太陽、月、星の絵が刻まれている。石板から吹き出す青い焰を神に当てることで神力をかすめ盗り、貯めた分の力を使用できる特性を持つ。盗むだけであればあまり負担は無く、魔術の知識が無くても使用できるが、対象とする神と長く接し話し込んだ人間でないと扱えない。さらに、溜め込んだ力を使用する場合は術者の身体に大きな負担がかかり、人間が使用した瞬間、脳髄や全身が沸騰する程の苦痛を受けて死亡する、強力な神が相手では力の一部しか奪えないといった欠点がある。
コーカサスの山奥で発掘され、以前はボローニャ大学の秘密の書庫で貸し出し厳禁の稀覯本として所蔵されていたが、ルクレチアにより無断で持ち出され40年以上前に日本に持ち込まれた。ルクレチアがたたり神を封じ、復活に備えて能登の小さな祠に奉納していたが、祠のあった村が廃村になったため一朗の伝手を辿って草薙家に届けられた。護堂が元の所有者に返却するためイタリアへ届け、その際に自身の力と秘笈を用いてウルスラグナを殺してカンピオーネに転生した。なお、護堂がカンピオーネとなった後の詳細は不明だが、1巻では「もう無い」と述べられている。

ゴルゴネイオン
貶められた女神アテナとメドゥサの徴で、失われた地母神の叡智、闇へ至る道標である神具。文字の存在しない時代の魔導書で、黒曜石で出来たメドゥサの姿が刻まれた拳大のメダルの形をしている。『三位一体』の叡智を刻んだ高位の神具であり、見た目は磨耗しているが不朽不滅の属性を持つ。数多の女神をまつろわぬ地母へ導く効果があり、アテナのような最古に連なる女神が使用することで本来の力を取り戻すことができる。ただし、それ以外の者にとっては特に意味を持たない。
祐理の直感によると北アフリカで出土した品らしく、本編から2カ月前にカラブリアの海岸に打ち上げられた。エリカから依頼を受け護堂がローマから東京に持ち帰ったために、アテナがそれを追って来日することとなった。護堂から祐理の元に渡り保管されていたが、アテナに奪われ彼女の体内に戻る。アニメ版では護堂に敗北した際に再び分離され、それを核にメティスが顕現した。
また、《ユニバース492》にも別のゴルゴネイオンという神具が存在する。

ヘライオン
ギリシア神話では神王ゼウスの妻とされたペロポネソス半島の地母神ヘラの、蛇と雌牛の印。大蛇のような線画が刻まれた黒い石材で作られた高さ2メートル程の円柱の形をとる神具だが、大地の精気が結晶化しただけの物質であるため神具としては格下で、破壊も可能。
かつてギリシアで発見されたものを、ナポリの魔女がサンタ・ルチア地区の地下遺跡に運び込んだ。ゴルゴネイオンの発見と時を同じくして呪力を蓄えだしたため、『隠遁』の結界で隠されていたが、対策の一環として呼ばれたドニが《斬り裂く銀の腕》で破壊したため蓄積した呪力が爆発し、さらに土地の霊気が凝集したことで竜の神獣が誕生した。

鏃の円盤
『最後の王』ラーマが使用する英雄招来の権能の核となる神具。自らの前で斃れた《鋼》を鉄と黄金の合金からなるメダリオンとして保管し、従属神として実体化した神々に精気と呪力を供給する。死した神を自らの武具として記憶を保ったまま蘇らせる奇跡だが、世界の理に反する権能なので、モチベーションの低下により生前ほどの力は発揮できず、同時に使役する神が多いほど個々の力はさらに弱まり、神力の回復のため一定の時間で実体化を解かなければならないなど制限も多い。なお、神具の効果は「簒奪の円環」より優先されるようで、これが使用されたときにはカンピオーネの権能は増えない。

天叢雲劍（あまのむらくものつるぎ）
《鋼》の英雄神速須佐之男命が八岐大蛇の尾から見出した蛇殺しの鉄剣。現在は護堂の「相棒」。

魔導の聖杯（まどうのせいはい）
初出は「Ⅷ受難の魔王たち」。
1500年程前に大地母神グウェンフィファル（のちの神祖グィネヴィア）が『最後の王』ラーマのために作り出した不朽不滅の神具。12世紀頃に十字軍が探し求めた霊宝であり、『聖なる資格者』が得た時に奇跡を起こすと伝えられている。
黄金製で、杯というよりは大甕に近い形をしている。地母神の命を呪力としてプールする力を持ち、地母神の骸からは無条件で、生きた地母神からでも一定の手順を踏むことで、その精気を強制的に奪い取ることが出来る。本来は『最後の王』が流浪の旅をして地母神から呪力を搾取する手間を省くために作られたものであり、彼が「救世の神刀」を抜くことで蓄積されている呪力を自動的に供給し完全覚醒へ至らせる。
これまでに貯め込まれた呪力の量は膨大で、カンピオーネが持てばまつろわぬ神さえ一蹴し、世界を滅ぼすほどの力を得るとさえ言われている。グィネヴィアは蓄えられた魔力を利用した『神威招来』で偽りのまつろわぬ神を生み出すことができる（ただし、自我が弱いためその力は従属神以下）。また、グウェンフィファルの命でできているため、創造主の転生であるグィネヴィアは聖杯の気配を感知できるだけでなく、どこにあっても自分の元へ転移させることが可能。
アレクの探索目標であり、聖杯を手に入れようとして欧州で大規模な聖杯争奪戦が二度勃発した（結局その聖杯は贋作だった）。アテナが自らの呪力を奪われた際に一時的に体内に収納し活動を抑えたが、彼女の死に伴いグィネヴィアの元へ戻る。グィネヴィアの死の間際に彼女の情報を受けた後、最後に吸い取ったのがアテナの命だったために《神祖》として新たな魔女王パラス・アテナを転生させ、彼女の肉体と一体化した。

救世の神刀（きゅうせいのしんとう）
『最後の王』の佩刀にして、分身である鋼。形状は刃渡り1メートル程の両刃の剣で、鉈のように分厚く幅広の刀身は白金色に輝いている。救世の力の象徴であり輝ける最後の希望とされる、天地を引き裂き星をも墜とす竜殺しの鋼で、大地母神の精気を奪い白き恒星となる末世の宝刀。美しさでも威力でも、この一振りをしのぐ刀剣は存在しない。『最後の王』が眠りにつくときは竜骨として、刀身が朽ちた状態で大地へ突き刺さったまま地上に残される。
一振りの剣でありながらありとあらゆる武器の性質を内包していると同時に、《鋼の軍神》の性質の1つを宿す『雷』の化身でもあり、無尽蔵の雷霆を収めることができる。電撃を巨大な球雷にまとめると『白き恒星』とでも言うべき直径100メートルにも達する擬似天体へと変化し、上空から鉄製武器を模した魔王殲滅の雷を360°全方位に放ち、1秒間に幾千という土砂降りのような密度で降り注ぐため神速の使い手でも簡単には回避できず、球雷自体を直接叩きつければ全力の《黒の劔》をも凌駕する圧倒的な破壊力を発揮する。なお、武器の中では矢が一番多く含まれているが、その種類は槍・薙刀・斧・剣・楯・棒・矛・砲丸・リング・ブロックなど多岐に渡り、さらには射抜いた神殺しから本来の呪力や回復力を封じる劇毒が塗られた鏃まで存在している。
さらに《盟約の大法》を発動した状態では、致命的な攻撃を受けて自らの身に危険が迫った時に「救世の神刀とのつながりを強め自身を生ける神刀と化す」ことで、自らの肉体を電撃体にして全身から放電し、周囲数百メートルの敵を迎撃することもできる。この状態は救世の英雄がなりふりかまわぬ攻撃に特化した姿であり、自分でも制御できず攻撃に精彩を欠くようになるものの、近づく者を自動的に排除するようになるため格闘戦を挑むのも難しい。
あまりに豪快一辺倒という欠点こそあるものの、生き汚いカンピオーネをもただ一撃で葬りうる威力をそなえており、それを際限なく放出できるという決定力のかたまりのような剛の武器である。ただ、不滅であるはずの神の心身を激しく消耗させて命さえ削るほどの代物で、勤勉に振るい続ければいずれ消滅してしまうリスクが存在する。
『最後の王』以外でも使用することは可能だが、至高の格を持つ鋼の英雄しか振るう『資格』を持たない。事実、地母神でしかないアルティオは、その力を使いこなせなかった。魔王を抹殺する勇者の武器なので、たとえ運命を味方にしていたとしても神殺しは扱う資格がなく持ち上げることすら難しい。
ユニバース235の救世の神刀は、魔王ラーヴァナを倒すためにラーマ王子がヴィシュヴァーミトラ仙と神々から与えられた数々の天界の武具を一つに束ねた器。グィネヴィアが作り上げた『アーサー王伝説』において、一振りで100人の敵を屠り、鞘には所有者を不死身にする魔法がかけられていた、カリブルヌス、エスカリブール、エクスカリバーと呼ばれるアーサー王の魔剣の原型となった武器でもある。《盟約の大法》を使うことで発揮できる「魔王殲滅のための究極の神剣」としての真の姿は、おびただしい数の武具をモチーフとした1辺6、7キロメートル四方の戦術兵器《神刀の曼荼羅》であり、ここから万を超える雷撃を砲台のように発する。曼荼羅は最大で4つまで展開して相手を包囲し物量による無差別爆撃を行うことが可能だが、神力が不足していると曼荼羅の展開はできない模様。本来の使用者であるラーマにとっては己の不死性の根幹をなす神具であると同時に、自身が持ちうる最強の武器である“弓と矢筒”の封印を解除するための鍵としての役割も持っており、ラーマ自身の所有物であるため、例えラーマが長年剣を捧げてきた《運命の担い手》でもその制御を奪うことはできない。
本物は房総半島上空の衛星軌道上に存在するが、スキタイの民による軍神アーレスの祭壇から始まる『地に突き立つ剣神』というモチーフは、仏教の不動明王の倶利伽羅剣などのように形を変えて洋の東西へ散らばっていることから、この神刀の同類もユーラシア大陸の各地に複数存在する。例として、初代グィネヴィアが発見しブリュターニュで保管していたものは、9巻にて二代目の手でトラキアの地に持ち込まれた後に、ランスロットが使えるよう刃渡り50センチメートルほどの穂先に樫（オーク）の柄を付けた「神槍エクスカリバー」として鍛え直され、アレクがインドネシアで発見したものはグィネヴィアを呼び寄せる囮として東京湾の浮島に運び込まれている。なお、ランスロットは巨大な球雷を発生させる技までしか披露していないが、使ったのが本物でなかったからなのかどうかは不明。
並行世界でも別の『最後の王』が所有する武器となっていることがあり、ユニバース492では神王ミスラが魔王殲滅に使って、後に職務を継いだウルスラグナに譲渡される。護堂の《反運命》を受けたウルスラグナが使用を放棄し、次に使ったズルワーンが死亡した後は所在不明であったが、約160年後、アテナが本来滅ぶべきではなかった世界の未来を無理矢理ねじ曲げようとしたことで、アイーシャの祈りに答える形で地上に降臨し、《白き女王》の長槍と融合して《救世の神槍》となり、強力な武器としてアテナを苦しめた。戦いの後はカサンドラが所有しており、『享楽の都』の自室で保管している。
ユニバース966では運命の御子となった《神裔》物部雪希乃が救世の神刀《建御雷（タケミカヅチ）》を操る。こちらは刃渡り100センチメートルの細身の大刀という形状で、雪希乃の左腕を『鞘』として収まっている。当初は『反運命の気運』が強すぎて自力では刀身を半ばほどまでしか抜けない状態だったが、梨於奈の協力で抜刀に成功し、テオドリックの撃退成功などで『反運命の気運』が弱まるたびに扱える力が強くなっている。単に武器としてだけではなく、加護を展開して物理ダメージを遮断する防御の力場とすることもできる。
さらに護堂もとあるユニバースに隠されていた《救世の神刀》を入手、復元している。これは刃渡り30センチメートルと小ぶりだが、両刃の刀身は分厚く重厚で、刀身にはいくつも聖印が刻まれている。
弓と矢筒
『最後の王』ラーマが旅立ちのときに雷神インドラより授かった、霊験あらたかな奇跡の弓矢。黒い鋼鉄製の最勝の長弓と、漆黒に塗った木製の決して矢の尽きることがない神秘の矢筒で、聖仙や神々から授かった矢の一本一本に様々な神の神力が込められている。最低でも市町村が1つ軽く吹き飛ぶほどの威力があり、着弾時には爆発と衝撃波を発生させ、周辺一帯を焰や稲妻で灼き尽くし、数キロメートル規模のクレーターを穿つ。しかも、射出速度が曼荼羅の武器より速いため、神速だけでは回避困難である。壮絶なほどに強大な力を秘め、それゆえに世界の命運、多元宇宙の行く末を左右する規模の闘争以外に使うべきではない、とされている。
その真価とは、「世界と神々を味方につけた勇者」としての「窮地に陥ったときはいきなり味方が現れて、救いの手を差しのべてくれる」権能により、使い手が欲すれば、敵を倒すために最もふさわしい矢を土壇場で都合よく手にできること。神話において『不死身のラーヴァナをも殺せる梵天の矢』を授かっていたのと同様に、インドラ、火神アグニ、太陽神スーリヤ、破壊神シヴァなどインド神話に登場する神々だけでなく、直訴すれば他の神話体系の神々からも即座に神力を借り受け使用できる。作中においては、護堂の『戦士』を破るためのペルシア神話の神王ミスラの焰と光の力を宿した黄金の矢、「9つの太陽を射落とした東国の英雄」の力を宿した『白馬』を一瞬で消滅させる漆黒の矢、『白馬』に匹敵する威力の太陽の力を宿した白い矢、文京区一つくらいは一瞬で消し飛ばす金色の矢、爆風と爆炎を発生させる紅い灼熱の矢と対をなす凍土の矢、次元の狭間すら越えて救世の雷を封じる黄色い矢、《大力金剛神功》のオーラをも対消滅させる黄羽根の矢、格上の魔王相手にも通用する『封印と拘束』の霊験を宿した鴇羽根の《封印の矢》、爆発を起こす紅蓮の矢羽根の矢、磁力を操り鋼鉄体に対して反発力を生む深緑色の矢羽根の矢を使用している。
きわめて強力な武器であるが、基本的に《盟約の大法》発動中でなければ使用されず、相応の『格』を持つ軍神が手にしてはじめて意味を持つ神具であり、たとえ英雄豪傑であっても地上の人間ごときが扱えるものではなく、俗人には弦を引き矢をつがえることすらかなわない。ふさわしい射手でなければ、わずかに弦を引き矢筒から矢を取り出すことすら不可能で、カンピオーネ2人分ほどの呪力を得てはじめて、使用者としての資格をぎりぎり満たす。のちに『最後の王』を引退したラーマから、次代の勇者となった物部雪希乃に譲渡されるも、まだ実力不足の雪希乃は大法を使用しただけでは矢を取り出すことができなかったため、当初は《翼の契約》で力に下駄を履かせることで使用を可能としていた。

天之逆鉾
登場は「Ⅸ女神再び」～「Ⅹ槍の戦神」。
木更津で発掘された、土と巌に関わる不朽不滅の神具。飴色でプラスチックじみた材質をしており、通常ではボールペンほどの大きさだが、地母神の「水と大地の霊気」に触れることで1メートルほどの大きさに伸びる。伊弉諾命と伊弉冉命による『国生み』を再現するための鉾（漁具）で、水中をかき混ぜることで陸地を産み出し、地面をかき混ぜることで土を流動体の『蛭子』へと変える力を宿している。一度蛭子に変えた物質は逆方向にかき混ぜ直すことで再び固体化させることが出来る。
『最後の王』が寝床としていた「浮島」を蛭子に変えた神具として、1000年以上前に古老たち直々の命令で厳重に秘匿されていたが、グィネヴィアがこれを狙ったためカンピオーネである護堂が保管することとなる。しかし、アテナの襲来により甘粕に託され、それをアレクが強奪、女媧の竜骨を利用してグィネヴィアをおびき寄せるため東京湾に沈められていた浮島を浮上させる。
なお、東アジアと南洋の海洋民族において『島釣り』を行なったとされる「釣針」と起源を同じくする神具であることから、環太平洋圏には同様の効果を持つ神具が他にも存在し、かつてアレクもよく似た『鉾』を発見して13巻に登場する島を作り上げている。
なお、《ユニバース492》にも別の《天之逆鉾》が存在する。イザナミの所有物で、見た目は違うが能力はほぼ同じである。

サトゥルナリアの冠
冬至の祭りを再現しまつろわぬサトゥルヌスを生み出す神具。天叢雲劍に比べれば遥かに格下だがわずかに神性を有し、器物でありながら会話能力を持つ。冬至が近づくにつれて神力を増す性質を持ち、『灰色の者』と呼ばれる元太陽神の神霊を祭司としてサトゥルヌスを復活させることができる。完全復活前の場合は半神半木状態のサトゥルヌスを復活させることも可能で、破壊された場合も修復が行われ、神力の増加に応じて再生速度が上昇していく。
初期状態では太陽の印である「翼を広げた『鳥』」の形をした石造りの巨大な構造物で、力が高まると『棺』と呼ばれる内部の「黄金の楕円」が露わになる。棺の内部には呪術で作られた小麦畑の広がる空間があり、最奥部の神殿に太陽神の亡骸が安置されている。神具の本体は亡骸が身につけている獅子を模した黄金の仮面。
トルコで羅濠教主に敗北してから150年かけて力を取り戻し、葛西臨海公園で冬至の朝を迎えようとしたものの、護堂との戦いで『戦士』に内部空間を破壊されて活動を停止。本体の仮面は羅濠に返却するため、護堂の手で回収された。

デリラの剃刀
旧約聖書の士師サムソンゆかりの神具。剃刀を使って髪を切った相手の力を封印できる。女性しか使うことができないという制限はあるが、カンピオーネの並外れた呪術耐性を突破して権能をも封じられるという非常に強力な神具である。焼却されるなどして切られた髪が消滅すれば効果は解除される。
5世紀にはウルディンの妻のクロティルドが所有者で、護堂の権能を一時的に封じるために使われた。

金剛三鈷杵（こんごうさんこしょ）
仏法の守護神である鋼の軍神大威徳明王ゆかりの神具。長さ1フィートほどの鉄製の三鈷杵で、所有者に雷を操る権能を与える力を持つ。並みの人間の魔力では雷撃を発射する程度に留まるが、莫大な魔力を込めて投擲すると極大の雷光を放ちながら対象に向けて飛んでいく。
チベットの奥地で保管されていたが、18世紀中ごろにイギリス人の手で盗み出されてしまい、紆余曲折を経て羅濠教主によって奪還された。

七支大刀（ななつさやのたち）
天叢雲劍に近しい格を備えた日本神話の御神刀。刃渡り3尺の両刃刀に鉤爪型の副刃が6本生える特異な形をした刀剣。物部氏ゆかりの一族から清秋院家に託されたとされる。普段は奥秩父の山奥にある石上の滝壺の奥に存在しているが、相当な素養の持ち主が祈願しない限りその姿を現すことはない。
魔王内戦以降は力量を上げた恵那が所有を認められており、これを用いて「二重の神がかり」を使うことができる。

簒奪の円環
神殺しと化した人間による神の力と権威の簒奪を成就させるための器。屈服させたものの力を奪う《鋼》の属性と同種の力を持つ。外見は大きな鋼鉄製の円盤で、中央に竜の頭とその周囲に8本の剣を並べる刻印がされている。かつて『強奪の円環』と呼ばれた神具を利用したもので、エピメテウスからパンドラに託され、彼女の権能で効果を変化させられた。
基本的にランダムに行われる権能簒奪だが、カンピオーネがこの神具に直接願うことで望んだ力を得ることが可能。ただし、現在もパンドラが管理しており、歴代のカンピオーネで目にしたのは護堂が初めて。
強奪の円環
自力で殺した神の命を贄に捧げ、その骸から権能を奪い取る効果を持つ神具。プロメテウスが発見、エピメテウスが探索の旅を経て入手し、『簒奪の円環』の原型となった。

死の宝珠
宝玉の形をした2つの秘宝。《黒き死の珠》でゾンビを創り出し、《白き死の珠》で亡者や亡霊を意のままに操ることができる。
元々はヒューペルボレア先史文明時代の亡者が国宝として所有していたものだが、より適性のある芙実花を所有者に選び直し、両手に宿った。『冥府帰り』で力を高めた芙実花は、厩戸皇子の助言を受け、悠久の時をかけておびただしい数の骸を呑みこんできた『土』から『屍者』を生み出す術を開発し、労働力として扱っている。生み出される屍者はたくましい青年の体つきだが性器はなく、青白い肌をしていて、『屍者の帝国』をモデルにしたため小ぎれいで腐っていない。土から創造できるため生産コストは芙実花の疲労と呪力のみ、バク宙ができるほどの運動能力がある、土木作業・家事・剣術を習得できる学習能力の高さなど、性能は現代のロボットを上回る。姿形や大きさも自由自在で、最大で身長18メートルはある土木作業用の『巨人屍者』、現代地球のサラブレッドさながらにすらりとした『馬ゾンビくん』なども創ることが可能。

天鳥船（あめのとりふね）
マルチバース間を移動するための輝く飛翔体。ただしひとりしか運べないのが欠点。目的地に到着すると、着陸した瞬間に消滅する。

### 魔術関連
呪術師 / 魔術師
魔力や呪力、気などの精神力を消費するなどして魔法などの超常の術を扱うもののこと。霊能力者である媛巫女や魔女などの特殊能力を持つ存在も魔術師の中に含まれる。一般にはこうした存在は知られていないが、ある程度の権力者などとは付き合いがある。
国や地域によって呼称と立ち場は変わり、場所ごとの特色が強い。欧州ではテンプル騎士団の系譜を受け継ぎ武術も魔術も使いこなす『騎士』達が魔術結社を形成し、時代とともに修道士としての側面が薄れたことで女性の登用も増え、現代の魔術師の多くは結社の傘下に入る。中国では道教方術（中国魔術）を使う者が「方士」「道姑」と呼ばれる。日本では都市部の呪術師は正史編纂委員会の管理下に置かれ、地方には仏教系の呪術師集団が存在している。北米では倫理と良心を悪魔に売り渡して超常の力を得た邪術師と、彼らに対抗する《善の魔術師》が存在するが、イギリス植民地時代の魔女狩りやプロテスタント系聖職者からの弾圧、土着の精霊信仰との抗争と講和の影響で《善の魔術師》はかなり希少な存在となっている。
性別による力の差はあまり無いとされるが、適正は女性の方が上とのこと。作中では呪力と表現されることが多く、カンピオーネの権能もこの呪力を消費して行使している。呪力が至純の域に達すると魔術師は肉体をある程度若返らせることが可能で、この若返りの力も女性の方が強い。
莫大な呪力・神力を体内に宿すカンピオーネや神には、ほぼ魔術は効かない。西欧戦闘魔術の秘奥である『聖なる殲滅の特権』や神をその身に降臨させる降臨術（神がかり）はダメージを与えることが可能で、急所に当たれば殺すこともできるとされるが、地力が違いすぎるので殺すことはまず無理である。ただ魔術によって生じた衝撃までは耐性でも無効化できないため、術の余波を利用して隙を作るだけなら不可能ではない。

魔女
特殊な術法を扱える魔女の資質を持ち、魔女術を学んだものをいう。中華圏にも同様の存在がおり、そちらでは「巫（かんなぎ）」と呼ばれている。かつて天と地の女神に使えた巫女の末裔であり《神祖》の血統を受け継いでいるため、強力な霊能力を持つアリスのような「先祖返り」が誕生することがある。大別して『地』や『天』という位があり、霊視のような巫女の能力に加え、鳥獣の使役や霊薬の調合などの主に自然や風土に干渉する様々な能力を持つ。上位の魔女たちには独自のネットワークが存在する。
飛翔術をはじめとする魔女術は彼女たちにしか使えない。また西洋魔術において「ダヴィデによる勲の書」に記されているような、聖騎士位階の者しか閲覧できない戦闘魔術は魔女学の影響を多大に受けている。非常に身軽で移動系の能力に長けるという特徴があり、「跳躍」の術や水泳等を得意とする。ただし地母神の天敵に当たる鋼の軍神と関連する錬鉄術とは相性が悪い。魔女と蛇の守護者である神格に遭遇すると呪力が最大限に高まる性質があるが、英雄の神格に対しては通常の魔術師以上に逆らい難いという弱点がある。

媛巫女
日本の呪術界の女の呪術師で「媛」の称号をもつ高位の巫女。通常日本の呪術師は正史編纂委員会へ協力する義務があるが、媛巫女には1000年に及ぶ血脈と、それに対する崇敬が伝統として受け継がれているため、委員会の人間も下手に出るほどの権威がある。委員会による情報操作によって彼女たちの存在はほとんど公にはなっていない。旧華族でも下級なら凡庸とされる程に高貴な血筋の家系の者達ばかりで構成されている。
神祖『玻璃の媛君』の遠い裔でもあり皆それぞれに希少な霊能力を所有している。「巫女の資質＝魔女の資質」であることから、本気で修行して成果が出れば魔女になれる可能性もあるが、委員会は方針として固有の能力を高めることに専念させている。
一定の年齢を超えると媛の職を退き、委員会の相談役となる。神道の関係者ではあるもののそこまで規律は厳しくないようで、クリスマスやバレンタインデーといった異教の行事にも寛容である。
なお、《ユニバース492》にも別の《媛巫女》が存在するが、こちらの媛巫女とは違って5・6人しかおらず、媛巫女筆頭の高司日那子でさえ『神祇院』の名目上の最高責任者に過ぎず、『神祇院』に対しても六波羅蓮が神殺しの力を『神祇院』の理事たちに見せるまでは影響力は無いに等しかった。

獅子と匠の双剣
ウーツ鋼で作られた名剣。本来は一振りずつ与えられるものだったが、欧州最高の剣士である当代の聖ラファエロには特別に二振り授けられた。聖ラファエロが隠居してからは彼女が管理する武器庫に収められていたが、4年前にエリカとリリアナへ一振りずつ授けられる。

クオレ・ディ・レオーネ（Cuore di Leone）
『獅子の魂』を意味する名を持つ魔剣。不滅の属性を持つ「剛」の剣で刃こぼれはおろか刀身が破壊されても元通り再生できる。当代の所有者はエリカ。本来の姿は幅広の片手剣（ブロードソード）であるが、エリカは細剣の形に封印して使用している。
5年後にユニバース492を訪れた時、離れ離れになる子供達へエリカが託し、以降はブランデッリ家に代々伝わる魔剣となる。21世紀には《カンピオーネス》の総帥であるジュリオ・ブランデッリが所有している。

イル・マエストロ
『名匠』を意味する名を持つ魔剣。魔曲の霊力を秘める「柔」の剣で、戦闘中は様々な曲目を奏でることで相手の行動を阻害する。当代の所有者はリリアナ。本来の姿は長い柄のついた薙刀だが、リリアナは封印によって柄を短くしてサーベルとして使っている。

ダヴィデによる勲の書
聖騎士の位階に達した騎士のみ開くことを許される、神をも切り裂く戦闘魔術を記した書。古いギリシア語で書かれており、エリカ（12歳時）の体格を基準とするとその縦は上半身ほど、厚さは指先から肘までの長さほどはあるという巨大な書物。エリカとリリアナはこの書から「ダヴィデの言霊」や「聖なる殲滅の特権」を会得している。
4年前まで聖ラファエロが隠棲場所に存在する地下神殿で管理していたが、カンピオーネに転生したドニへ任を引き継ぎ、以降は彼の腹心であるアンドレアが現在保管している。

雷法鞭（らいほうべん）
香港陸家に伝わる秘宝の九節鞭。黒曜石のような光沢を放つ鋼鉄製、15センチメートルの金属棒をリングで繋ぎ全体の長さは110センチメートルほど。先端には槍の穂先のような刃がついている。「百邪斬断」「万精駆逐」の文字が彫刻され、駆邪浄鬼の雷法が込められており、接触した魔術を打ち消すことができる。

次元移動者のための覚書
エリカが初めて書き、自身の最高傑作になるはずと自負する魔導書。黒革の装丁の、表紙に真紅の薔薇が描かれたぶあつい書物で、なみなみならぬ妖気をまとっている。仲間たちが身につけた秘術、カンピオーネと神々の知識、多元世界を旅するために必要な知識、《プルタルコスの館》《無限時間の神殿》などいくつかある特異点への行き方が記されている。護堂との子供を出産する前から執筆し始め、我が子と離れ離れになる時にランスロットへと託された。

呪文
カンピオーネが己の呪力を高めたり権能を行使する時に唱える聖句、魔術師が魔術を行使する時に唱える口訣や言霊、媛巫女が術を使用する時に唱える文言などがある。なお、さくら曰く「魔術を使用するうえで大切なのは呪文ではなく、そこに込めた魂であるとか、それがどういう魔術であるかをきちんと理解しているか」らしい。であるからして、魔術使用時の呪文は結構適当である。

#### 術・技能
ダヴィデの言霊
まつろわぬ神にすら手傷を負わせる古の勇壮な呪詛。

弓の歌
古き英霊を哀悼する言霊で、神をも斬り裂くサウルの剣、もしくは神すら貫き射抜く力を持ち青い輝きを放つヨナタンの矢を呼び出す秘術。

ゴルゴタの言霊
神への憎悪と絶望の言霊でゴルゴタの丘と同じ冷気を呼び込む戦闘魔術。神をも傷つける強力な死の呪詛で、これを身に浴びただけで常人ならば心臓麻痺を起こして即死し、強力な魔術師であっても立っていられないほどに衰弱させる効果を持つ。

聖絶の言霊
使用者に『聖なる殲滅の特権』を与える欧州戦闘魔術の最高秘儀。習得には聖騎士級の武芸と魔力が要求されるが、神獣・神霊に対しては非常に有効な対抗手段となる。指を突きつけるだけで100人を超す群衆さえもひとり残らず心臓麻痺を起こさせてたやすく虐殺できるとされ、魔女の素質を持たぬ者でも短距離の飛行が可能になるなどの効果もある。瞬発力に関しては熟練度の影響は少ないが、使いこなせるようになるほど安定感が増す。現在完璧に使いこなせる者は、聖ラファエロ、パオロ・ブランデッリ、サー・アイスマンといった伝説的な騎士たちばかり。

ジェリコの殲滅
悲運の都ジェリコを壊滅させた聖なる虐殺の呪詛。

ミデアンの殲滅
ミデアンの民と王を地上から殲滅した滅びの言霊。

霊視
神祖の末裔である巫女や魔女に備わる、生と不死の境界にたゆたうアカシャの記憶を読み取る技術。正確には「今起きている現象」を霊感で読み取り、「起こりうる未来」を無意識に予測する能力のことを言う。作中では神の素性や権能の由来を知るために用いられる。
魔女による霊視で効果的なものを呼び込む率は1割程度なので、基本的に人海戦術で行う。自ら強く知りたいと思うことはうまく視えないが、祐理ほどの能力者であれば色即是空の境地に至ることで望んで啓示を得ることもできる（ただし、身体への負担が非常に大きい）。
この能力を持つ者たちは直感にも優れており、彼女たちにとっては“なんとなく”という感覚であっても実際は真実を言い当てていることが多い。
『智』そのものである叡智の神の《神裔》は、深く瞑想し心を研ぎすませば『他の世界』の状況すら霊視できるという。

精神感応
精神を研ぎ澄まし、他者の気配や感情を漠然と読み取るだけでなく、霊体や魂に干渉して巧みに操る能力。ただし、カンピオーネや神、《神祖》などの心を読むことはできない。ごく一部の魔女や巫女にしかない極めて特異な能力である。霊体を作り出す、強制的に精神的苦痛を与えて攻撃する、自分の呪力を他者に渡すなど、様々な応用方法がある。かなり広範囲に作用する異能であり、術者の実力によっては都市一つ丸ごと影響下に収められる。また《神祖》の系譜に連なる者同士であれば、遠隔地から感応力のパスを繋げて魂を同調させ、自分の術を他者を介して発動させることも可能となる。

幽体離脱
「幽体分離の法」で霊体（エクトプラズム）を作り出して、離れた場所から自分の想いのままに操る。実体がないため、神速ほどではないが、かなりの速度で移動することが可能。能力が高くなるほど本体から離れて移動できる距離も長くなり、霊体の形をより本人の姿に似せることもできる。

御霊鎮め
精神感応力を最大限に高め、媛巫女の和魂を放出し呪力の高まりを鎮めることで、神秘や怪異現象を沈静化する術。破壊力はないものの『聖絶』をも打ち消せる力があり、特定条件下で膨大な呪力の供給を受ければ神の権能のみならず物理攻撃すら無効化できるが、肉体にかかる負担はかなり大きい。

神がかり
神の声を聞き、己の呪力を無に近づけることで神の力を一部だけその身に宿す力。欧州魔術においては降臨術と呼ばれる。非常に稀有な素質で、欧州では最近300年は誕生しておらず、恵那は世界で唯一の使用者である。ヒトの限界として精々1万分の1以下の神力しか使えないとされるが、曲りなりにも神力を行使するので神やカンピオーネの魔術耐性を破ることが可能。半神や神獣とも戦える人類最高峰の力を得る一方で、集中力がすり減り体力的にも消耗する（フルマラソンをハイペースで走りきる程）ため、使用後1週間は時間を空けるべきとされる。また、街に居続けると体に俗気がたまり神がかりが使えなくなるため、頻繁に深山に籠もり五穀断ちなどをしなければならない。
不確定要素が多すぎるものの、意図的に大量の神気を呼び込んで暴走状態を起こし瞬間的な爆発力を利用することもでき、その場合の力は人間の身でありながら神獣と同等クラスに到達する。精神が肉体の上位にある幽世で行うと、神の御霊に体を乗っ取られてしまいかねず、暴走の危険性が非常に高まる。
降臨術の技量が高まると2種類の神々の神気を肉体に宿らせる「二重の神がかり」が可能となり、この状態では一時的に従属神に匹敵するほどの戦闘力を操ることが可能となる。

禍祓い（まがはらい）
一部の媛巫女だけが使える、魔術や呪力などの超自然の力を打ち消す力。神やカンピオーネの権能も一部なら消去が可能。非常に稀有な能力の一つで、この術の使い手のひかりは100年ぶりに現れた逸材。欧州では長年大切に愛用してきた品物、名工の手で手作りされた逸品、魔力を秘めた呪具といった物に、妖精や精霊の祝福である「幸運の加護」を蓄えることでも同じことができるが、加護の蓄積に長い時間がかかる欠点があるので、魔術無効化の手段では最も有効。ただし未熟な場合は直接触れなければならないなどの制限がかかる。
『神域のカンピオーネス』にも登場。使用者の梨於奈は、半神の力で石化した都市国家をまるごと解呪している。

名伏せ
一部の媛巫女だけが使える、人の記憶をいじって書き換えることのできる霊力。また、記憶検索で本人が忘れているようなことも強引に思い出させることも可能だが、頭の中をいじられる弊害で2、30人に一人ほどの確率で記憶障害を引き起こしてしまう。『狂わし』という特殊な霊力を必要としない記憶操作の術も存在するが、こちらはある程度魔術に触れた人間であればふとしたきっかけで記憶を取り戻してしまうほどの効果しかない。

飛翔術
魔女術の一つ。中国では空行術という。使用者に飛行能力を与える魔術。人間が使える術の中では最高の速度を出すことができ、ヨーロッパでは陸続きの国境を超えることも可能なほど移動距離も長いが、使用前に目的地を決める必要があるため追跡には向かず、直線的にしか飛ぶことができないため使用中は無防備になる。基本的には1名から数名までのグループで移動する時に使う術だが、呪力に余裕さえあれば全長20メートルの帆船ほどの規模がある物体でも飛翔させられる。
『神域のカンピオーネス』にも登場。使用者の梨於奈によれば、複数名で移動する場合には便利だが、単独移動では鳥に変身した方が疲れないらしい。

魔女の目
魔女術の一つ。視覚を遠方に飛ばし、自在に動かす千里眼系の術の一種。同系統の術の中で最も速く動かせるという特徴から、主に尾行や飛翔術の目的地を定めるときによく用いられる。類似のものに媛巫女の「物見の術」があるが、こちらは視力が強化され俯瞰的な視点から対象を見る（速度については不明）。

隠れ身
魔女術の一つ。自分を周囲の景色と同化させ、姿を隠す術。特定の人間にのみその姿を見せることも可能。一部の魔女のほか、妖精たちも使うことができる。

世界移動（ブレーンウォーキング）
現世から「生と死の境界」へと移動するための呪術。日本では『幽世渡り』と呼ばれる。最高位の魔女にのみ口伝で伝えられる秘術であり、特殊な霊薬を服用する必要がある。

縮地法
いわゆる瞬間移動を行う方術。《神足通》ともいう。非常に難易度が高いが、優れた道姑である羅濠教主の場合は舌打ちだけで術を発動することができ、カンピオーネ特有の膨大な呪力を利用して短距離転移を連発し、近接戦闘にも役立てている。さらに彼女は、フェイントと最短の動きを組み合わせて神速の相手の死角さえもつく絶技・《無影脚》を練り上げている。

飛鳳十二神掌（ひほうじゅうにしんしょう）
羅翠蓮が得意とする中華武術の絶技。鳳雛登門・鳳眼穿廉・鳳爪掏心・飛鳳墜落・丹鳳朝暘・金鳳亮翅・群鳳連環・雄鳳千斤・鳳翼天象・鳳龍陰陽・鳳凰双飛・大鳳無天の十二手からなる技で、元々「飛鳳五仙掌」と呼ばれていた技法に羅濠が自ら編み出した七掌を加えて完成させた掌法。直弟子である鷹化にも伝授している。後に魔除けの雷法を体に纏って放つ「十二神掌忽雷架式」という魔術破りの効果が付与された技も開発している。

虚空蔵求聞持法（こくうぞうぐもんじほう）
虚空蔵菩薩を一心に念じることにより、超人的な記憶力を得る秘法。空海も会得していたとされる術で、一読した仏典の内容をすべて一言一句も欠けずに記憶できるようになる。

天山童姥功（てんざんどうぼこう）
2ヶ月分の修行に匹敵するだけの気をわずかな期間で速成できる内功。その分無理がかかるため、代償として一時的に体格が幼くなり、体力と筋力が低下する。

吸星奪魂掌（きゅうせいだつこんしょう）
奇経八脈に流れる気をあえて空にすることで、掌で触れた相手から気を抜きだし奪い取るという邪派の武芸の一つ。

禹歩
武術と奇門遁甲の方術を組み合わせた遁甲歩法の絶技。縮地とは異なる移動術。北斗七星をなぞる「七星点心歩法」、南斗六星をなぞる「六甲迷蹤歩法」、カシオペア座をなぞる「王良五星歩法」など複数の種類が存在する。

教授
『啓示』とも言い、一瞬にして莫大な量の知識を教え込む術。効果は約1日しか持続しない。類似の効果を持つ術には、神祖や神しか行使できない超高位の術として時間制限もなく知識に加えセンスのない者にも特定の魔術などを使用可能にする『秘法伝授』、大人数で行う儀式魔術の際に感覚や想いを他者と共有する『霊感共有』、過去の記憶を映像として相手に伝える『幻視の術』もある。

元老院最終勧告（セナトゥス・コンスルトゥム・ウルティムム）
鉄の鎖で悪しき魔術や悪魔から身を守るための五芒星の印を作り、堅牢な防御障壁を構築する秘術。

召喚・送還
西洋の騎士達が武器を持ち運ぶときに使用する魔術。武器を自在に出し入れできる利便性の高い術だが、重量に上限があり剣以上の重さを持つ物（人間など）を転移させることはできない。また、手紙のようなごく軽い物を届ける『投函』という術も存在する。

千の言語
長年魔術を学び、言霊の奥義を悟った達人のみが会得する秘術。会話相手の言葉から他言語を短期間で習得する。魔術師たちは幼いころから言語センスを鍛えることによって身につけるが、霊的ステージが高いカンピオーネには最初から備わっている。文字に対しても適用されるかは不明。
護堂はイタリア語を三日ほどで、ヴォバンはほんの5、60分で日本語を習得した。

跳躍
自らに人間離れした跳躍力と身軽さを与える、ドニも使用可能な体術の一種。『跳躍』はテンプル騎士団の呼び名で、武侠には『軽功』、日本では『猿飛』と呼ばれる。同様に、魔術と武芸を組み合わせて馬並みの速度で駆ける技術なども存在する。

弼馬温（ひつばおん）
日本から蛇神・竜神の類を祓うために、斉天大聖・孫悟空を日光に封じ込めた大呪術。斉天大聖から神通力と神の気概を封じ、猿猴神君として封じる力を持つ。日本に竜蛇の類が現れた時、九法塚家が保管する「斬竜刀」に禍祓いの巫女が霊力を込めることによって解呪され、斉天大聖が竜蛇を退治するとしばらく後で再び封印され東照宮へ引き戻される。「弼馬温」とは天界の役職の位で、天宮で馬の世話をする厩番のこと。古老の面々と当時地上にいた黒衣の僧正によって行われた。
この術の核となるのは、かつて天界で暴れた孫悟空を捕らえた顕聖二郎真君の神力を宿した「顕聖之符」と呼ばれる破邪の符である。斉天大聖が弼馬温を破り、護堂たちが大聖を討ち取ったことで用途を失ったため、符に宿る霊験を利用してヴォバンの《ソドムの瞳》によって塩に変えられた正史編纂委員会の職員たちを救ったが、この件がきっかけで本物の二郎真君が地上へ顕現することとなった。

#### 組織
正史編纂委員会
日本の呪術師や霊能者のうち、特に都市部に住む在野の呪術師達を統括し、彼らが関わった事件の情報操作などを行う政府直属の秘密組織（平たく言えば、作中日本におけるメン・イン・ブラックのようなもの）。沙耶宮惟道によって創設された。文部科学省や国会図書館、宮内庁や神社庁、警視庁などから識者を招いて構成されるため、一応は国家公務員である。国内の呪術師や霊能者は彼らに協力する義務があり、呪術師や霊能者に対して守秘義務を課している。ただ強制されてはいないため、冬姫からさくらに様々な情報が漏れるという事態が起きた。青葉台には機密文書館があり、全国から収集・没収された魔道書が保管されている。
媛巫女の集まりや祭事の区分は、静岡を境界として大まかに東西に分かれている。従来は幽世の古老の指示を仰いでいたが、13巻で正式に現世の護堂をトップとすることが馨によって宣言された。
なお、《ユニバース492》の日本においては『神祇院』が呪術者を統括する。組織の構成が異なっている上、600年以上神殺しが出現していない世界ということもあり、蓮に対しても懐疑的だった。

四家
古来より呪力を以って帝に仕えてきた、清秋院・九法塚・連城・沙耶宮の一族。現在も氏族の間で勢力争いを繰り返している様子。重要な役目を割り振られた日本各地の寺社を直轄している。中には自分達以外の家の者（例として本来敬われるべき媛巫女の中で家格の低い出自の者）を下に見る人間もいるようで、特に年寄りの世代に多いという。

清秋院（せいしゅういん）
政治と武力において力を持つ一族。本家は秩父にある。清和源氏の末裔であり、祖先は戦国大名だったことから、本家の蔵には重要文化財級の貴重な骨董品が大量に保管されているほか、神具「七支大刀」の管理も行なっている。
『神域のカンピオーネス』の世界にも、秩父に同名の名家が存在するが、こちらの清秋院家とは違って《ユニバース492》の日本で呪術者を統括する組織『神祇院』に所属する側となっている。

沙耶宮（さやのみや）
正史編纂委員会のトップを代々務める智慧者の一族。ここ150年ほどの間は四家の中で最も強い発言力を持ち続けている。歴代当主は代々蒐集癖がひどいらしい。

九法塚（くほうづか）
300年ほど前の江戸時代初期に、日光東照宮に建立された「西天宮」と、そこに祀られる猿猴神君の守護を行う一族。職務の性質上、禍祓いの力を持つ媛巫女との協力が不可欠である。

古老
正史編纂委員会に指示する立場にある存在。元まつろわぬ神である御老公（スサノオ）を筆頭に、人を超えて不死に近づき、幽世で生きることを選んだ者たちの集団。その権威は絶大で、委員会はおろか四家でも彼らの指示を無下にはできない。
1000年以上前から活動しており、日本に流れ着いた『最後の王』ラーマを目醒めさせないために、寝床を制止軌道上に移動させた上で元の場所にはダミーとなる浮島を沈め、浮島を消すのに使った神具《天之逆鉾》は厳重に保管、龍蛇の接近で王が目覚めるのを防ぐために斉天大聖を配置し、時に強力な記憶操作の呪術まで使って真実を隠蔽するといった幾重もの策を巡らせていた。
なお、《ユニバース492》に存在する組織『神祇院』には、背後から指示を行う《古老》のような超常的な存在たちは存在しない。

撃剣会（げきけんかい）
「帝都古流」と呼ばれる古武術の研究会。第二次世界大戦の敗北後、GHQに解体された日本武道の専門家を正史編纂委員会が指南役として囲い込んで作った。委員会の職員や媛巫女だけでなく、自衛隊や警察官の中でも呪術業界に近い人間が参加して稽古をしている。稽古は剣道とは比べものにならないほどに荒っぽく、鮫皮の「切っ先」がついた竹刀を使い、組打ちありで流血も日常茶飯事と、体系としては戦前の武道に近い。4人の師範代は「撃剣世話係」と呼ばれており、それぞれが四神に由来する通り名を持ち、「青龍」が浅草に、「白虎」が世田谷に、「朱雀」が麻布に、「玄武」が王子にそれぞれ道場を開いている。師範代級にもなると武術の腕では恵那を凌駕するほどで、中には羅濠に匹敵する剣術家までいる。

七姉妹
イタリアで名門とされる7つの魔術結社。テンプル騎士団の壊滅後、その生き残りが遺した魔術・武芸・資産を受け継いだ『騎士』によって創られた、ローマの《雌狼》《蒼穹の鷲》、トリノの《老貴婦人》、フィレンツェの《百合の都》、パルマの《楯》、ミラノの《赤銅黒十字》《青銅黒十字》の総称。
イタリア北部の結社に所属する新米騎士が叙勲を受ける際には、サン・ジラルディーノ修道院で錬金術で作られた特殊な剣を贈られるという風習がある。叙勲後に功績を積むことで大騎士の称号を与えられ、さらに武術と魔術を極め『聖なる杯の騎士』の位階に到達した者には聖騎士（パラディーノ）の称号が与えられる。

赤銅黒十字
テンプル騎士団の秘術を継承する魔術結社の中でも最強とされる組織の一つ。現総帥はパオロ・ブランデッリ。表向きは財団の形をとっており、いくつもの事業を営む優良企業でもある。組織を象徴する色は、紅と黒。イタリア国外の魔術師にも広く門戸を開いているが、総帥と筆頭騎士「紅き悪魔」の地位にはイタリア人しか就任できないという決まりがある。
青銅黒十字
古の時代から赤銅黒十字とやりあっていたライバル関係の魔術結社。組織を象徴する色は、青と黒。

賢人議会（けんじんぎかい）
ロンドンはグリニッジに本拠を置く、魔術・オカルトの研究機関。産業革命当時、成長著しいロンドンに興味を持ったヴォバンがロンドンに居宅を構えたために、ヴィクトリア女王を守るべく「ディオゲネス・クラブ」の魔術師たちが中核となって発足した。神々とカンピオーネの情報を収集し、彼らが絡む有事の際には率先して対応しようとする。作中世界における魔術の総本山といえる組織だが、あくまで研究機関なので魔術結社に比べて戦闘員は少ない。また、発足したのは19世紀頃と魔術の歴史の中では日が浅いため、新世代の神殺しについての情報は豊富だが、旧世代たちの資料はほとんどないのが実情である。
また、カンピオーネたちに関するレポートを定期的に発表、呪術関係者の中で希望者には毎月情報提供しており、彼らの権能にも暫定的な名称を与えている。知識全てを公開しているわけではなく、あくまで“実情”ではなく“脅威度”を啓蒙し、カンピオーネへの無謀な挑戦を減らすためにその危険性を知らしめることを目的としている。

王立工廠（おうりつこうしょう）
アレクサンドル・ガスコインが総帥を務める魔術結社。アレクの賢人議会に対する嫌がらせと、恐怖に慄く姿を見たいという理由から、ロンドンに近いコーンウォール地方のセントアイブスを本拠地とする。
メンバーは雑多な人材の寄せ集めであり、強力な魔術師から魔術や神の存在を知っただけの一般人まで様々だが、エリート魔術師集団に対する対抗意識を共通してもつ。魔術に関するレベルはまちまちなので、総帥のアレク自身がその美学から魔術などについて教鞭を執ることもしばしばある。アレクの指示で、カンピオーネと敵対した場合には即座に本拠地を捨てて逃げるよう強く言い含められている。

五嶽聖教（ごがくせいきょう）
羅濠が教主を務める魔術結社。中華の技芸を学んだ武侠や方術使いの3割近くがこれに所属している。構成員は教主に絶対の服従を誓い、教主の姿を見ただけで目を潰し、声を聴いただけで耳を削ぎ落とす。
魔王内戦で教主が別の世界に行ったことが原因で一時期は武侠世界が大きく揺らいだが、《円卓連盟》が力を見せたことで再び安定を取り戻している。

香港陸家（ほんこんりくけ）
香港に拠点を置く聖教傘下の組織。先祖代々の侠客一族で、職歴をたどれば盗賊、山賊、海賊、馬賊、匪賊など「賊」と名の付く仕事はあらかた網羅しているが、奸賊だけはいないのが自慢。
日本での連絡員として用いられており、本拠地の新宿歌舞伎町のほか、池袋にも拠点を置き、最近秋葉原でメイド事業を始めた。

SSI（Sorcerous Sacrilege Investigation）
アメリカ国内における魔術、超自然現象に関わる事件の調査、関連情報の隠蔽に従事する政府機関。日本の正史編纂委員会に相当する。

蠅の王
《神祖》アーシェラが総帥を務め、ロサンゼルスを拠点に活動する邪術師の組織。ヨーロッパから開拓時代のアメリカ大陸に渡った神祖たちを女王として崇める魔女の系譜に連なり、数百年前にロスで死んだ神の『天使の骸』を追い求めて組織されたとされる。スミスの宿敵であったが、アーシェラがスミスとの戦いに敗れ、50人近い構成員が命を捧げる儀式で復活した直後に再び倒されたことで壊滅した。組織崩壊の影響で、アメリカでは野良の邪術士が増加することとなった。

円卓連盟
最後の王ラーマとの戦いの後、護堂を中心として発足した組織。

カンピオーネス
ユニバース492にて、護堂が「チェーザレ・ブランデッリ」名義で創始した結社。

運命執行機関
ユニバース966に存在する、多元世界の秩序と運命を守り、その動向を監視する《神裔》の組織。《歪み》の排除が主な仕事。人員はおよそ700名ほどだが、《混沌の海》の拡大で低位の《神裔》が消滅してしまい、生き残ったのは50名にも満たない。滅びに瀕したユニバースを救うため、救世の勇者となった雪希乃を神話世界ヒューペルボレアに派遣する。

### 並行世界関連
作品終盤で明言された概念。作品の舞台となる世界とは異なる時間軸にある3000を超える未知の異世界のことを指す。別名三千世界。また、異なる歴史を歩んだ世界が数え切れないほど並行して存在しているという世界の在り方のことを、多元世界という。広義ではパラレルワールド以外の神話世界やアストラル界、時空の特異点なども異世界に含まれる。
この世界は、「時の番人」が修正に失敗した場合、あるいは番人が不在だった時代に、いわゆるタイムパラドックスによって新しく分岐が生じることが原因で誕生する。故に「修正力」が正常に働いていればパラレルワールドもタイムパラドックスも発生せず、当代の番人は勤勉なので1800年間はこの世界で新たな並行世界は生まれていないとされる。
世界ごとに様子も様々で、魔王として神殺し、妖魔、悪鬼、魔神などが君臨している世界があるのに対し、1柱の神も存在していない世界も少なくはないとされている。
並行世界を移動する権能は、過去や異界に渡る権能以上に稀少。初めて確認されたのはアイーシャの《妖精郷の通廊》だが、旅立つだけでも妖精王の協力が必要なうえに帰ってくることが難しいという厳しい条件が付いている。最も単純な方法は『呼んでもらう』ことで、救世の勇者としての《運命》を持つ者がこれを使う。その他、転移の術で異世界への道を創る、秘密の場所に隠されたゲートをくぐる、権能を使って転移するなどの方法が存在する。
「魔王内戦」でカンピオーネたちが様々な世界へ移動したことがきっかけで、幾つもの並行世界に「世界の危機」をもたらしてしまう。その影響で元凶となった護堂たちの世界へと救援要請が次々届くようになったため、運命神の権能の一部を受け継ぎ救世主となった護堂が次元間移動をして並行世界の問題に対処することになる。
次元移動者（プレーン・ウォーカー）
自らの力で並行世界を飛び越えて移動する、次元間移動（プレーン・ウォーキング）の能力を獲得した多元世界の旅人のこと。作中では護堂が《反運命の戦士》を簒奪したことで獲得したほか、アレクや羅濠、ドニもこの力を自力で習得した。

ユニバース235
護堂たちが生まれ育った地球。『カンピオーネ!』で舞台となった世界であり、作品終盤まで古代インドの英雄王ラーマが『最後の王』で、源印欧語族の運命神が《運命の担い手》であったことから、『ラーマ王を勇者とする世界』とも呼ばれる。この世界では、18世紀半ばより、神殺したちは『カンピオーネ』の呼称で呼ばれることが一般的。
ユニバース492ときわめてよく似た世界で、歴史上のイベントは大した差異がない。ただ、歴史と直接関係のない創作物などの細かな部分はかなり違っている。
21世紀初頭に7人ものカンピオーネが誕生し、『最後の王』が1000年ぶりに復活したため、《盟約の大法》を封じるために魔王同士が殺し合う「魔王内戦」が勃発し、勝者となった護堂以外が並行世界へ追放され、新たな災厄の種になってしまう。

ユニバース492
蓮たちが生まれ育った、次作『神域のカンピオーネス』の舞台となる世界。1857年まで古代ペルシアの神王ミスラが『最後の王』として存在し、《運命の担い手》を秘神ズルワーンがつとめていた地球。このことから、『最後の王ミスラの世界』『ミスラ王を勇者とする世界』とも呼ばれる。
最大の違いは『神殺しの存在を許さぬ世界』であるという点で、神殺しがひとり誕生するだけでもミスラが降臨するだけでなく、地上に降臨したまつろわぬ神々も誅殺されるため、15世紀頃から21世紀初頭まで神殺しは生まれてこなかった。
地上と神話世界をつなぐ空間歪曲が大量に出現するようになり、ギリシア神話の女神アテナによって一度は滅んだが、蓮が終末をリセットするという大奇跡を成し遂げたことで救済された。だが、この時にアイーシャを復活させてしまったことが、後のユニバース966の悲劇などにつながっていく。

ユニバース966
雪希乃が生まれ育った地球。空間歪曲があまりにも増えすぎた影響で抜け穴だらけになり、比較的近い座標の967、957ユニバースと衝突、連結、融合をはじめてしまい、発生した《混沌の海》による浸食を受け危機的な状況に陥っており、わずか12ヵ月で地球表面の80%、ユニバース全体の4割が汚染され、人類の99.9999%が消滅してしまう。

無限時間の神殿
数多の多元世界を越えた先に、最後の王ミスラと永劫を司るズルワーンが造りあげた聖域。広大な館を中心に、7つの塔と美しい庭園、水路、泉に囲まれた大理石製の白亜の宮殿しか存在しない閉鎖空間であり、宮殿の周囲には草木のまったくない乾ききった夜の砂漠が広がり、頭上には輝く星々と青い地球が浮かんでいる。《プルタルコスの館》と同様、どこの世界にも属さない“時空の特異点”の1つ。
御茶ノ水のニコライ堂前に出現した空間歪曲でユニバース235と接続し、護堂とウルスラグナの戦いで大きく損壊した。ミスラとズルワーンの両名が死亡した数年後には護堂たちが拠点とし、多元世界を旅する人々のためのターミナル兼休憩所として改築されている。

仏教の神話世界
美しくのどかで暮らしやすそうな神話世界。禁足地には清らかに水の澄んだ湖があり、岸辺には青々と水草が生いしげる。気候は少し暑いくらい。体長2、30メートルの東洋世界の緑竜、天女（キンナリー）と呼ばれる光の粒子を身にまとったコーカソイド系の絶世の美女たち、樹木から変化する青黒い肌をした人食いの鬼である夜叉などが住んでいる。
アイーシャ夫人の《妖精の通廊》が世界中で消失して間も無く、アストラル界の常若の国へと繋がる、おそらく世界最古の通廊が存在していたロンドンの旧ヴォバン邸跡地に出現した空間歪曲で、ユニバース235と接続した。

英雄界ヒューペルボレア
ギリシア神話の国家「ヒューペルボレア」の名を冠する最古の神話世界。別名3092時空。インド・ヨーロッパ祖語の神話世界で、『大洪水で滅びた後の世界』が再現される。カンピオーネや神々が“外”から集まり、大暴れする『闘技場』になりつつある。
地球出身者（アーシアン）
いろいろな時空連続体の地球からヒューペルボレアに来訪する者の総称。『アース（Earth）から来た人たち』を意味する言葉。最近数が増えているが、最強の存在であるカンピオーネは数名しかいない。
鉤爪諸島
8つの禁断の王国が存在する3つの島。鉤爪状にカーブを描いた形が特徴で、面積は四国ほど。元々は別々の島だったが、“犠牲の獣”で土地を広げる過程で他の島と融合し、今ではヒューペルボレアで最大の島になった。
一の島はほとんどが無人の荒野か砂漠、遺跡しかない。二の島はもっとも都市と人口が多くゆたかだが、貧富の差が激しい。三の島は二の島ほどではないが、そこそこ栄えている。
火の国
二の島の東海岸にある、ヒューペルボレア人の最大の都市国家。ヒューペルボレア基準ではものすごい大都会だが、地球出身者の影響を受けている禁断の王国とは文明レベルが大きく違い、ギリシア神話のトロイアの都の周辺にある漁村にもにたひなびた（わびしい）雰囲気。後述の宮殿を除き、家々はほとんどが竪穴建物で、たまにレンガを組みあげた“最新式”の建物がある程度。
街の中心部の広場には先史文明の遺跡である大理石造りの白亜の宮殿が建ち、《焰の剣の軍神》の刀身が20メートル弱はある長大な剣が刺さっている。巨剣に焰がともり、世界を暁に染めたとき、西にそびえる聖山から《軍神》が甦ると言われている。その影響で火の軍神に仕える帯剣する戦士・剣士の数が『それ以外の人々』よりも不自然に多く、武器屋の数が多いのも特徴。
なれはての砂漠
一の島東部に大海のごとく広がる砂漠。荒涼かつ閑散とした荒野と砂漠、岩だらけの禿げ山、遺跡だらけで人里がほとんどない未開の地。昔はゆたかな大河が流れる肥沃な平野であったらしく、名残りとして大地には海までつづく深くて長い溝が刻まれており、かつては緑の大地であったことから『なれはて』と呼ばれる。また、『願いにふさわしい神が顕れる聖地』が存在し、遺跡の『祭壇』で儀式を行ったアイーシャにより、『草薙護堂の代役』として軍神ウルスラグナが召喚される。

混沌の海
衝突したユニバースの融合点が変化した、すべての命と物質を内包した世界をむしばむ災厄となるもの。最初はナプキンに飛んだソースの染み程度の大きさだったが、凄まじい速さで浸食を進める。近くにある全てを吸収、融合しようとし、あらゆる物質があるべき形を失ってどろどろに融解、放出される凄まじく濃密な瘴気を浴びると咒への耐性の低い生物はことごとく“気化”して新たな瘴気となり、《混沌の海》の一部になる。

#### 禁断の王国（フォービドゥン・レムルズ）
神話世界ヒューペルボレアに現れた地球出身者が鉤爪諸島に打ち立てた複数の都。命名はアレクサンドル。『リアル・シムシティ』の結果、神話世界の文明レベルを大きく逸脱した都市国家群となっている。
円卓の都
第1の王国。王はテオドリック。二の島に存在する。精鋭ぞろいの《円卓騎士団》と、勇猛果敢な重装騎兵隊、精強かつ勤勉な歩兵隊を擁した最大の軍事国家。『屍者の都』から馬で10日ほどの場所に位置する。プランタジネット家の騎士たちが伝えた、鞍と鐙、製鉄技術を実用化しており、武具製作と軍馬の育成にも力を入れている。
街並みは中世のヨーロッパに似ているが、騎士たちが知恵をしぼったことで当時より進歩しており、石造りの大規模建造物があちこちにあり、大きな道路のほとんどが舗装されている。煙を吐く煙突と鍛冶場があちこちにあり、城壁に囲まれ、小高い丘には中世ヨーロッパを思わせる城館がそびえ立つ。
征服欲の強い王国のひとつで、他の王国を襲撃し、略奪を行っている。ただし、『群狼の天幕』に比べると機動力は高くない。

屍者の都
第2の王国。王は厩戸皇子。大洪水で沈んだ先史文明の遺跡があった『死人の島』が元になっており、ここを根城に動く死人を生み出していた亡者を浄化した後で建国され、『犠牲の獣』によって他の島と合体した結果、現在は二の島に位置する。
都市基盤を最も充実させた王道楽土と言うべき理想郷。芙実花が《死の宝珠》で生み出す自律型の人造ゾンビ『屍者』を労働力としており、人間は料理などの創造的行為と『屍者』たちのメンテナンスを担当する。『屍者』には多様なバリエーションがあり、移住者に渡される家庭用、身長18メートルある土木建築用などが作られている。
芙実花の欲を叶える形で急速に文明化が進行しており、特にインフラは現代レベルまで発展している。“最低限よりもやや余裕のある衣食住”が支給され、様々な食品（ジャンクフード）に加え、シャンプー・リンス・石けんも発明済みで、ほぼ無償の病院・学校もある。集団農耕や牧場運営により食糧確保も行われ、食品を加工する工場も作られた。公共の『屍者』たちが小さな路地裏に至るまで掃除を行い、上下水道も導入されているので町は非常に衛生的。酔って暴れるような輩はゾンビくん警察隊に保護され、聖徳を重んじる『法』で男色・女色に関する商売もなく、善政ゆえに犯罪もすくなく、治安はきわめてよい。しかし、王がまったく物欲を見せず、常に『民と国』のことを考え、決断している影響で、心ある民ほど遠慮して、自分たちも道徳的であろうと心がけ、物欲や色欲を抑え込む傾向にあることが、異常なほどの清潔感と、ある種の息苦しさの原因にもなっている。
学校の存在から識字率は高く、王宮では神官や学者などの知識人層が重用される。書物好きな厩戸皇子が『活版印刷』の確立を進め、木材を原料とする紙の生産方式、インクや手動印刷機が発明され、ゾンビくん部隊が大量生産と印刷業務を請け負うことで、読書の習慣が大はやりした。また、芙実花の趣味で集った貴腐女たちによるBL作品も製作されている。ただ、皇子は無欲な聖人であり、芙実花は趣味が偏っているので、娯楽の面では『享楽の都』に劣る。
防衛に関しては『武装屍者』が担っているが、『円卓の都』との抗争で、武装が整っておらず、敵の兵士を猟犬とするならせいぜい番犬程度の力しかないという弱点が露呈。その後、ドニから指導を受けることになり、そもそも感情を持たない無念無想であることを活かして奥義《無想剣》を学んでいる。鍛えた《剣の屍者》は同盟関係にある『享楽の都』にも派遣されている。

海王の都
第3の王国。王は羅翠蓮。鉤爪諸島の南に位置する離島・蓬莱八島を根城とする巨大海賊団。淡路島くらいの大きさの本島のまわりを7島が囲んでいる。《白蓮党》が前身で、羅濠のカリスマと恐怖政治によって統治され、配下や民衆は羅濠を讃えるよう強制・教育されている。
ヒューペルボレアの未踏の地を探索する船団の母港にして、『享楽の都』に並ぶ交易拠点。ヒューペルボレアで最も造船技術が進んだ場所で、『享楽の都』の7、8倍もの船が集う。料理屋では羅濠が地球から伝えた本格中華が提供される。羅濠の権能《黄粱一炊夢》の力で街としても素晴らしく充実しており、市中には大きな街路のみならず水路まで張りめぐらされ、人々や牛馬だけでなく、船まで街中を行き交い、低層の木造家屋、高楼や仏塔など、いにしえの中国を思わせるアジアンな雰囲気の建築物ばかりが見られる。中心部には大中華の皇宮に比すべき威をそなえた豪壮な宮殿が役所として建っている。羅濠本人は都の北方に鎮座する里山の7合目あたりに瀟洒な邸宅をかまえて暮らしている。

群狼の天幕
第4の王国。王はデヤンスタール・ヴォバン。一箇所に定住しない、精強な騎兵でもある遊牧の民。二の島を中心に、恐るべき魔狼の群れと世界を滅ぼす天狼フェンリルまで加わり、馬と狼の快足で鉤爪諸島の各地を転々としつつ、気の向くままに襲撃と侵略を繰り返す。都を定めて定住する習慣とは無縁であり、本気を出せば鉤爪諸島のどこにでも風のように現れては去っていく。ほぼ同じ形式の毛皮の上着と帽子を身につけ、“鐙”のない馬を自在に乗りこなす。一部の民や騎馬には《貪る群狼》で“狼のしるし”をあたえて人狼化できるようにしている。
征服欲の強い王国のひとつで、騎兵の機動力の高さから危険視される。

竜の都
第5の王国。天翔ける竜たちが群れる、峨々たる山々の奥深くにある城。支配者は歳経て知恵を得た竜だとも、竜と関わりのある地球出身者だとも言われているが、いまだ真相は不明。三の島の『影追いの森』の南西約50キロメートルに位置する、四方を山に囲まれた盆地に築かれた都市。
都の外に出れば、険しい山道・峠道がえんえんとつづくので、住民は全長7メートルほどの翼竜を馬代わりに乗りまわす。市内は縦横に走る道路網で碁盤の目のように仕切られていて、全体に低層の木造家屋が多く、衣服は布地を体に巻きつけるタイプと、長安や北京などのような旧時代のアジア某地に近い雰囲気がある。

享楽の都
第6の王国。真の王は蓮だが、表の顔をカサンドラに任せて影に徹している。人の世のありとあらゆる娯楽、欲望、愉悦、快楽を味わえる歓楽都市。二の島の西海岸に位置する。
蓮とステラの提案で、人の欲望を利用するというコンセプトが立てられた。最初は蓮が開業したビストロから始まり、地球の料理を広めることで素朴すぎる日常の食事レベルを引き上げ、『よそよりも食べ物がとにかく美味い街』という評判で移民が集まっていった。良くも悪くもエネルギーに充ち満ちた繁華街であり歓楽街で、ギャンブルをはじめとする多種多様な娯楽が盛んに行われ、スケートボードやサーフィン、タピオカミルクティーまで発明されている。名産品は蜂蜜酒。
貿易も盛んで、小洒落た街並みには活気があり、レンガを敷きつめた舗装路には家畜や馬車が行き交う。街は低層の建物ばかりで、要人は小高い丘の上に建つ4階を超える立派な城館に住んでいる。
『屍者の都』『海王の都』とは同盟関係にあり、前者からは《剣の屍者》を融通してもらい、後者からは交易のために船を買いあげている。一方、『円卓の都』とはゆるやかな敵対関係で、機動力の高い『群狼の天幕』を特に警戒している。

探索者のギルド
第7の王国。創設者（発案者）は草薙護堂で、現在は妻のエリカ・ブランデッリがマスターをしている。定まった都はなく、鉤爪諸島各地に支部を設けており、所属する旅人は左足首に黄色い布を巻きつけている。本拠地は最も経済活動の盛んな『享楽の都』の内部に置かれている。
すくなくないヒューペルボレア人が牧畜、遊牧を生業とし、自前の馬で移動し夜は野営をしているため、旅するときに便利な街道、宿屋、船便といったものがないことを不便に感じた護堂の肝煎りで発足した。ギルドに属する旅人たちは各支部で助言・助力・路銀の融通・人の紹介など、有形無形のさまざまな援助を受けられ、支部を介して遠方の知人と連絡を取ることもできる。これらはエリカが所属する《赤銅黒十字》の前身である、聖地エルサレムへの巡礼を助けたかつてのテンプル騎士団の業務をもとにしたもの。

影追いの森
第8の王国。頭領はアレクサンドル・ガスコイン。人口の少ない三の島北部の森林地帯を丸ごと拠点とし、神や精霊の血を引く異能の者たちと共同生活を送っている。入りこんだ余所者は必ず道に迷い、二度と出てこられない魔の森。曲者ぞろいのヒューペルボレア版“シャーウッドの森”で、義賊を標榜する無法者の盗賊たち、異端のマエストロ、禁じられた叡智の探究者などが住む。多くが無実の罪、権威への叛逆などでもとの住居にいられなくなった流浪の身の上の無宿人であり、ヒューペルボレアの謎と神秘を解き明かすことを目的としている。

反運命教団
第9の王国といえる規模に成長しつつある、ヒューペルボレアでいちばん勢いのある宗教組織。教祖はアイーシャ。本拠地は二の島の『屍者の都』から北西方向にあるいちばん高い山の麓に置かれている。
主な教義は『運命の軛から脱出せよ、自由に生きろ』で、冷酷な《運命》と戦う《クシャーナギ・ゴードー》を《反運命の戦士》として讃える。元ネタは草薙護堂だが、ハッタリを効かせるためにアイーシャが途中で設定を“盛った”ため、名前も変わっている。祭事では呪的に『音』を強化したロックテイストの演奏で、支配からの卒業を高らかに訴える。歌や音楽、楽器のことはアイーシャが教えたものだが、彼女の《女王の呪縛》によってそのことは思い出せなくなっている。アイーシャが次第に教祖から音楽関係のプロデューサーと化していったことで、自ら巡業するより、効率的にスタッフを派遣することが多くなった。

### その他
私立城楠学院
護堂たちが通う学校。根津三丁目の商店街にある草薙家から歩いて20分の近所に位置し、中等部から大学部まで存在する。一応進学校に分類され、文科系の部活が盛ん。一方で運動部の成績はいまいちで、本編の前年、チアリーディング部が10年ぶりに全国大会に出場した以外は目立ったところがない。校内には大学病院も併設されている。

草薙一族
護堂の親族。静香曰く「由緒正しい庶民」の家柄だが、男子には代々ひどい遊び人のろくでなしが多く、火が付いたら止まらない性格で、有り余る生命力が暴走して周囲に迷惑をかける傾向が強い。例として芸者遊びで身代を潰した若旦那、不倫の末上海に逃げた禅僧、死後に原稿用紙3000枚に及ぶ幼女に虐げられる快楽をつづった小説が発見された当主などがこの200年程続けて現れており、たとえ固い職業についていてもアウトローなところがある者が多いらしい。また、男女問わず『喉元過ぎれば熱さを忘れる』能天気な気質を共通点として持つ。一族の職業は、教育者や警察官から、元ヤクザや伝説的な博徒まで幅広い。
明治から昭和初期にかけて激動の人生を送った者が多いため、直系は護堂の祖父ぐらいしかいないが、分家はそこそこ残っており、なおかつ親戚同士のつながりが非常に強いため、毎年始には日本中から一族が東京に集まって盛大な新年会が催される。なお、この新年会の2次会では小料理屋などを貸し切って様々なギャンブルが行われ、護堂は数年間チャンピオンの座に座り続けていた。

七雄神社（ななおじんじゃ）
芝公園近くの高台に建立されている、武蔵野の重要な聖域の1つ。媛巫女の担当者は裕理。祭神や由緒は不明。境内は200段もの石段を上った先にあり、都心に位置しながらも自然が多い。正史編纂委員会が情報を規制しているため一般の知名度は低く、正月などの一部時期を除けば参拝客は近所の住民がほとんど。最終決戦を経て裕理が京都に転居してからは、ひかりが跡を継いでいる。

国士無双
香港陸家が日本での3番目の拠点として秋葉原で運営しているメイド飲茶房。鷹化は当初激安PCパーツショップか同人誌ショップにして集客を図る心算でいたが、舎弟たちがメイドテーマパークを作りたいと懇願したためこのような形になった。ここのVIPルームでは鷹化達による「男子会」（メンバーは護堂、鷹化、甘粕、馨）が時折開催される。オーナーが護堂を「叔父上」と呼んでいるため、従業員のメイドたちも護堂を「おじさま」と呼ぶ。
また、護堂と縁があるということで、10月に開催された城楠学院の学園祭では1年5組の「チャイナ猫耳メイド喫茶・飲茶アレンジ館」のバックアップを行った。

一之宮神流（いちのみやしんりゅう）
ユニバース966の鹿島に古くから伝わる古流剣術。実戦を重視しており、流儀には柔術、杖術、投石術なども含まれる。

## 既刊一覧

### 小説
- 丈月城（著）/ シコルスキー（イラスト） 『カンピオーネ！』 集英社〈スーパーダッシュ文庫→ ダッシュエックス文庫[注 123]〉、全21巻
  1. 「神はまつろわず」2008年5月28日第1刷発行（5月23日発売[69]）、ISBN 978-4-0863-0428-3
  2. 「魔王来臨」2008年11月26日第1刷発行（11月21日発売[70]）、ISBN 978-4-0863-0460-3
  3. 「はじまりの物語」2009年3月30日第1刷発行（3月25日発売[71]）、ISBN 978-4-0863-0481-8
  4. 「英雄と王」2009年7月29日第1刷発行（7月24日発売[72]）、ISBN 978-4-0863-0496-2
  5. 「剣の巫女」2009年11月30日第1刷発行（11月25日発売[73] ）、ISBN 978-4-0863-0516-7
  6. 「神山飛鳳」2010年3月30日第1刷発行（3月25日発売[74]）、ISBN 978-4-0863-0539-6
  7. 「斉天大聖」2010年7月28日第1刷発行（7月23日発売[75]）、ISBN 978-4-0863-0557-0
  8. 「受難の魔王たち」2010年11月30日第1刷発行（11月25日発売[76]）、ISBN 978-4-0863-0579-2
  9. 「女神再び」2011年3月30日第1刷発行（3月25日発売[77]）、ISBN 978-4-0863-0600-3
  10. 「槍の戦神」2011年8月30日第1刷発行（8月25日発売[78]）、ISBN 978-4-0863-0623-2
  11. 「ふたつめの物語」2011年12月27日第1刷発行（12月22日発売[79]）、ISBN 978-4-0863-0653-9
  12. 「かりそめの聖夜」2012年5月30日第1刷発行（5月25日発売[80]）、ISBN 978-4-0863-0677-5
  13. 「南洋の姫神」2012年8月29日第1刷発行（8月24日発売[81]）、ISBN 978-4-0863-0697-3
  14. 「八人目の神殺し」2013年5月29日第1刷発行（5月24日発売[82]）、ISBN 978-4-0863-0738-3
  15. 「女神の息子」2013年10月30日第1刷発行（10月25日発売[83]）、ISBN 978-4-0863-0757-4
  16. 「英雄たちの鼓動」2014年2月28日第1刷発行（2月25日発売[84]）、ISBN 978-4-0863-0772-7
  17. 「英雄の名」2014年9月30日第1刷発行（9月25日発売[85]）、ISBN 978-4-0863-0800-7
  18. 「魔王たちの断章」2015年4月30日第1刷発行（4月24日発売[86]）、ISBN 978-4-0863-1039-0
  19. 「魔王内戦」2016年10月30日第1刷発行（2016年10月25日発売[87]）、ISBN 978-4-0863-1147-2
  20. 「魔王内戦2」2016年12月27日第1刷発行（12月22日発売[88]）、ISBN 978-4-0863-1162-5
  21. 「最後の戦い」2017年11月27日第1刷発行（11月22日発売[89]）、ISBN 978-4-0863-1162-5
- 丈月城（著）/ シコルスキー（イラスト） 『カンピオーネEX！ 軍神ふたたび』、集英社〈ダッシュエックス文庫〉、2019年4月29日第1刷発行（4月24日発売[90]）、ISBN 978-4-08-631301-8
- 丈月城（著）/ BUNBUN（イラスト） 『カンピオーネ! ロード・オブ・レルムズ』 集英社〈ダッシュエックス文庫〉、既刊3巻（2021年9月24日現在）
  1. 2020年6月30日第1刷発行（6月25日発売[91]）、ISBN 978-4-08-631367-4
  2. 2021年1月31日第1刷発行（1月25日発売[92]）、ISBN 978-4-08-631395-7
  3. 2021年9月29日第1刷発行（9月24日発売[93]）、ISBN 978-4-08-631437-4

### 漫画
- 丈月城（原作） / シコルスキー（キャラクター原案） / 坂本次郎（作画） 『カンピオーネ!』 集英社、全3巻。
  1. 2012年5月30日第1刷発行（5月25日発売[94]）、ISBN 978-4-08-782451-3
  2. 2013年5月29日第1刷発行（5月24日発売[95]）、ISBN 978-4-08-782600-5
  3. 2013年10月30日第1刷発行（10月25日発売[96]）、ISBN 978-4-08-782715-6

## ドラマCD
『スーパーダッシュ&ゴー！』創刊第3号（2012年4月号）特別付録ドラマCD

## テレビアニメ
『カンピオーネ! 〜まつろわぬ神々と神殺しの魔王〜』のタイトルで、2012年7月から9月にかけて、TOKYO MX、サンテレビ、テレビ愛知、BS11、AT-Xにて放送された。ナレーションは立木文彦。TOKYO MXでの放送時に限り、原作者の丈月城による解説がTwitter上で行われていた。

### スタッフ
- 原作 - 丈月城（集英社スーパーダッシュ文庫刊）[97]
- イラスト - シコルスキー[97]
- 監督 - 草川啓造[97]
- シリーズ構成 - 花田十輝[97]
- キャラクターデザイン・総作画監督 - 石川雅一[97]
- クリーチャーデザイン - ヒラタリョウ[97]
- アクション作画監督 - 津熊健徳（第3話、第4話、第7話、第8話、第10話、第12話、第13話）
- 美術監督 - 岩瀬栄治[97]
- 美術設定 - 高橋麻穂[98]
- 色彩設計 - 海鋒重信[97]
- 撮影監督 - 羽田巧[97]
- 編集 - 岡祐司[98]
- 音響監督 - 岩浪美和[97]
- 音楽プロデューサー - 小池克実[98]
- 音楽 - 加藤達也[98]
- 音楽制作 - ランティス[98]
- プロデュース - 足立聡史[98]、川瀬浩平[98]
- プロデューサー - 三條場一正[98]、中山信宏[98]、兼光一博[98]、伊藤善之[98]、福田順[98]、藤田敏[98]
- アニメーションプロデュース - 里見哲朗[98]
- アニメーションプロデューサー - 山本健一郎[98]
- アニメーション制作 - ディオメディア[97]
- 製作 - 『カンピオーネ!』製作委員会（集英社、ワーナー・ホーム・ビデオ、ブルズ・アイ、ランティス、ディオメディア、クロックワークス、AT-X）[6]

### 主題歌
「BRAVE BLADE!」
桜川めぐによるオープニングテーマ。作詞は松井洋平、作曲・編曲は菊田大介。
「Raise」
小倉唯によるエンディングテーマ。作詞は只野菜摘、作曲は俊龍、編曲は藤田淳平。

### 各話リスト
| 話数 | サブタイトル           | 脚本           | 絵コンテ          | 演出              | 作画監督                                                                                   | 放送日        |
| ---- | ---------------------- | -------------- | ----------------- | ----------------- | ------------------------------------------------------------------------------------------ | ------------- |
| #1   | はじまりの物語         | 花田十輝       | 草川啓造 満仲勧   | 草川啓造          | 本多美乃、井出直美、松本麻友子                                                             | 2012年 7月6日 |
| #2   | 王様のいる風景         | 花田十輝       | 満仲勧            | 満仲勧            | 小菅和久、武本大介                                                                         | 7月13日       |
| #3   | 遠方より敵来たる       | 花田十輝       | 山本靖貴          | 山本靖貴          | 山本真嗣、松原栄介                                                                         | 7月20日       |
| #4   | まつろわぬアテナ       | 花田十輝       | 吉田泰三          | 間島崇寛          | 佐藤麻里那、北村晋哉                                                                       | 7月27日       |
| #5   | 好日ならざる日々       | あおしまたかし | 佐藤広志          | 佐藤広志          | 酒井智史、のりみそのみ                                                                     | 8月3日        |
| #6   | 王たちは話し合う       | 鴻野貴光       | 平川哲生          | 守田芸成          | 志賀道憲、成川多加志                                                                       | 8月10日       |
| #7   | 風よ、雨よ、狼よ       | 子安秀明       | 平牧大輔          | 平牧大輔          | 小菅和久、本田敬一                                                                         | 8月17日       |
| #8   | 英雄推参               | 子安秀明       | 福田道生          | 吉田りさこ        | 冨谷美香、武本大介、佐藤麻里那                                                             | 8月24日       |
| #9   | 行方不明の王様たち     | あおしまたかし | 満仲勧            | 駒屋健一郎        | 山本真嗣、志賀道憲、松原栄介                                                               | 8月31日       |
| #10  | 荒ぶる魔王、太陽の勇者 | 鴻野貴光       | 平川哲生          | 山本靖貴          | 玉木慎吾、佐藤麻里那                                                                       | 9月7日        |
| #11  | 太刀の媛巫女           | 鴻野貴光       | 吉田泰三          | のりみそのみ      | Seo Jung Ha、井本由紀 木下ゆうき、井嶋けい子                                               | 9月14日       |
| #12  | 天叢雲劍               | あおしまたかし | 満仲勧            | 満仲勧            | 佐藤麻里那、武本大介、桜井正明 本田敬一、石井和久                                          | 9月21日       |
| #13  | 神殺しの物語           | 花田十輝       | 草川啓造 小平麻紀 | 草川啓造 小平麻紀 | 玉木慎吾、飯野誠、工藤利春 佐藤麻里那、木村邦彦、長谷川亨雄 清水明日香、小菅和久、齊田博之 | 9月28日       |

### 放送局
| 放送地域 | 放送局                 | 放送期間                | 放送日時                     | 放送系列                          | 備考                            |
| -------- | ---------------------- | ----------------------- | ---------------------------- | --------------------------------- | ------------------------------- |
| 日本全域 | AT-X                   | 2012年7月6日 - 9月28日  | 金曜 23:30 - 土曜 0:00       | CS放送                            | 製作委員会参加 リピート放送あり |
| 東京都   | TOKYO MX               | 2012年7月7日 - 9月29日  | 土曜 1:00 - 1:30（金曜深夜） | 独立局                            |                                 |
| 兵庫県   | サンテレビ             | 2012年7月10日 - 10月2日 | 火曜 0:35 - 1:05（月曜深夜） | 独立局                            |                                 |
| 愛知県   | テレビ愛知             | 2012年7月12日 - 10月4日 | 木曜 2:00 - 2:30（水曜深夜） | テレビ東京系列                    |                                 |
| 日本全域 | ニコニコ動画           | 2012年7月12日 - 10月4日 | 木曜 23:30 - 金曜 0:00       | ネット配信 （ストリーミング形式） | ニコニコ生放送で30分先行配信    |
| 日本全域 | BS11                   | 2012年7月14日 - 10月6日 | 土曜 0:00 - 0:30（金曜深夜） | 独立系BS放送                      | ANIME+枠                        |
| 日本全域 | バンダイチャンネル     |                         |                              |                                   |                                 |
| 日本全域 | ワーナー・オンデマンド |                         |                              |                                   |                                 |
| 日本全域 | PlayStation Store      |                         |                              |                                   |                                 |
| 日本全域 | Video Unlimited        |                         |                              |                                   |                                 |
| 日本全域 | TSUTAYA TV             |                         |                              |                                   |                                 |

### BD / DVD
2012年9月26日から2013年3月27日まで、BD初回限定版・通常版、DVD初回限定版・通常版の4種類で発売された。
| 巻  | 発売日         | 収録話   | 規格品番   | 規格品番   | 規格品番   | 規格品番   |
| 巻  | 発売日         | 収録話   | BD初回版   | BD通常版   | DVD初回版  | DVD通常版  |
| --- | -------------- | -------- | ---------- | ---------- | ---------- | ---------- |
| 1   | 2012年9月26日  | #1       | 1000335285 | 1000335286 | 1000335283 | 1000335287 |
| 2   | 2012年10月31日 | #2 - 3   | 1000335279 | 1000335280 | 1000335277 | 1000335281 |
| 3   | 2012年11月28日 | #4 - 5   | 1000335273 | 1000335274 | 1000335271 | 1000335275 |
| 4   | 2012年12月26日 | #6 - 7   | 1000335267 | 1000335268 | 1000335265 | 1000335269 |
| 5   | 2013年1月30日  | #8 - 9   | 1000335261 | 1000335262 | 1000335259 | 000335263  |
| 6   | 2013年2月27日  | #10 - 11 | 1000335255 | 1000335256 | 1000335253 | 1000335257 |
| 7   | 2013年3月27日  | #12 - 13 | 1000335249 | 1000335250 | 1000335247 | 1000335251 |
| BOX | 2014年10月29日 | 全13話   | 1000519562 |            |            |            |

### Webラジオ
『ラジオ「カンピオーネ!」 〜日笠・日高はまつろわず〜』は、2012年6月21日から10月11日までHiBiKi Radio Stationで隔週木曜日に配信されていたラジオ番組。パーソナリティは日笠陽子（エリカ・ブランデッリ 役）、日高里菜（草薙静花 役）。
ゲスト
- #3（2012年7月19日） - 喜多村英梨（リリアナ・クラニチャール 役）
- #4（2012年8月2日） - 松岡禎丞（草薙護堂 役）
- #6（2012年8月30日） - 斉藤佑圭（清秋院恵那 役）
- #8（2012年9月27日） - 小倉唯（アテナ 役）